# Renacimiento florentino

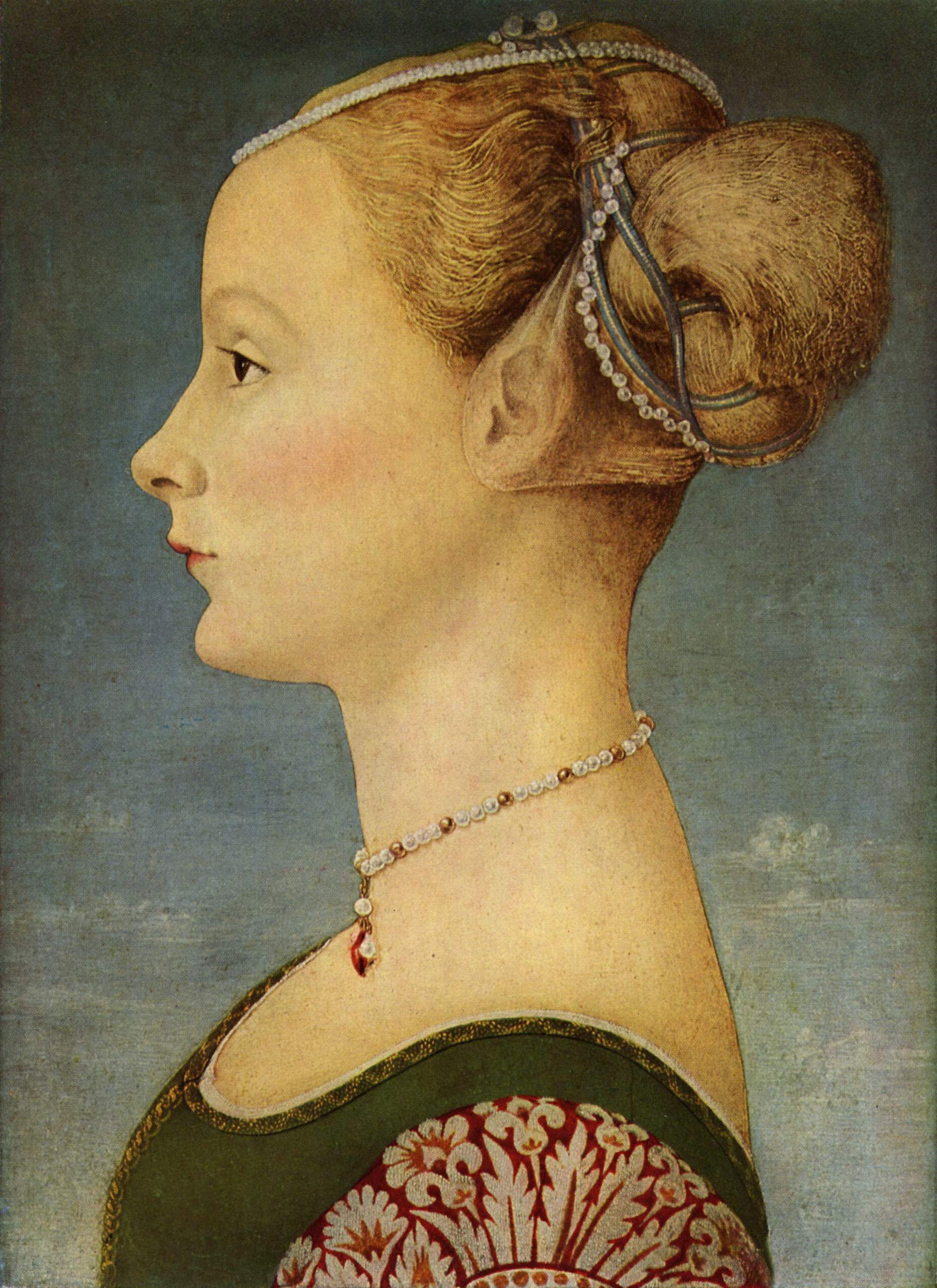
Antonio del Pollaiolo, Retrato de una mujer joven (1470-1472), Museo Poldi Pezzoli, Milán.

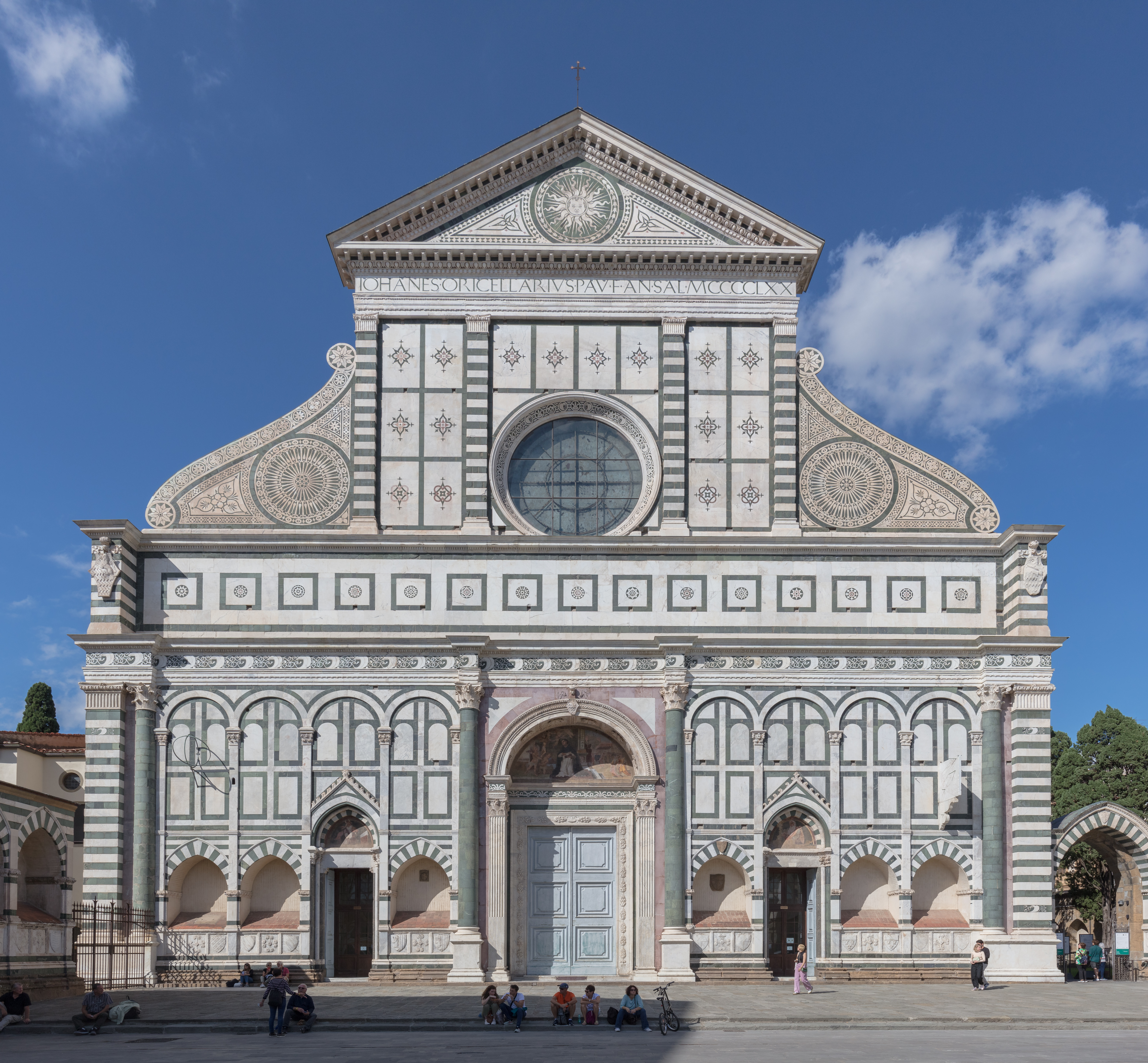
Fachada de Santa Maria Novella (1456)

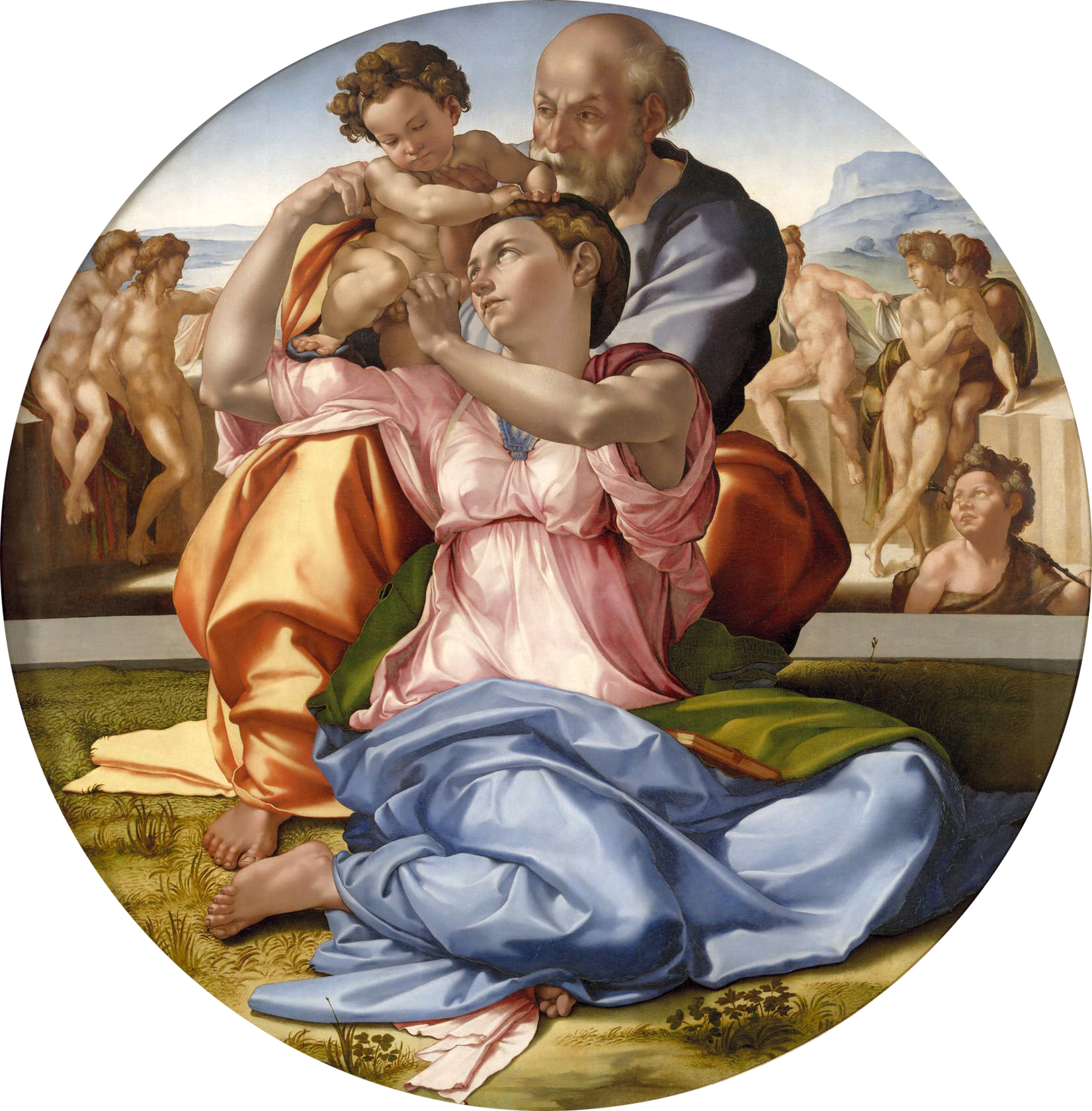
Miguel Ángel, Tondo Doni (1503-1504)

El Renacimiento florentino en las artes figurativas fue la nueva forma de abordar las artes y la cultura en Florencia durante el período comprendido aproximadamente entre principios del siglo XV y finales del siglo XVI. Este nuevo lenguaje figurativo estuvo vinculado a una nueva forma de pensar sobre el hombre y el mundo que lo rodeaba basada en la cultura local y el humanismo ya destacado en el siglo XIV, entre otros por Petrarca y Coluccio Salutati.   
La catedral de Florencia, coronada por la cúpula de Brunelleschi, aún domina el horizonte de la ciudad, y son bastantes las iglesias florentinas que conservan obras renacentistas: San Lorenzo, Santa Maria Novella, Santa Trinita, Santa Maria del Carmine, Santa Croce, Santo Spirito y Santissima Annunziata. Son también muchas las obras del periodo que aun se encuentran reunidas en los numerosos museos de la ciudad—la Galería de los Uffizi, la Galería Palatina con las pinturas de la «Edad de Oro», el Bargello con esculturas, el Museo Nacional de San Marcos con las obras de Fra Angelico, la Galleria dell'Accademia, las capillas de los Médici, el museo de Orsanmichele, la Casa Buonarroti con esculturas de Miguel Ángel o el Museo dell'Opera del Duomo— y también muchas otras, de las que se conservan y ya no están en la ciudad, se exponen en los mejores museos del mundo.  

## Periodización
El Renacimiento florentino tiene varios períodos. Hasta mediados del siglo XV, este movimiento se difundió desde planteamientos técnicos y prácticos. Las novedades propuestas en las artes figurativas a principios del siglo XV por Filippo Brunelleschi, Donatello y Masaccio, basadas en la recuperación y reinterpretación del arte y la arquitectura de la antigüedad, no fueron aceptadas inmediatamente por la comunidad y permanecieron durante unos veinte años incomprendidas y minoritarias en comparación con el gótico internacional. Una segunda generación, Lorenzo Ghiberti, Fra Angelico y Leon Battista Alberti, profundizó en los avances técnicos, incorporando una mayor complejidad y sofisticación en el uso de la perspectiva y en la representación del espacio y la figura humana.
Luego, una segunda fase que abarca el período del reinado de Lorenzo el Magnífico, de 1469 a 1492—con la conocida como «tercera generación», Domenico Ghirlandaio, Verrocchio, los hermanos Pollaiuolo y el joven Sandro Botticelli—, se caracteriza por contribuciones principalmente intelectuales. Luego, la tercera fase estuvo configurada por los preceptos de Jerónimo Savonarola que influyeron profunda y duraderamente en muchos artistas, poniendo en tela de juicio por el establecimiento en Florencia de un estado teocrático la libertad de elección. 
Posteriormente, el lenguaje figurativo del Renacimiento fue paulatinamente el más apreciado y se transmitió a otras cortes italianas, incluida la papal, así como a las cortes europeas, gracias a los movimientos de los artistas de una corte a otra. Los discípulos locales nacieron del contacto con estos viajeros. Desde 1490 hasta 1520, el Alto Renacimiento corresponde al período de «experimentación» de las tres figuras principales del Renacimiento, ninguna nacida en Florencia: Leonardo da Vinci (1452-1519), Miguel Ángel (1475-1564) y Rafael (1483-1520). El manierismo fue el siguiente período.

## Contexto histórico

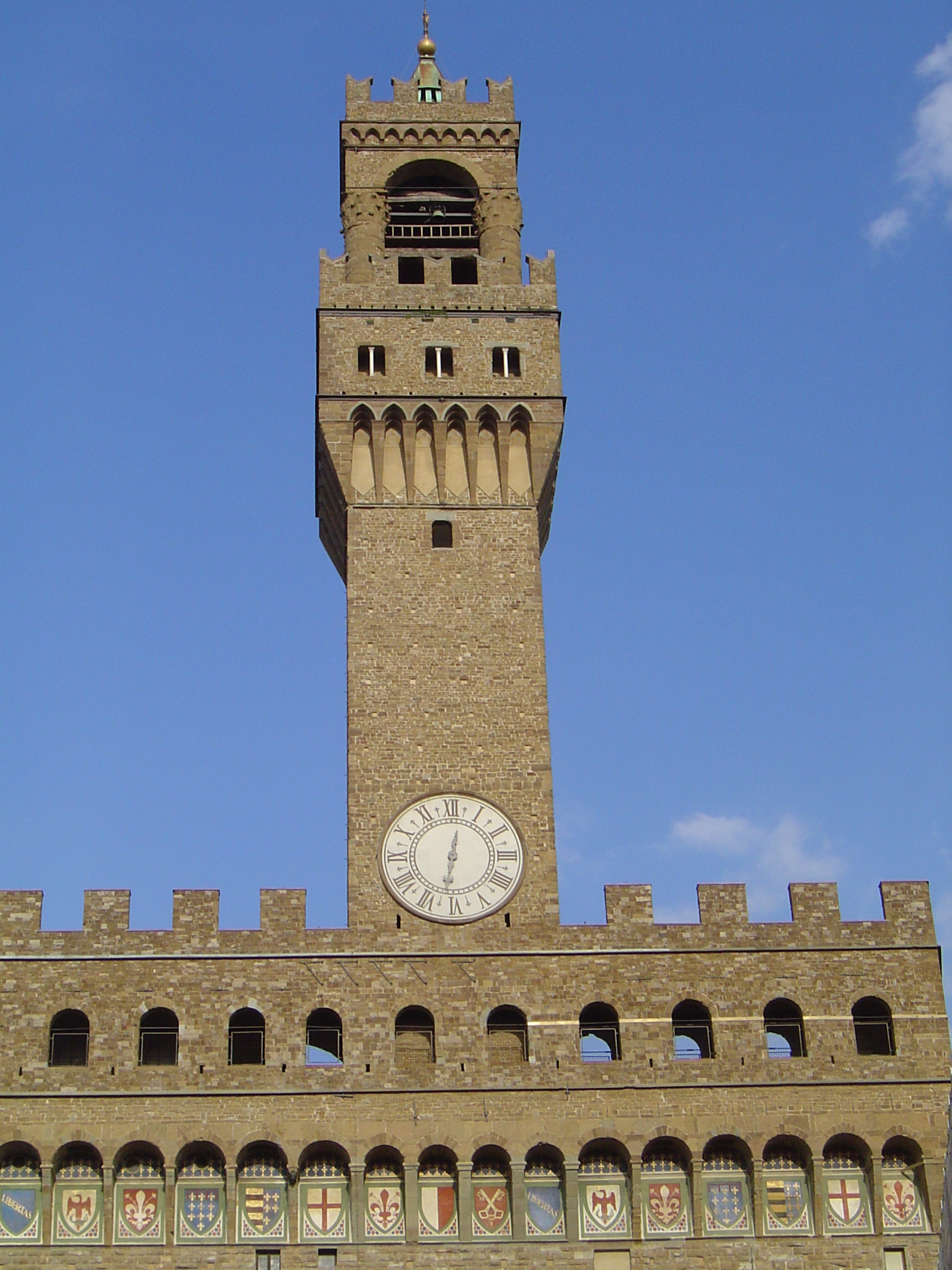
La Torre di Arnolfo y los blasones del Palazzo Vecchio (principios del)

#### Final delsigloXIV- primera mitad delXV
Después de la crisis económica y social de la segunda mitad del siglo XIV provocada por las quiebras bancarias, la peste negra, el hambre y las guerras civiles que culminaron con la revuelta de los Ciompi de 1378, se inició una recuperación económica en Florencia. La población comenzó a crecer y bajo la iniciativa de la oligarquía burguesa, se reiniciaron los proyectos públicos. En el Duomo, en 1391, se inició la construcción de la puerta de la Mandorla, en el costado norte. En 1404, las Arti decoraron los nichos exteriores de la iglesia de Orsanmichele.
Sin embargo, la recuperación se vio amenazada por el duque milanés Gian Galeazzo Visconti, quien sitió Florencia en un intento de crear un estado nacional en Italia bajo el gobierno de Milán. Sin embargo, los florentinos estaban ansiosos por mantener su independencia, alimentándose de un fuerte orgullo cívico que apelaba al lema histórico de Libertas. Con la repentina muerte de Visconti en 1402, el control militar sobre la ciudad se aflojó. Se reanudó la recuperación económica y Florencia conquistó Pisa en 1406 y el puerto de Livorno en 1421.
En 1424, Florencia sufrió una derrota contra los Visconti y Lucca. El peso de la guerra y el coste de completar la cúpula de Santa María del Fiore hicieron necesarios nuevas taxas. Así, en 1427, la Signoria impuso el catasto, el primer intento de equidad fiscal en la historia moderna, que gravaba a las familias basándose en estimaciones de su riqueza, determinando por primera vez dónde se concentraba realmente el dinero, es decir, en manos de aquellas familias de comerciantes y banqueros que también dominaban la actividad política.

#### Señoría de los Médici

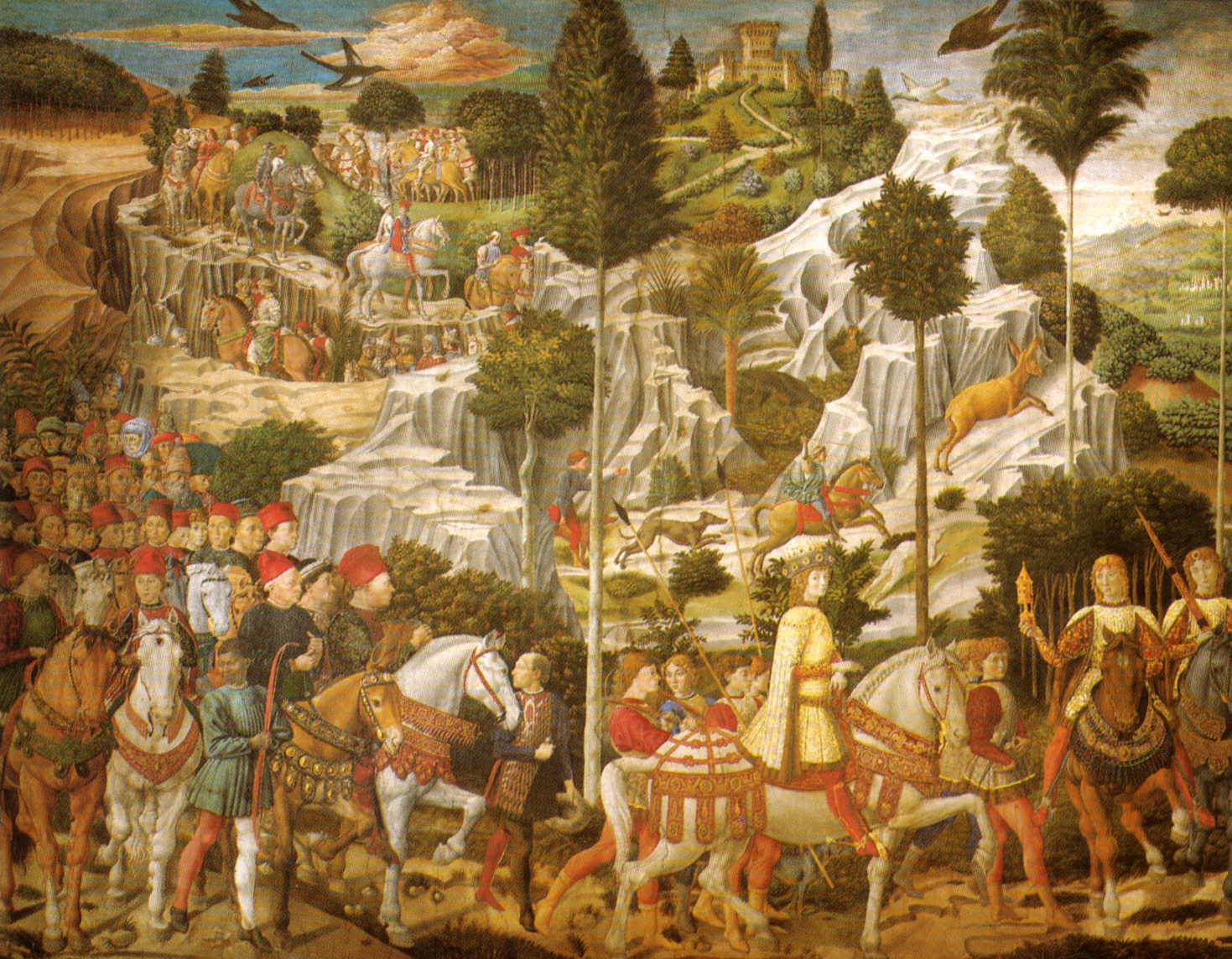
Benozzo Gozzoli, frescos de la Capilla de los Magos (1459), celebración del poder de la familia Medici.

Quizás fue en ese momento, durante la década de 1430, cuando un banquero como Cosme de Médici (el Viejo) se dio cuenta de que era necesario un mayor control directo sobre la política para proteger sus intereses. A pesar de su conocida prudencia, inició un gradual ascenso hacia el poder, que nunca lo vio como protagonista directo, sino siempre en segunda línea detrás de hombres en quienes confiaba estrechamente. Sin embargo, pronto entró en conflicto con las otras familias poderosas de la ciudad, en primer lugar los Albizzi y los Strozzi, y eso se convirtió en su desgracia y se vio obligado a ir al exilio. Sin embargo, el pueblo descontento ahuyentó a sus enemigos e impuso su regreso. Recibido triunfalmente en la ciudad con aclamaciones —fue apodado Pater Patriae, padre de la patria— y expulsó a sus enemigos Fue el primer triunfo de los Medici, que a partir de ese momento tomaron el poder y lo mantuvieron durante tres siglos.
En 1439 Cosme cumplió su sueño de fundar una «nueva Roma» en Florencia al trasladar a la ciudad debido a la peste el concilio que se celebraba en ese momento en Ferrara (concilio de Basilea-Ferrara-Florencia). Si ese concilio pretendía resolver el problema del cisma de Oriente, su resultado concreto fue muy poco visible.
La época de Lorenzo de Médici (en el poder de 1469 a 1492), después de un comienzo crítico con la conspiración de los Pazzi, fue un período de paz, prosperidad y grandes logros culturales para la ciudad, que se convirtió en uno de los pueblos más refinados de Italia. Florencia se convirtió en un centro influyente que exportó su arte y conocimientos a otras cortes de Italia y de Europa enviando a sus artistas y eruditos como ambascerie culturali («embajadas culturales»). En Roma, un grupo de artistas florentinos, entre ellos Botticelli, Domenico Ghirlandaio y El Perugino, realizarían la primera decoración de la Capilla Sixtina.
Tras la muerte de Lorenzo se inició una época de crisis y replanteamiento, dominada por la figura del fraile dominico ferrarés Jerónimo Savonarola, quien tras la expulsión de Pedro II de Médici hizo reinstaurar la República y creó un estado de inspiración teocrática. Sus proclamas desde el púlpito de la basílica de San Marcos influyeron profundamente en la sociedad florentina que, asustada por la crisis política que atravesaba la península italiana, se volvió hacia una religión más austera y supersticiosa, en contraste con los ideales humanistas inspirados en el mundo clásico que habían atravesado el período precedente. Muchos artistas, como Botticelli y el joven Miguel Ángel, influenciados por Savonarola abandonaron creaciones de «inspiración secular», destruyendo a veces, como fra Bartolomeo y Botticelli, producciones anteriores, quemadas en la hoguera de las vanidades.
El enfrentamiento entre Savonarola y el papa Alejandro VI Borgia puso fin a la influencia del monje, condenado por hereje y quemado en la plaza de la Señoría en 1498. Desde entonces la situación política y social se volvió aún más confusa, con la salida de numerosos artistas de la ciudad.
Mientras tanto, el hijo de Lorenzo el Magnífico, Juan, se había convertido en cardenal y por la fuerza de la intimidación a la población (con el terrible saqueo de Prato de 1512) recibió las llaves de la ciudad. Habiendo ascendido al trono papal con el nombre de León X (1513), gobernó la inquieta ciudad desde Roma a través de algunos miembros de su familia. 
En 1527, el Saco de Roma fue motivo de una nueva rebelión. El asedio de Florencia de 1529-1530 puso fin a la República florentina, que se convirtió en ducado bajo Cosme I de Toscana, quien se convirtió en gran duque después de la conquista de Siena, convirtiendo a Florencia en la capital de un estado regional de la Toscana.

#### Influencia de las corporaciones
Los Médici eran banqueros y no soldados criados con ideales caballerescos, y muchas de sus órdenes eran más deliberadamente aristocráticas que las de sus equivalentes principescos. Muchas de los saberes que ayudaron a darle al arte florentino su forma distintiva, como las matemáticas prácticas, las letras y los números, fueron producto de la ética mercantil de Florencia. Las corporaciones que representaban estos intereses, desde comerciantes de seda y lana hasta canteros y tallistas de madera, encargaron la mayoría de las obras públicas en las primeras décadas del siglo XV, sometiéndolas a un riguroso control. Como príncipes, competían por el prestigio entre sí, junto a los ricos empresarios florentinos que construían palacios y capillas privadas cada vez más elaborados.

## Contexto social y cultural
La renovación cultural y científica comenzó en las últimas décadas del siglo XIV y principios del XV en Florencia y tuvo sus raíces en el redescubrimiento de los clásicos, iniciado ya en el siglo XIV por Francesco Petrarca y otros eruditos. En sus obras el hombre empezó a ser el tema central más que Dios (el Canzoniere de Petrarca y el Decamerón de Boccaccio fueron claros ejemplos de ello).
A principios de siglo, los artistas de la ciudad se encontraban entre dos opciones principales: la adhesión a las costumbres del gótico internacional o a una recuperación más rigurosa de las costumbres clásicas, que siempre habían tenido eco en el arte florentino desde el siglo XII. Cada artista se dedicó, más o menos conscientemente, a uno de los dos caminos, aunque el que prevaleció fue el segundo. Sin embargo, sería erróneo imaginar un avance triunfal de la lengua renacentista contra una cultura esclerótica y moribunda, tal como estableció alguna historiografía ya obsoleta: el gótico tardío era una lengua tan viva como siempre, que en algunos países fue apreciada mucho más allá del siglo XV, y la nueva propuesta florentina era al principio sólo una clara alternativa minoritaria, inaudita e incomprendida durante al menos veinte años en la propia Florencia, como lo demuestra por ejemplo el éxito en esos años de artistas como Gentile da Fabriano o Lorenzo Ghiberti.
El «renacimiento» logró tener una difusión y continuidad extraordinariamente amplia, de la cual surgió una nueva percepción del hombre y del mundo, donde el individuo solo era capaz de autodeterminarse y cultivar sus propios talentos, con los que podrá llegar a superar la Fortuna (en el sentido latino, «suerte») y a dominar la naturaleza modificándola. También era importante la vida comunitaria, que adquirió entonces un valor especialmente positivo vinculado a la dialéctica, al intercambio de opiniones e informaciones y a la comparación.
Este nuevo concepto se difundió con entusiasmo, pero, apoyándose en la fuerza de los individuos, no estuvo exento de aspectos duros y angustiosos, desconocidos en el tranquilizador sistema medieval. Las certezas del mundo ptolemaico fueron reemplazadas por las incertidumbres de lo desconocido, la fe en la Providencia fue reemplazada por la más voluble Fortuna y la responsabilidad de la autodeterminación conllevaba la angustia de la duda, del error, del fracaso. Este inconveniente, más doloroso y aterrador, se repitió cada vez que el frágil equilibrio económico, social y político fracasó, eliminando el apoyo a los ideales.
Los nuevos temas eran, sin embargo, herencia de una elite limitada, que disfrutaba de una educación diseñada para un futuro en cargos públicos. Los ideales de los humanistas, sin embargo, eran compartidos por la mayor parte de la sociedad burguesa mercantil y artesanal, sobre todo porque se reflejaban efectivamente en la vida cotidiana, en nombre del pragmatismo, el individualismo, la competitividad, la legitimación de la riqueza y la exaltación de la vida activa. Los artistas también compartían estos valores, aunque no tuvieran una educación que pudiera competir con la de los hombres de letras; a pesar de ello, gracias también a las colaboraciones apropiadas y a las grandes habilidades técnicas aprendidas en el campo, sus obras despertaron un gran interés en todos los niveles, eliminando diferencias elitistas, ya que eran más fácilmente accesibles que la literatura, todavía escrita rigurosamente en latín.

## Características

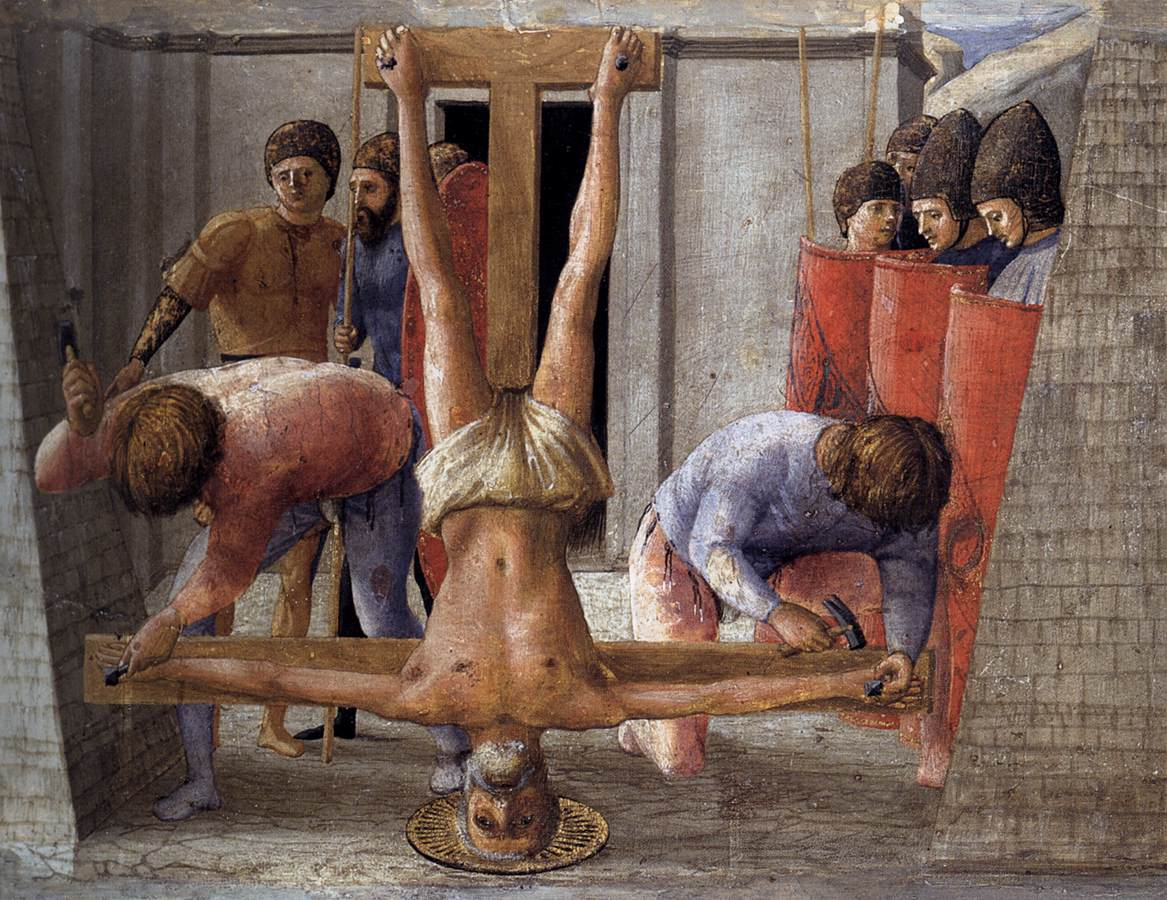
Masaccio, Crucifixión de San Pedro del políptico de Pisa.

Había al menos tres elementos esenciales del nuevo estilo:
- Formulación de las reglas de la perspectiva lineal céntrica, que organizaba el espacio como una unidad;
- Atención al hombre como individuo, tanto en su fisionomía como en su anatomía como en la representación de las emociones;
- Repudio de los elementos decorativos y vuelta a la esencialidad.

De estas características, la más importante fue sin duda la perspectiva monofocal centrada, construida según un método matemático-geométrico y mensurable, desarrollado a principios de siglo por Filippo Brunelleschi. La facilidad de aplicación, que no requería conocimientos geométricos especialmente sofisticados, fue uno de los factores clave del éxito del método, que fue adoptado por los talleres con cierta elasticidad y de formas no siempre ortodoxas.
La perspectiva monofocal centrada era sólo una de las formas de representar la realidad, pero su carácter se adaptaba especialmente a la mentalidad del hombre del Renacimiento, ya que daba lugar a un orden racional del espacio, según criterios establecidos por los propios artistas. Si, por un lado, la presencia de reglas matemáticas hacía de la perspectiva una cuestión objetiva, por otro, las elecciones que determinaban esas reglas eran de naturaleza perfectamente subjetiva, como la posición del punto de fuga, la distancia desde el espectador o la altura del horizonte. En última instancia, la perspectiva del Renacimiento no era más que una convención representativa, que hoy está tan arraigada que parece natural, incluso si algunos movimientos del siglo XIX, como el cubismo, han mostrado que es sólo una ilusión.

## Pioneros (1401)
El románico florentino ya se caracterizaba por una serena armonía geométrica que recordaba a las obras antiguas, como en el baptisterio de San Giovanni (quizás del siglo X al XIII) o en San Miniato al Monte (del 1013 al siglo XIII). A finales del siglo XIV, en plena época gótica, se construyeron edificios con arcos de medio punto, como la Loggia della Signoria o la Loggia del Bigallo. Incluso en la pintura, la ciudad se mantuvo sustancialmente al margen de las sugerencias góticas, que estaban bien desarrolladas en la cercana escuela de Siena, por ejemplo. Giotto había establecido un estilo sintético y monumental a principios del siglo XIV, que fue mantenido con pocas evoluciones por sus numerosos seguidores hasta finales de siglo.
En los albores del siglo XV, mientras Europa y parte de Italia estaban dominadas por la pintura del estilo gótico internacional, en Florencia se desarrollaba un debate artístico que se centraba en dos posibles corrientes contrapuestas: una ligada a la aceptación, nunca plena hasta entonces, del elegancia sinuosa y lineal del gótico, aunque filtrada por la tradición local, y de nuevo a una recuperación más rigurosa del modo de los Antiguos, reforzando una vez más el vínculo nunca olvidado con los orígenes romanos de Florentia
Estas dos tendencias son visibles en la obra de la puerta de la Mandorla (1391), donde, junto a las espirales y a los ornamentos góticos, aparecen en las chambranas (molduras de los huecos) figuras sólidamente modeladas al estilo antiguo.
Pero fue sobre todo el concurso para la puerta norte del Baptisterio de Florencia, convocado por el Arte di Calimala en 1401, organizado para elegir al artista que la realizaría, el que puso de relieve aún más estas dos tendencias. El pliego de condiciones preveía la creación de una formalla, un bajorrelieve que representa el Sacrificio de Isaac. En ese concurso participaron, entre otros, Lorenzo Ghiberti y Filippo Brunelleschi, cuyos paneles finalistas se han conservado..
En el panel de Ghiberti las figuras estaban modeladas en un estilo elegante y compuesto de ecos estilo helenístico, con el abandono de la belleza física, de la perfección, sin expresión ni implicación; en cambio el de Brunelleschi se inspiraba en el estilo antiguo a la manera de Giovanni Pisano, una escena de forma piramidal, que llamaba la atención hacia la intersección de las líneas perpendiculares de las manos de Abraham, del Ángel, y del cuerpo de Isaac, punto central de la escena, según una expresividad menos elegante pero más perturbadora.
El concurso fue ganado por una estrecha victoria de Ghiberti, lo que testimoniaba que aún no había llegado el momento para el cambio propuesto por Brunelleschi.

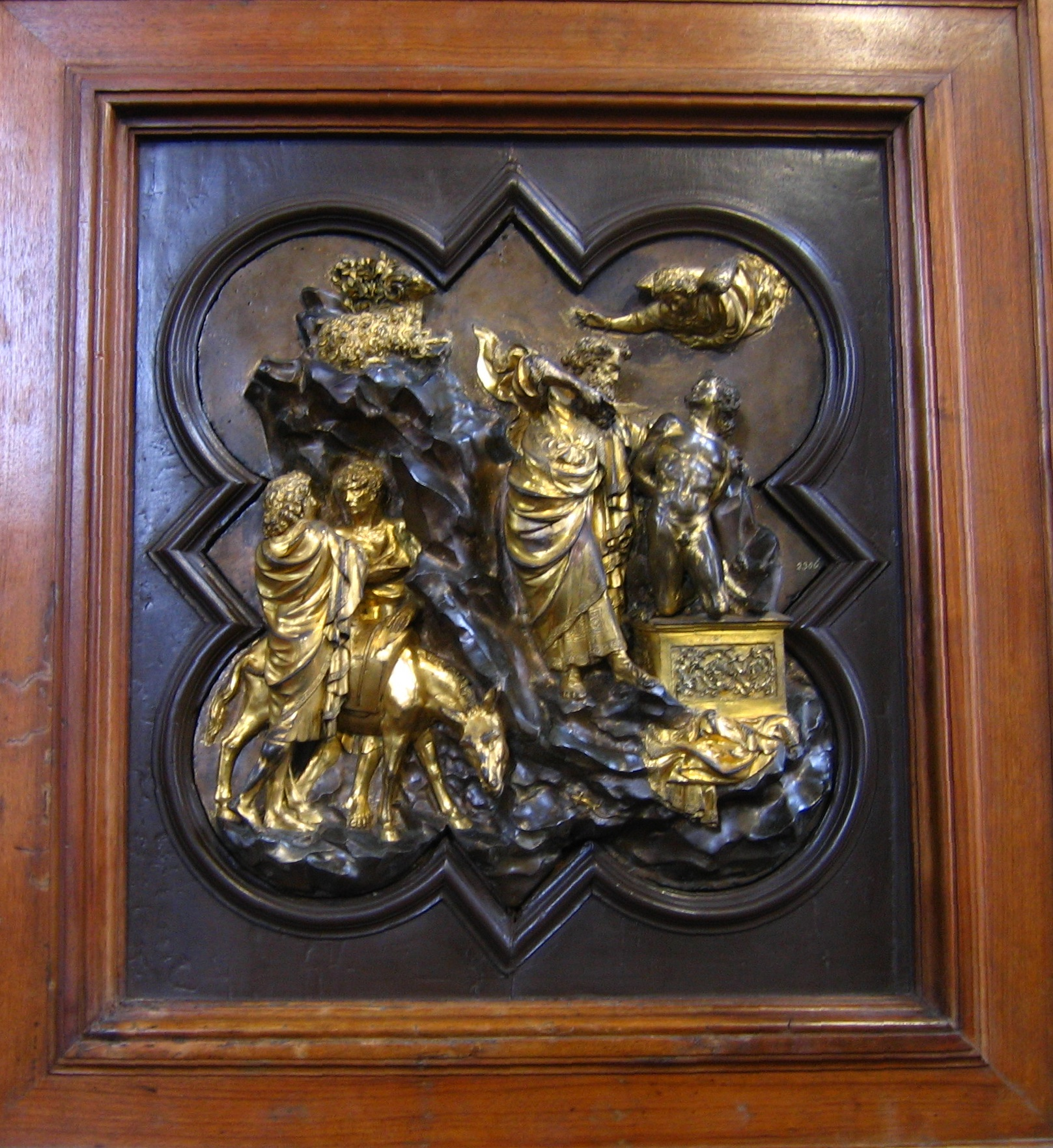
El Sacrificio de Isaac, Ghiberti (1401), Museo del Bargello.
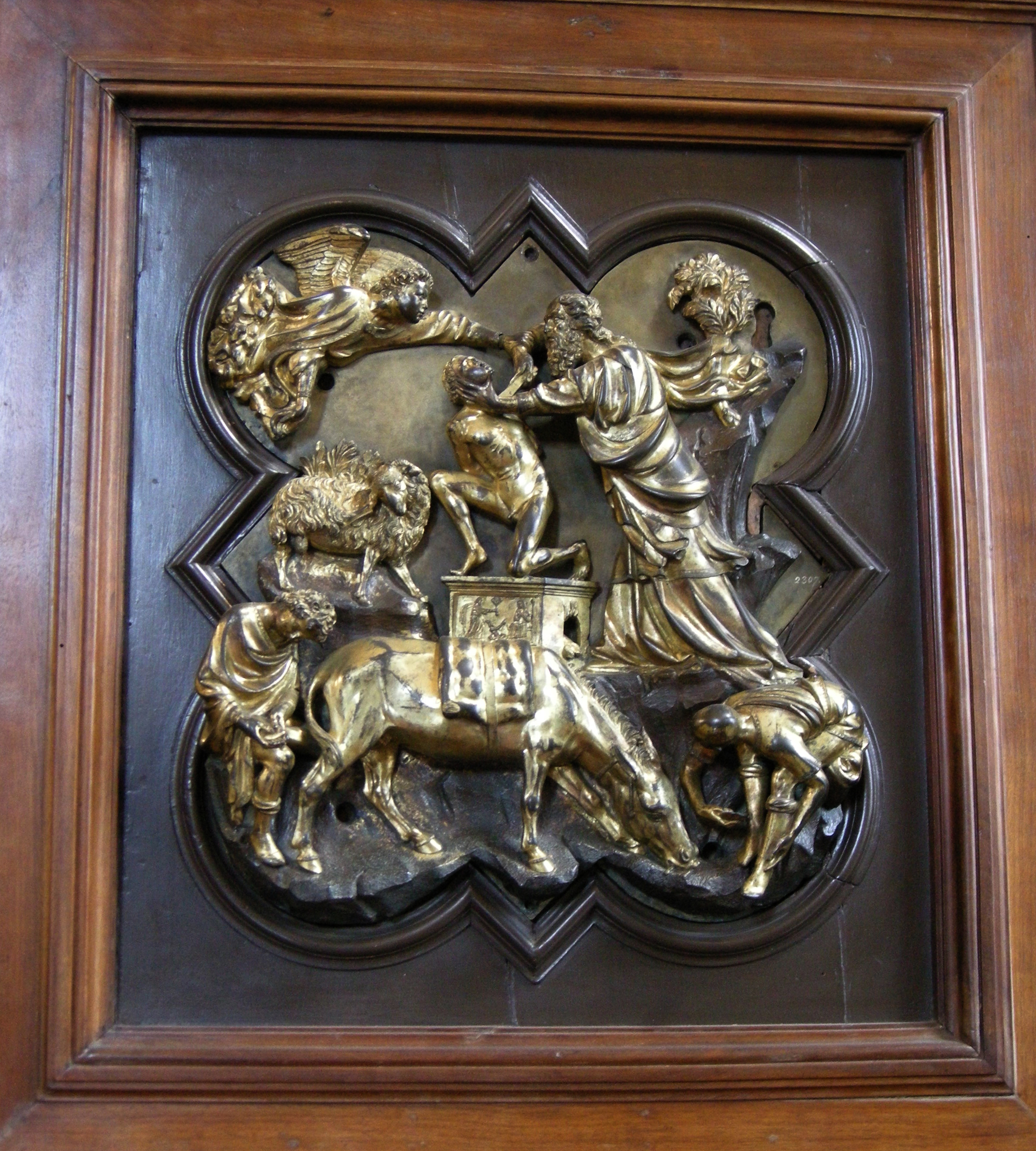
El Sacrificio de Isaac, Brunelleschi (1401), Museo del Bargello.

## Nacimiento y desarrollo (1410-1440)
La primera fase del Renacimiento que se desarrolló en las décadas de 1430 y 1440 fue un período de experimentación, caracterizado por un enfoque técnico y práctico en el que los artistas locales adoptaron las innovaciones y los avances.
La primera disciplina que desarrolló ese nuevo lenguaje artístico fue la escultura. La presencia de obras antiguas en el lugar facilitó ese crecimiento. Ya durante los años 1410-1420, el escultor Donatello (1386-1466) desarrolló un estilo original inspirado en la Antigüedad, seguido de una arquitectura dominada por la figura de Filippo Brunelleschi. A esta época se remontan las primeras obras del nuevo Ospedale degli Innocenti (1417-1436) y de la Sacristía Vieja de la basílica de San Lorenzo (1419-1422), ambas diseñadas por Brunelleschi. Finalmente, la pintura estuvo dominada por Masaccio, activo de 1422 a 1428.
Las mejores creaciones procedieron de concursos entre artistas a los que se pedía trabajar «cara a cara» sobre temas idénticos o similares, como los crucifijos de Brunelleschi y Donatello, las cantorías de la catedral de Donatello y Luca della Robbia y las historias pintadas al fresco de la capilla Brancacci de Masaccio, Masolino y Filippino Lippi

### Escultura

#### Dos crucifijos
Brunelleschi y Donatello fueron dos artistas que rápidamente asimilaron los conceptos del nuevo lenguaje artístico. Brunelleschi era unos diez años mayor y probablemente fue el guía y pionero de su colega más joven con quien viajó a Roma en 1409, donde estudiaron obras antiguas y buscaron descubrir las técnicas que hacían posibles tales creaciones. A pesar de su convergencia de pensamiento, la diferencia de temperamento y sensibilidad hace que sus obras artísticas presenten características muy diferentes.
Un ejemplo de ello fue la comparación de dos crucifijos de madera, en el centro de una anécdota contada por Giorgio Vasari, que ve la crítica de Brunelleschi al Crucifijo de la Santa Cruz de Donatello y por su respuesta con el Crucifijo de Santa María Novella que dejó a su colega estupefacto. En realidad, parece que las dos obras no fueron realizadas en el mismo período y el intervalo sería de unos diez años, pero sin embargo la anécdota sigue siendo elocuente.
El Crucifijo de Donatello (c.1406-1408) se centra en el sufrimiento humano, favoreciendo la estética: las contracciones musculares enfatizan el momento de agonía y el cuerpo es pesado y sin gracia pero desprende una energía vigorosa.
El Crucifijo de Brunelleschi (c. 1410-1415), por el contrario, está más idealizado y calibrado, la perfección de las formas hace eco de la perfección divina del sujeto.
Las proporciones están cuidadosamente estudiadas: la envergadura de los brazos abiertos es igual a la altura de la figura, el puente de la nariz apunta hacia el baricentro del ombligo, recordando la tipología del crucifijo de Giotto, pero con una ligera torsión. hacia la izquierda creando así diversos «puntos de vista», generando espacio a su alrededor, invitando al espectador a realizar un recorrido semicircular alrededor de la figura.
Según el historiador del arte Luciano Bellosi, el Crucifijo de Brunelleschi sería «la primera obra de estilo renacentista en la historia del arte» y un punto de referencia para los desarrollos posteriores de Donatello, Nanni di Banco y Masaccio.

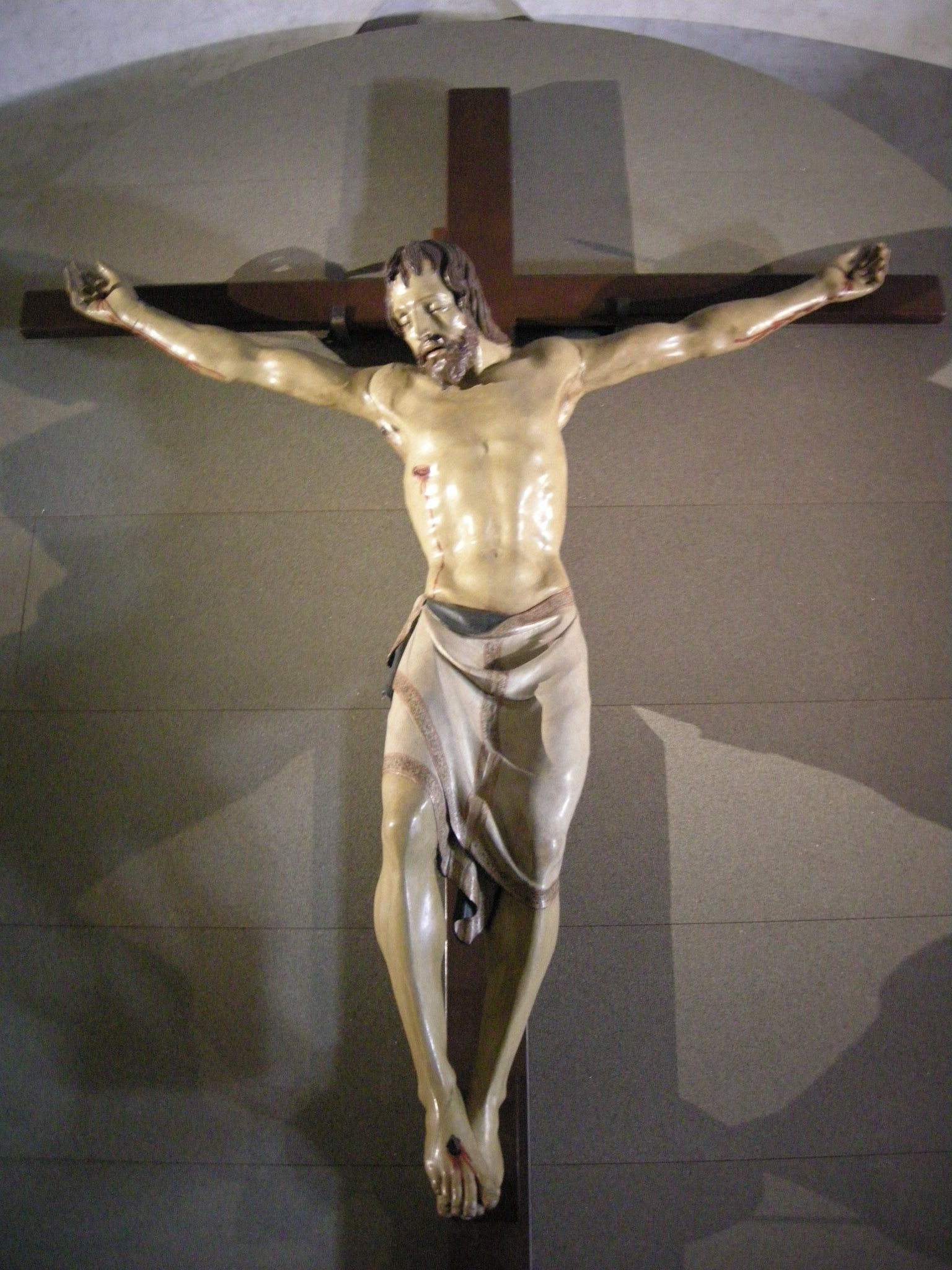
Crucifijo de Donatello (v. 1406-1408), Basílica de la Santa Cruz (Florencia)
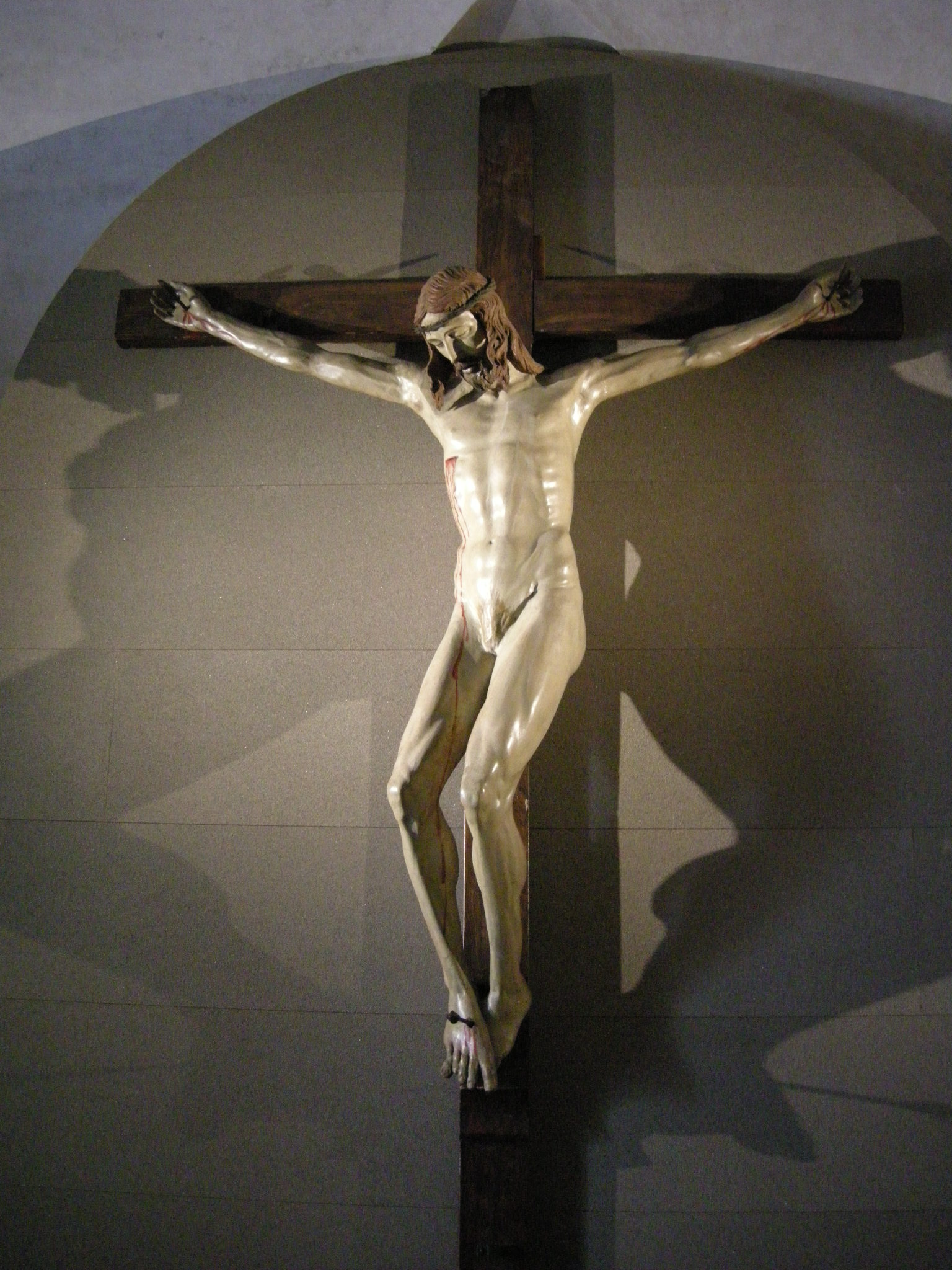
Crucifijo de Brunelleschi (v. 1410-1415), basílica de Santa María Novella

#### Orsanmichele
En 1406, los Arti se encargaron de decorar los nichos exteriores de la iglesia de Orsanmichele con estatuas de sus santos patrones. La obra se sumó a la de la catedral de Santa María del Fiore, que en su momento se llevó a cabo en un estilo cercano al de Lorenzo Ghiberti, que mezclaba elementos góticos con elementos antiguos acompañados de movimientos naturales y flexibles dejando un moderado margen para la experimentación.
Fue en ese ambiente donde se formaron los artistas florentinos Donatello y Nanni di Banco (1390-1421), un poco más jóvenes. Se estableció una colaboración de ambos artistas y entre 1411 y 1417 ambos trabajaron en Orsanmichele, lo que permite comparar sus principales obras con sus propias características.
Ambos artistas refutan los conceptos góticos y se inspiran más en el arte antiguo. Colocan libremente las figuras en el espacio, amplificando la fuerza plástica y la representación fisonómica.
Sin embargo, Nanni di Banco reprodujo retratos romanos imperiales en Cuatro santos coronados (1411-1414). Donatello creó una figura «restringida», pero enérgica y vivaz, como si fuera a saltar de un momento a otro en San Jorge (1415-1417), encargado por los constructores de armaduras. Este efecto se consiguió gracias a las formas geométricas y compactas que componían la estatua. El triángulo formado por las piernas extendidas «a modo de compás», por los óvalos del escudo y de la coraza, por la ligera desviación lateral de la cabeza en sentido contrario al del cuerpo, por el detalle de los tendones del cuello, por las cejas fruncidas y por el contraste de unos ojos profundos.
En el bajorrelieve San Jorge salva a la princesa (1416-1417), al pie del tabernáculo que alberga a san Jorge, Donatello esculpió uno de los primeros ejemplos de stiacciato (relieve aplanado) y una de las representaciones más antiguas de perspective linéaire centrale.
A diferencia de Brunelleschi, cuya perspectiva era un medio para fijar a posteriori la espacialidad, Donatello situo el punto de fuga detrás de los personajes para resaltar el centro de la acción creando un efecto de contraste, como si el espacio fuera evidente detrás de los personajes.

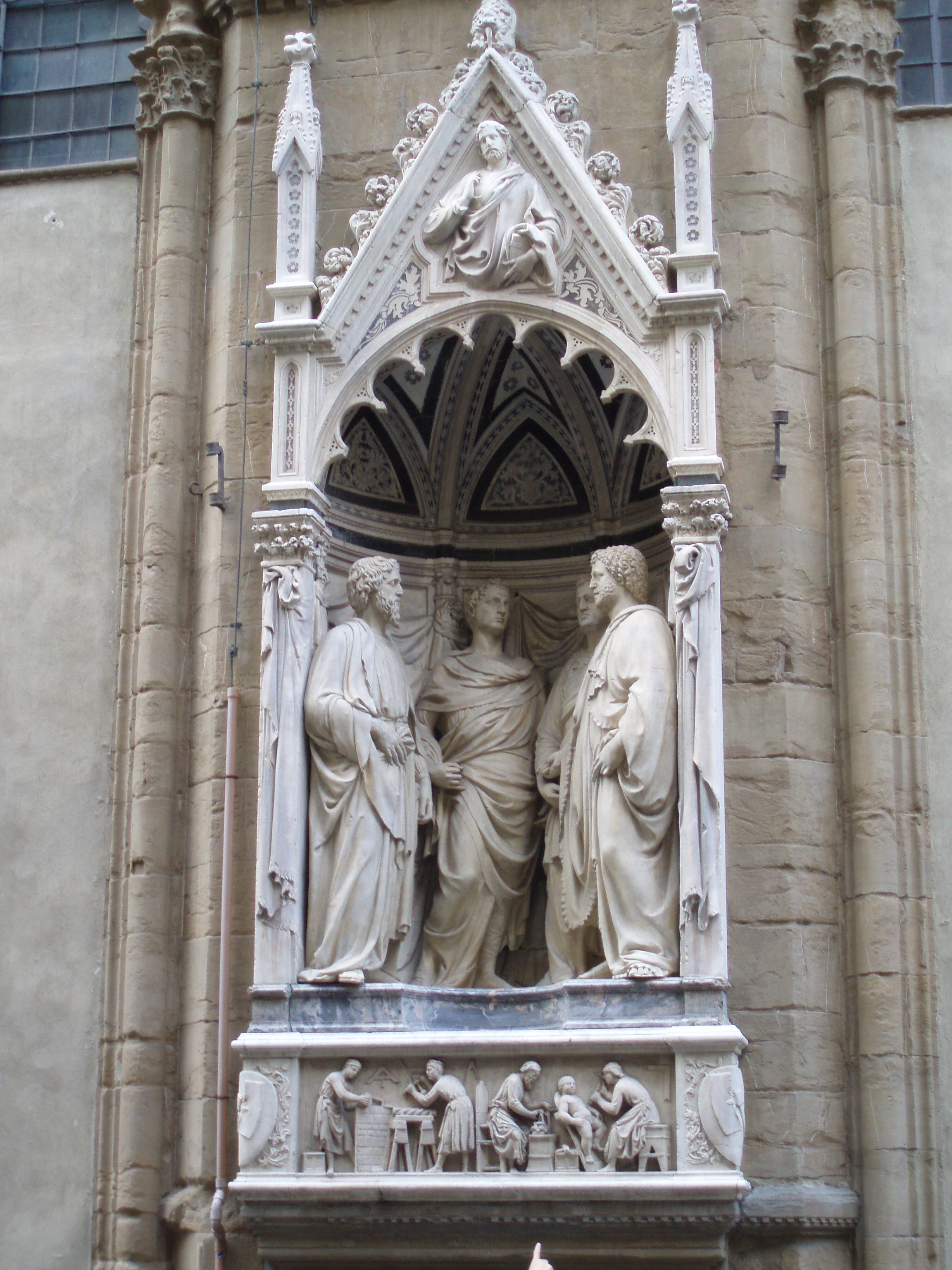
Nanni di Banco, Cuatro santos coronados (1411-1414).
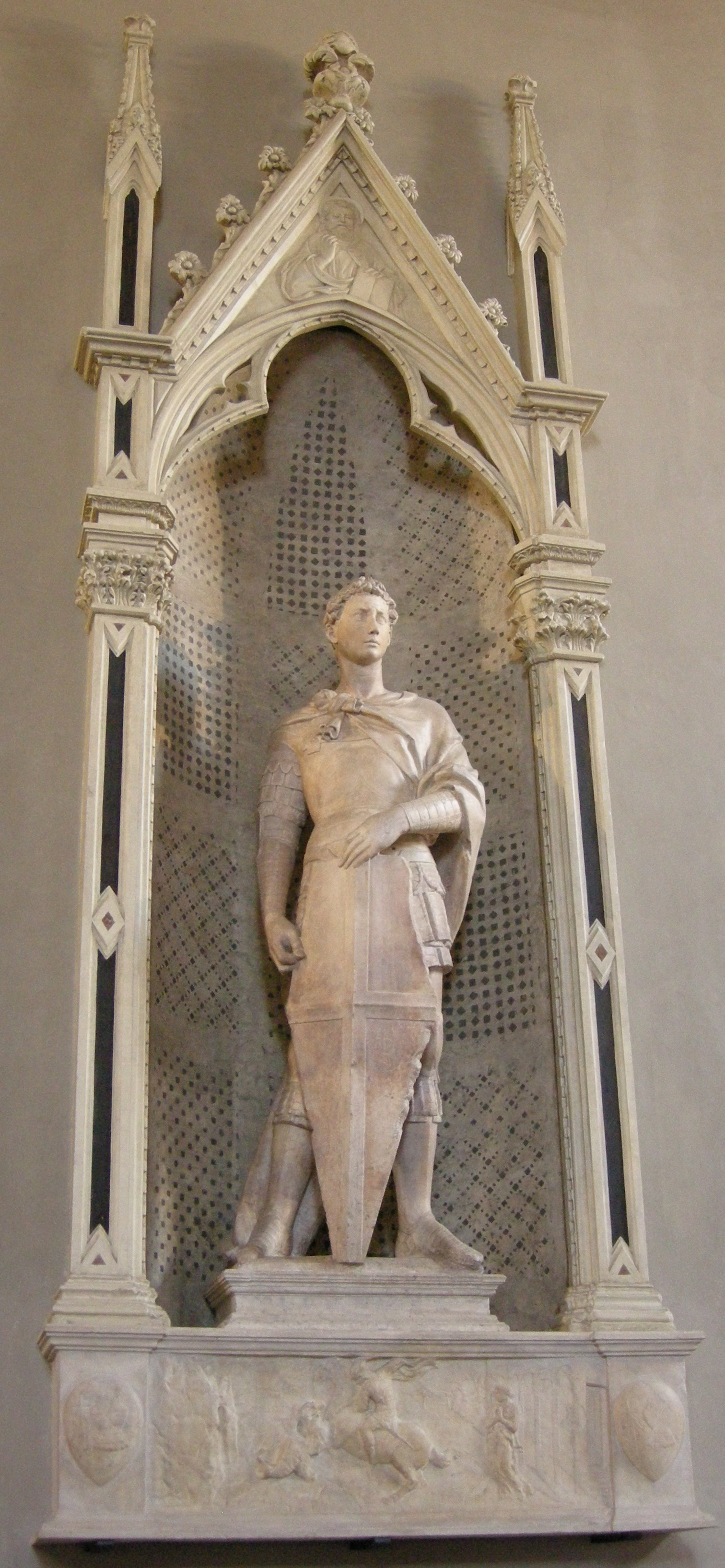
Donatello, San Jorge (1415-1417).
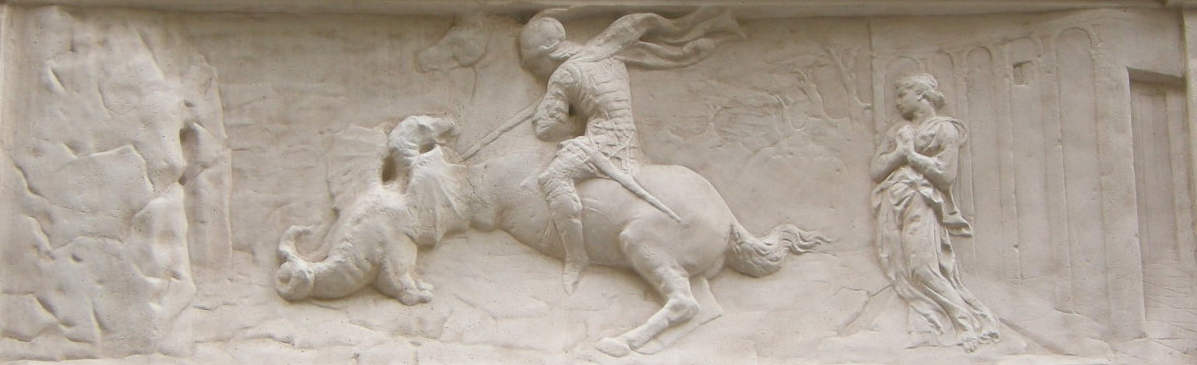
San Jorge salva a la princesa (1416-1417).

#### Cantorías del Duomo
Durante los años 1430, la creación de las dos cantorias para el Duomo de Santa Maria del Fiore marcó el paso del testigo entre los dos estilos artísticos. En 1431 se encargó una cantoria a Luca della Robbia y en 1433 una segunda de las mismas dimensiones a Donatello.
Luca della Robbia, que entonces tenía unos treinta años, esculpió una tribuna des chantres clásica de seis paneles, con otros cuatro situados en los espacios entre las ménsulas. Los bajorrelieves describen el Salmo 150, cuyo texto está inscrito en letras mayúsculas en las bandas, encima, debajo y sobre las ménsulas. Los grupos de jóvenes esculpidos que cantan, bailan y juegan tienen la clásica belleza ordenada que, animada por su posición natural, expresa los sentimientos de manera tranquila y serena.
Donatello, que regresaba de un segundo viaje a Roma (1430-1432), se inspiró en obras paleocristianas y románicas, creando un friso continuo articulado por unas columnillas tras las que los putti bailan frenéticamente sobre un fondo decorado con mosaicos. La construcción con pequeñas columnas en primer plano crea una especie de escena delimitada por el friso que discurre a partir de líneas diagonales que contrastan con las líneas rectas y perpendiculares de la arquitectura de la cantoria. El movimiento se ve acentuado por los colores de las teselas con fondo dorado que incrustan el fondo y todos los elementos arquitectónicos. El resultado es una exaltación del movimiento y la expresión que se convierte en la característica del estilo de Donatello que el artista llevó a Padua en 1443.

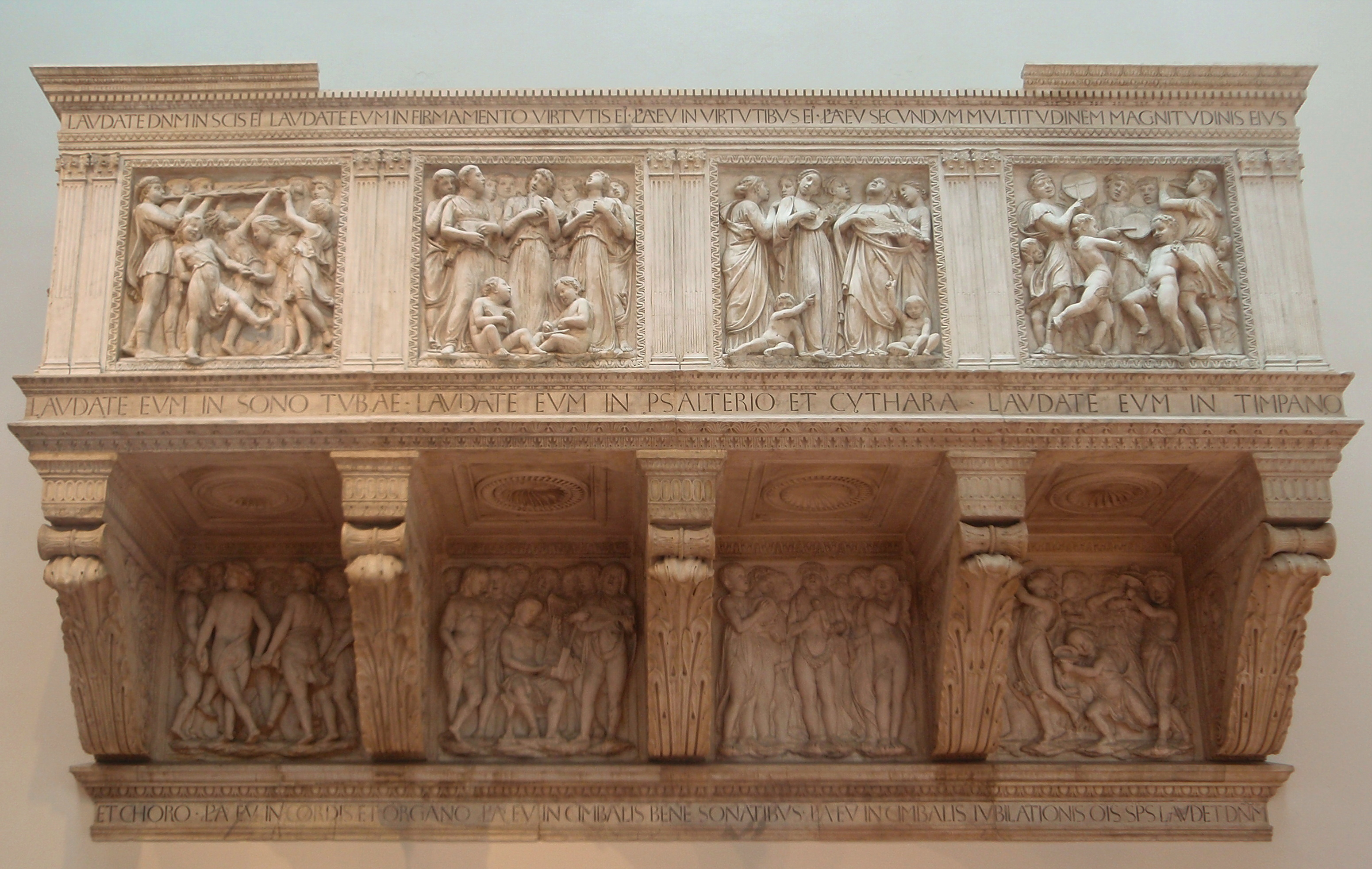
Cantoria de Luca della Robbia (1431-1438), Museo dell'Opera del Duomo, Florencia.
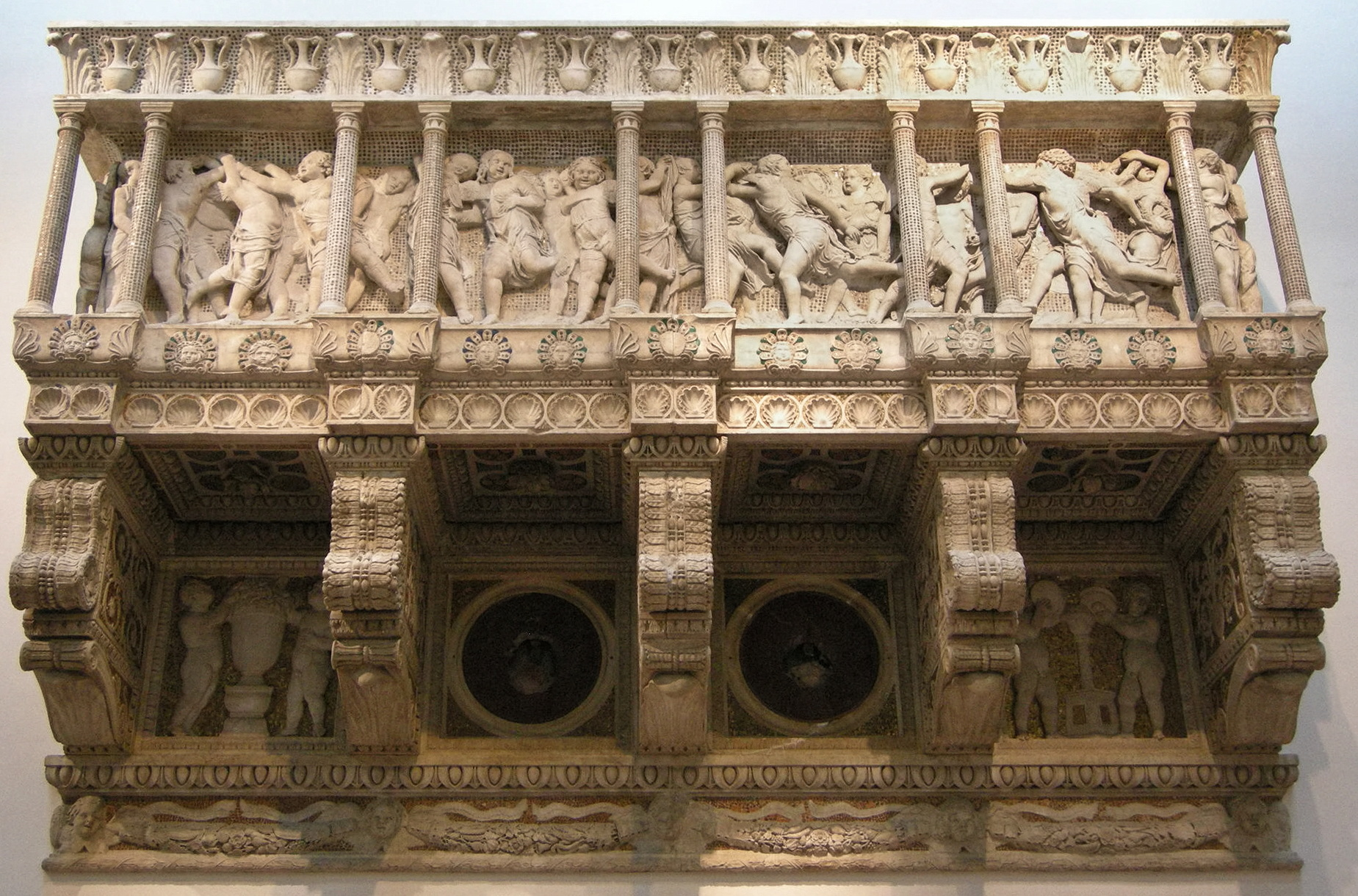
Cantoria de Donatello (1433-1438), Museo dell'Opera del Duomo, Florencia.

### Arquitectura

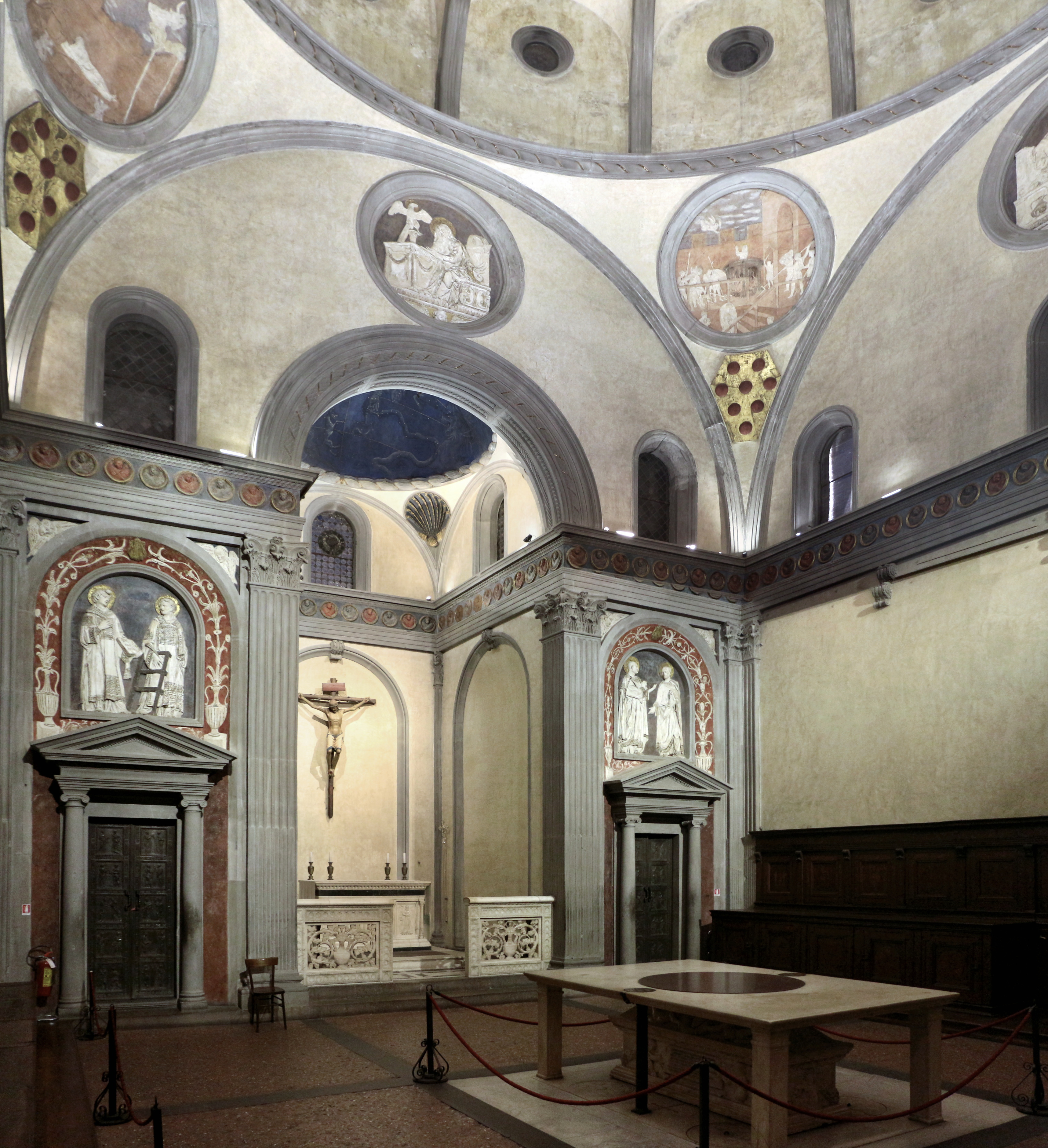
Sagrestia Vecchia (1421-1426)

Filippo Brunelleschi (1377-1446) fue una de las figuras más destacadas del Renacimiento florentino temprano. Inicialmente activo como escultor, se dedicó a la arquitectura a partir de la primera década del siglo XV, aprovechando sus viajes a Roma para perfeccionar sus observaciones sobre la arquitectura de los monumentos antiguos, con el fin de averiguar las reglas prácticas para su construcción. Primero fue contratado por la República florentina para realizar obras militares, como las fortificaciones de Staggia y Vicopisano, para centrarse luego en el problema de la cúpula de Santa María del Fiore.
En su obra arquitectónica abordó las cuestiones técnico-estructurales asociándolas estrictamente a las características estilísticas de las formas. Utilizó la piedra serena de color gris, por ejemplo, para los marcos arquitectónicos que contrastaban con el revestimiento claro de las paredes.
Utilizó los elementos clásicos inspirados en los órdenes arquitectónicos, centrándose únicamente en unos pocos módulos asociados con diversas maneras para evitar la repetición, oponiéndose a las mil facetas de la arquitectura gótica. La claridad de su arquitectura es fruto de una unión armónica precisa de las distintas partes del edificio, que no viene de las formas geométricas, sino que surge de la repetición simple e intuitiva de la medida básica, a menudo las diez braccias florentinas, de las que los múltiplos y submúltiplos generan todas las dimensiones útiles. El Ospedale degli Innocenti (1419-1428), por ejemplo, tiene un pórtico con arcos de medio punto sostenidos por columnas que forman nueve tramos de planta cuadrada. El módulo de base es el de la longitud de la columna que determina tanto la luz como el canto. De este modo, el espacio aparece claro y mensurable a simple vista, según un ritmo armonioso que se realza con algunos elementos decorativos.
En 1421, Brunelleschi creó, para la basílica de San Lorenzo, la capilla nobiliaria llamada Sagrestia Vecchia, antes de la construcción por Miguel Ángel, en 1521, de la Sagrestia Nuova. Fue el primer edificio renacentista de planta centralizada: un cubo coronado por una cúpula hemiesférica con un cielo figurado cuyas bóvedas descansan sobre pechinas.
En 1425 emprendió la reconstrucción de la iglesia de San Lorenzo adoptando una planta basilical de tres naves.

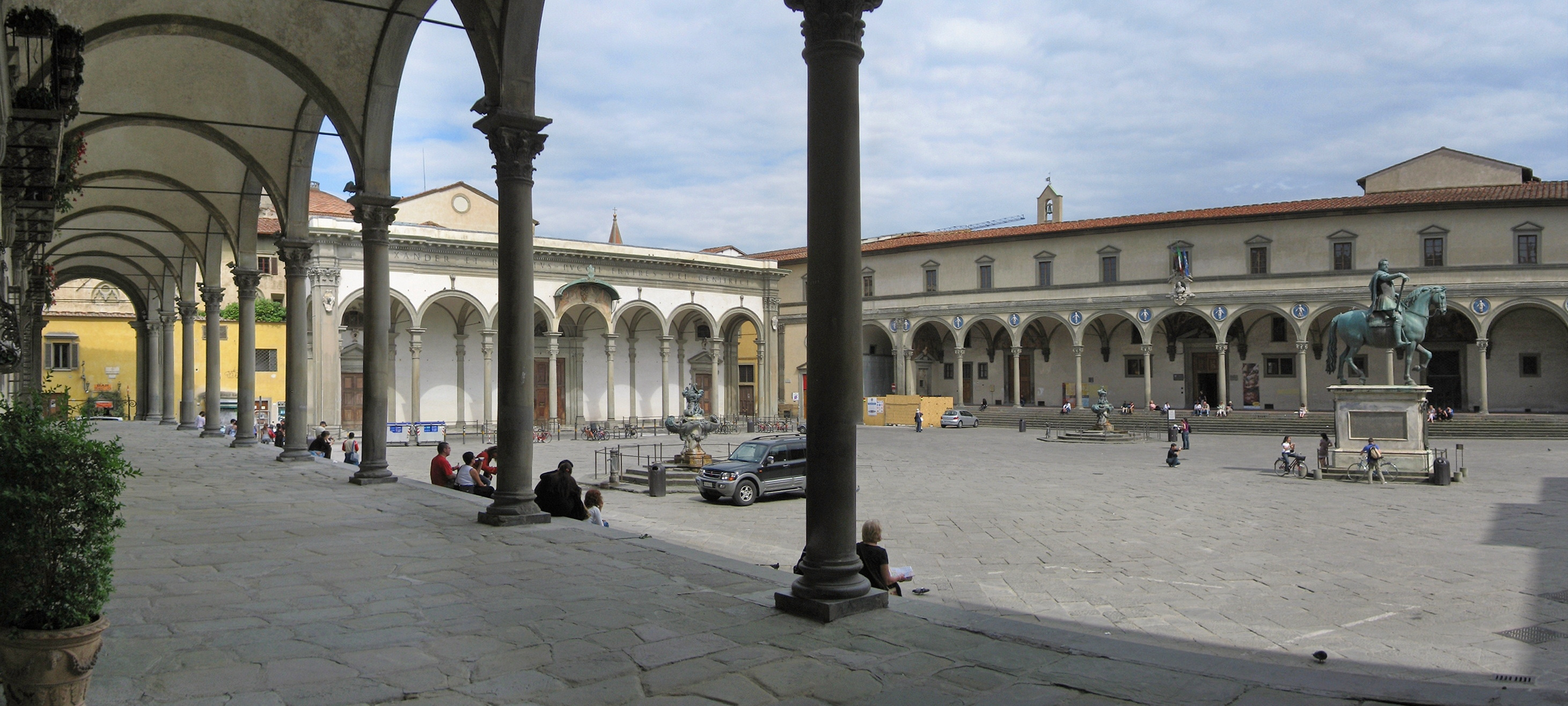
El Ospedale degli Innocenti (1419-1427) en la plaza de la Santissima Annunziata, obra de Brunelleschi completada por otros.
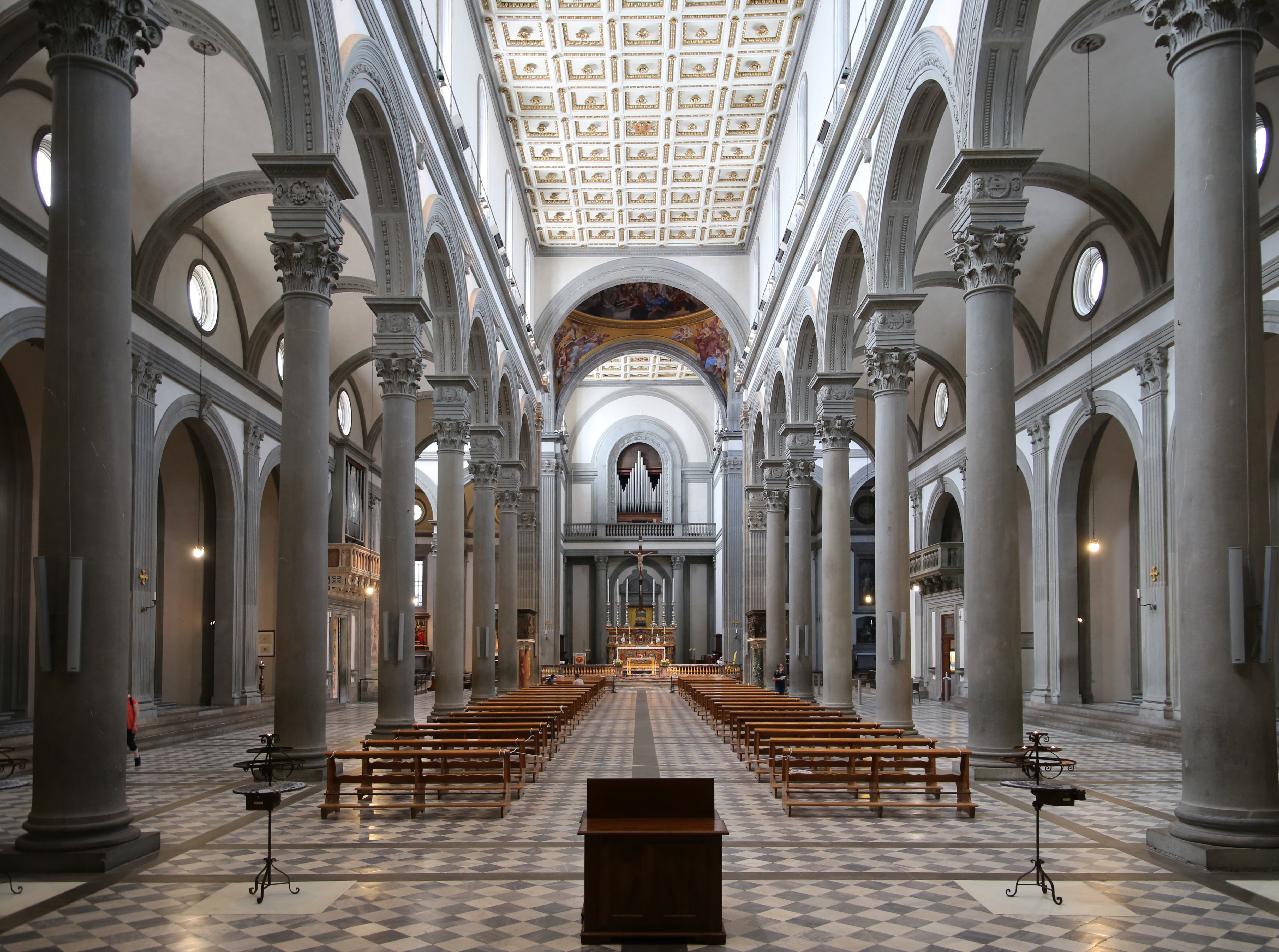
Nave interior de la basílica de San Lorenzo (ca. 1421-1428)
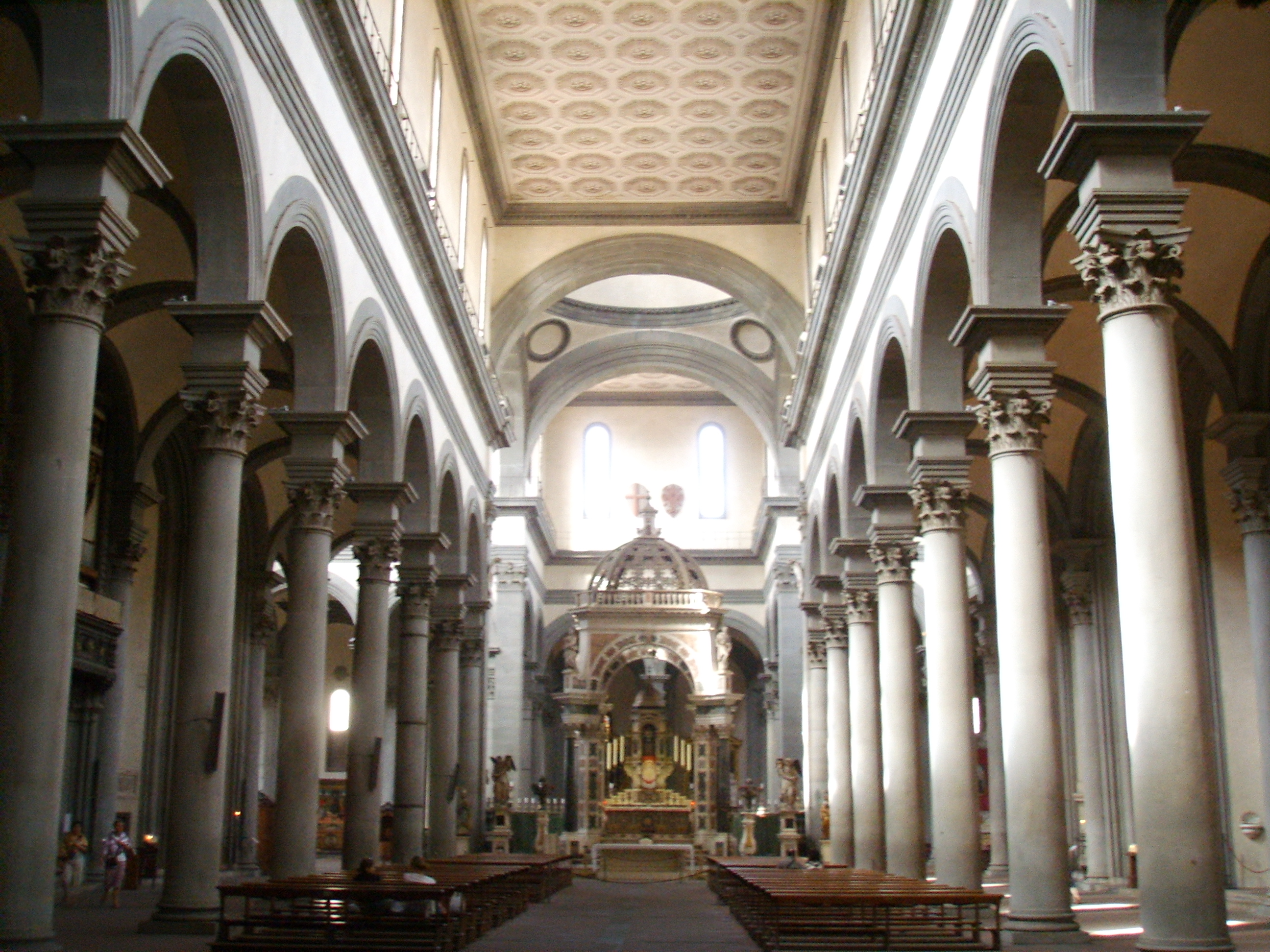
Basílica del Santo Spirito (completada por otros)

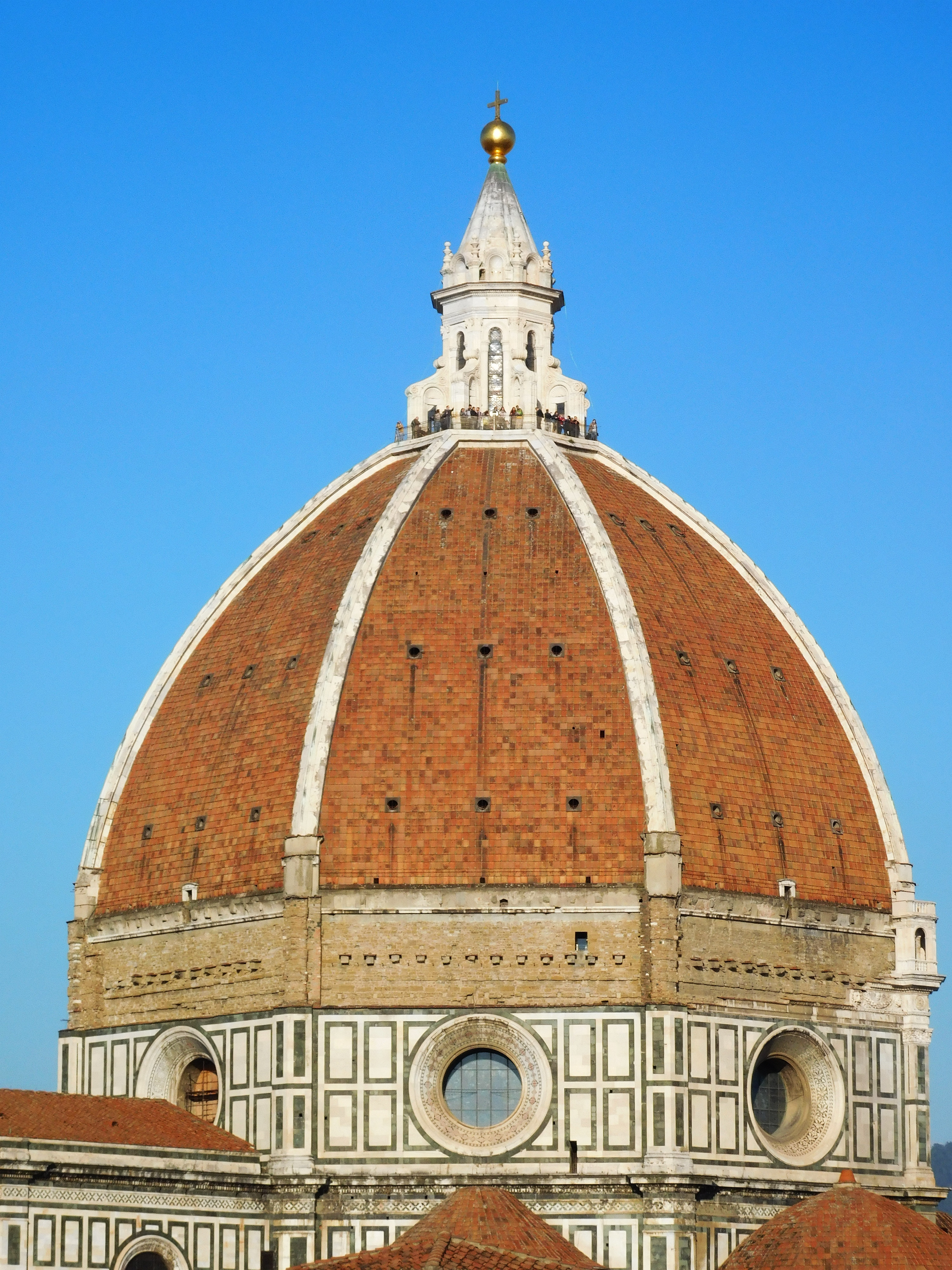
Cúpula de Santa María del Fiore (1418-1434)

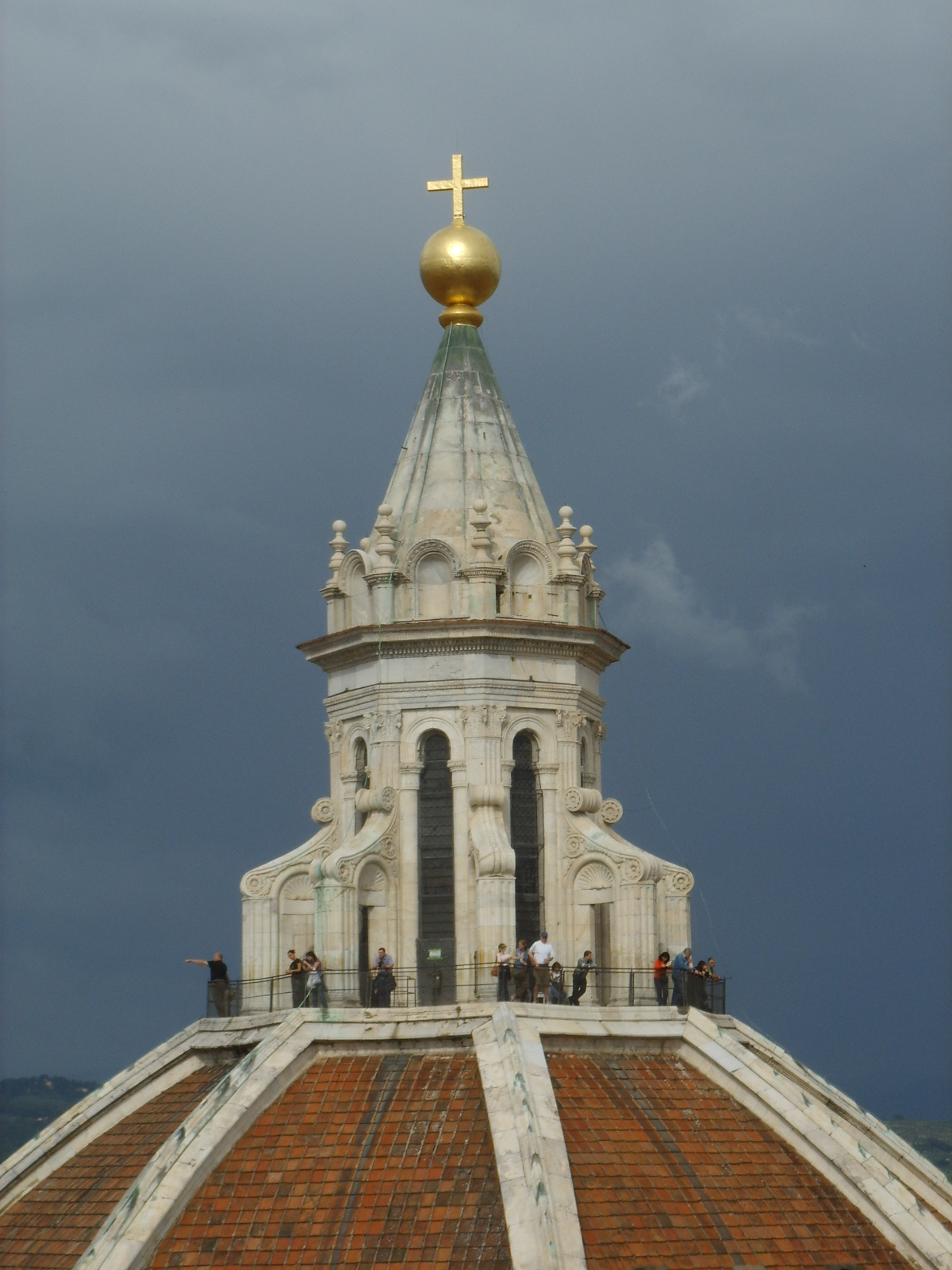
Detalle de la linterna vista desde el campanile.

Pero la obra que implicó todo su ingenio y que contenía in nuce las semillas de muchos de los proyectos posteriores, fue la construcción de la grandiosa cúpula de Santa María del Fiore, Duomo de Florencia. obra iniciada por los sucesores de Giotto y de la que él tomó las riendas. Descrita por los biógrafos de Brunelleschi como una especie de mito moderno que tuvo al gran arquitecto como único protagonista, con su genio, su tesón y su confianza en la razón, que dio testimonio de su saber arquitectónico, por las dimensiones, las técnicas utilizadas y la calidad del trabajo realizado, en el que puso en juego su concepción de un espacio abierto y «descompuesto de forma racional». Brunelleschi tuvo que superar las perplejidades, críticas e incertidumbres de los trabajadores de la Catedral y se esforzó en dar explicaciones, hacer maquetas y redactar e informes sobre su proyecto, que consistía en la construcción de una cúpula de doble cáscara con paso en la cavidad y que podía construirse sin armadura pero con andamios autoportantes. Brunelleschi utilizó para la cúpula una forma de arco apuntado, «más magnífica y abultada», obligado por necesidades prácticas y estéticas: de hecho las dimensiones no permitían el uso de una forma semiesférica, y una doble cáscara, es decir, dos cúpulas, una interna y uno externa, cada una dividida verticalmente en ocho sectores o paños. Además, el mayor desarrollo en altura del arco apuntado compensó en altura el excepcional desarrollo horizontal de la nave, unificando todos los espacios de la cúpula. Un efecto similar se percibe desde el interior, donde el gigantesco espacio de la cúpula centraliza los espacios de las capillas radiales, dirigiendo la mirada hacia el punto de fuga ideal en el óculo de la linterna.
Brunelleschi hizo que la externa, paralelo a la primera, descansara sobre veinticuatro soportes colocados sobre los segmentos de la interna y atravesado por un sistema de espolones horizontales que en su conjunto se asemejaban a una cuadrícula de meridianos y paralelos. La cúpula exterior, de ladrillos de terracota roja intercalada con ocho nervaduras blancas, también protegía el edificio de la humedad y hacía que la cúpula pareciera más grande de lo que es. La cúpula interna, más pequeña y resistente, soporta el peso de la externa y, a través de los soportes intermedios, le permite desarrollarse más en altura. Finalmente, en la cavidad hay un sistema de escaleras que permite subir hasta la cima. La cúpula, especialmente después de la conclusión de la linterna que con su peso consolidaba aún más las nervaduras y los paños, era por tanto una estructura orgánica, donde los elementos individuales se reforzaban entre sí, reconvirtiendo incluso los pesos potencialmente negativos en fuerzas que aumentaban la cohesión, y por tanto, positivas. Los miembros carecen de adornos decorativos y, a diferencia de la arquitectura gótica, el complejo juego estático que sostiene el edificio está oculto en la cavidad, en lugar de mostrarse abiertamente.
Con Brunelleschi, siempre presente en la obra, nació la figura del arquitecto moderno, que está siempre involucrado en los procesos técnico-operativos, como los maestros de obras medievales, pero que también tiene un papel sustancial y consciente en la fase de proyecto: ya no practica un arte meramente «mecánico», sino que es un intelectual que practica un «arte liberal», basado en las matemáticas, la geometría, el conocimiento histórico.

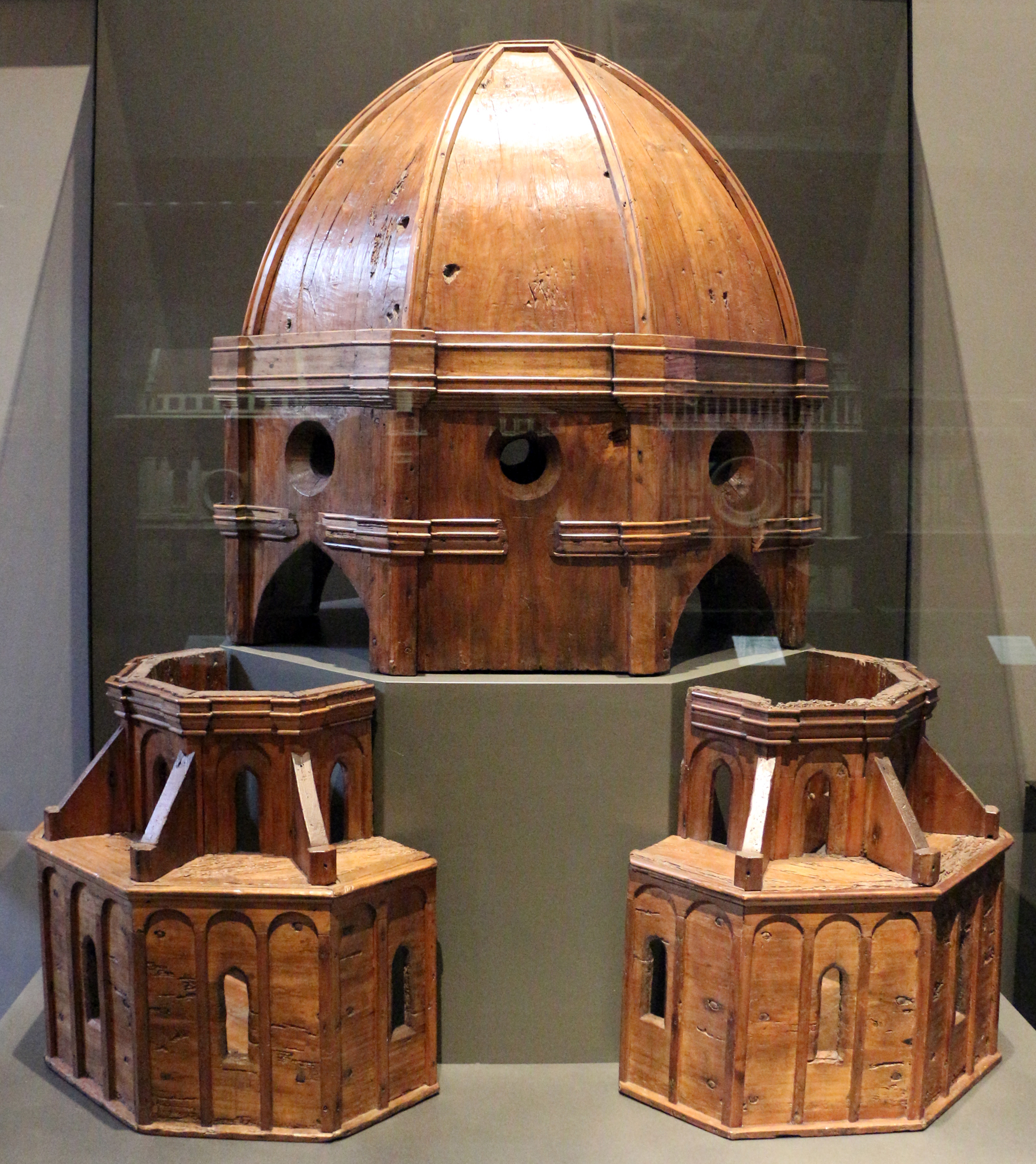
Maqueta en madera atribuida a Brunelleschi de la cúpula y las tribunas. Museo de la Opera del Duomo.
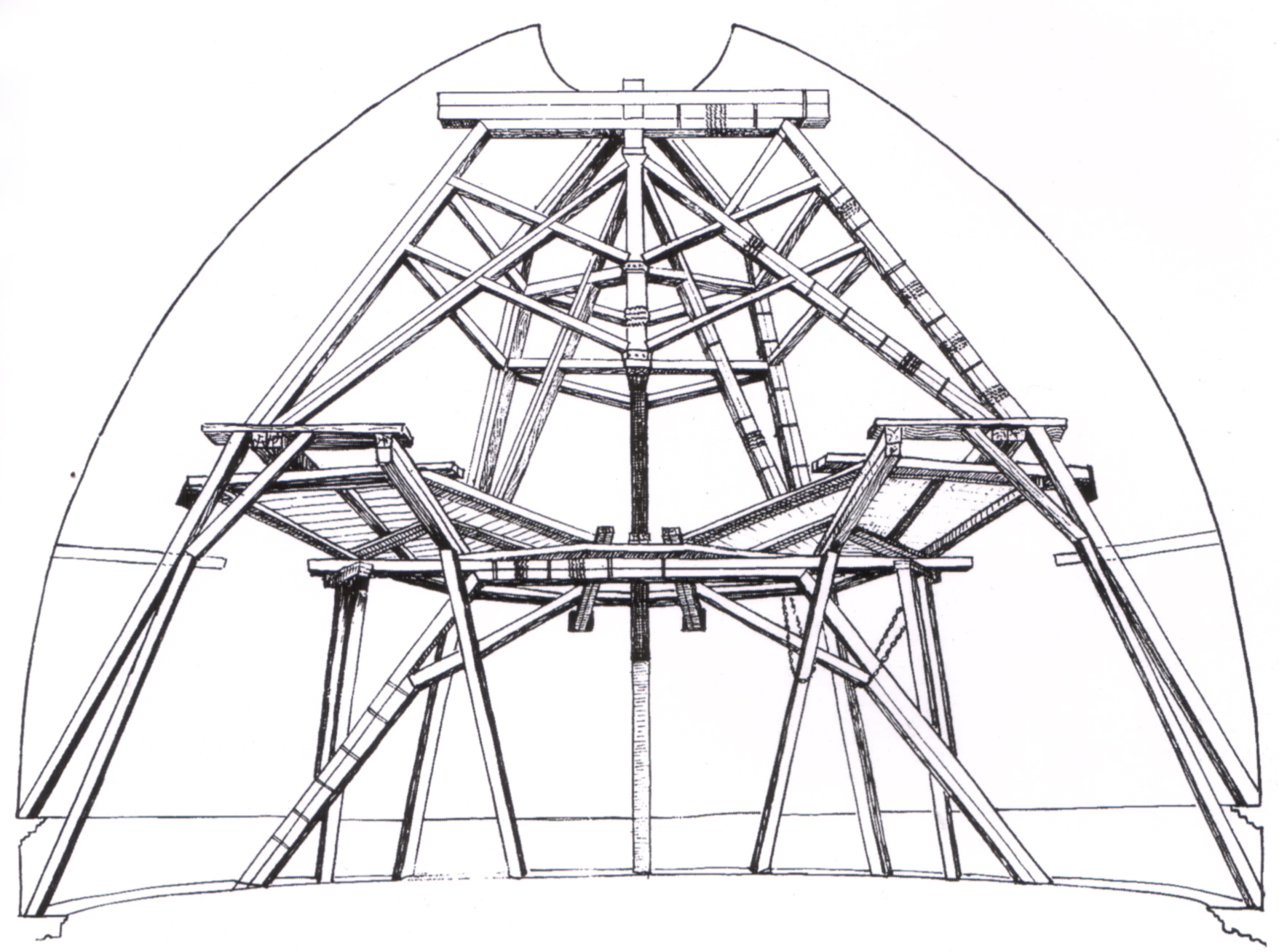
Reconstrucción del andamiaje interno de la cúpula de Brunelleschi. Giovan Battista Nelli, segunda mitad del siglo XVII.
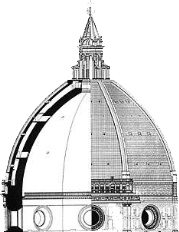
Sección de la cúpula de Santa María del Fiore en Florencia, que muestra la doble cúpula diseñada por Brunelleschi en 1420.
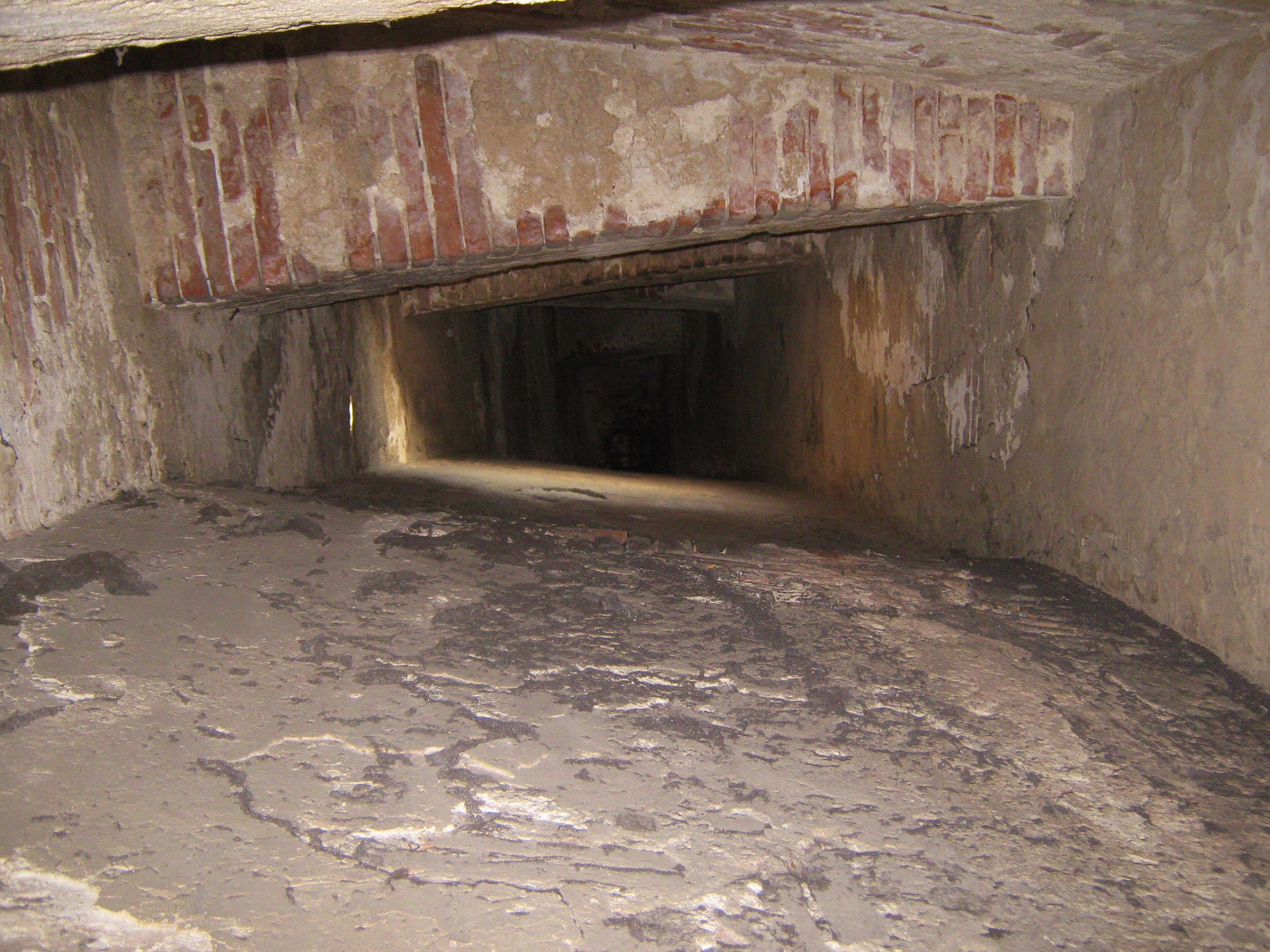
Detalle del espacio entre la cúpula interior y exterior, donde se aprecia una de las 24 nervaduras de sección variable dispuesta horizontalmente.

### Pintura

#### Masaccio
El tercer padre de la revolución del Renacimiento fue Masaccio (1401-1428), cuya actividad se concentró durante un corto período de tiempo, desde 1422 hasta su muerte en Roma en 1428. En 1417 estuvo presente en Florencia donde conoció a Brunelleschi y a Donatello y, basándose en sus conquistas (claridad espacial y fuerza plástica), inició una relectura de la obra de Giotto, como ya mostraba en su primera obra conocida, el Tríptico de San Juvenal (1422) (1422).  Montó un taller en colaboración con Masolino da Panicale pero ciertamente no fue su alumno, como demuestran los puntos de partida completamente diferentes de su pintura. Posteriormente ambos se influenciaron mutuamente como demuestra su primer trabajo de estudio Sant'Anna Metterza expuesta en la Galería de los Uffizi. Aquí Masolino ya aparece desprovisto de aquellas sugerencias lineales del gótico tardío de obras anteriores como la Virgen de la Humildad , mientras que Masaccio ya ha desarrollado una manera de pintar que crea figuras sólidas, con un matiz que las hace parecer esculturas colocadas coherentemente en el espacio pictórico.
Esta fuerza en la construcción de los personajes y su situación en el espacio, que realzaba su individualidad humana y su intensidad emocional, las expresiones y posturas, se desarrolló aún más en el Políptico de Pisa, iniciado en 1426 y hoy desmembrado entre varios museos, y en los frescos de la capilla Brancacci iniciados en 1424 en colaboración con Masolino, continuados solo por Massaccio de 1426 a 1427 y terminados por Filippino Lippi en 1481 y 1482. La obra se considera capital para la renovación de la pintura y ha sido estudiada por generaciones de pintores, incluido Miguel Ángel.

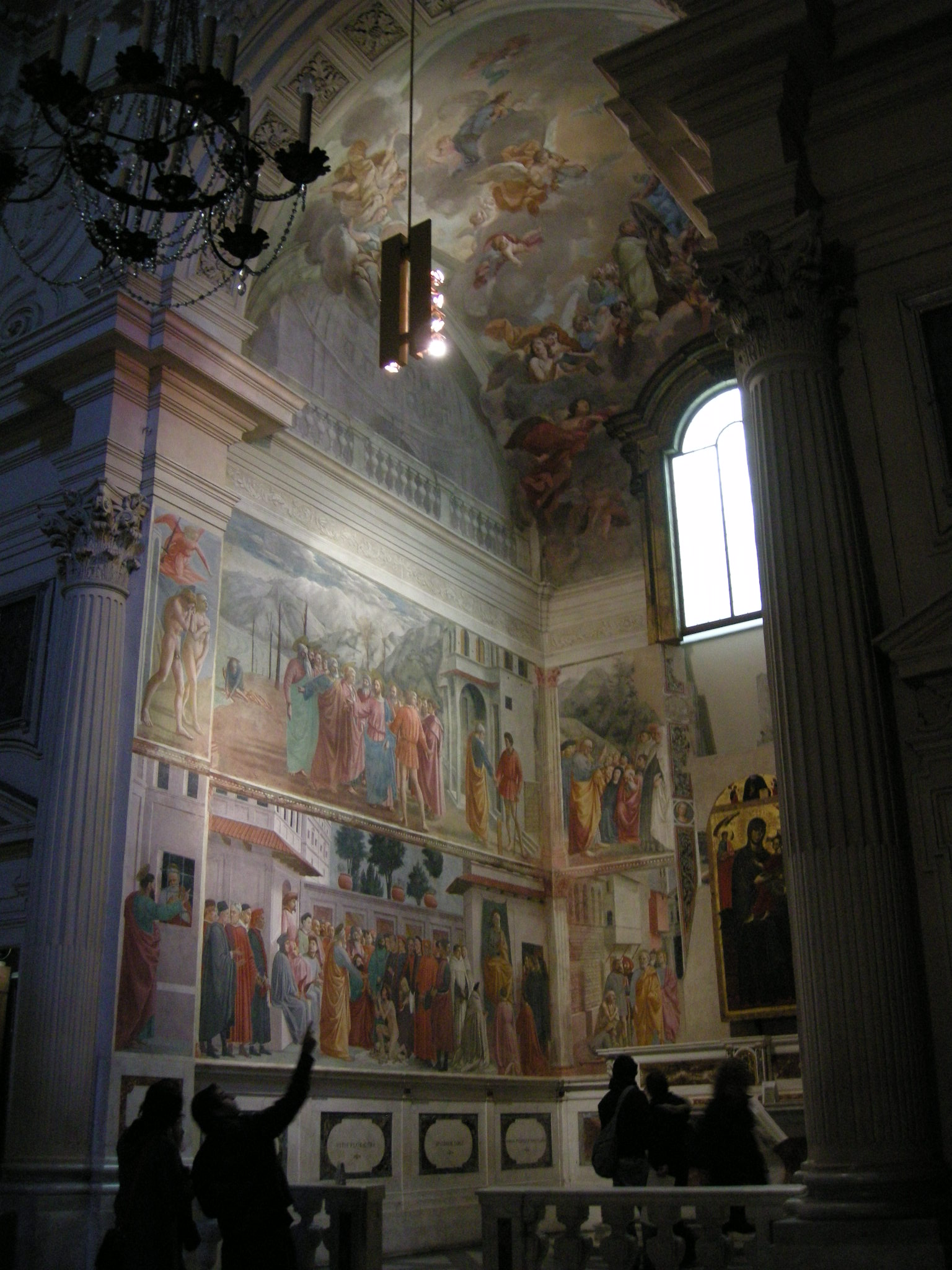
La capilla Brancacci, pintada al fresco entre 1424 y 1427, obra de Masolino y de Masacio.

La composición espacial ya era revolucionaria: toda la decoración se enmarcaba en una jaula arquitectónica unitaria, con pilastras pintadas y un marco dentado que separa las escenas, muchas veces con el paisaje continuando entre una y otra; el punto de vista es único y está diseñado para un hipotético espectador situado en el centro de la capilla, particularmente evidente en las escenas enfrentadas o en las escenas a los lados de la ventana con parteluz de la pared del fondo; la luz generalmente esta unificada, como si brotara naturalmente del ventanal de la capilla, y se utiliza una gama cromática, única, clara y brillante. Naturalmente, entre las dos manos (por no hablar de la finalización realizada por Filippino Lippi hacia 1481), hay diferencias, incluso sustanciales. Masolino, a pesar de sus esfuerzos por crear figuras anatómicamente correctas y bien calibradas en el espacio, estableció relaciones entre los personajes basadas en el ritmo, con rostros genéricos y expresiones vacías. Masaccio utilizó en cambio una iluminación más violenta ((Cacciata dei progenitori [La expulsión de los progenitores]), que modela los cuerpos y los llena de expresividad, a través de gestos esenciales pero muy elocuentes. Sus figuras desprenden un dinamismo y una profundidad humana desconocida para Masolino. Las citas cultas (como la pose de Eva que recuerda a una modesta Venus) son transfiguradas por un severo escrutinio de lo natural, que las hace vivas y carnosas, no académicamente arqueológicas: sus contemporáneos ya elogiaban su arte como «el excelente imitador de la naturaleza», más bien que el resucitador del arte antiguo.
En las escenas más complejas (como la curación del lisiado y la resurrección de Tabitha de Masolino y el pago del tributo de Masolino), Masolino dividió su propio lenguaje en múltiples episodios dispersos como en el arte medieval, a pesar de las inserciones clásicas, la perspectiva correcta y la altísima calidad pictórica, con una atención al mínimo detalle que recuerda al arte gótico internacional; Masaccio, en cambio, unificó los episodios haciéndolos girar en torno a la figura de Cristo entre los apóstoles, detrás de cuya cabeza se encuentra el punto de fuga de toda la representación. Las correspondencias entre los gestos entre un grupo de figuras y otro vinculan poderosamente las diferentes acciones.
Incluso la técnica pictórica entre los dos es muy diferente: Masolino refinó cuidadosamente las formas y los detalles, luego modeló los volúmenes con luces suaves y pinceladas muy finas; Masaccio, por su parte, trabajó de forma más sintética, renunciando a los contornos y construyendo mediante la aplicación directa de la luz y el color, consiguiendo el extraordinario salto plástico de las figuras.
En los episodios inferiores de San Pedro cura a los enfermos con su sombra y La distribución de bienes, ambos de Masaccio, las escenas se sitúan en entornos urbanos que se parecen mucho a las calles de la Florencia contemporánea, evitando cualquier digresión anecdótica: cada elemento tiene una función precisa, como los nevados que en el Reparto atestiguan la urgente necesidad de la intervención del Santo. Las personas también se caracterizan en su individualidad, evitando los tipos genéricos. En esto se puede leer también el nuevo sentido de la dignidad humana, que hace dignas de consideración incluso las enfermedades, la fealdad, la pobreza (San Pedro cura a los enfermos con su sombra), sin ninguna complacencia hacia lo grottesco.
En otra obra importante, el fresco de La Trinidad (o El Trono de cracia) (1426-1428), en la iglesia de Santa Maria Novella, Masaccio estuvo estrechamente vinculado a la obra de Brunelleschi, hasta el punto de que hoy se considera más que plausible una intervención directa del arquitecto en la planificación del complejo trazado de la perspectiva de la obra, aunque otros sostienen que Masaccio interpretó las innovaciones de Brunelleschi. El poder ilusionista de la bóveda de cañón del fondo, fuertemente escorzada, impresionó a sus contemporáneos, que nunca habían visto nada parecido. Más de un siglo después, Vasari, en 1568, en la segunda edición de Las vidas...,  todavía escribía «Es una bóveda de cañón, dibujada en perspectiva, y dividida en casetones decorados con rosetones que disminuyen de tamaño, de modo que parece que la bóveda se hunde en el muro». El espacio de la Trinidad es algo concertado, que dominan las figuras y está articulado según el módulo del crucifijo. La colocación del punto de fuga muy bajo lo hace coincidir con el punto de vista del observador, involucrándolo en la representación, como también subrayan la mirada y el gesto de María. Cristo es la única figura exenta de las reglas de la perspectiva y su inmutabilidad es un homenaje implícito a su centralidad en la vida humana. Es nueva la representación de los clientes, hacia quienes se renuncia a proporciones jerárquicas, encontrando una presencia más digna.
Massaccio es considerado el pintor más grande del Renacimiento temprano y tradicionalmente se presenta como el primer pintor moderno. De hecho, introdujo en el arte occidental la noción de verdad óptica, de perspectiva y de volumen. Destacado por su capacidad para representar las expresiones y posturas de sus personajes, fue uno de los primeros en poner en práctica las investigaciones del arquitecto Filippo Brunelleschi sobre la perspectiva.

Obras florentinas de Masaccio
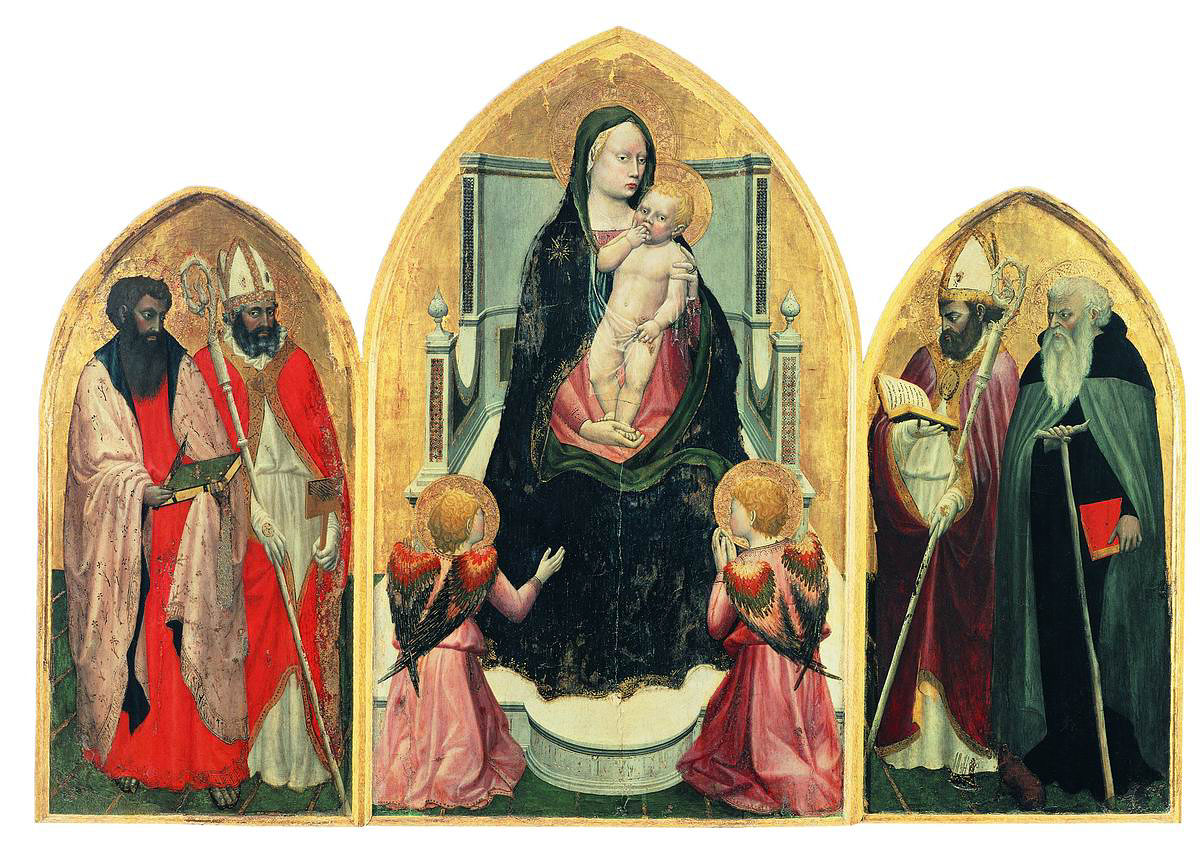
Tríptico de San Juvenal (1422), Museo Masaccio, Cascia di Reggello
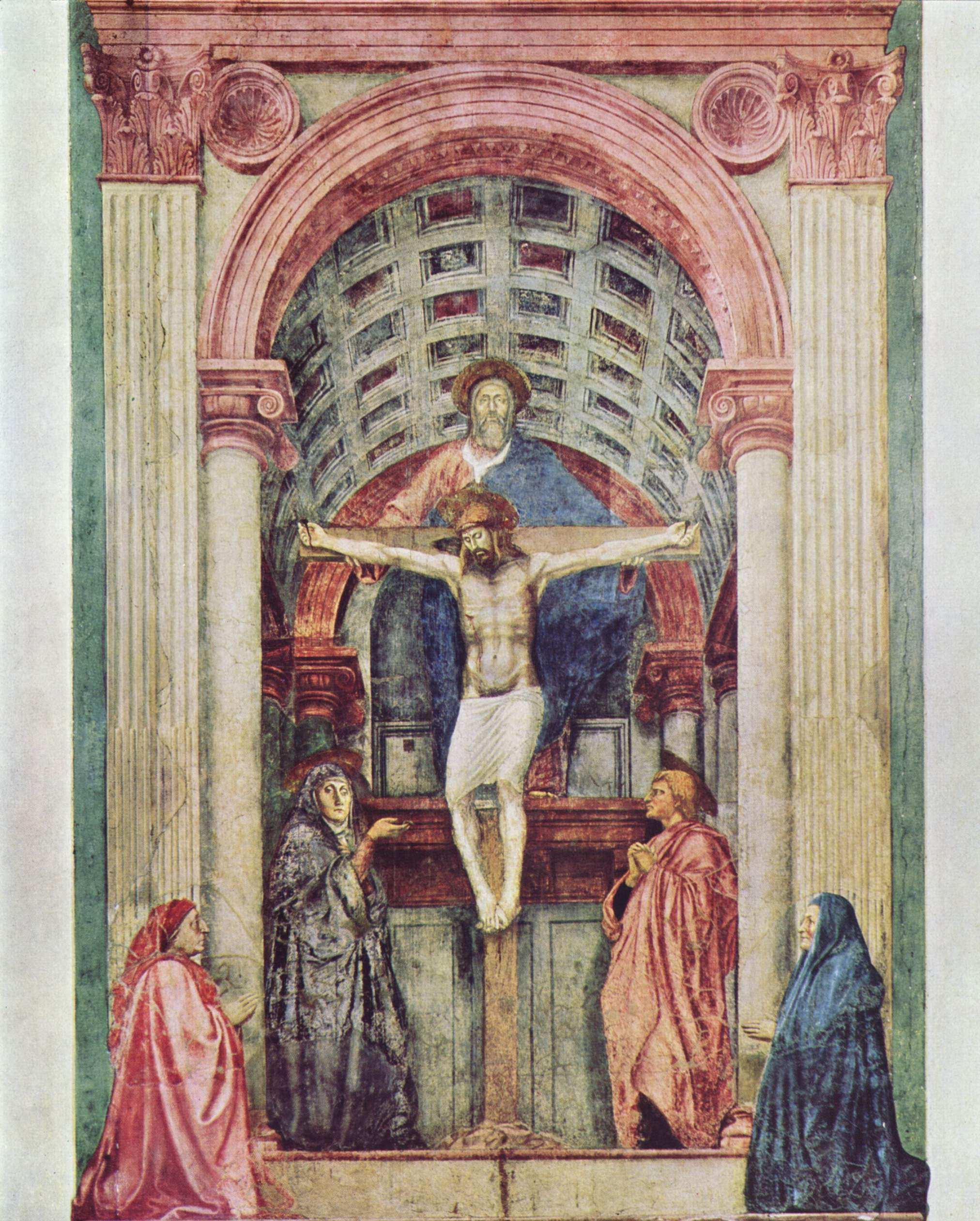
La Trinidad (1425), crucifixión vertical, Santa Maria Novella
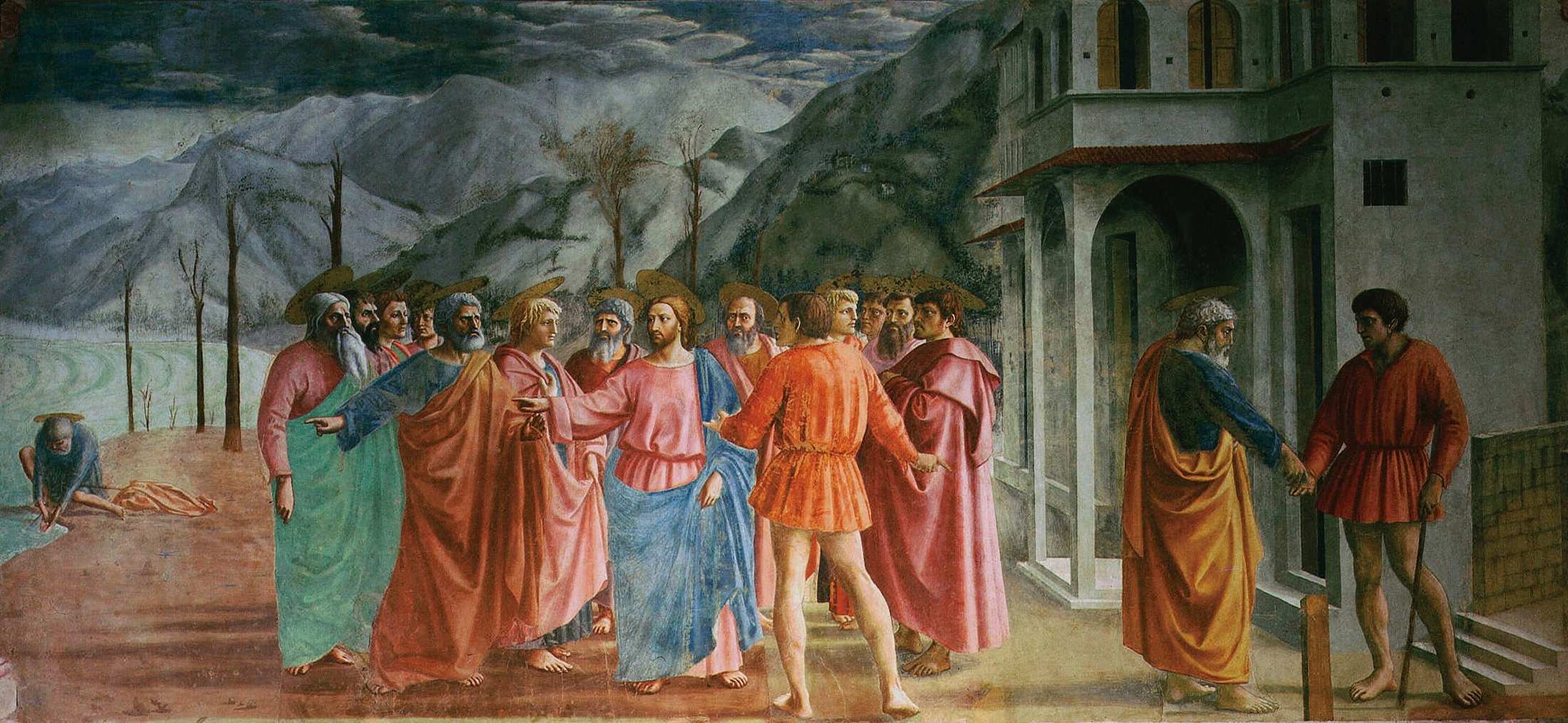
El pago del tributo (1424-1428) (capilla Brancacci, Iglesia de Santa María del Carmine)

#### Seguidores de Masaccio
Los primeros discípulos de Masaccio fueron algunos de sus alumnos y los artistas que estudiaron las innovaciones aportadas por el maestro en la capilla Brancacci. Entre ellos, los más destacados fueron Fra Filippo Lippi y Fra Angelico.

##### Fra Angelico
Fra Angelico (1395-1455), alumno de Lorenzo Monaco, ya se había alejado del gótico internacional. En sus primeros trabajos como iluminador creó figuras geométricas alargadas con prendas sencillas y con pliegues pesados, colores luminosos en un espacio bien definido. Estos elementos también se encuentran en sus primeras obras sobre tabla, como el [[Tríptico de San Pedro Mártir] (1427-1428). Integró las innovaciones estilísticas introducidas por Masaccio, Masolino da Panicale y Paolo Uccello (interiores entrelazados gracias a la perspectiva artificial), iniciando la corriente artística llamada «pintores de la luz» jugando con las sombras y la luz para dar profundidad a sus tablas o el modelado de sus personajes, abandonando así los aplats (superficie de color uniforme) de la pintura gótica, el único relieve lo daban anteriormente pequeños toques blancos en las cenefas o bordes, simulando la luz.

##### Fra Filippo Lippi

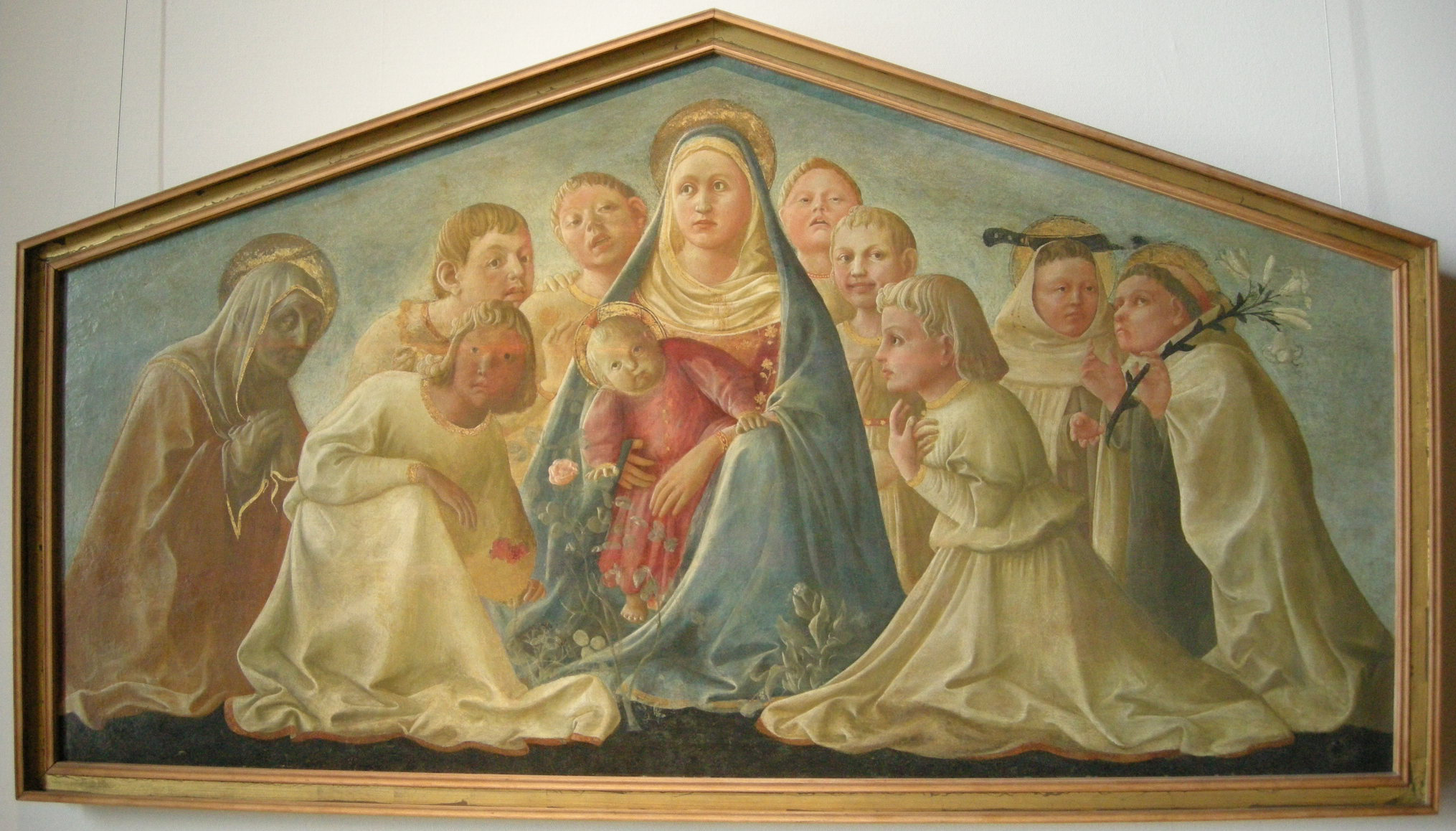
Filippo Lippi, Madonna Trivulzio (1429-1432)

Fra Filippo Lippi (1406-1469), florentino, recibió primero la influencia de Lorenzo Monaco y especialmente de Masaccio, de quien fue alumno y a quien pudo ver trabajando en el convento del Carmelo de Florencia. Más tarde, Filippo Lippi conoció a Fra Angelico quien, a su vez, influyó en su arte.
En sus primeras obras como la Madonna Trivulzio (o Madonna dell'Umiltà con angeli e santi carmelitani) (1429-1432), las figuras se dilatan con un fuerte contraste y el uso del color. En el grupo de los ángeles sin alas y en los santos representados como niños aparecen expresiones vivaces que recuerdan las cantorias de Donatello y de Luca della Robbia.
Fra Filippo Lippi es conocido por sus numerosas representaciones de la Virgen. Son famosas por la elegancia de las siluetas y la delicadeza de los rasgos faciales.

### Acogida de novedades

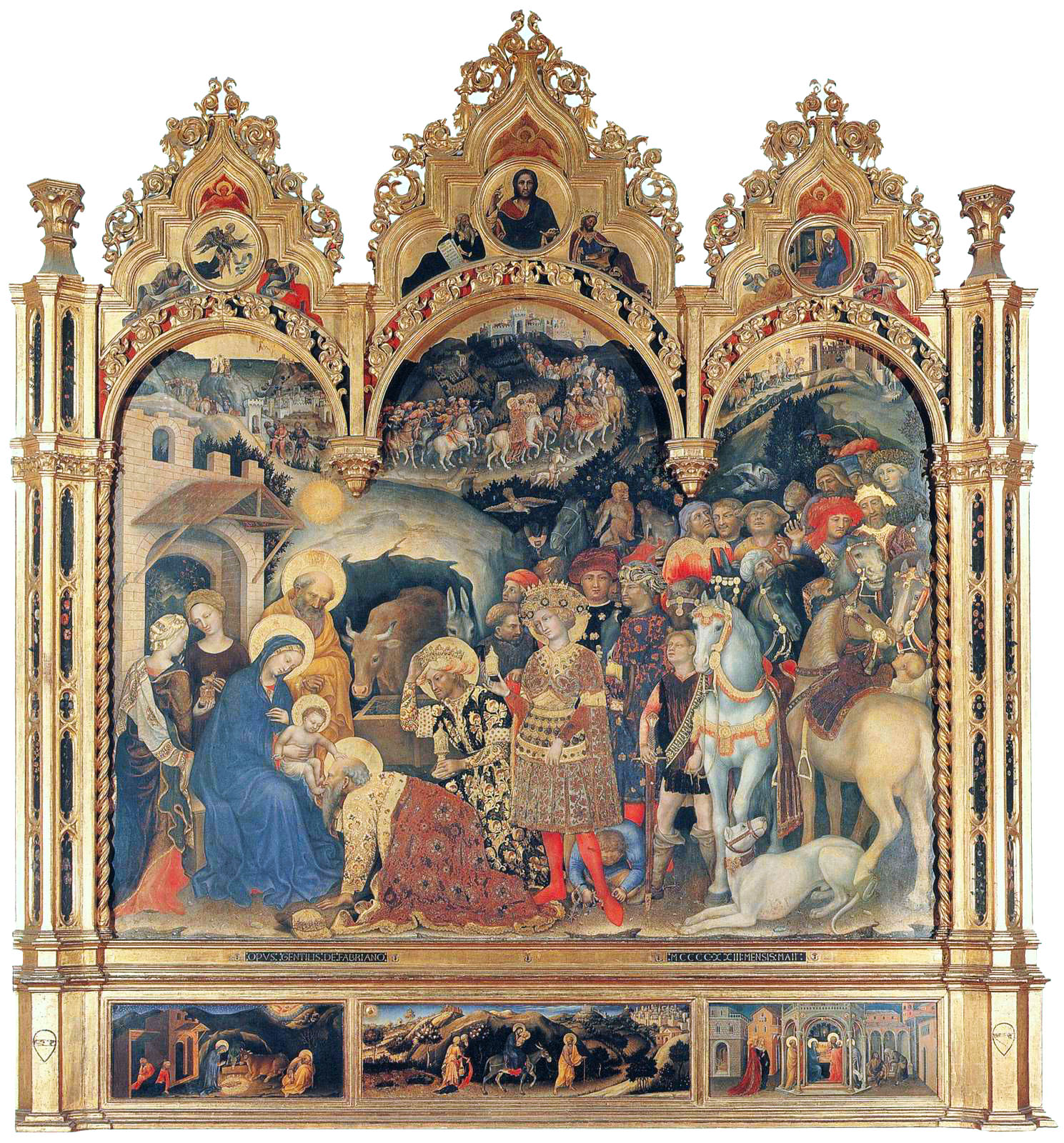
Gentile da Fabriano, Adoración de los Magos (1423), Florencia.

Los innovadores del arte florentino alcanzaron gran estima e influyeron en la producción artística. Los encargantes, por su parte, estaban a favor de cambios menos radicales. El mejor ejemplo es el del rico comerciante humanista Palla Strozzi, que confió la realización del retablo de la capilla de la basílica de Santa Trinita  a Gentile da Fabriano, quien en 1425 completó la Adoración de los Magos, todavía muy imbuida del estilo gótico internacional. La obra incluye varias escenas colocadas una al lado de la otra donde la mirada se pierde en un sinfín de pequeños detalles y escenas anecdóticas según una organización fiel al modelo literario bizantino Ekphrasis es decir la descripción, la interpretación de las obras de arte accesibles en Florencia desde 1415.
Siguen siendo populares los artistas «contadores» como Lorenzo Monaco o personalidades refinadas cuyo estilo estaba a medio camino entre el estilo gótico y la novedad «a la antigua» como Lorenzo Ghiberti.
El marco que emergía era el de una separación de las posiciones artísticas radicales e innovadoras de aquellas del mundo humanista que durante las primeras décadas marginaron al grupo de innovadores que seguían siendo incomprendidos. El modelo a la «antigua» que era apreciado por los humanistas ofrecía puntos eclécticos, a veces opuestos. Los artistas podían inspirarse en este patrimonio, eligiendo lo que mejor respondiese al gusto y a la mentalidad del momento.

### Teorización de Alberti
León Battista Alberti (1404-1472) se instaló en Florencia en 1434, cuando la revolución figurativa tocaba a su fin. A partir de 1435, el fervor innovador dio paso a la teorización de la experimentación y el actor principal de este proceso fue el genovés Alberti, que buscaba dar un fundamento científico a la obra de arte. Comenzó a evaluar los resultados obtenidos, atenuando las diferencias entre artistas en favor de una visión de conjunto que tenía como denominador común el «renacimiento».
En el tratado De pictura, inscribió en la dedicatoria a Brunelleschi, Donatello, Ghiberti, Luca della Robbia y Masaccio.
Alberti buscaba los fundamentos objetivos y el camino filosófico que permitió el surgimiento del Renacimiento, confrontando temas técnicos y estéticos. Dedicó tres tratados a las tres «artes mayores»: De pictura en 1436, De re aedificatoria en 1454 y De statua en 1462. Sus escritos sirvieron de base para la formación de las generaciones posteriores al facilitar la difusión de los preceptos del Renacimiento y la transformación del artista de ser un «artesano medieval» a un «intelectual moderno»..

### Artistas intermedios
La fase siguiente tuvo lugar alrededor de la década de 1450 con una codificación más intelectual de las innovaciones anteriores. Durante esos años, la situación política de la península se estabilizó con la Paz de Lodi (1454) que dividió el territorio en cinco grandes estados. En las ciudades, la clase política decidía, poniendo en el poder a personajes dominantes. Las familias principescas, a la cabeza de las ciudades-estado, competían para producir los objetos más bellos para expresar su poder. La burguesía, menos activa, invertía en la agricultura y se comportaba como la vieja aristocracia, lejos de los ideales de sobriedad, exhibiendo obstinadamente su riqueza. El lenguaje figurado de esos años era cultivado, ornamentado y flexible.
Anteriormente un artesano anónimo, ahora el artista se convierte en una persona importante en la sociedad. Los grandes creadores eran humanistas, que conocían la cultura antigua y, a menudo, las matemáticas. Mentes curiosas, afirmaban su identidad en su trabajo. Así, a diferencia de las obras de la Edad Media, las creaciones del momento solían estar firmadas y fechadas.

#### Lorenzo Ghiberti

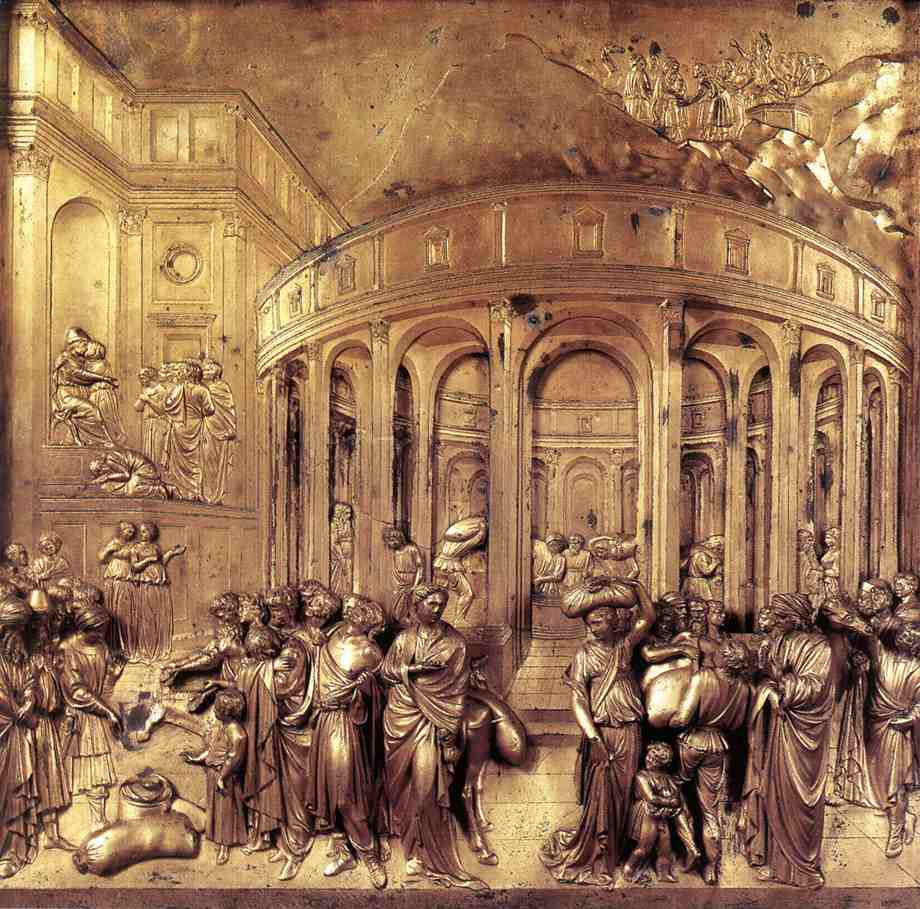
Lorenzo Ghiberti, Historias de José, panel de la Puerta del Paraíso.

Lorenzo Ghiberti (1378-1455), Masolino y Michelozzo continuaron la tradición moderna actualizándola según las novedades de los preceptos de la cultura humanista y de la perspectiva. Después de la construcción de la puerta norte del baptisterio de San Juan de Florencia, cuyas características eran similares a las de la puerta sur que había sido realizada en el siglo XIV en estilo gótico por Andrea Pisano, Ghiberti recibió en 1425 un encargo de una nueva puerta, terminada en 1452, hoy situada en el Este, que Miguel Ángel denominará puerta del Paraíso. Esta obra es emblemática de la posición «mediadora» de Ghiberti. 
En efecto, en esta ejecución, el artista muestra su libertad de composición y utiliza la perspectiva y un relieve cada vez menos acentuado, para disponer un gran número de personajes en varios planos.El historiador del arte Henri Focillon, en su obra sobre l'Art d'occident, describió la puerta en estos términos:

La relación del relieve según la distancia fingida de los planos, el paso calculado de lo redondo al bajorrelieve y finalmente al modelado casi plano de la medalla, la rigurosa huida de la arquitectura, la sugerencia en el bronce de un paisaje aéreo impactó la imaginación popular como una revelación milagrosa; las puertas del baptisterio fueron, en adelante, las puertas del Paraíso.
Le rapport du relief selon la distance feinte des plans, le passage calculé de la ronde-bosse au bas-relief et enfin au modelé presque plat de la médaille, la fuite rigoureuse de l'architecture, la suggestion dans le bronze d'un paysage aérien frappèrent comme une révélation miraculeuse l'imagination populaire ; les portes du baptistère furent désormais les portes du Paradis.
Henri Focillon, Art d'occident, tomo 2, Le Moyen Âge gothique, Paris, 1965, Librairie Armand Collin, p. 370

#### Masolino

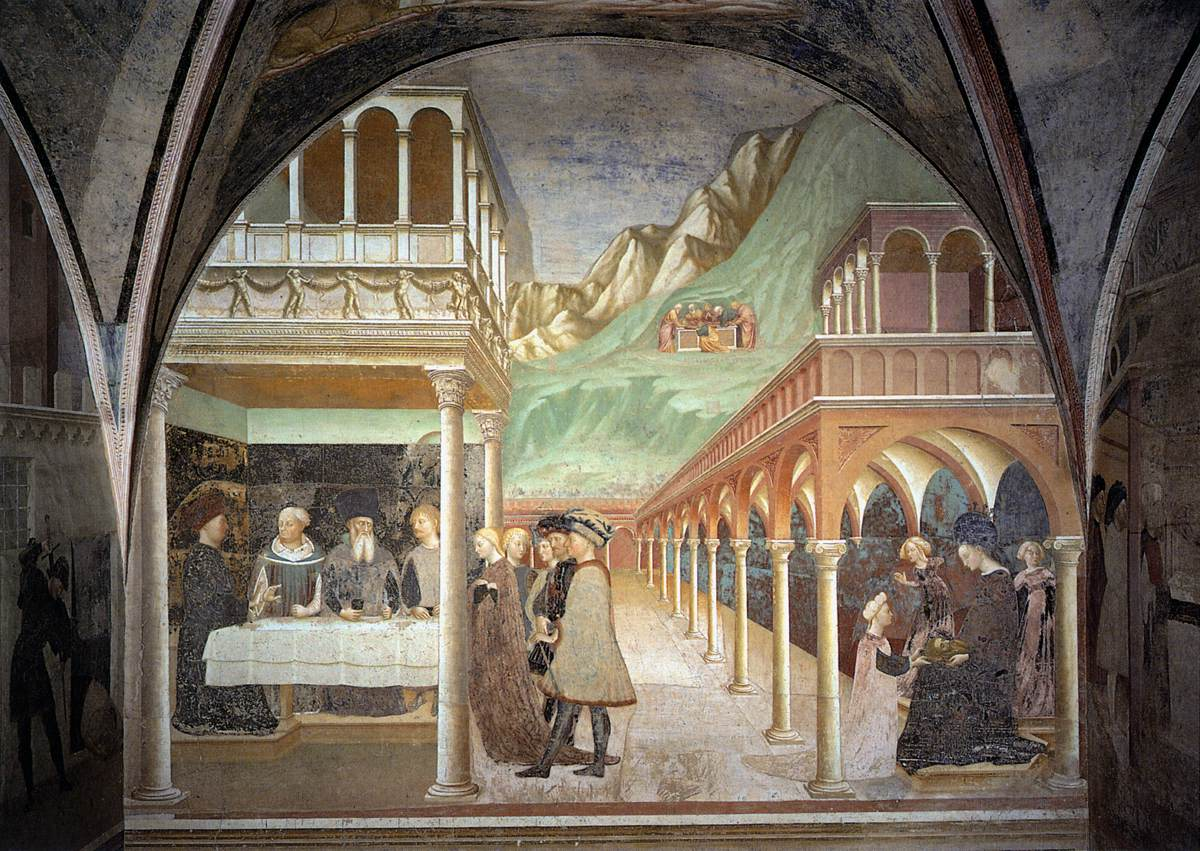
Masolino, El Festín de Herodes (1435), baptisterio de Castiglione Olona.

Masolino da Panicale (1383-1440) fue un artista que navegó entre el gótico internacional y el estilo renacentista. En sus obras creadas tras el fin de su colaboración con Masaccio, desarrolló un estilo fácil de asimilar en lugares donde aún predominaba la cultura gótica, como en Siena, donde Vecchietta fue su alumno y colaborador, o en el norte de Italia con los frescos de Castiglione Olona.
Este ciclo de frescos representa uno de los mayores testimonios de la transición del estilo gótico al renacentista.

#### Michelozzo

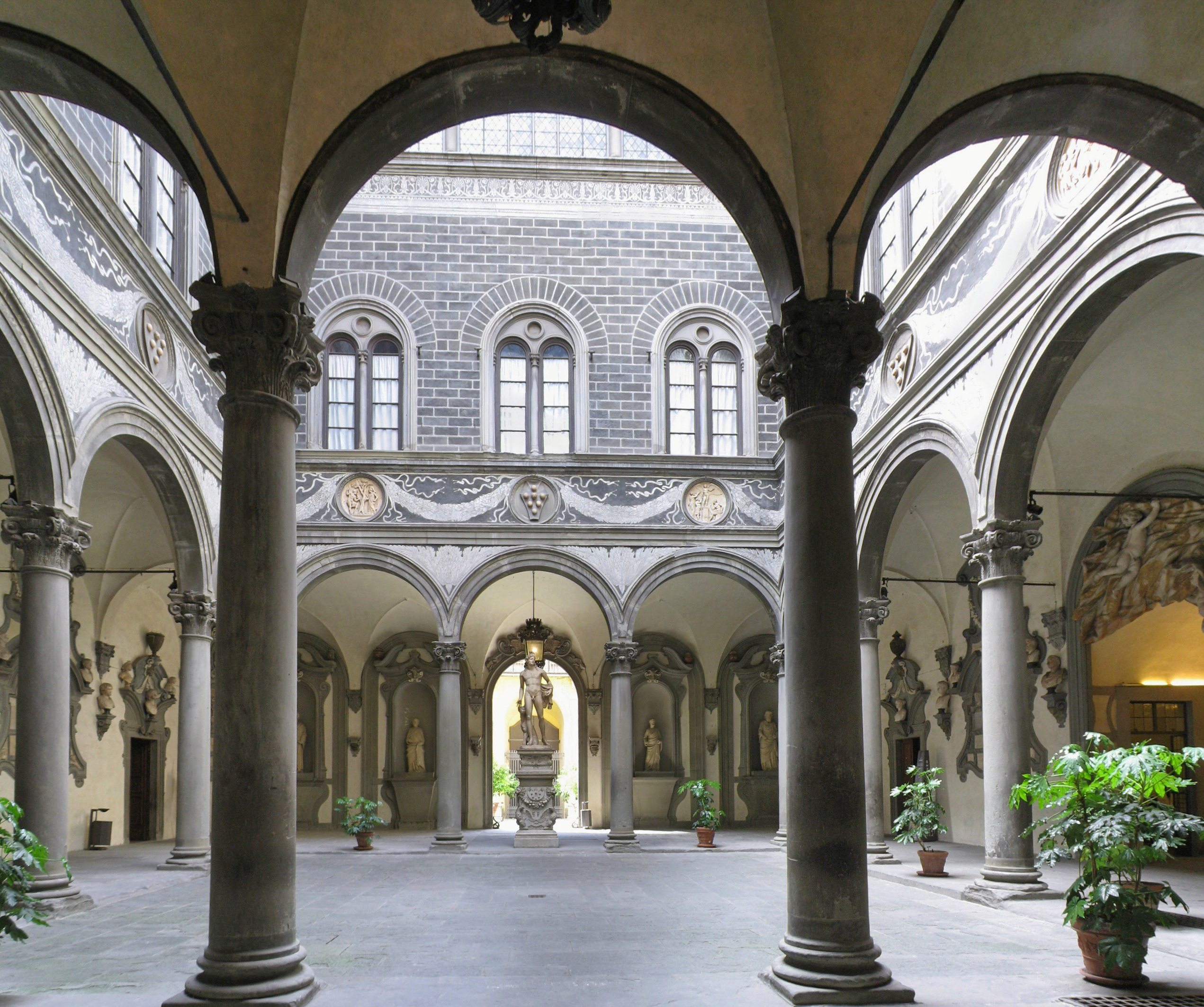
Michelozzo, patio del Palacio Medici Riccardi.

Michelozzo (1396-1472), florentino, era escultor y arquitecto, gran conocedor de Ghiberti, Donatello y Brunelleschi con quienes colaboró. Conocedor de la tradición gótica, utiliza los nuevos conceptos del Renacimiento para purificar y enriquecer la antigua tradición. Cosme de Médici fue el patrocinador de sus obras más importantes, incluida la construcción de su propio palacio y la reestructuración del antiguo convento dominico y de la biblioteca del convento de San Marcos.
La construcción del palacio de los Medici (ahora Medici Riccardi), en 1444, constituye el arquetipo del palacio florentino, en el que Michelozzo combinó estrechamente el sobrio estilo gótico florentino y las nuevas tendencias clásicas, inspiradas en la Antigüedad. Michelozzo participó así activamente en la difusión del nuevo estilo.

#### Paolo Uccello

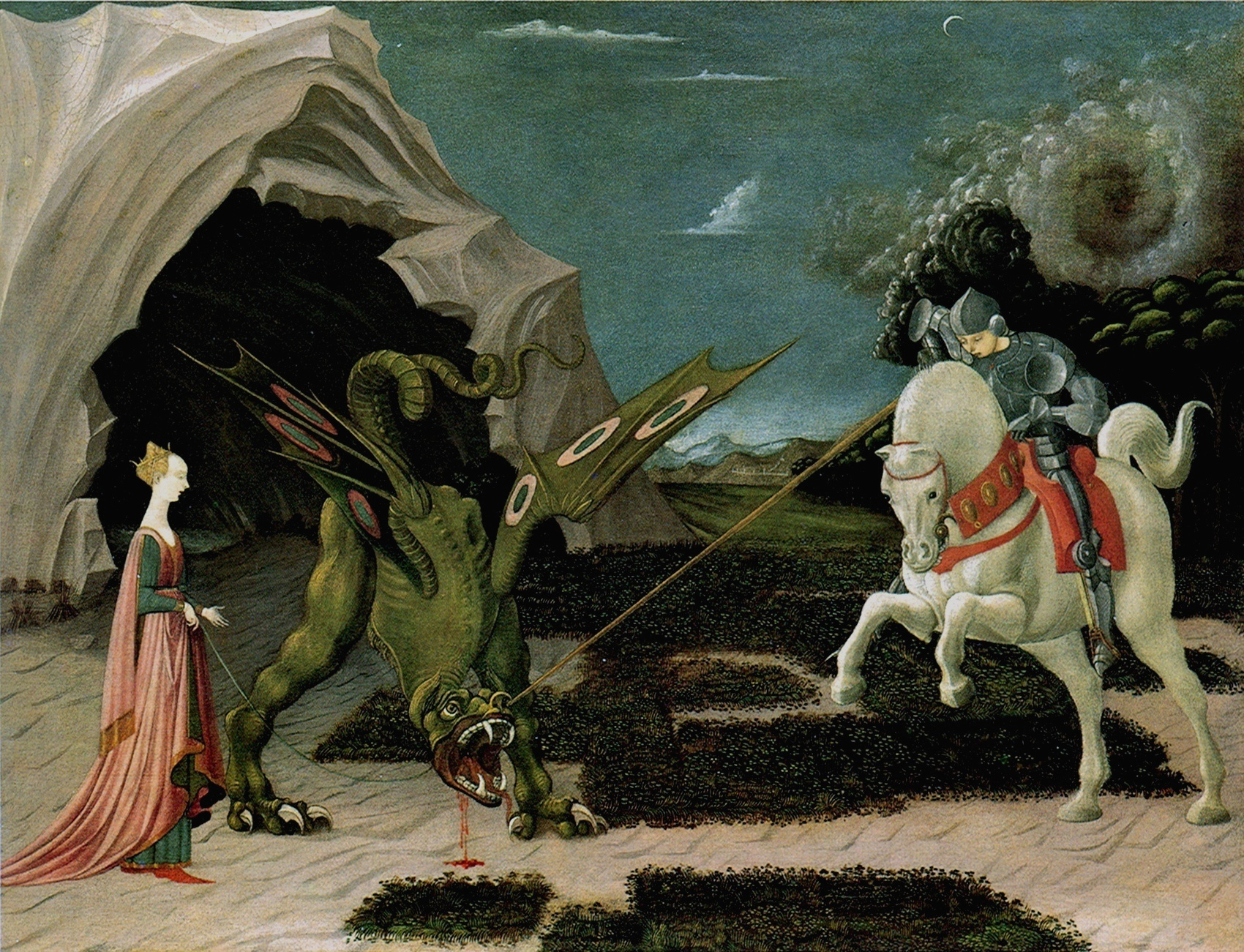
San Jorge y el dragón (c. 1456), donde Uccello muestra su tendencia gotizante (National Gallery, Londres)

Paolo Uccello (1397-1475), pintor, se había formado en el taller del escultor Ghiberti. Tras un viaje profesional a Venecia (1424-1430) regresó a Florencia en 1431, donde comenzó a trabajar sobre todo en las obras de Santa María del Fiore. Recibió su primer encargo monumental en 1436: el Monumento funerario a Sir John Hawkwood, un retrato ecuestre del capitán inglés John Hawkwood. Fue ejecutado en sólo tres meses y la obra es monocroma (ejecutada con verde terra) para dar la impresión de una estatua de bronce.En este fresco monocromático mostró su profundo interés en la perspectiva.
Giorgio Vasari, en Las vidas..., afirma que «el único objetivo de Uccello era explorar las cosas desde una perspectiva difícil e imposible». Subrayaba así el rasgo distintivo de Paolo Uccello, es decir, su interés casi obsesivo por la perspectiva lineal. Esta característica, combinada con su adhesión al gótico internacional, lo convirtió en una figura a caballo entre dos mundos figurativos. Siguiendo una trayectoria artística personal, utilizó la perspectiva para situar a sus personajes en un espacio tridimensional, mientras que sus contemporáneos utilizan esa profundidad para describir la sucesión de acontecimientos del episodio representado. La complicada construcción de sus obras no ayuda al orden lógico de la composición, sino que crea escenarios fantásticos y visionarios en espacios indefinidos.
En sus obras de madurez, las figuras son consideradas volúmenes, dispuestos según correspondencias matemáticas y racionales, donde el horizonte natural y el de los sentimientos quedan excluidos. El efecto, claramente perceptible en obras como la Batalla de San Romano, es el de una serie de maniquíes que personifican una escena con acciones congeladas y suspendidas, pero el carácter emblemático y onírico de su pintura nace precisamente de esta inescrutable fijeza.

Los tres paneles de la Batalla de San Romano
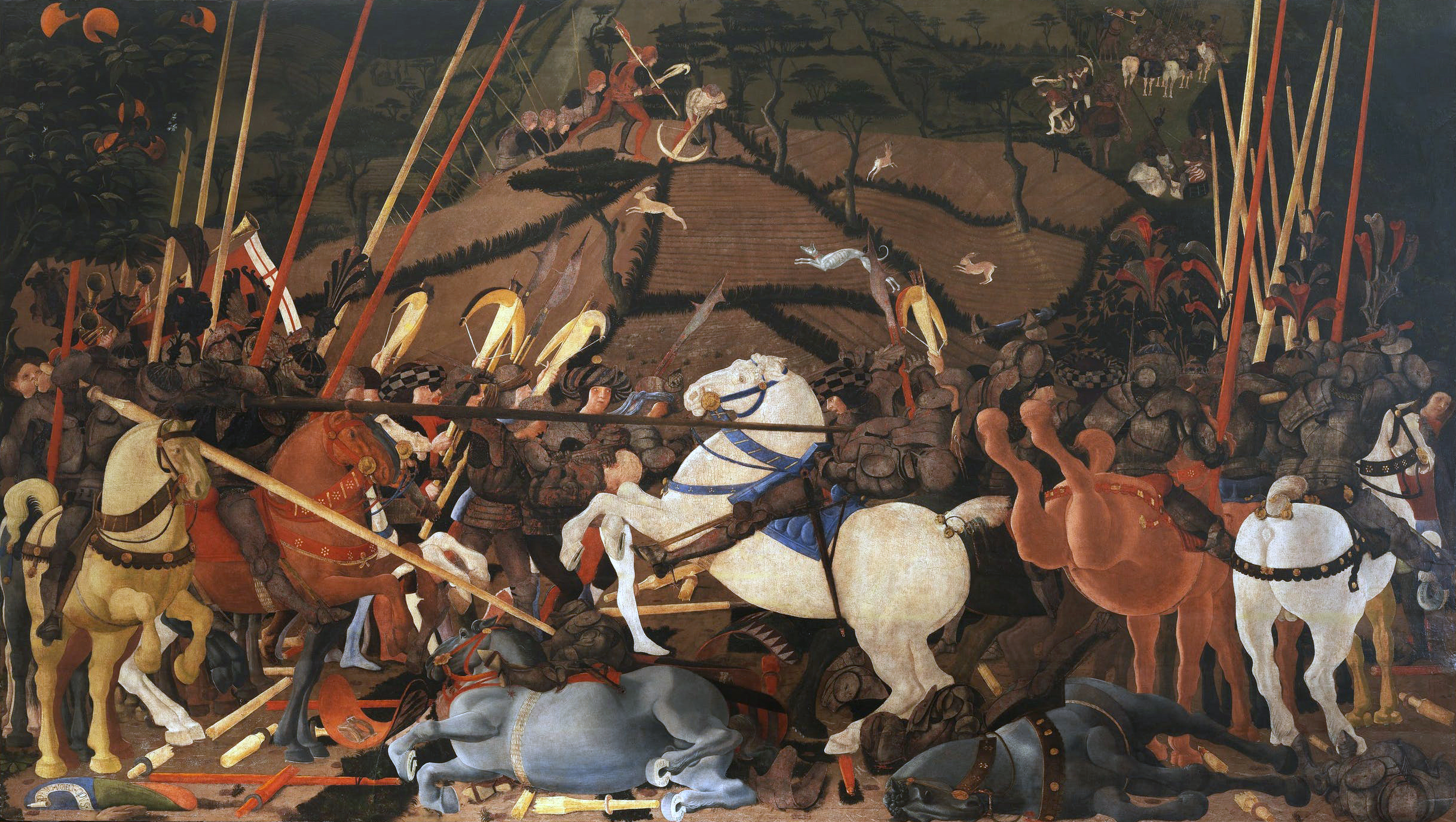
La derrota del campo sienes ilustrada por la puesta fuera de combate de Bernardino della Ciarda, Galería de los Uffizi, Florencia.
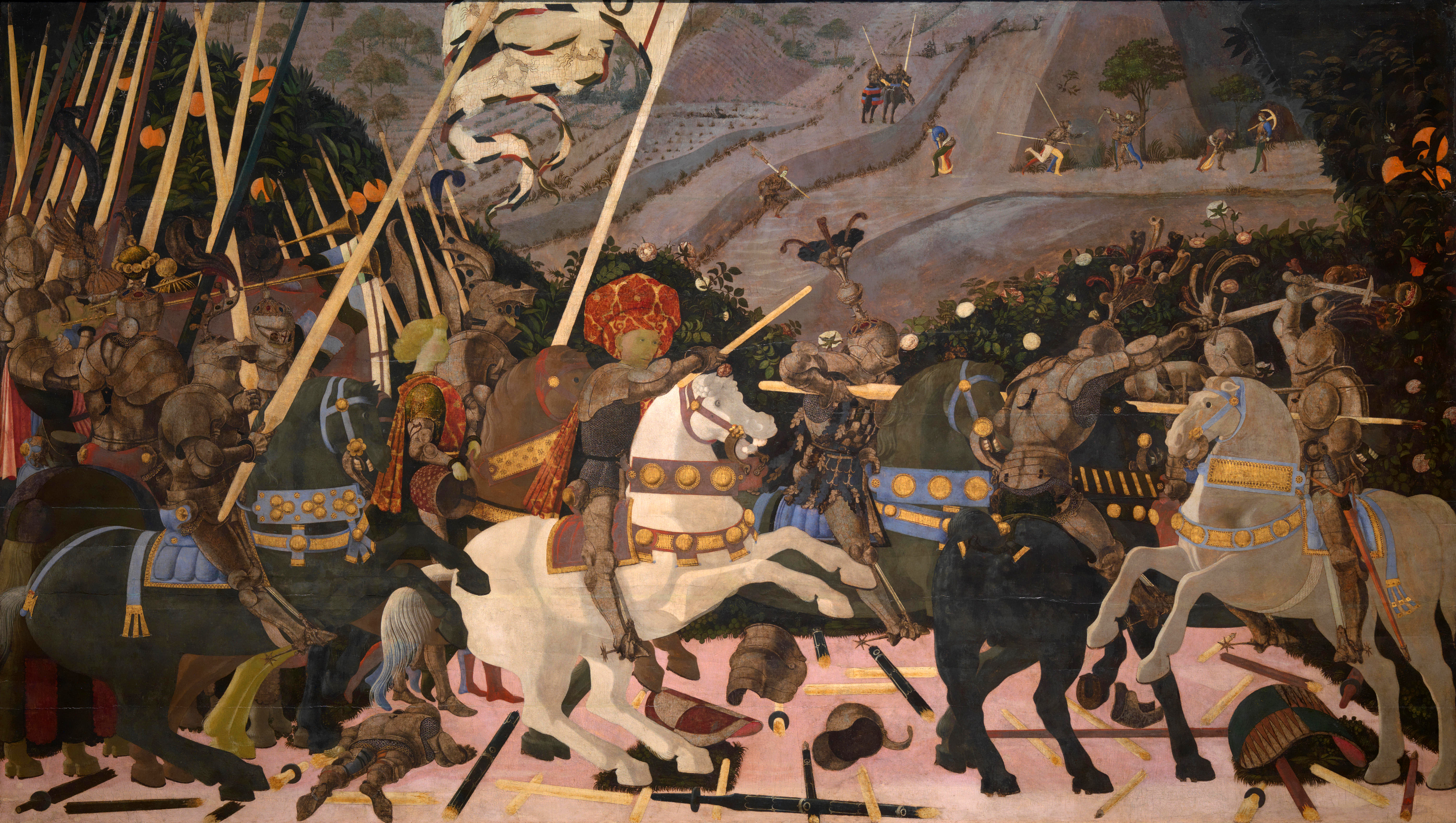
Niccolò da Tolentino lidera las tropas florentinas, National Gallery, Londres.
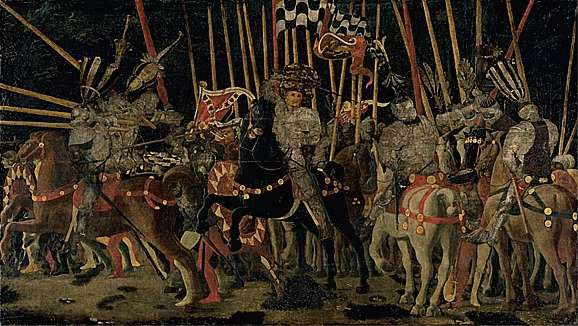
El contraataque de Micheletto da Cotignola, Museo del Louvre, París.

#### El Filarete
Antonio Averlino, llamado il Filarete (1400-1469), fue un escultor, ingeniero, arquitecto y teórico de la arquitectura. Probablemente fue alumno de Lorenzo Ghiberti durante la fundición de la puerta Norte del baptisterio de San Juan. En 1433 viajó a Roma donde el papa Eugenio IV le encomendó la creación de la puerta de Filarete de la Basílica de San Pedro en Roma, en la que trabajó hasta 1445.
En arquitectura, el Filarete fue el autor de la torre llamada «de Filarete» del Castello Sforzesco de Milán. Realizó la planta Sforzinda, una ciudad nunca construida. A pesar de las numerosas referencias al simbolismo medieval incorporadas en el diseño de Sforzinda, el principio de la ciudad se convirtió, durante el Renacimiento, en el arquetipo de la ciudad humanista. El tratado captó el interés de líderes importantes como Juan Galeas Sforza y Pedro de Medici. Más tarde, cuando Francesco di Giorgio Martini y Leonardo da Vinci comenzaron a planificar sus ciudades ideales, tomaron prestadas ideas de El Filarete.
Aunque Sforzinda nunca se construyó, su planta sirvió de inspiración para muchas plantas de ciudades futuras. Por ejemplo, en el siglo XVI, los ingenieros y arquitectos militares combinaron las características de la ciudad ideal de Filarete con las fortificaciones defensivas militares ampliamente distribuidas por toda Europa y más allá.

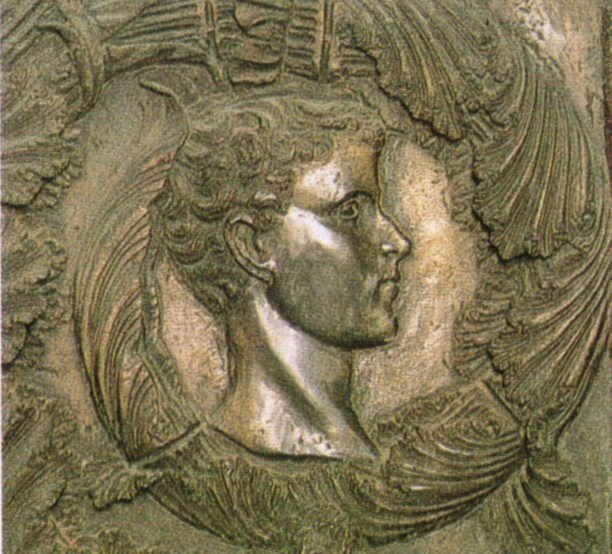
Puerta de Filarete (detalle), Basílica de San Pedro, Roma
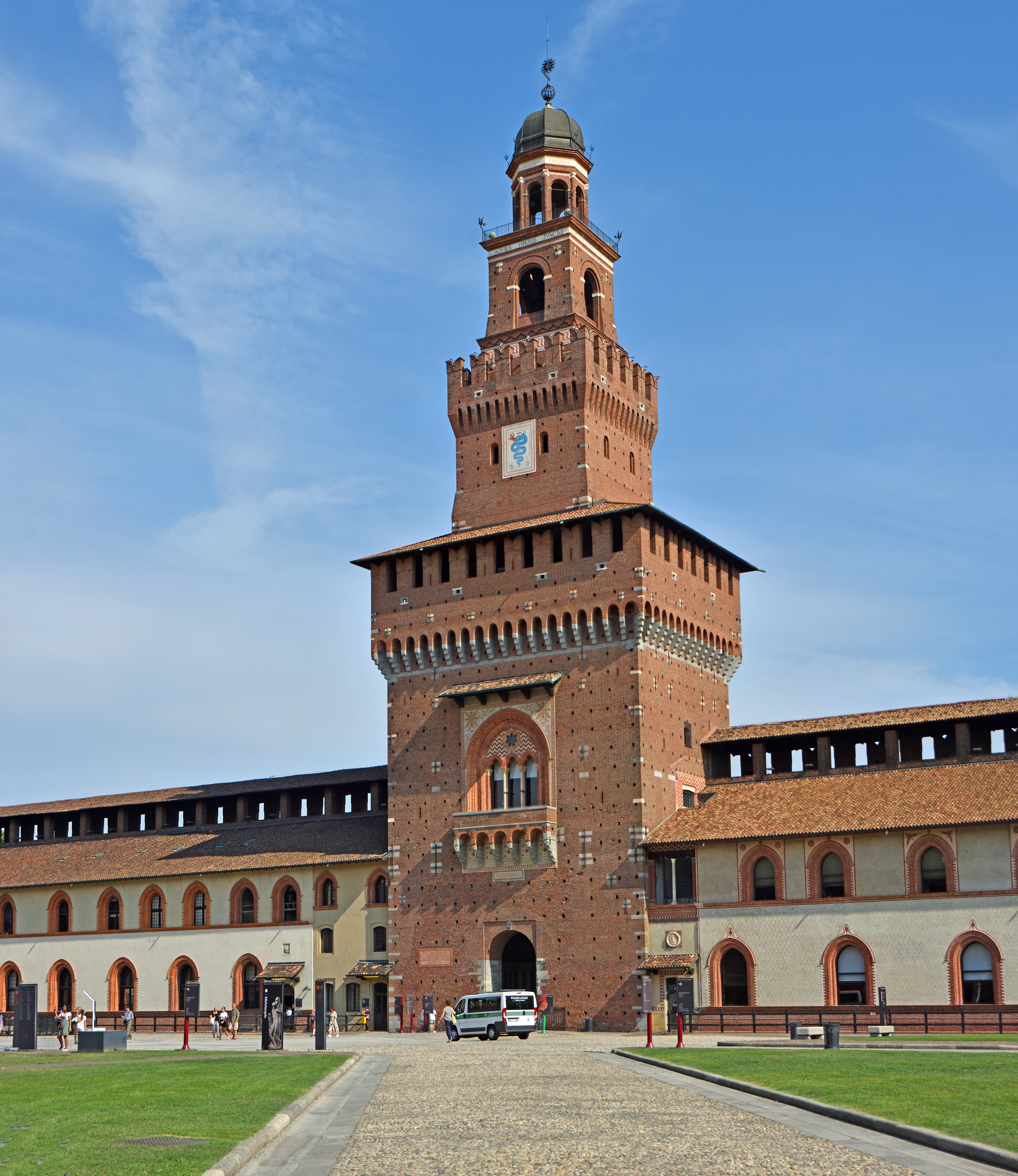
La Torre de Filarete, Castello Sforzesco, Milán
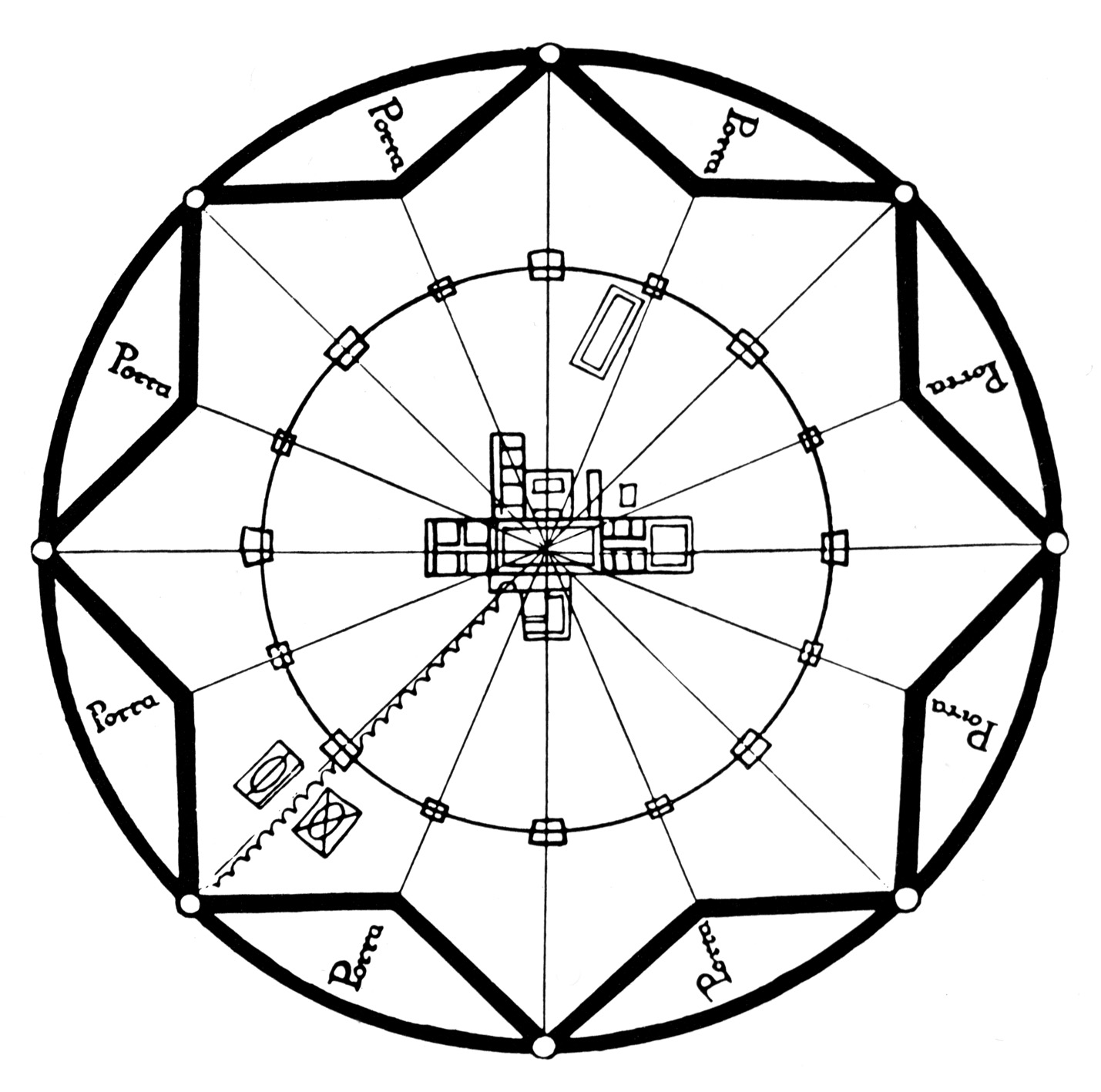
Planta de una villa de forma circular, Sforzinda

## Años de la primera presencia de los Médici (1440-1469)

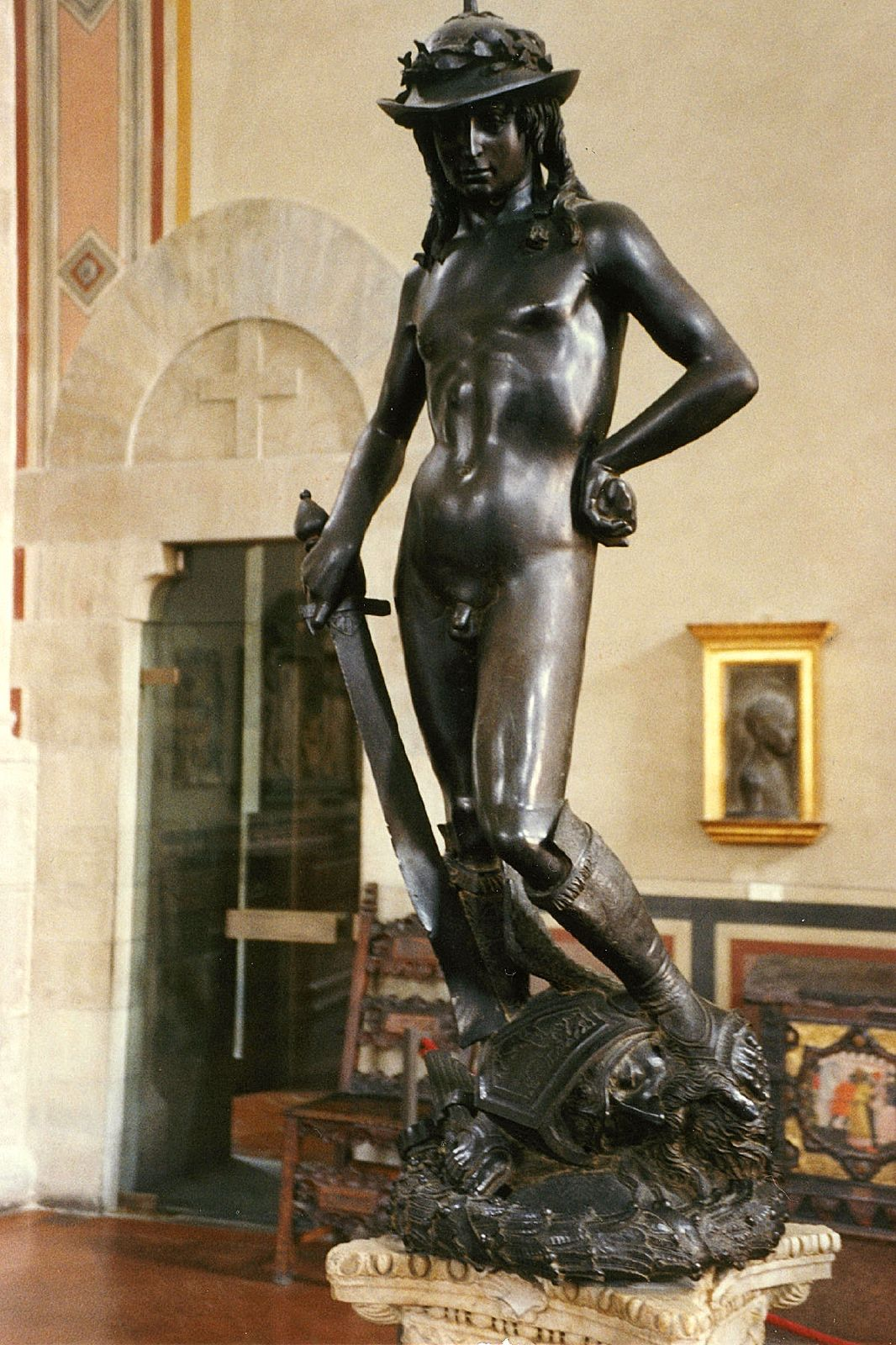
Donatello, David en el museo del Bargello

La generación siguiente de artistas continuó difundiendo la nueva manera, influenciados en su orientación por el clima social y político, así como por las nuevas demandas de los clientes.

### Las artes bajo Cosme de Médici
Con el regreso del exilio en 1434 de Cosme de Médici (r. 1434-1464), la República florentina permaneció, pero gradualmente vio como Cosme establecía su poder de facto a través de una sutil estrategia de alianzas que permitía el control de los órganos decisorios por parte de sus hombres de confianza, mientras permanecía personalmente alejado. del gobierno de la ciudad. El mecenazgo de los Médici comenzó con él, siendo su comportamiento similar al modelo estoico ciceroniano que buscaba el bien común, la moderación, refutando el prestigio personal y el alarde de riqueza. A partir de estos principios, encargó obras y trabajos importantes, hizo que Fra Angelico pintase los frescos del convento de San Marcos y modernizó el palacio de los Medici. Se interesó mucho por el arte y la ciencia y toda Florencia siguió su ejemplo.
Las obras privadas tenían características diferentes como el David de Donatello, satisfaciendo las exigencias de un ambiente cultivado. Su desnudez heroica fue en su momento revolucionaria y contrarrestó el carácter andrógino de la escultura. Así, según Giorgio Vasari, 

es tan natural y de tal belleza que a los artistas les parece increíble que no haya sido moldeado sobre un modelo vivo
Elle est si naturelle et d'une telle beauté qu’il semble incroyable aux artistes qu’elle n’ait pas été moulée sur un modèle vivant.
Les Vies des... (1568)

Cosme concibió la idea de resucitar «una suerte de Academia»: en 1459 fundó la Academia Platónica Florentina, que ratificaba las tendencias intelectuales y corrientes de la cultura desarrollando las disciplinas humanistas.

### Las artes bajo Pedro I de Médici
Bajo Pedro de Médici, hijo de Cosme, el gusto por lo «intelectual» se acentuó y las obras públicas se orientaron a la colección de objetos preciosos y a menudo pequeños, buscados más por su valor intrínseco que por su rareza, demostrando así el prestigio social. Pedro gobernó Florencia durante cinco años (r. 1464-1469) y retomó las modas refinadas de las cortes aristocráticas, siendo, por emulación, imitado por la aristocracia urbana.
La obra emblemática de su época fue el conjunto de frescos que cubren las paredes de la capilla de los Magos de Benozzo Gozzoli, la capilla privada del palacio de los Médici (1459), decorada por iniciativa suya. En el fastuoso cortejo de los Magos aparecen los miembros de la familia Médici y sus partidarios transportados en el episodio sagrado en el que el mito se convierte en pretexto para representar la centelleante sociedad burguesa de la época.
Pedro de Médici fue un hombre piadoso. En 1448, hizo que Michelozzo construyese el Tabernáculo del Crucifijo en San Miniato al Monte. Hacia 1450, confió a Michelozzo y a Luca della Robbia la creación de su estudio, destruido en 1659. También fue un gran bibliófilo: Filarete cuenta que miraba sus libros «como si fueran un montón de oro». También era un erudito, como su padre, protector de Marsilio Ficino.
Los escultores se inspiraron a menudo en el principio de Copia et Varietas teorizado por Alberti, es decir, la reproducción de modelos análogos con ligeras modificaciones y perfeccionamientos para satisfacer el gusto mediante un efecto de moda de los donantes. En este ámbito, la evolución de los monumentos funerarios fue ejemplar, a partir del monumento funerario de Leonardo Bruni realizado por Bernardo Rossellino (1446-1450), pasando por el de Carlo Marsuppini de Desiderio da Settignano (1450-1450) hasta el de Pedro y Giovanni de Médici de Andrea del Verrocchio (1469-1472). En estos trabajos, partiendo del modelo común del arcosolium, se llegó a resultados cada vez más refinados y preciosos.

Monumentos funerarios florentinos
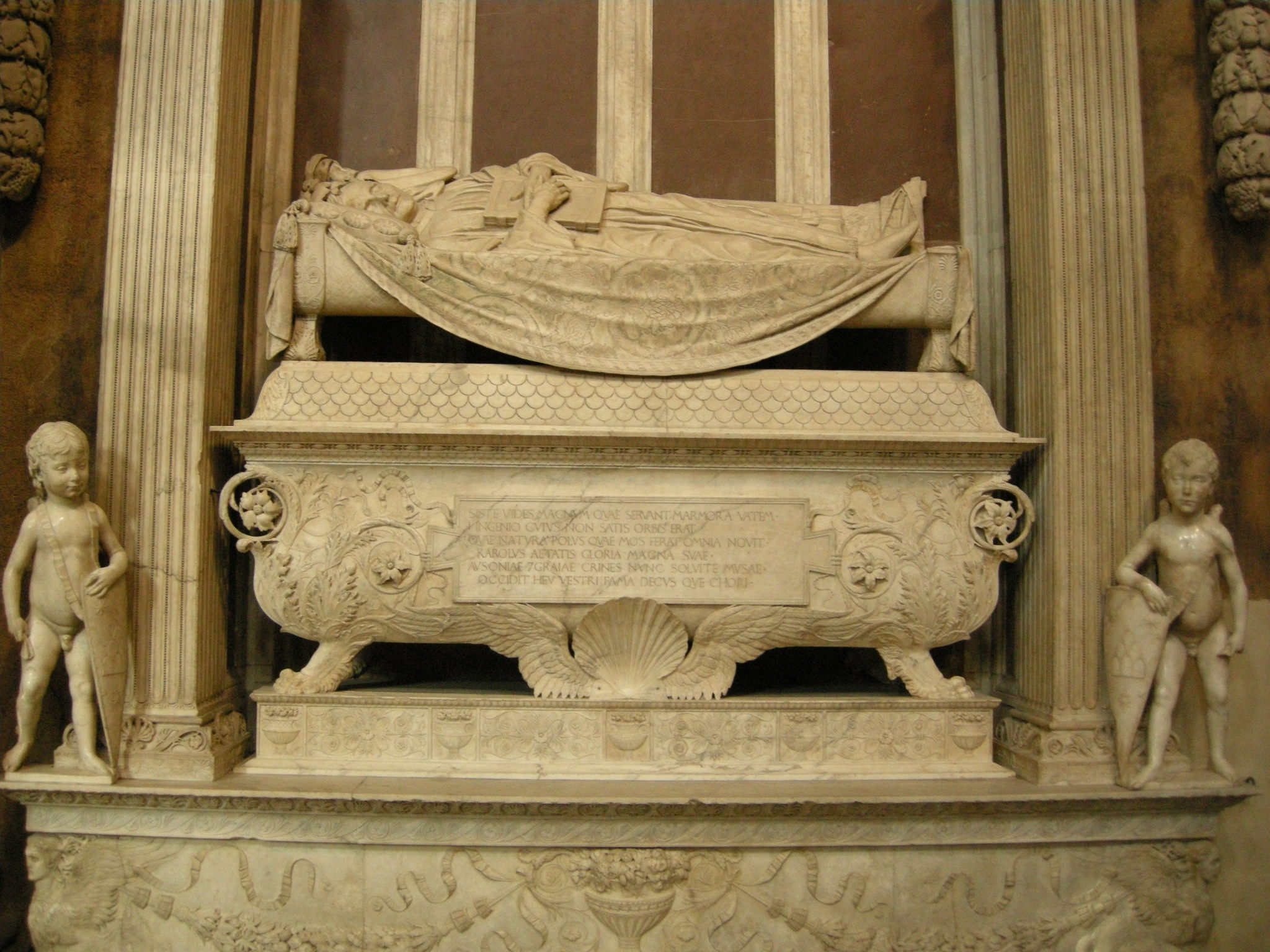
Monumento funerario de Carlo Marsuppini (1453-1455) en la Santa Croce, obra de Desiderio da Settignano
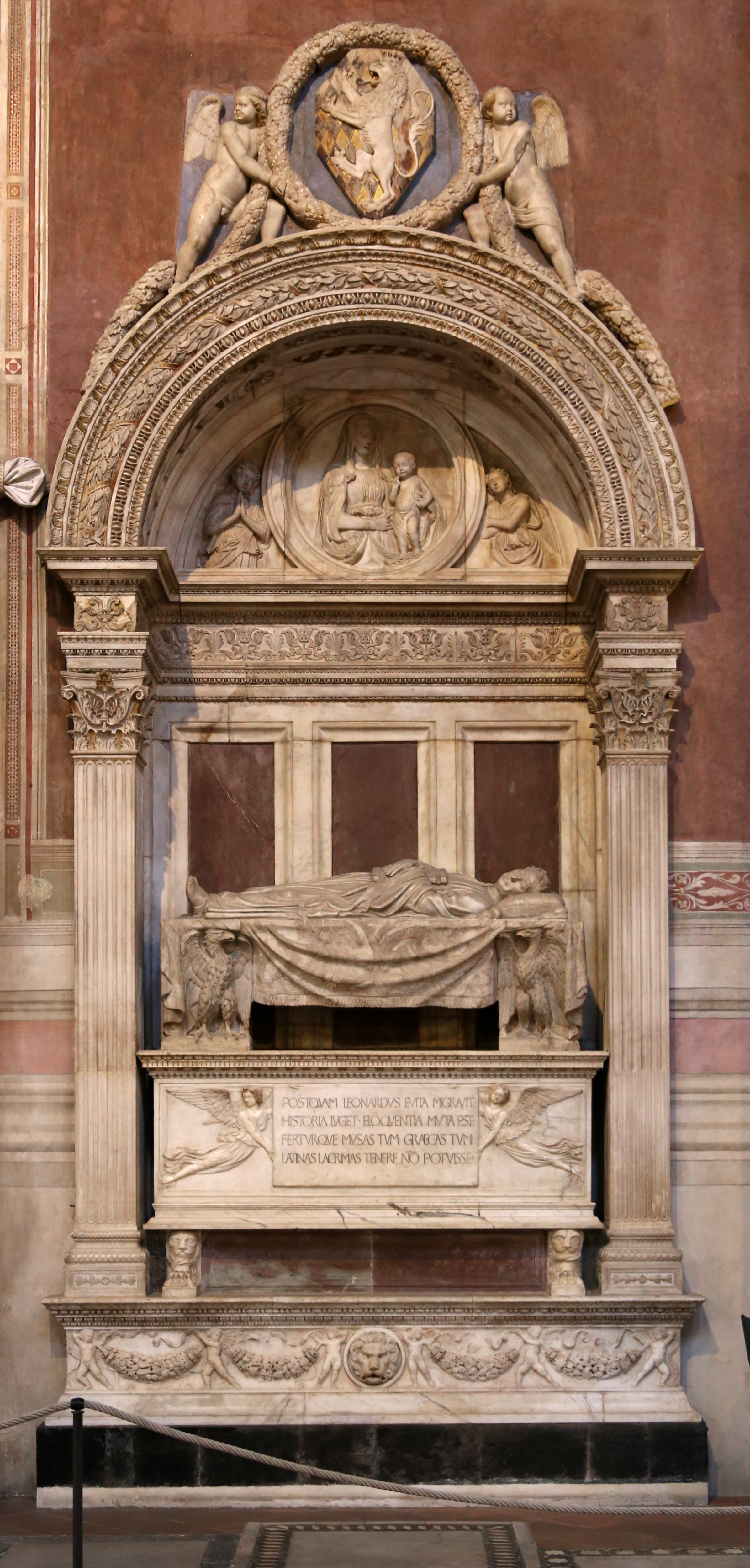
Monumento funerario de Leonardo Bruni (1446-1450) en la Santa Croce, obra de Bernardo Rossellino
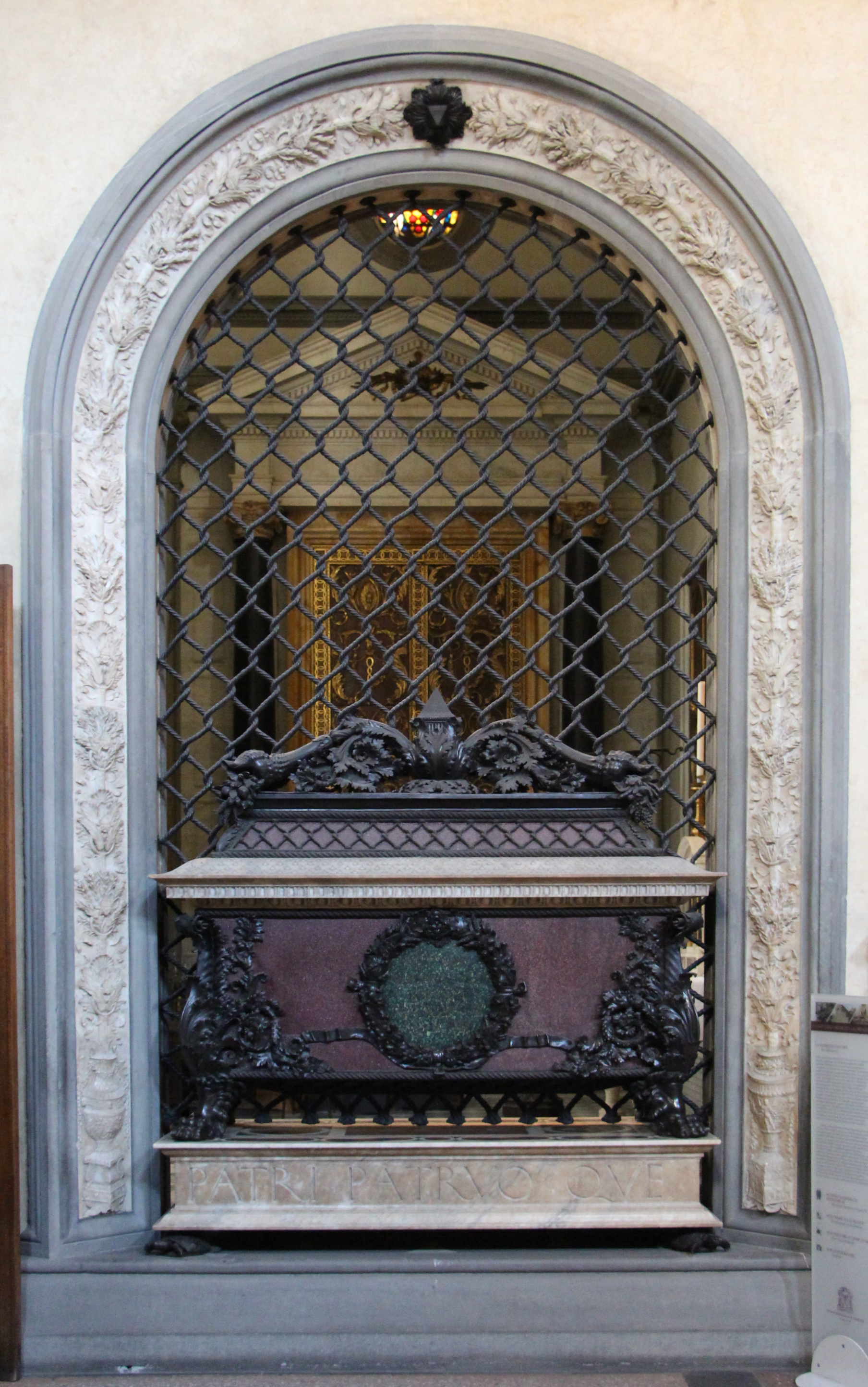
Tumbas de Giovanni y Pedro de Médici (1469-1472) en la basílica de San Lorenzo, obra de Andrea del Verrocchio
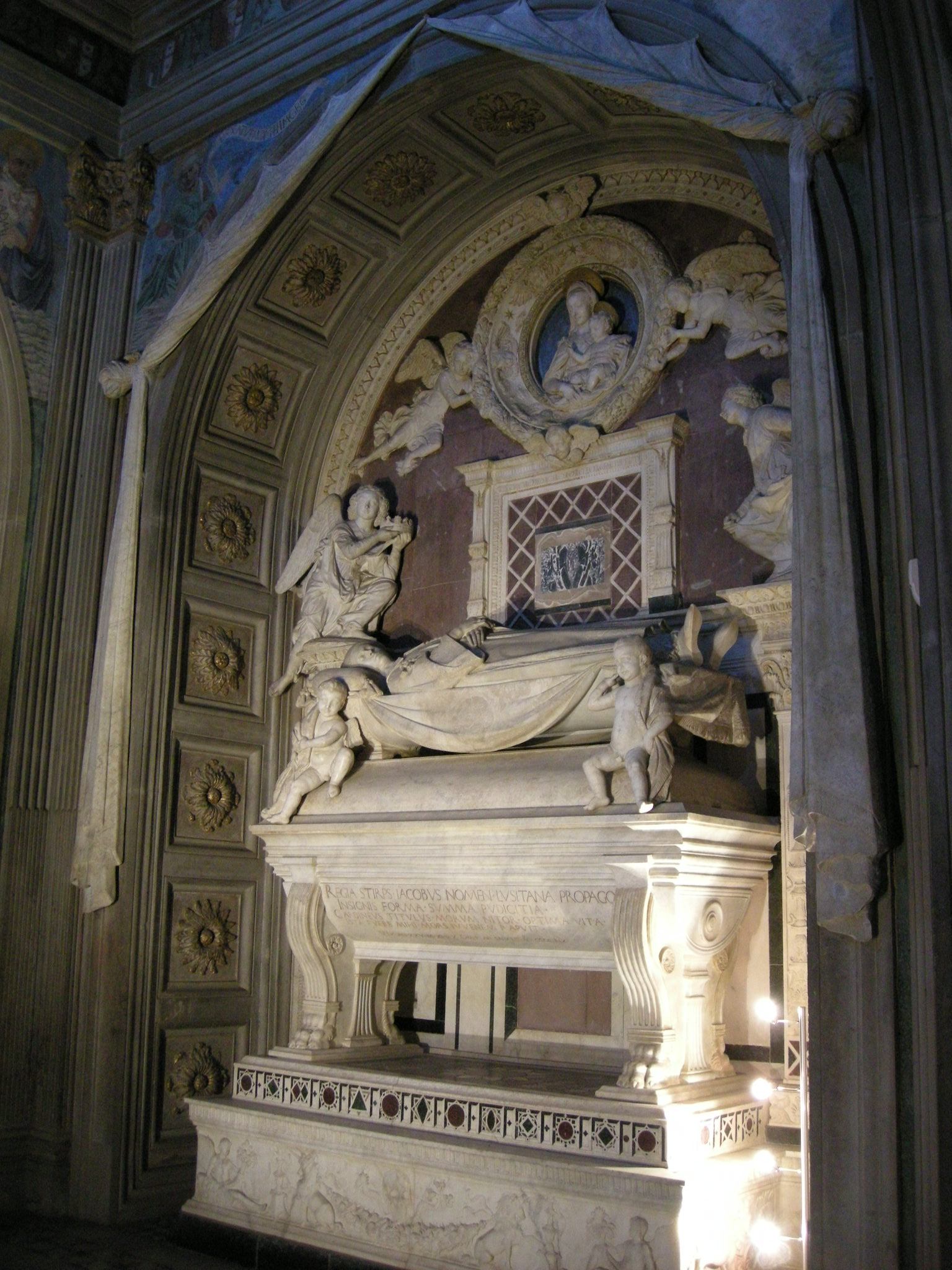
Tumba del cardenal de Portugal, en San Miniato al Monte, obra de Antonio y Bernardo Rossellino

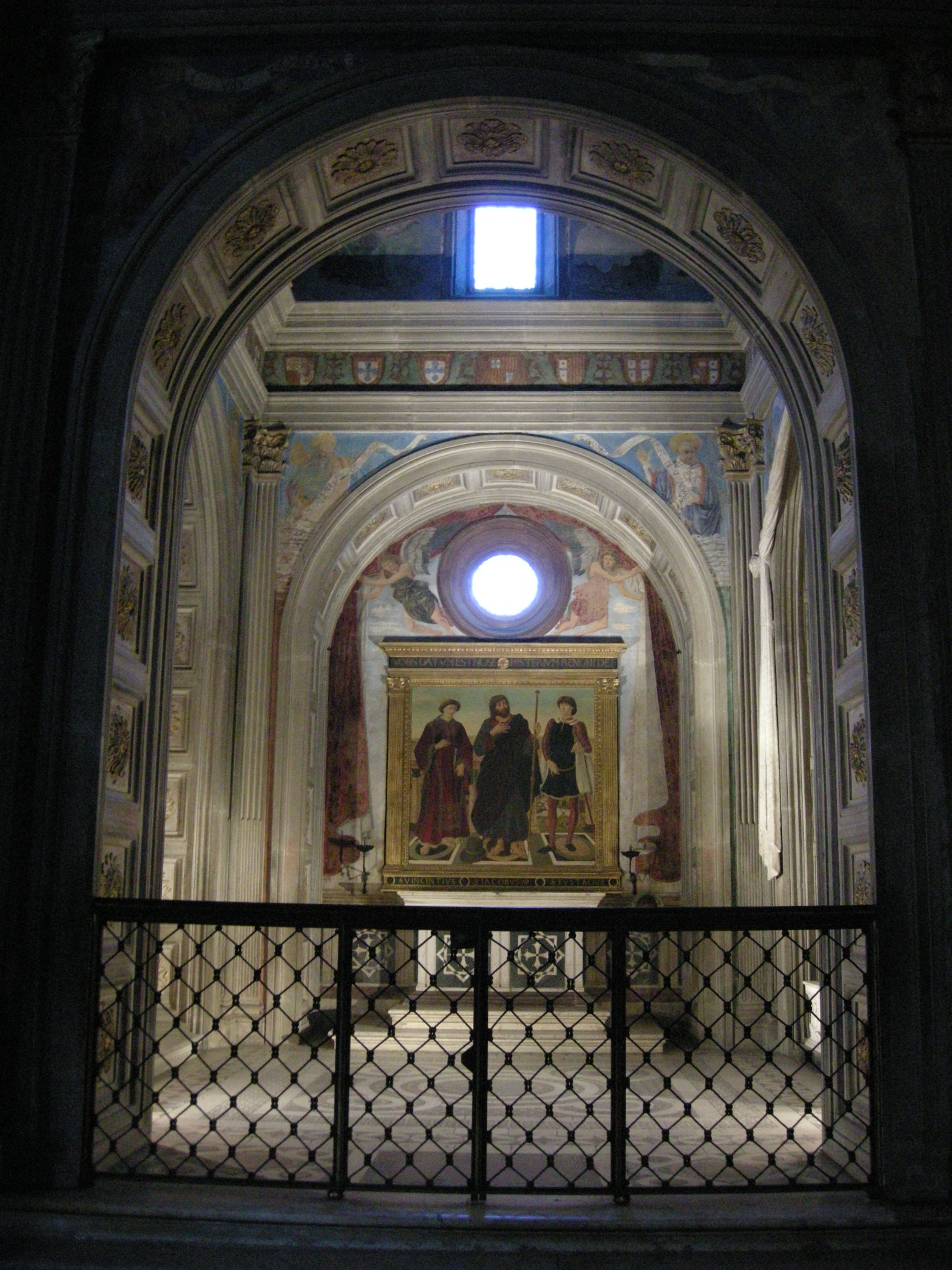
Capilla del cardenal de Portugal (1465-1466), en San Miniato al Monte, obra de Antonio Manetti

Una de las obras más significativas de esta época fue la capilla del cardenal de Portugal en San Miniato al Monte, una celebración de Jaime de Portugal, fallecido en Florencia en 1458, y de su casa real. La capilla es un ejemplo del gusto típico florentino de mediados del siglo XV caracterizado por la diversidad de materiales y de técnicas, de métodos de expresión y de referencias culturales. El conjunto contribuye a la creación de un efecto elegante y finamente escenificado. La arquitectura tiene forma de cruz griega, cada brazo comporta una decoración diferente. El conjunto está unificado por un friso corrido con las armas de la realeza de Portugal y por el uso de revestimiento en pórfido y serpentina. Todas las superficies están decoradas, desde el pavimento en cosmates hasta la bóveda de claustro con una terracota invetriada de Luca della Robbia.
El summum se sitúa en el lado oriental, donde se encuentra la tumba del cardenal esculpida por Antonio y Bernardo Rossellino. El espacio teatral se completa con un telón sostenido a cada lado del gran arco por dos ángeles pintados. Cada decoración contribuye a la puesta en escena del «triunfo del más allá» del cardenal. El estilo general se caracteriza por la riqueza de las figuras y su actitud flexible que crean una animación elegante, nunca antes experimentada. El modelado de las esculturas es muy delicado, creando efectos ilusionistas, alejados de la investigación racional que había animado a los artistas del Renacimiento de la primera generación. El bajorrelieve del subbasamento recoge uno de los testimonios más antiguos de mitos antiguos reutilizados en la doctrina neoplatónica y cristiana: el tema de la tauromaquia de ascendencia mitraísta, símbolo de resurrección y de fuerza moral, el auriga sobre el carro (símbolo neoplatónico del pensamiento que guía el alma y domina las pasiones), los unicornios que se enfrentan (símbolo de la virginidad) y los genios sentados sobre cabezas leoninas (símbolo de la fuerza). En el centro, encima de la guirnalda, hay una cráneo rodeado a cada lado por un lirio y una palma, símbolos de la pureza y la inmortalidad del alma. El conjunto simbólico alude a las virtudes morales del joven prelado, a la victoria sobre las pasiones y la ascesis.

### Los protagonistas

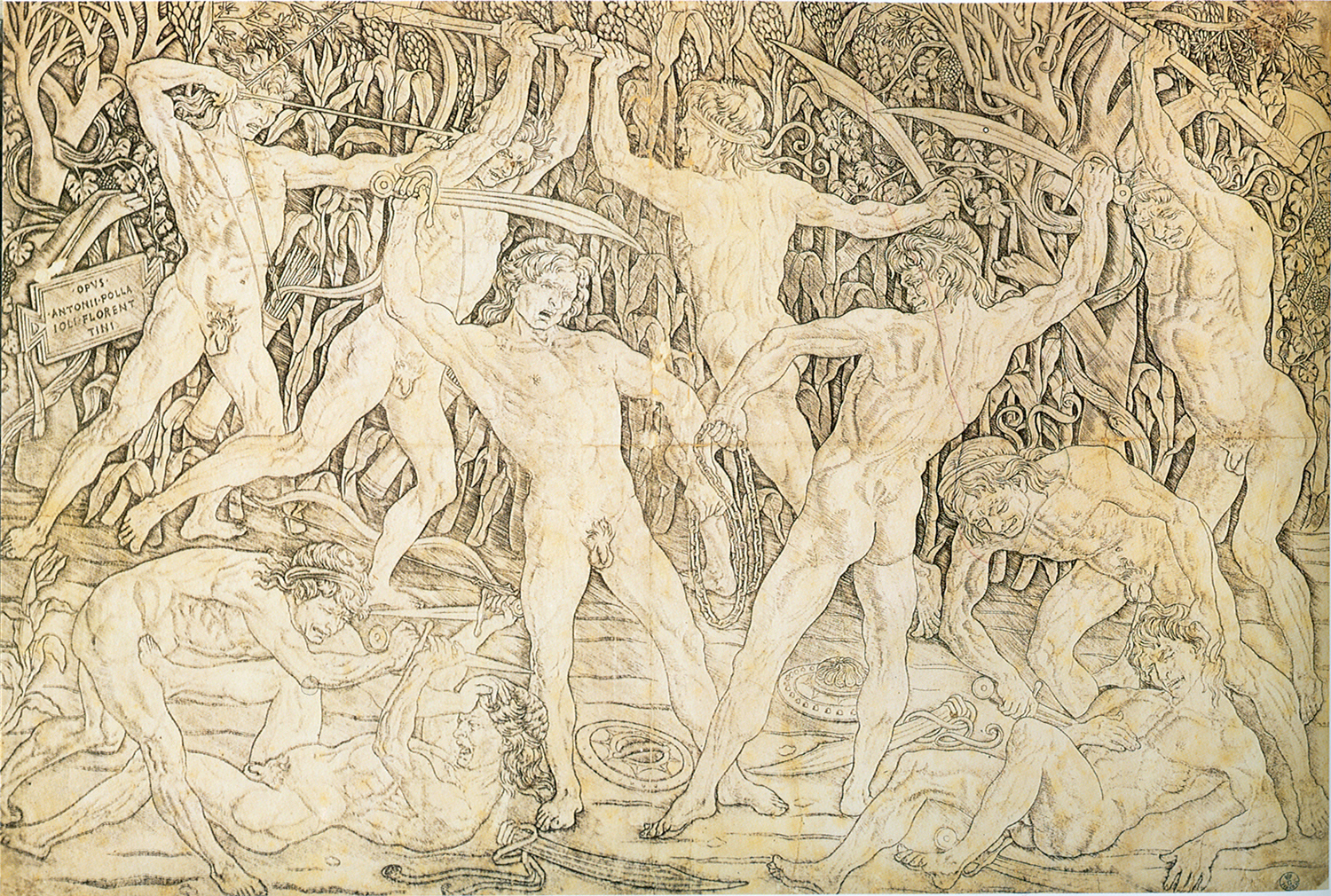
Antonio Pollaiolo, Combate de hombres desnudos (1471-1472)

#### Fra Angélico

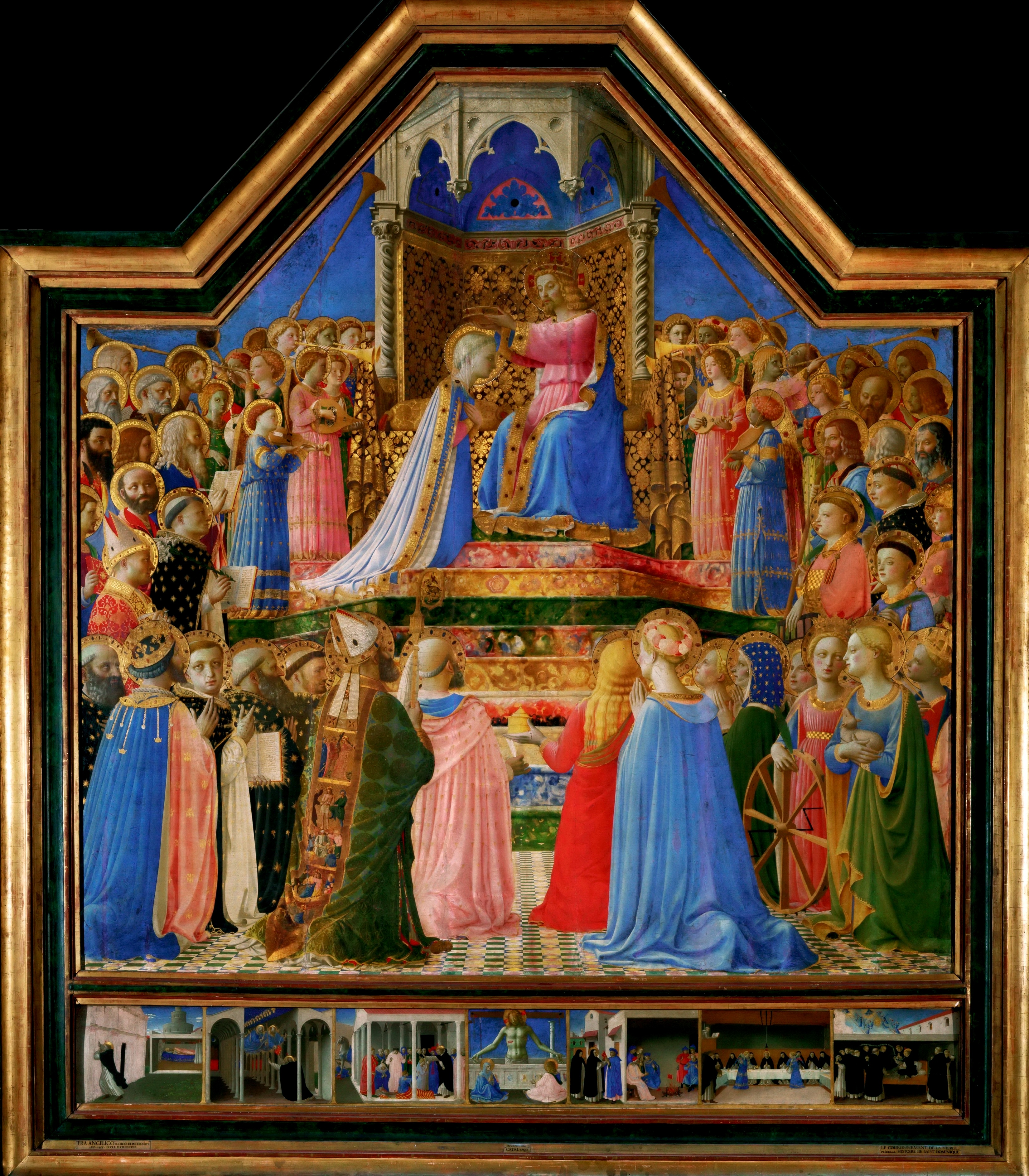
Coronación de la Virgen (1434-1435) realizada para el Convento de Santo Domingo en Fiesole (ahora Louvre)

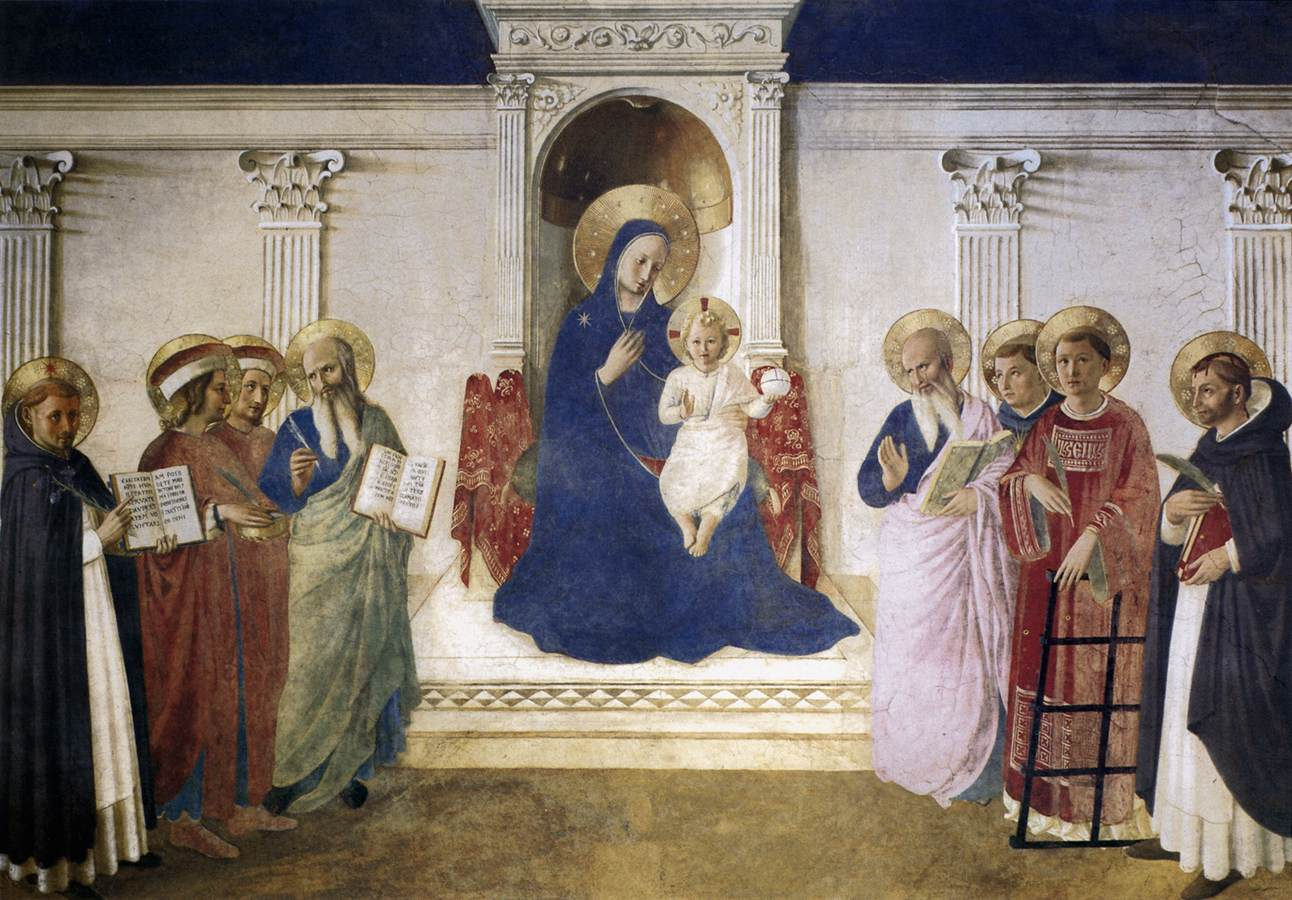
La Madonna de las sombras, con el el cuidado de las sombras del capitel sobre el grupo de santos de derecha

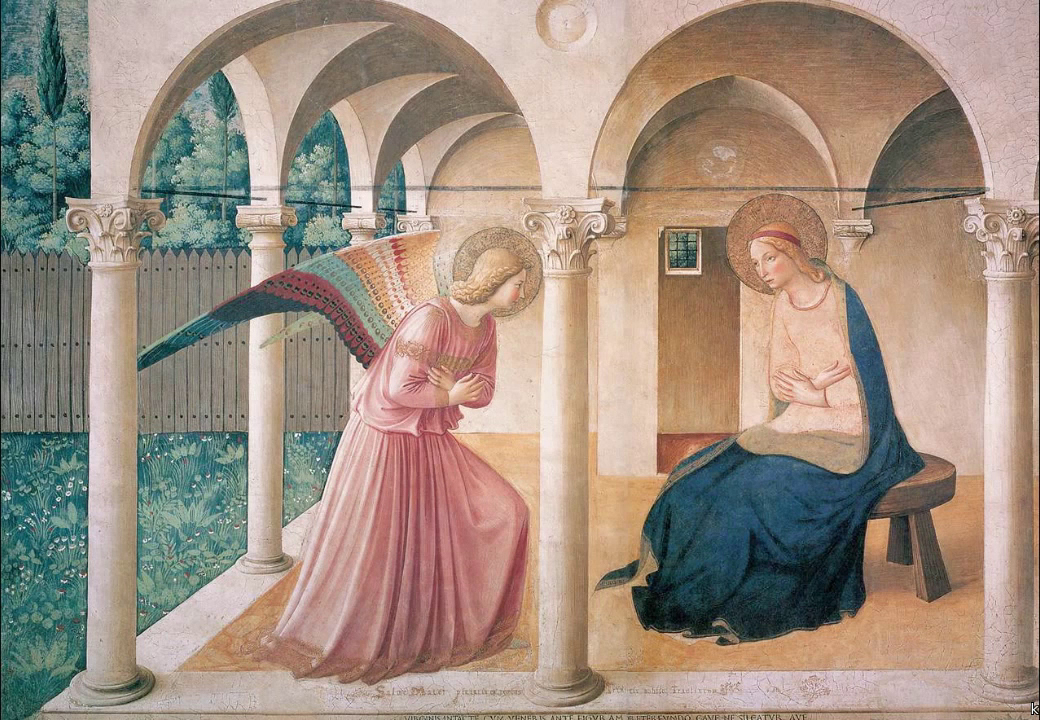
Anunciación (ca. 1437-1446), convento de San Marco

Fra Angelico (1395-1455) fue un fraile dominico natural de Mugello, cerca de Fiesole, no lejos de Florencia. Aprendió el oficio de pintor primero como iluminador luego realizando frescos religiosos en los distintos conventos en los que residió y también tablas. Un ejemplo de ello es Coronación de la Virgen (hoy en el Museo del Louvre) con su predela, donde los ritmos y las simetrías típicamente góticas se actualizan mediante una poderosa composición espacial y por un color vivo, rico en rehauts —toques y sombreados de pigmentos claros (gouache, tiza) que se utilizan para realzar, es decir, aclarar en algunas partes, una obra ejecutado con pigmentos oscuros.— y en sombras que dan volumen y ponen en valor los materiales con sensibilidad. Su interés por la representación de los fenómenos luminosos lleva a Fra Angelico hacia su fase de madurez para abandonar la iluminación indistinta y genérica en favor de una interpretación de luces y sombras atenta y racional donde cada superficie se asocia con su lustre específico.
En 1436, Fra Angelico fue uno de los frailes de Fiesole que se trasladaron al convento recién construido de San Marco en Florencia. Así se situó en el corazón de la vida artística de la región, atrayéndose el apoyo de Cosme de Medici, que tenía reservada una celda en el convento para poder «retirarse del mundo». Según Vasari —que le atribuye «un talento raro y perfecto»— fue a instancias de Cosme que fra Angelico se dedicó a la tarea de decorar el convento, que comenzó en 1436 y duró hasta la década de 1450. Esa decoración fue muy importante para el Renacimiento florentino, ya que inluía el magnífico fresco de la sala Capitular, la muy reproducida Anunciación en lo alto de las escaleras que conducen a las celdas, la Maesta (o Coronación de la Virgen) con Santos (celda 9), y muchos otros frescos devocionales, de menor formato pero de notable calidad luminosa, que representan aspectos de la Vida de Cristo que adornan las paredes de cada celda, que muestran a santo Domingo que, con su actitud, serviría de ejemplo de los comportamientos a asumir en cada episodio: meditación, compasión, humildad, postración, etc.
Entre los frescos creados para las zonas comunes del convento destaca por su originalidad La Madone de las sombras. Está pintado en el estrecho pasillo del primer piso iluminado, en el extremo izquierdo, por la luz que entra por una pequeña ventana. Incluso en el cuadro, Beato Angelico busca utilizar esa misma fuente de iluminación, con la sombra de los capiteles pintados recortada en longitud sobre el yeso, mientras que a la derecha, los santos tienen el reflejo de la ventana en sus ojos.
Fra Angelico estuvo entre los primeros seguidores de Masaccio y, en su fase de madurez, desempeñó un papel importante en el arte florentino. Su cultura de tradición tomista dominicana le animó a consolidar los avances del Renacimiento, especialmente del uso de la perspectiva y del realismo con los valores del mundo medieval como la función didáctica del arte. Durante la década de 1440, su producción evolucionó hacia la «pintura de luz» influenciada por Domenico Veneziano, con el uso racional de fuentes luminosas que ordenan y unifican todos los elementos de la escena.
En 1439 Fra Angelico completó una de sus obras más famosas, el Retablo de San Marcos. La obra abrió nuevos caminos. No eran inusuales las imágenes de la Virgen entronizada y el Niño rodeadas de santos, aunque la costumbre era que el entorno pareciera celestial, con santos y ángeles flotando como presencias etéreas en lugar de sustancias terrenales. Pero Fra Angelico dispuso los santos de pie dentro del espacio, agrupados de forma natural, como si conversaran sobre su testimonio compartido de la Virgen en gloria. Este nuevo género, Sacra conversazione, fue la base de importantes encargos de Giovanni Bellini, Perugino y Rafael.

Obras florentinas de Fra Angelico
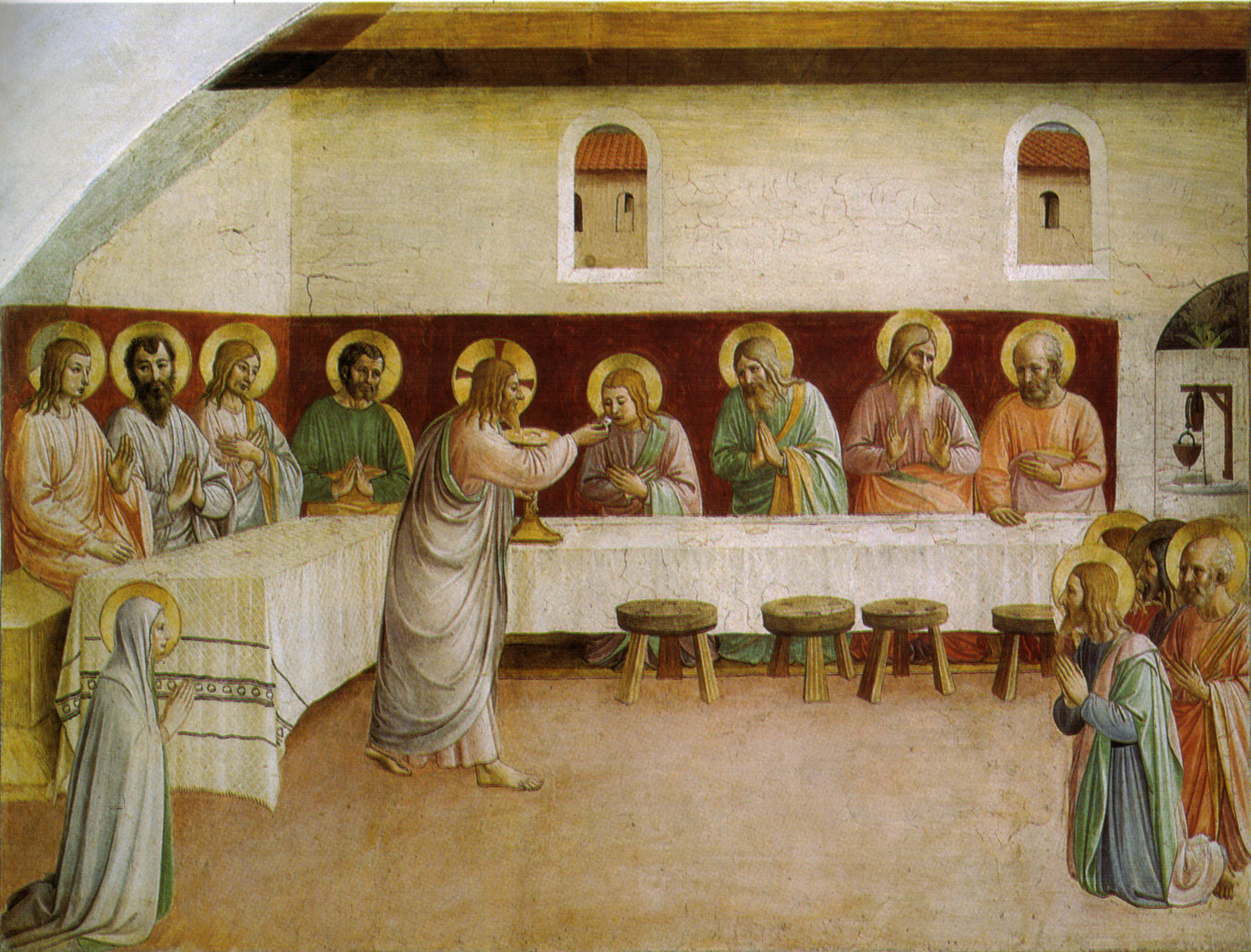
Comunión de los Apóstoles (celda 35)
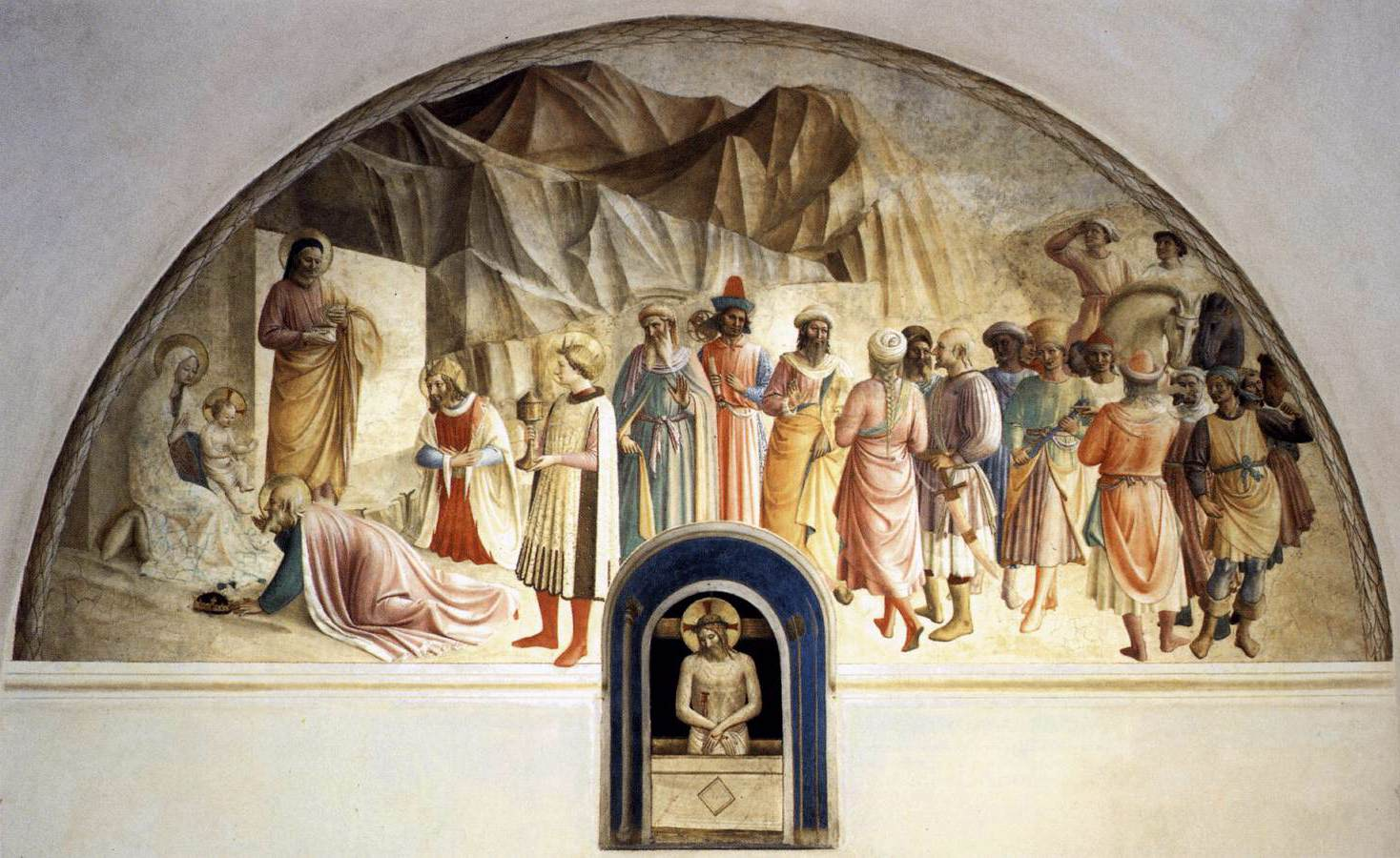
Adoration de los Magos (1438-1446), fresco de Fra Angelico en la celda de Cosme
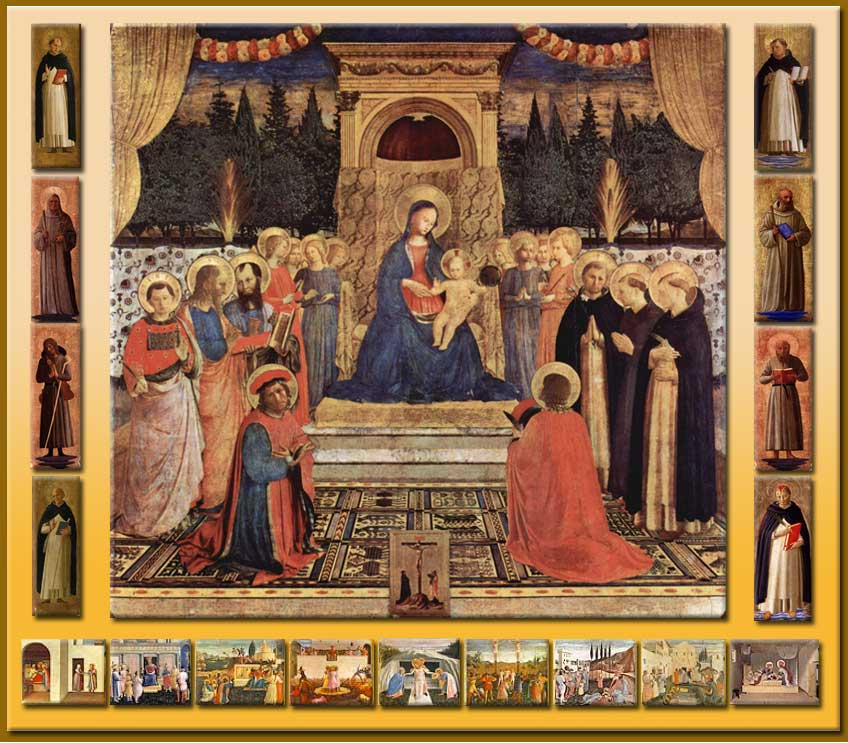
Retablo de San Marcos
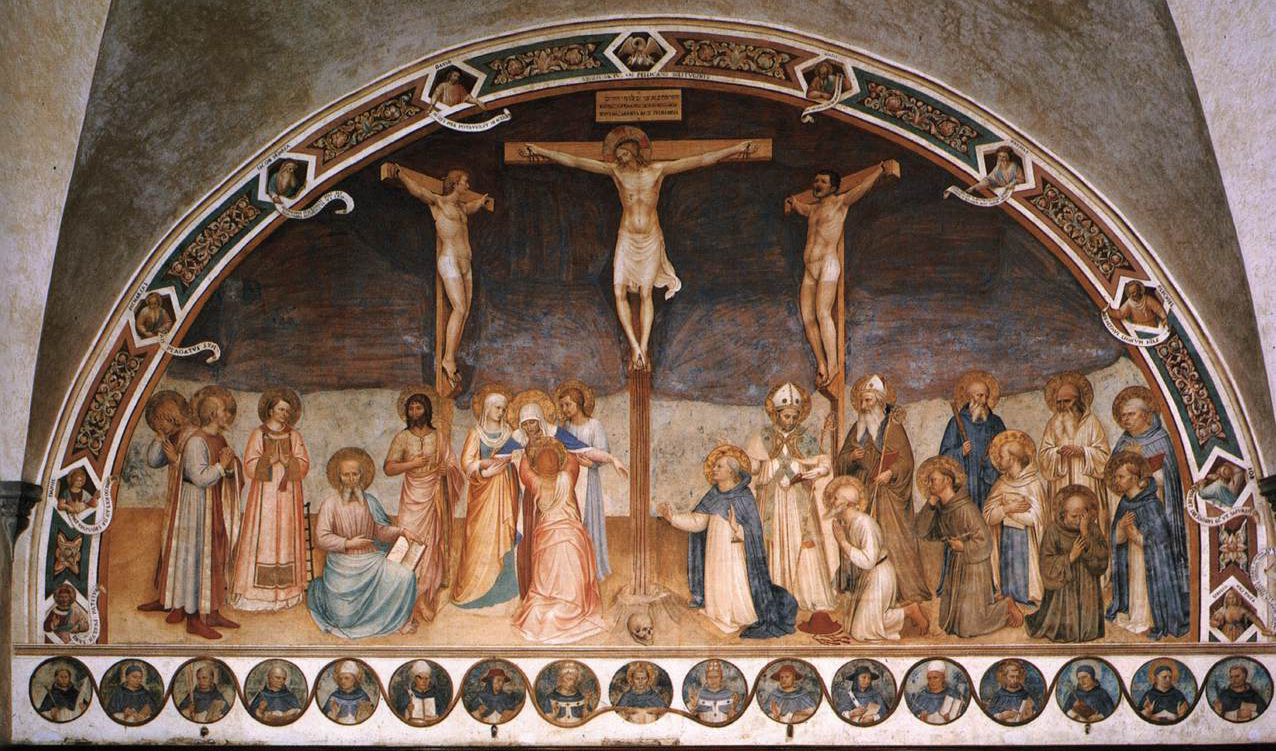
Crucifixión con Santos, luneto norte de la sala Capitular

#### Domenico Veneziano

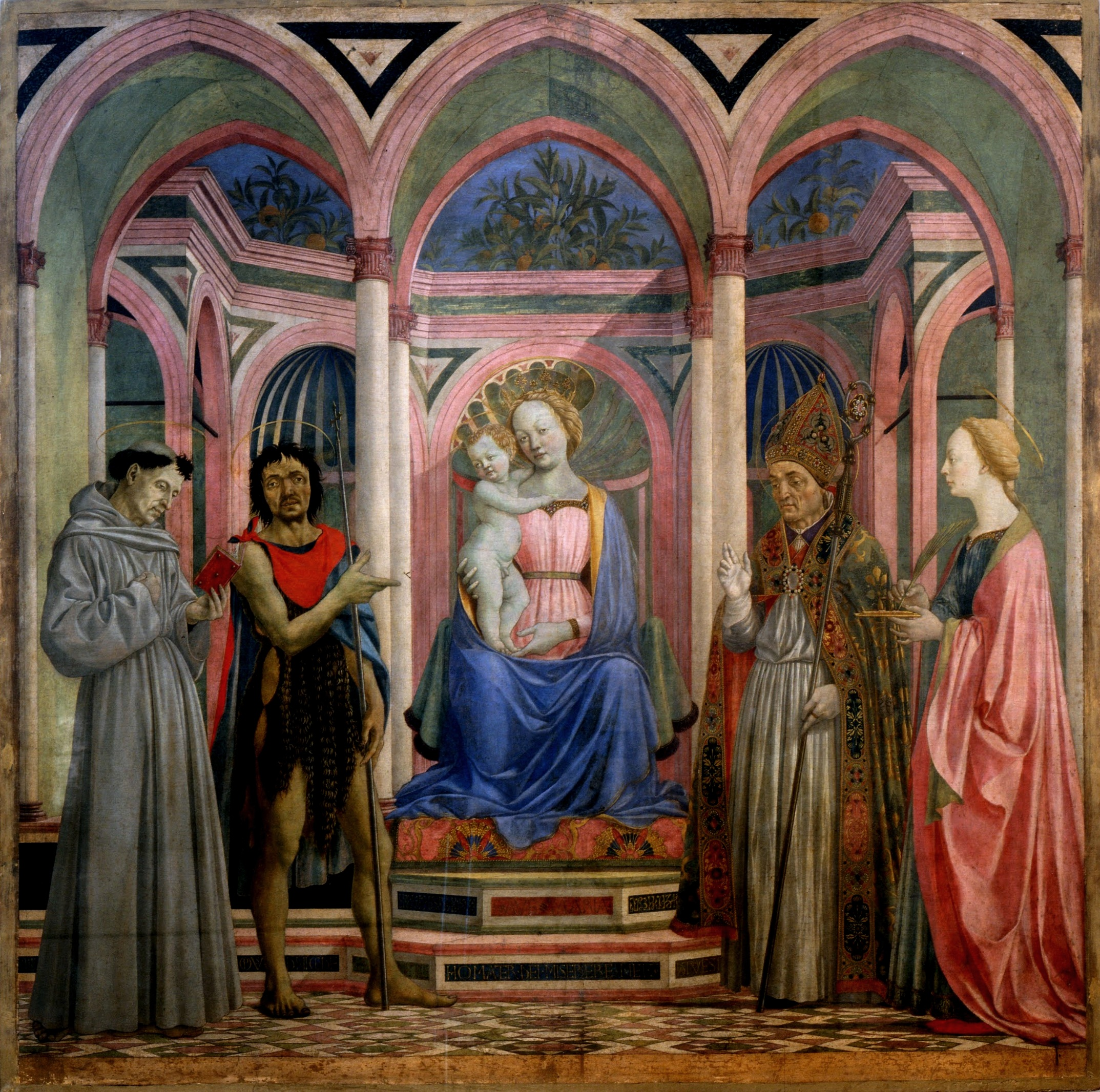
Retablo de Santa Lucía dei Magnoli.

Domenico Veneziano (c.1400-1461), veneciano, trabajó en la década de 1430 en Perugia. En 1438 escribió a Pedro de Cosme de Médici para solicitar un encargo, siendo su petición aceptada, de modo que aproximadamente en 1439 se estableció en Florencia, donde permaneció, a excepción de breves períodos de tiempo, hasta su muerte. Fue uno de los primeros artistas que trabajaban en Florencia que asimiló las características de la pintura nórdica, en particular de la pintura flamenca, especialmente en boga en la época y que suscitó un cierto interés entre los coleccionistas, porque respondía al gusto de las Varietas entonces dominantes.
La formación del artista es incierta (Venecia o más probablemente la propia Florencia), pero adquirió todas las bases disponibles en Italia. Una primera prueba, encargada por Pedro de Médici, es el tondo de La Adoración de los Magos (1438-1441, en la Gemäldegalerie de Berlín, donde a la elegancia y santidad del estilo del Gótico internacional, añade espacio y volumen que uniformizan la visión del pequeños detalles desde el primer plano hasta el paisaje de fondo. El trabajo debió haber agradado al cliente, porque en los años siguientes se contrató a Domenico para decorar la iglesia de Sant'Egidio. Se ha perdido el ciclo de frescos en el que también participaron Andrea del Castagno, Alesso Baldovinetti y el joven Piero della Francesca. Durante estos años, Domenico Veneziano desarrolló una paleta de tonos claros que parecían imbuidos de una luz pálida.
Su obra maestra es una obra al temple sobre tabla, La Virgen y el Niño con santos, también conocida como Retablo de Santa Lucia dei Magnoli (1445-1447), en la que da muestras del pleno dominio de las reglas de la perspectiva lineal en una escena con tres puntos de fuga. El elemento dominante del cuadro es, sin embargo, el juego de luces que caen desde arriba, definiendo los volúmenes de los personajes y la arquitectura, reduciendo al mínimo las sugerencias lineales: el perfil de Santa Lucía, por ejemplo, se destaca suavemente de la línea de contorno gracias al contraste del brillo sobre el fondo verde.

#### Fra Filippo Lippi

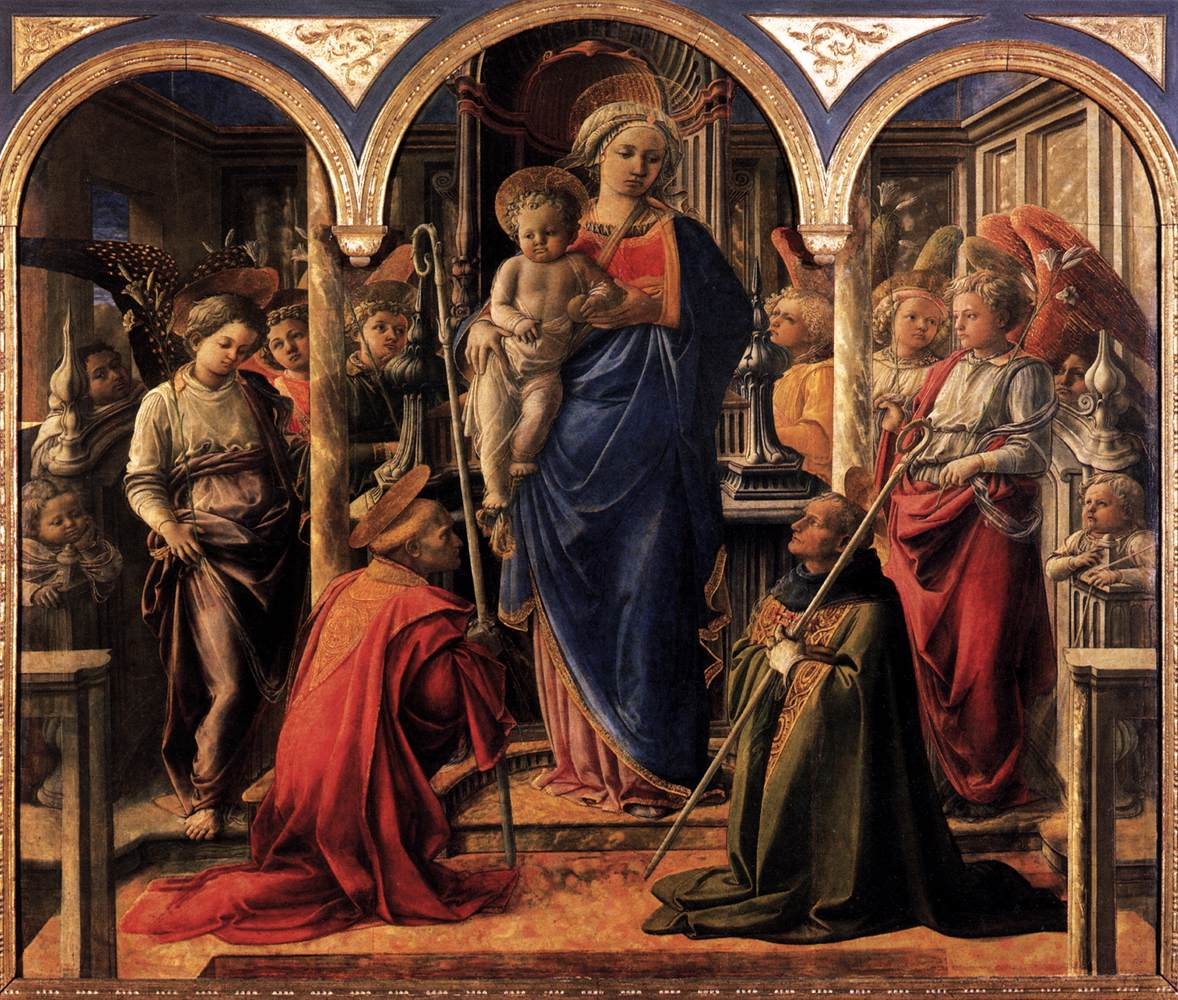
Pala Barbadori.

El florentino Fra Filippo Lippi (1406-1469) estuvo influenciado inicialmente por Lorenzo Monaco y especialmente por Masaccio. Dominaba así las expresiones y posturas de los personajes y puso en práctica la investigación de Filippo Brunelleschi sobre la perspectiva. Posteriormente, la pintura flamenca y Fra Angelico ejercieron, a su vez, influencias en su estilo.
Tras una estancia en Padua, regresó a Florencia en 1437 y pintó la Virgen de Tarquinia, donde su atención se centró en los volúmenes, inspirados en Masaccio, los efectos de luz y el paisaje que representaba con minucia. El artista también se inspiró en los maestros flamencos, como se puede comprobar en los detalles a través de la ventana de la izquierda, la presencia de objetos preciosos y el cartellino en la base del trono.
Su arte se orientó progresivamente hacia la línea, como en la Pala Barbadori (1438), donde la unidad de la escena es fruto de la evolución rítmica de los contornos. La luz parece envolver las figuras a partir del dibujo en un claroscuro que devuelve el relieve de forma más atenuada.
Los frescos Vidas de San Esteban y San Juan Bautista en el Duomo de Prato (1452-1464) marcaron un punto de inflexión en la carrera de Fra Filippo Lippi. En estas escenas, las figuras humanas y su dinamismo dominaban ya a la representación con profundos aperturas de arquitecturas construidas a partir de varios puntos de fuga. Las historias contadas son fluidas y reproducían fielmente la verdad humana de los personajes.
Fra Filippo Lippi tuvo una gran influencia en los artistas florentinos, destacando la investigación de las poses y el predominio del contorno. A esta corriente dominante se oponía la que buscaba la armonía entre colores límpidos y volúmenes puros, propuesta por Domenico Veneziano, cuyo éxito se dio principalmente en Umbría y las Marcas.

#### Andrea del Castagno

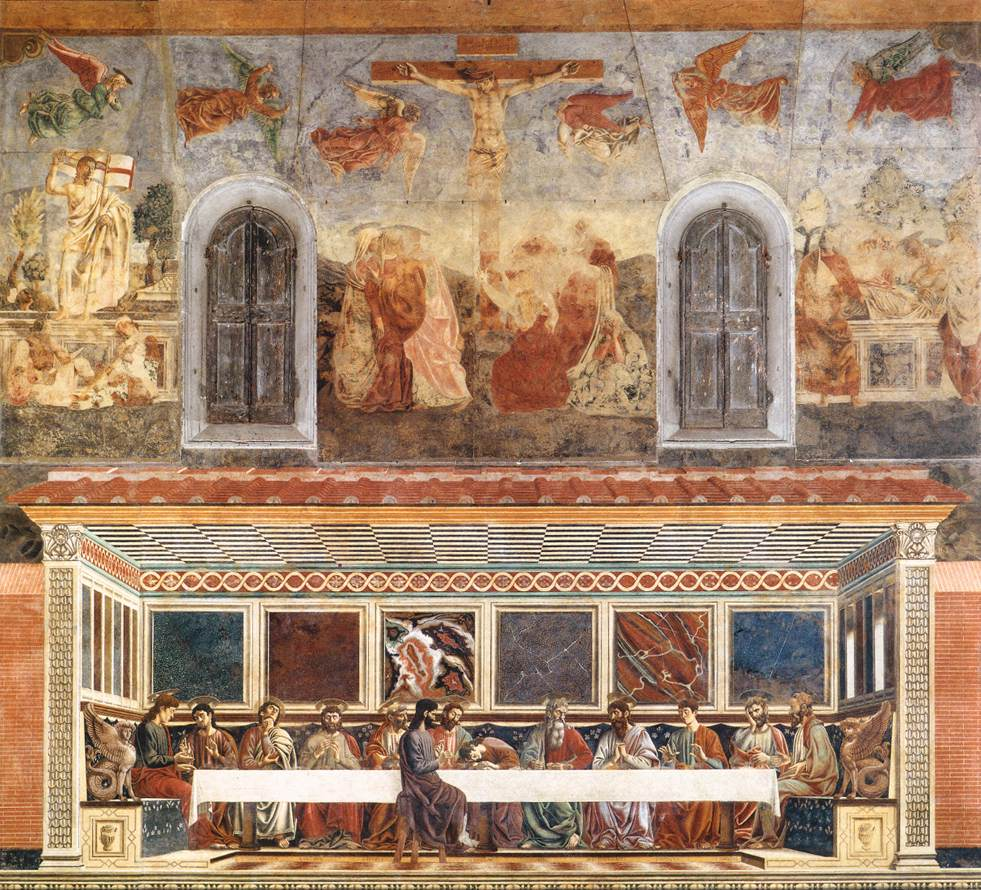
Andrea del Castagno, Última Cena, en el Cenáculo de Santa Apolonia

Andrea del Castagno (c. 1421-1457), fue un pintor cercano a Masaccio por la pujanza del modelo quedesarrolló un estilo riguroso basado en un contraste acentuado y una interpretación más dramática mediante el uso de tonos muy contrastados. Sus personajes son realistas y las actitudes a veces exasperadas llegan al expresionismo.
Su obra más representativa es la pintura al fresco del Cenáculo de Santa Apolonia en Florencia y particularmente de la Última Cena, con figuras bien delineadas por un contorno claro, resaltadas por una fría iluminación lateral. La parte superior del ciclo contiene la Deposición, la Crucifixión y la Resurrección, que a pesar de su mal estado de conservación destacan episodios con una atmósfera muy expresiva, contrariando la imagen común difundida por Vasari «de un artista incapaz de ternura que por su cromatismo sombrío hizo obras demasiado crudas y duras».
En las siguientes obras, como en la Trinidad con santos (1453), acentuó los valores expresivos por el escorzo de la cruz y el realismo de las figuras. Su estilo, poco apreciado en Florencia donde el gusto dominante prefería la armonía de los tonos claros, constituye la cepa de la escuela de Ferrara.

#### Leon Battista Alberti

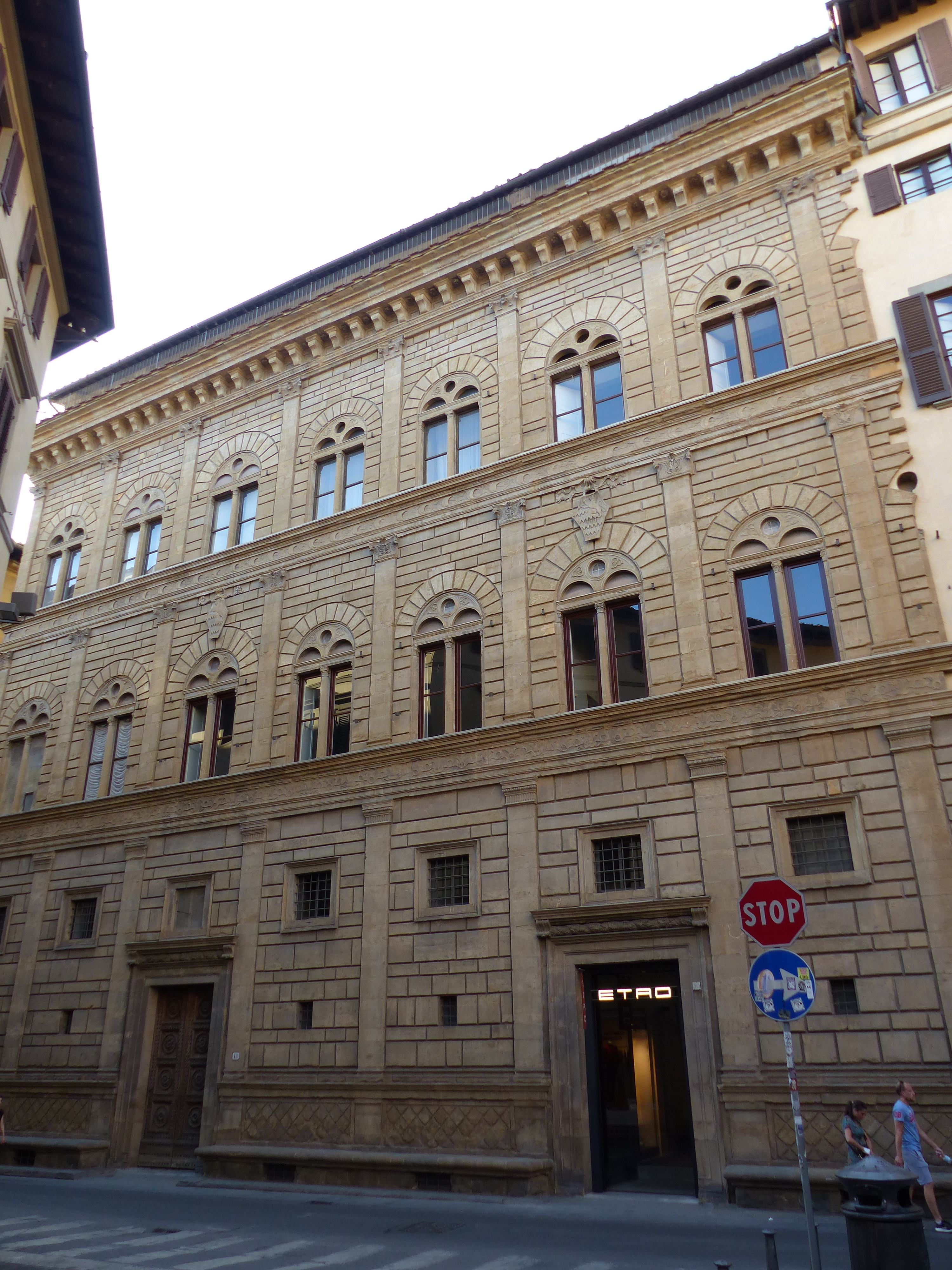
El Palacio Rucellai.

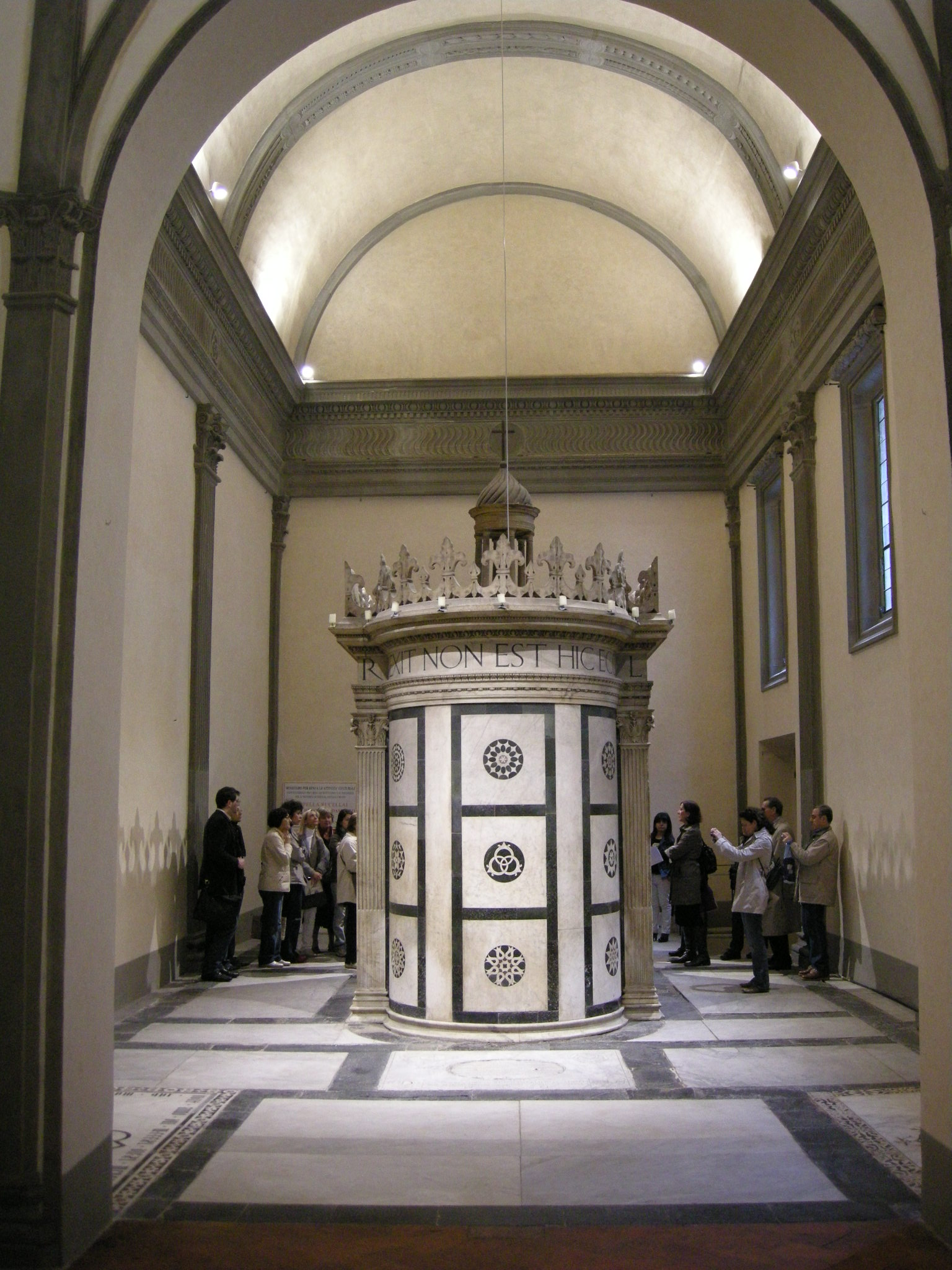
El tempietto del Santo Sepolcro en la capilla homónima de la iglesia de San Pancracio

El genovés Leon Battista Alberti (1404-1472) trabajó en Florencia principalmente como arquitecto para el rico comerciante Giovanni Rucellai. A diferencia de Brunelleschi, Alberti no aborda la arquitectura como un profesional, sino como un investigador y un teórico. Alberti tiene una concepción particular de la arquitectura basada en una actividad puramente intelectual destinada a la creación del proyecto sin asegurar una presencia constante en la obra. Para él, se trata de una «filosofía práctica» que se nutre de un conjunto de experiencias literarias, filosóficas y artísticas que conducen a meditaciones sobre la ética y la estética.
A partir de 1447 completó el palacio Rucellai, la fachada de Santa María Novella (1456) y finalmente el tempietto del Santo Sepolcro (1447-1457). Se trata siempre de intervenciones parciales que Alberti minimiza definiéndolas como «decoración parietal». En el palacio Rucellai, unifica varios edificios existentes, centrándose especialmente en la fachada compuesta por una retícula de elementos horizontales y verticales entre los que se insertan las ventanas. A partir de elementos clásicos como los portales, cornisas, capiteles, crea elementos de tradición medieval como el bugnato y las ventanas geminadas conllevan a un resultado estético variado y elegante, gracias a la variación de la luz entre las zonas claras y lisas de la lesena y las oscuras de las aberturas y de sillares del bugnato.
En Santa Maria Novella, cuya fachada permanece inacabada desde 1365 habiendo alcanzado el primer orden de arcadas con ciertos elementos como el rosetón ya definido, Alberti buscó integrar la parte antigua con la nueva continuando la decoración en Opus sectile (marquetería) de mármol bicroma y abandonando las pequeñas arcadas inferiores insertando en el centro una portada clásica )derivada de la del Panteón), con motivos de pilares-columnas en los laterales. La zona superior está separada de la zona inferior por una cornisa atravesada por una franja de marquetería de forma cuadrada. Las dos volutas laterales cumplen la función de conexión. El conjunto se rige por el principio de composición modular basado en el uso del cuadrado y sus múltiplos, mitigado por algunas asimetrías como el descentramiento de ciertos elementos verticales y la marquetería del ático.
Incluso para el tempietto del Santo Sepolcro, un monumento funerario para Giovanni Rucellai, Alberti utilizó la marquetería en mármol blanco y verde de la tradición románica florentina, creando una estructura clásica cuyas dimensiones se derivaban del número de oro.

### El regreso de Donatello (1453-1466)

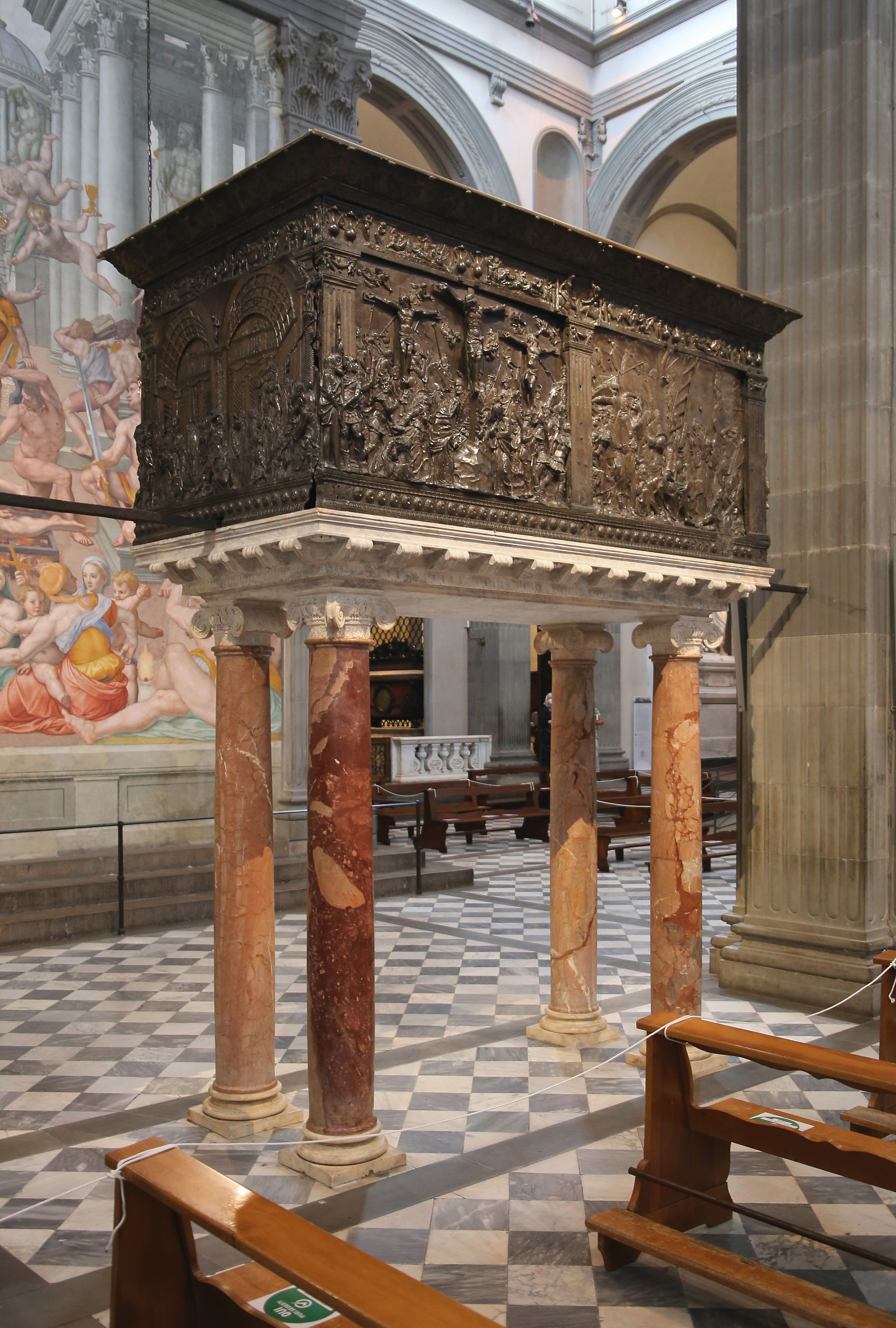
Donatello, Púlpito de la Pasión (1460-1466)

En 1453, cuando el florentino Donatello (1386-1466) regresó a su ciudad natal después de diez años de estancia en Padua, se hizo evidente la brecha que se había creado entre los artistas del primer humanismo y los de la nueva generación orientada hacia un gusto artístico más variado y decorado. Su conmovedora Magdalena penitente (1453-1455), de un realismo tosco y desfigurada por la ascesis y la vejez, no podría ser más anticuada comparada con la Magdalena penitente contemporánea de Desiderio da Settignano centrada en el naturalismo y la estética.
Donatello se encontró así aislado en Florencia y recibió su último encargo, los dos púlpitos para la basílica de San Lorenzo, gracias a la intervención de Cosme de Médici. En el Púlpito de la Pasión (1460-1466), en escenas como el Compianto e deposizione, el artista ignoró las reglas de la perspectiva, el orden y la armonía. Es difícil distinguir a los personajes principales entre la masa de personajes. La composición corta partes de la escena, como los ladrones en la cruz, de los cuales sólo se ven los pies, dando la sensación de un espacio indeterminado, amplificando con el desequilibrio el pathos dramático de la escena.

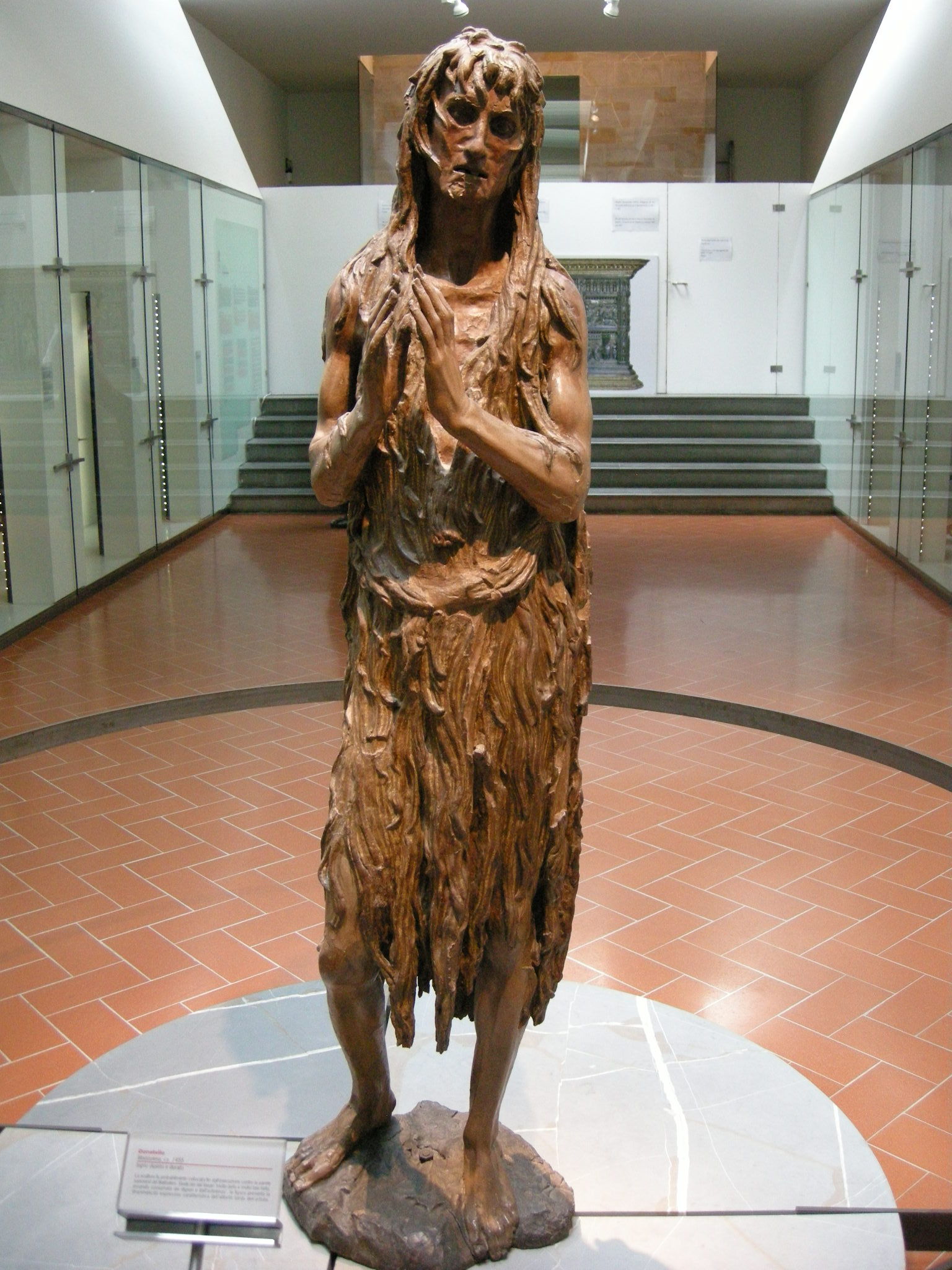
Donatello : Magdalena penitente, Museo dell'Opera del Duomo.
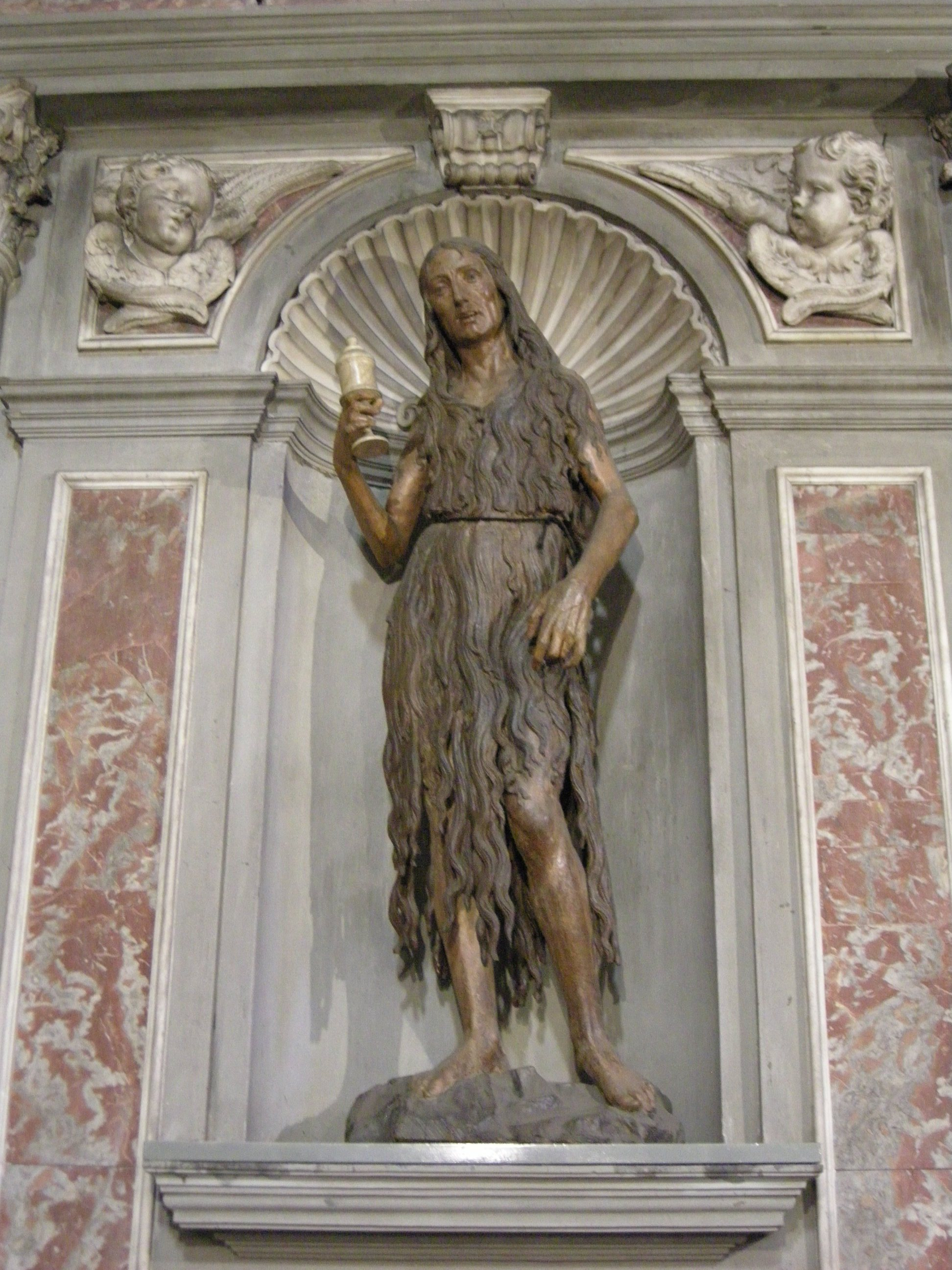
Desiderio da Settignano : Magdalena penitente, Basílica de Santa Trinita.

### El artista y labottega

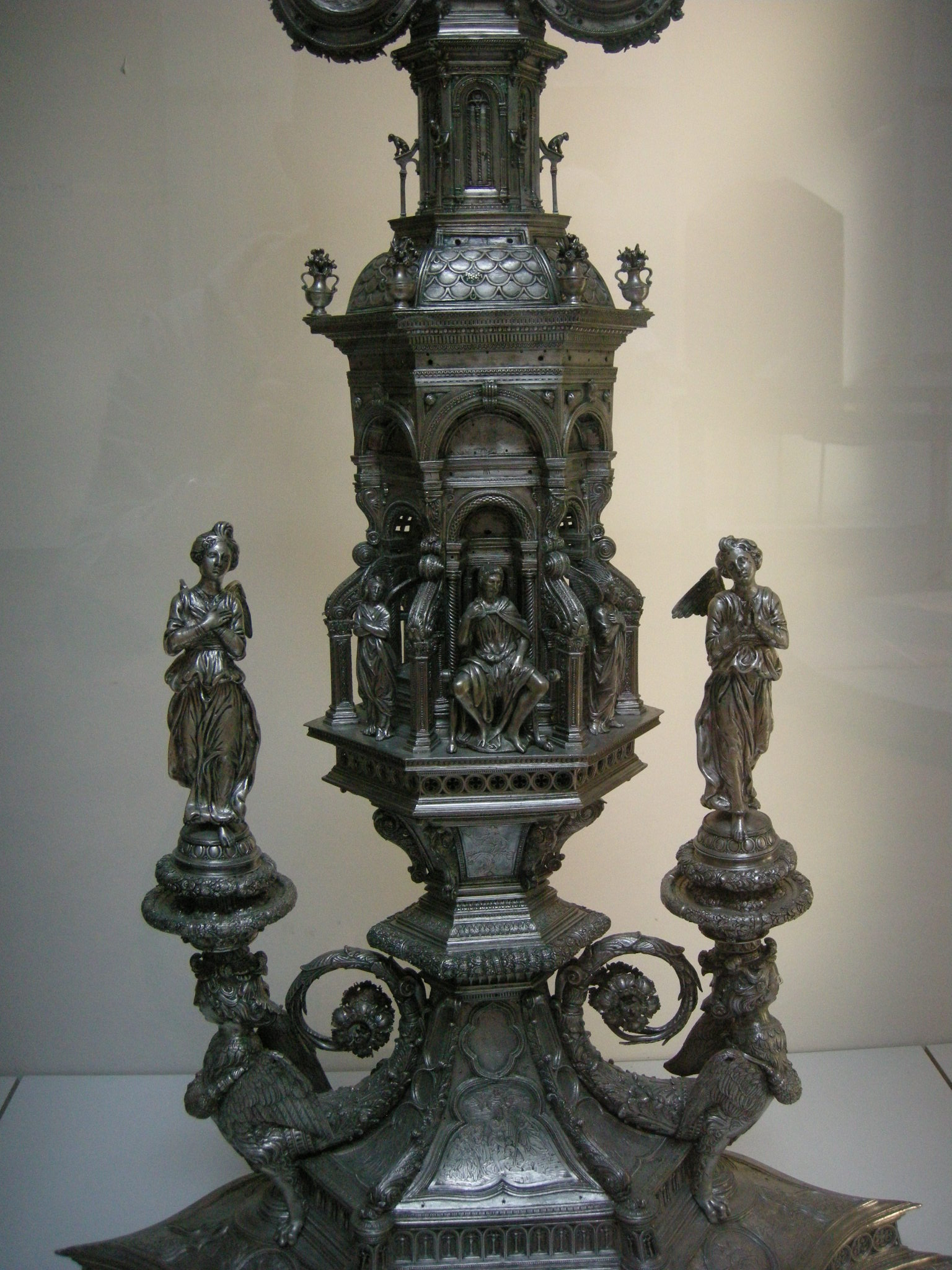
La linterna del Duomo de Florencia, reutilizada en la Croce del Tesoro di San Giovanni (1457-1459) de Antonio Pollaiolo.

El Quattrocento vio una importante evolución en la imagen del artista: desde ser una figura del artesano manual que producía «objetos» por encargo evolucionó hacia una concepción más intelectual aspirando a formar parte de los arti liberali.
Los escritos sobre la teoría de León Battista Alberti jugaron un papel fundamental. Ya en De pictura, trazaba el retrato del artista cultivado, letrado y técnicamente hábil que dominaba todas las fases de la obra, desde la idealización hasta la producción manual. Sin embargo, el retrato descrito por Alberti estaba idealizado y sólo será verdaderamente efectivo en el siglo XVIII con la dicotomía entre artista y artesano y la distinción entre Artes mayores y menores, que en el Quattrocento eran aún poco conocidas.
La célula de base de la producción artística era la bottega (taller), que es al mismo tiempo era el lugar de producción, de comercio y de formación. El recorrido del maestro comenzaba precisamente en el taller donde ingresaba el aprendiz desde muy joven, entre trece y quince años, en contacto práctico con los fundamentos de la profesión, comenzando por los más humildes como limpiar y ordenar las herramientas, para luego gradualmente participar en la creación y producción de las obras. La práctica del dibujo era fundamental fuese cual fuese el arte elegido. La preparación teórica se limitaba a unas pocas nociones fundamentales de matemáticas y de geometría. Los procesos complejos como la perspectiva lineal se aprendían empíricamente, sin conocimiento de los principios teóricos.
Las botteghe se ocupaban en ese momento de dos tipos de producción:
- obras encargadas por contrato donde se detallaban con precisión las características del objeto, los materiales utilizados, el tiempo de ejecución y las condiciones de pago. El taller solía tener total libertad en cuestiones de composición y estilo;
- producciones y comercializaciones corrientes como arcones nupciales, Desco da parto (bandejas de parto), imágenes votivas, muebles, que en la mayoría de los casos se producen sin un encargo específico. Las producciones en serie, como las Madonnas en estuco, terracota bruta o vidriada, se realizan a partir de moldes, calcos y matrices.

En este caso, los productos solían ser copias de obras originales conocidas. Incluso las piezas más innovadoras acababan entrando en el catálogo común y, por tanto, eran reproducidas. Los motivos se retoman y revisan, se combinan todas las disciplinas, y era común encontrar los modelos indiscriminadamente en pintura, escultura, arquitectura y orfebrería, como la reproducción en miniatura de la linterna de Santa Maria del Fiore d en la Croce del Tesoro di San Giovanni en el Museo dell'Opera del Duomo de Florencia, así como en relicarios, candelabros y ostensorios.

## La época laurenciana (1470-1492)

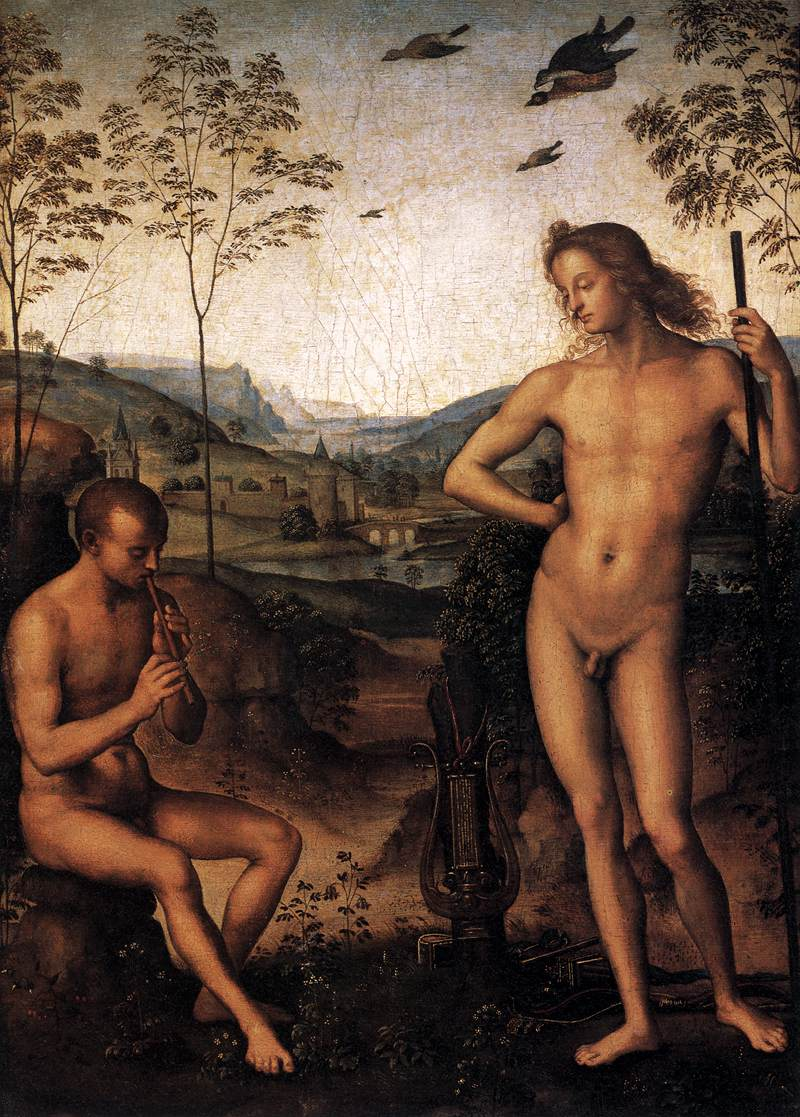
El Perugino, Apolo y Dafnis (ca. 1480-1490)

El final del siglo XV vio una desaceleración en el proceso innovador, el gusto tomó formas más variadas en comparación con el rigor del comienzo.
En la escultura, Benedetto da Maiano (1442-1497), intérprete de la medida, entre idealización, naturalismo y virtuosismo, fue autor de una serie de bustos de líneas flexibles y ricos en detalles descriptivos. En la pintura, Domenico Ghirlandaio añadió una parte de sensibilidad y de realismo.
Hacia 1472, la Cronache de Benedetto Dei enumeraba en Florencia más de cuarenta talleres de pintores, cuarenta y cuatro orfebres, más de cincuenta maestri intagliatori (escultores) y más de ochenta legnaiuoli di tarsie (ebanistas). Este gran número de talleres se explica por una importante demanda de trabajo tanto en Florencia como desde otros centros de la península. A partir de la década de 1480, los más grandes maestros florentinos fueron llamados al exterior para proyectos prestigiosos como la decoración de la capilla Sixtina y la creación por Verrocchio del Monumento ecuestre a Bartolomeo Colleoni (1480-1488) en Venecia.
Para los artistas de la «tercera generación», la perspectiva lineal ya estaba adquirida y la investigación se dirigía ahora hacia otros centros de interés, como los problemas dinámicos de las masas de figuras o la tensión de las líneas de contorno. Las figuras plásticas y aisladas, en perfecto equilibrio en un espacio mensurable e inmóvil, daban paso ahora a juegos continuos de formas en movimiento con una mayor tensión y una intensidad expresiva.
La producción figurativa y la difusión de las ideas de la Academia neoplatonica, en particular gracias a los escritos de Marsilio Ficino, Cristoforo Landino y Pico della Mirandola, dio lugar, entre las diversas doctrinas, a las vinculadas a la búsqueda de la armonía y la belleza como medios para acceder a formas superiores de amor humano o divino y de felicidad. El intento de volver a poner la filosofía clásica en el orden del día en el ámbito de la religión cristiana permitió también una relectura de los mitos como vectores portadores de verdad y testigos de una armonía inaccesible. Se empezaron así a encargar escenas mitológicas a artistas, inscribiéndose en el ámbito de los temas privilegiados de las artes figurativas.

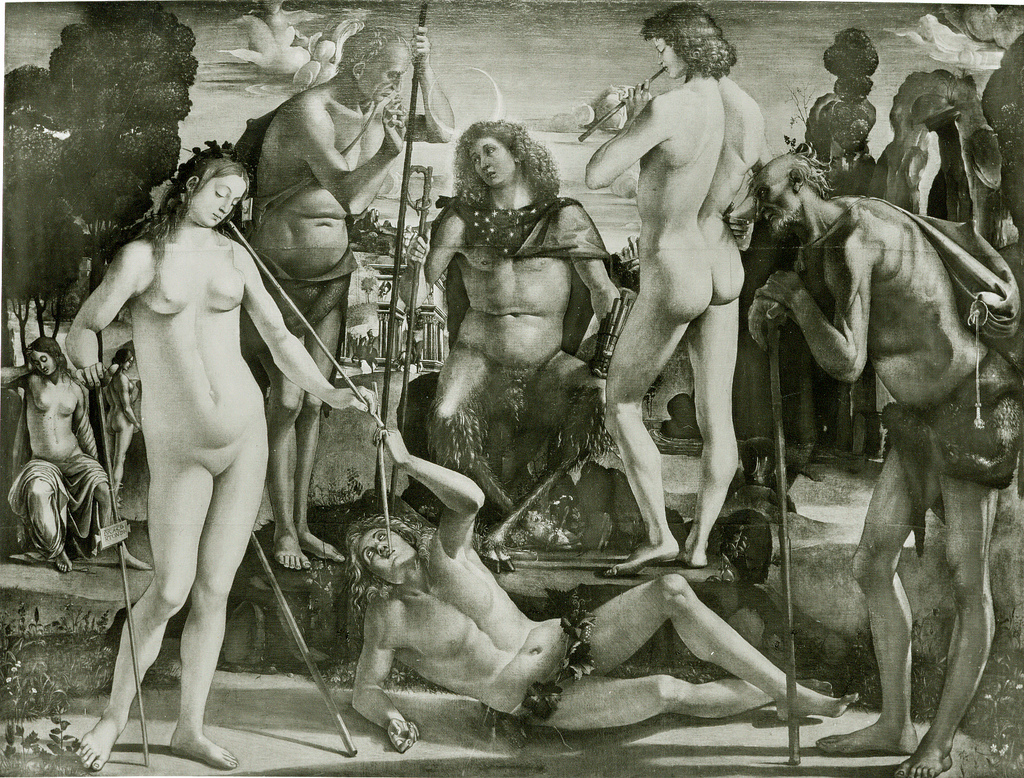
Luca Signorelli, La educación de Pan (1490 env.)

La relación de Lorenzo el Magnífico con las artes era diferente a la de su abuelo Cosme de Médici: favoreció la creación de obras públicas. Por un lado, para Lorenzo el Magnífico el arte tenía una importante función pública pero orientada hacia estados extranjeros, como embajador del prestigio cultural de Florencia, presentada como la «nueva Atenas». Para ello, favoreció una difusión literaria sistemática como la Raccolta aragonese a Alfonso V de Aragón, sobre la poesía toscana a partir del Duecento, o la figurativa, enviando a los mejores artistas a las cortes italianas. Estas acciones promovieron el mito de la época laurenciana como una «época dorada», favorecida por el período de paz que logró mantener hasta su muerte, pero por otro lado, estas acciones también estuvieron en el origen del debilitamiento de la vivacidad artística en Florencia, favoreciendo el desarrollo de otros centros, en particular Roma, como centro de novedades.
Por otro parte, Lorenzo, a través de su mecenazgo, promovió el gusto por los objetos ricos en significado filosófico estableciendo una confrontación intensa y cotidiana con los artistas de su círculo vistos como luminarias creadoras de belleza. Esto determina un lenguaje precioso, sofisticado y erudito en el que los significados alegóricos mitológicos, filosóficos y literarios se vinculaban de una manera compleja, legible sólo para aquellas elites que poseían las claves interpretativas. Esta dificultad hace que hoy se escapen ciertos significados de obras emblemáticas. El arte se separaba de la vida pública y civil real centrándose en los ideales de escape de la existencia cotidiana tendiendo a la armonía y la serenidad.
La referencia al señor en las obras era frecuente, pero oculta tras alusiones. En Apolo y Dafne (1483), de Perugino, por ejemplo, Dafne es la versión griega del nombre Laurus (Lorenzo). Al igual que La educación de Pan (hacia 1490) de Luca Signorelli aborda el tema de la encarnación del dios Pan, portador de la paz para la familia Médici, como en los versos recitados por los poetas de la corte.

### Arquitectura

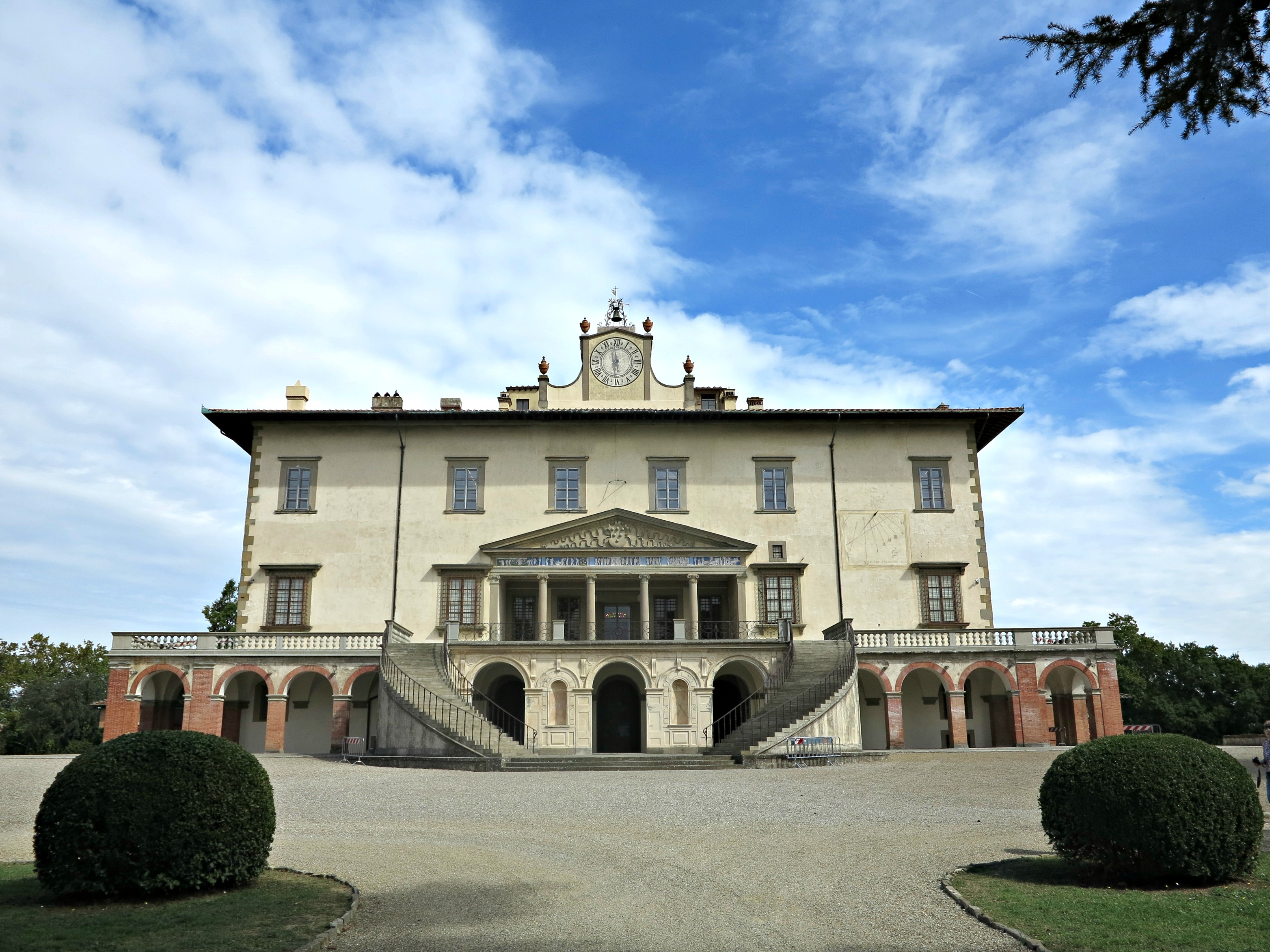
La Villa de Poggio a Caiano.

La Villa medicea de Poggio a Caiano se encuentra entre los logros más importantes deseados por Lorenzo de Médici. Esta villa fue encargada hacia 1480 a Giuliano da Sangallo. Su piano nobile se desarrolla con terrazas en todos los lados a partir de una subbasamento rodeado por una logia con una arcada continua. El volumen tiene planta cuadrada en dos pisos con un gran salón central cuya altura es la de las dos plantas con bóveda de cañón en lugar del tradicional patio. La cubierta la proporciona un tejado sencillo, saliente a cada lado de los muros, sin cornisa.
La fachada presenta un tímpano de orden jónico que da acceso a un vestíbulo cubierto con bóveda de cañón cuyo techo es de artesonado. En el interior, las habitaciones están dispuestas simétricamente alrededor del salón..
La villa está abierta al jardín gracias a la logia que permite pasar gradualmente del interior al exterior. Esta característica, asociada a técnicas antiguas como la bóveda de cañón y los elementos de orden jónico, hace de la villa de Poggio a Caiano un modelo de arquitectura de villa privada que se exportó a otras ciudades del Véneto y de Roma.

### Los protagonistas

#### Antonio Pollaiolo
En aquella época, las más prestigiosas botteghe de Florencia eran las de Verrocchio y la de los hermanos Pollaiolo, cuyo miembro más reconocido era Antonio, activo tanto en la escultura, la pintura y las artes gráficas. Creó para Lorenzo de Médici el bronzetto sobre el tema clásico de Hércules y Anteo (hacia 1475), donde el motivo mitológico está representado por un juego de líneas quebradas que se entrelazan generando tensiones de gran violencia.
En sus obras, la investigación sobre la anatomía humana le permite obtener una representación realista del movimiento, de la lucha y de la tensión dando como resultado formas netas y límpidas, incluso en los pequeños detalles.
Su característica principal es la línea de contorno fuerte y vibrante que le da a las figuras una tensión dinámica que parece que podría estallar en cualquier momento. Este efecto aparece en la tablilla de Hércules y Anteo de los Uffizi (hacia 1475), en la Danza de los desnudos, un fresco de la Villa La Gallina o el Combate de hombres desnudos (1471-1472).
Los hermanos Pollaiolo fueron de los primeros en utilizar una base de aceite tanto en la preparación de los soportes de madera como en la creación de los colores, obteniendo un brillo que recuerda al de las obras flamencas.

#### Andrea del Verrocchio

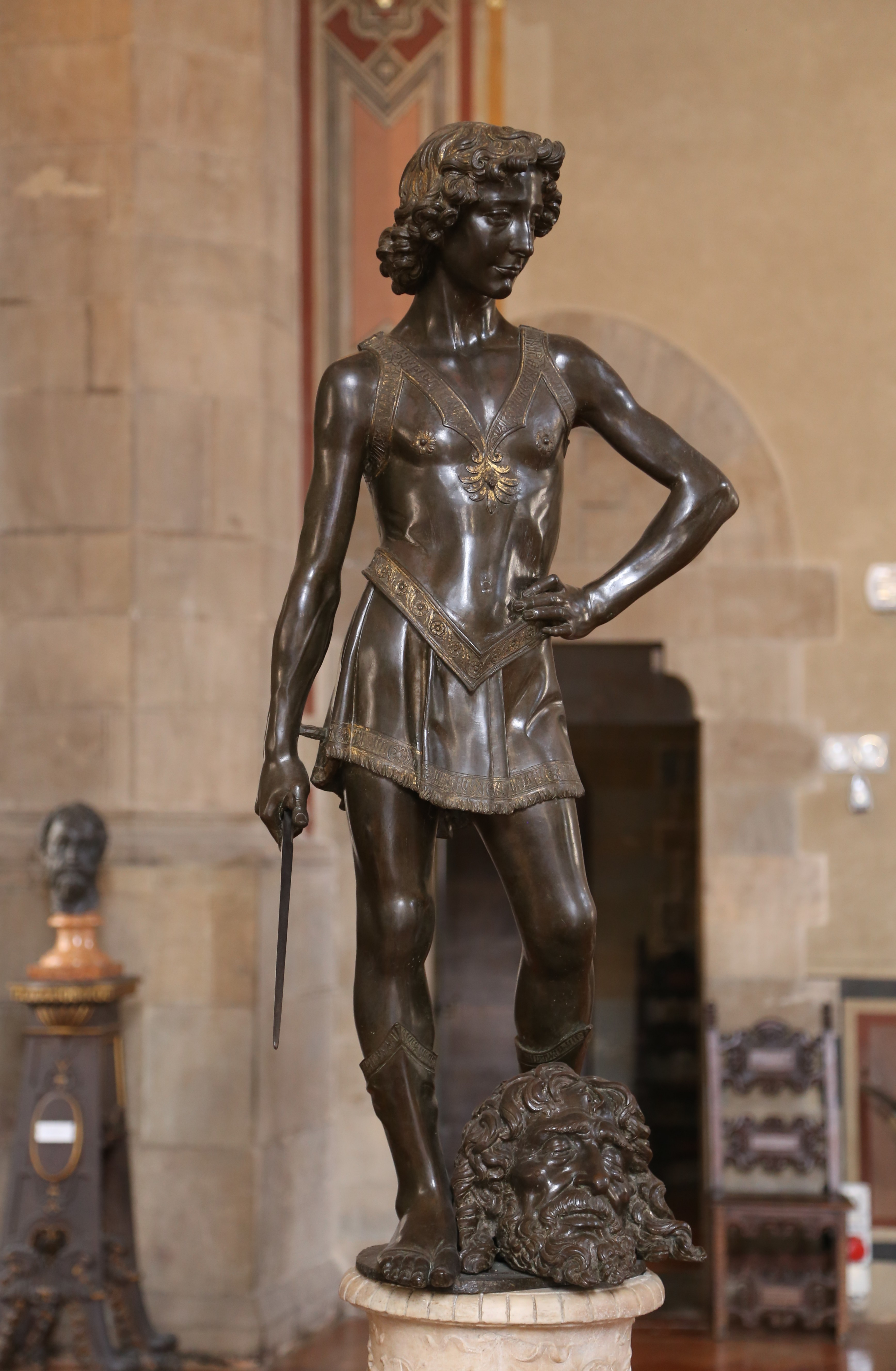
Verrocchio, David.

El florentino Andrea del Verrocchio (ca. 1435-1488), artista polifacético, experto en dibujo, orfebrería, pintura y escultura, se inclinó por el naturalismo y la riqueza ornamental. Durante la década de 1470, produjo obras elegantes que poco a poco se volvieron monumentales, como el David, un tema abordado por otros artistas ilustres, al que aplicó cánones «corteses», a semejanza de un joven fugitivo y audaz dejando revelar nuevas expresiones psicológicas. El espacio que está ocupado de manera compleja solicita varios puntos de vista por parte espectador. El modelado suave, los detalles anatómicos y la psicología de la figura probablemente influyeron en Leonardo da Vinci, alumno de Verrocchio.
Durante la década de 1470, el versátil taller de Verrocchio era uno de los más buscados en Florencia, era el crisol donde se formaban nuevos talentos como Leonardo da Vinci, Sandro Botticelli, Perugino, Lorenzo di Credi y Domenico Ghirlandaio.

#### Sandro Botticelli, formación y madurez

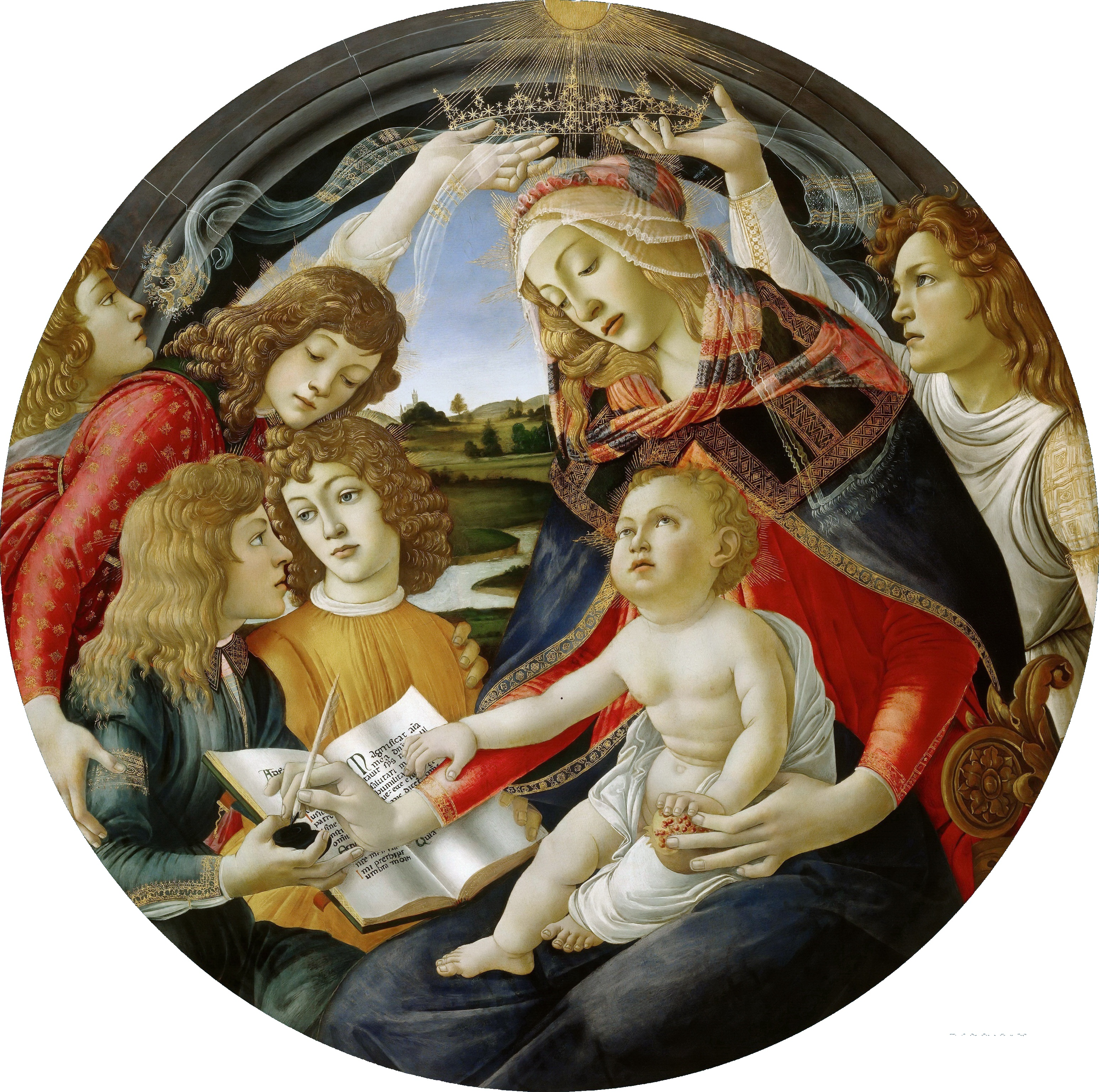
Botticelli, Virgen del Magnificat (ca. 1483-1485)

El florentino Sandro Botticelli (1445-1510) estuvo fuertemente vinculado a la corte de los Medici y su ideal de armonía y belleza. Ya en su primera obra datada, la Fortaleza (1470), mostraba su destreza en el uso refinado del color y del claroscuro derivado de la lección de Filippo Lippi, su primer maestro, pero en él animado por una mayor solidez y monumentalidad, como en Verrocchio. con una tensión lineal aprendida de Antonio Pollaiolo. El estilo de Botticelli era un resultado particular de todas esas influencias con la figura que parece posada en la superficie en lugar de sentada en el trono acortado, animada por un juego de líneas que desmaterializan la fisicidad. La característica fundamental del estilo de Botticelli es el dibujo y la obviedad de la línea de contorno.
Las investigaciones de Botticelli le llevaron hacia el desarrollo de un estilo incisivo y «viril» con un progresivo desapego del natural. En la Virgen del Magnificat, de 1483 a 1485, por ejemplo, se entregó a una verdadera experimentación óptica con las figuras que aparecen como reflejadas en un espejo convexo y cuyas dimensiones son mayores que aquellas situadas en el centro, alejándose de hecho del espacio geométrico y racional de principios del Quattrocento.
La primavera (hacia 1478) es probablemente su obra principal, correspondiendo perfectamente a los ideales «laurentianos» donde el mito reflejaba las verdades morales y el estilo moderno inspirado en lo antiguo. La espacialidad apenas se evoca con la escena ubicada frente a una arboleda sombreada donde nueve figuras están dispuestas en semicírculo. La Venus en el centro representa el eje con dos grupos simétricos a los lados con ritmos y pausas que recuerdan a una ondulación musical. El motivo dominante es la cadencia lineal, ligada a los datos métricos, como en los finísimos velos de las Gracias, con volúmenes flexibles y la búsqueda de un tipo de belleza ideal y universal.
Las consideraciones son idénticas para El nacimiento de Venus (hacia 1485), probablemente durante la «Primavera», caracterizado por una posición arcaizante, con los colores opacos de la témpera oleosa, con una espacialidad prácticamente inexistente, un claroscuro atenuado a favor de la continuidad lineal que determina la dirección del movimiento de las figuras. Los primeros signos de crisis ya aparecían en Florencia con la muerte de Lorenzo el Magnífico y el establecimiento de la República de Savonarola. Este cambio gradual ya es visible en otros artistas como Filippino Lippi.

Obras florentinas de Botticelli
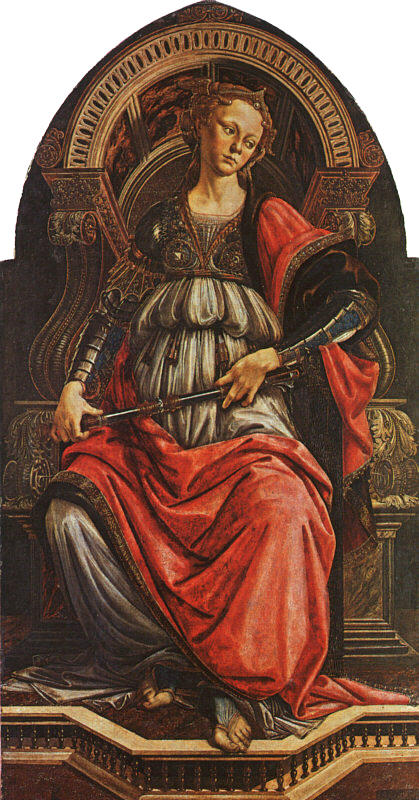
Fortaleza (1470)
El nacimiento de Venus (ca. 1485)
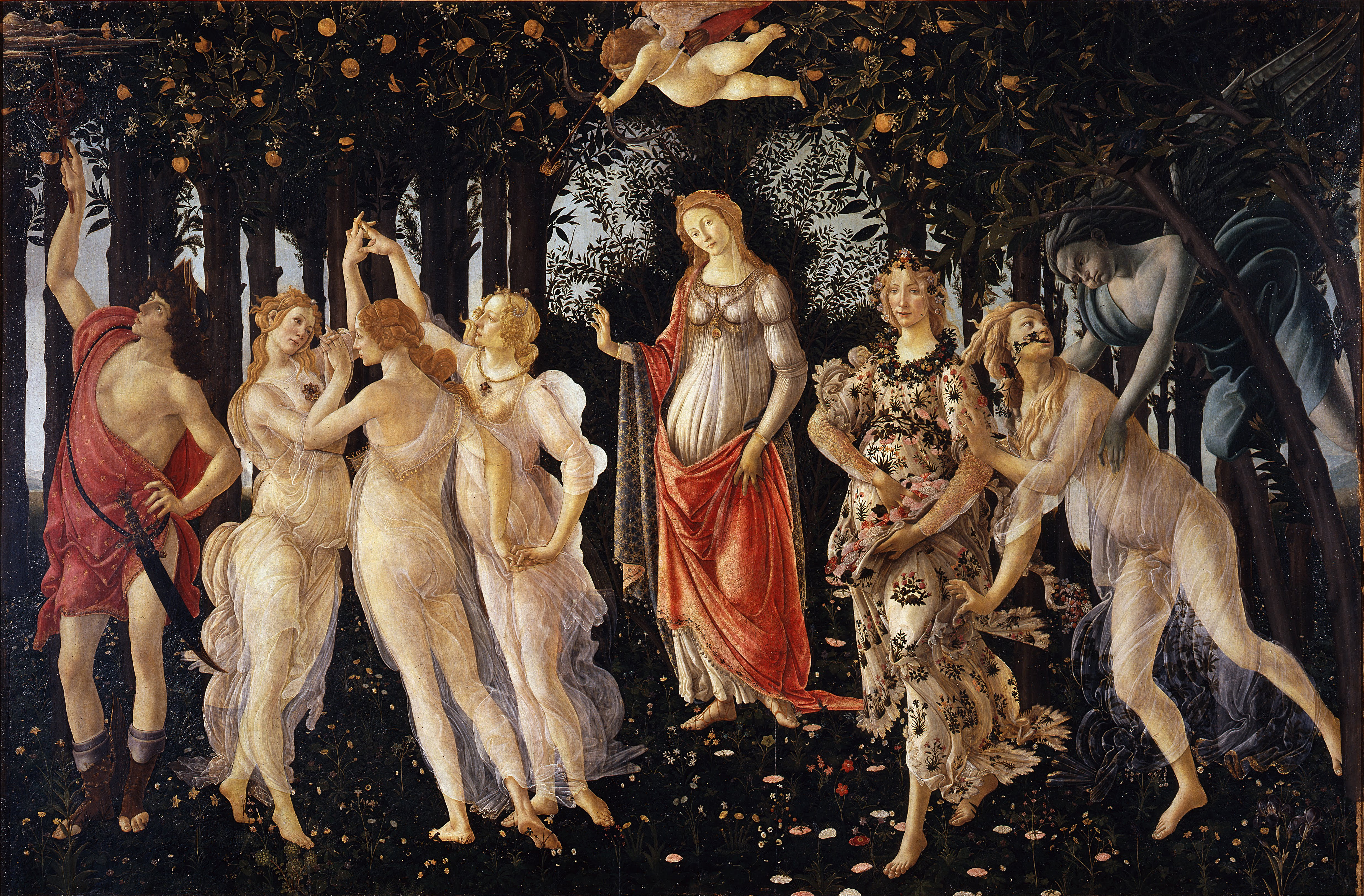
La primavera (ca. 1478)

#### El joven Leonardo da Vinci (1472-1482)

Leonardo, Retrato de Ginebra de Benci (ca. 1475)

En 1469, Leonardo da Vinci (1452-1519) entró como aprendiz en el taller florentino de Verrocchio. A partir de la década de 1470 recibió una serie de encargos que dan muestra de su adhesión al estilo «finito», con una representación meticulosa de los detalles, una ejecución pictórica flexible y una apertura a influencias flamencas como la Anunciación  (ca. 1472-1475) y la Virgen del clavel (1475-1480). En esta última obra emergía ya una rápida maduración de su estilo orientado hacia una mayor fusión entre los elementos de la imagen, con pasajes luminosos y claroscuros más sensibles y fluidos; de hecho, la Virgen emerge de una pieza en penumbra, en contraste con un paisaje lejano y fantástico que aparece al fondo a través de dos ventanas.
La rápida maduración del estilo de Leonardo le llevó a confrontarse con su maestro. En el pasado, al joven Leonardo se le habían atribuido una serie de esculturas de Verrocchio, como la Dama col mazzolino (1475-1480), en la que la tierna interpretación del mármol parece evocar los efectos atmosféricos de las obras pictóricas de Leonardo, o como el Retrato de Ginebra de Benci (hacia 1475). Los puntos comunes entre estas dos obras se encuentran también a nivel iconográfico, si se tiene en cuenta que el cuadro de Leonardo era originalmente de mayor tamaño, con la presencia de manos en la parte inferior de las cuales se conserva un estudio de manos sobre papel de la colección real en el castillo de Windsor.
El Bautismo de Cristo (1475-1478), una obra colaborativa entre los dos artistas, marcó el punto de contacto más cercano, sin embargo, en 1482 la experiencia florentina de Leonardo terminó cuando, después de haber iniciado la Adoración de los Magos, se distanció de los artistas llamadoa a trabajar en la Capilla Sixtina y se trasladó a Milán.

Obras florentinas del joven Leonardo
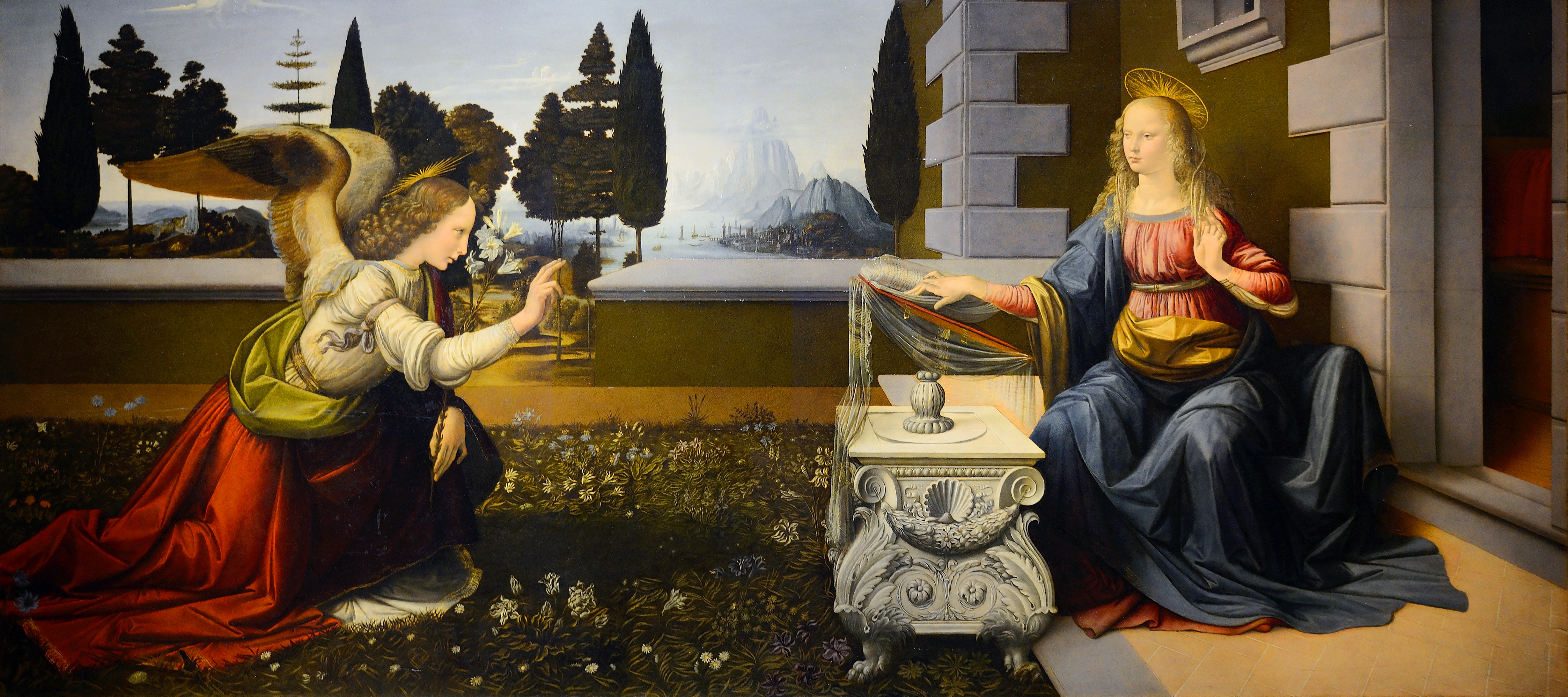
Anunciación (c. 1472-1475) (Galería de los Uffizi)
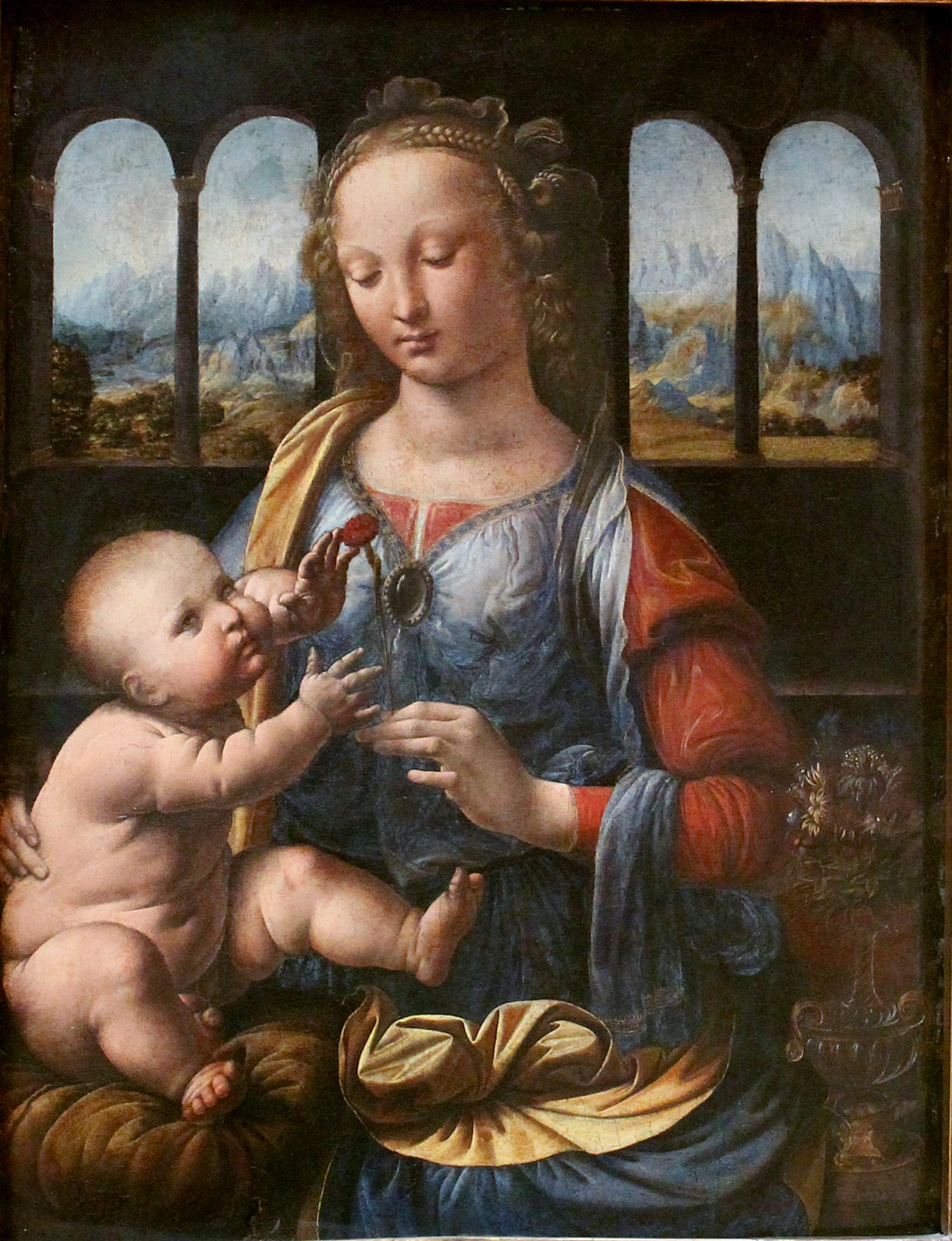
Virgen del clavel (c. 1478-1480) (Alte Pinakothek, Múnich)
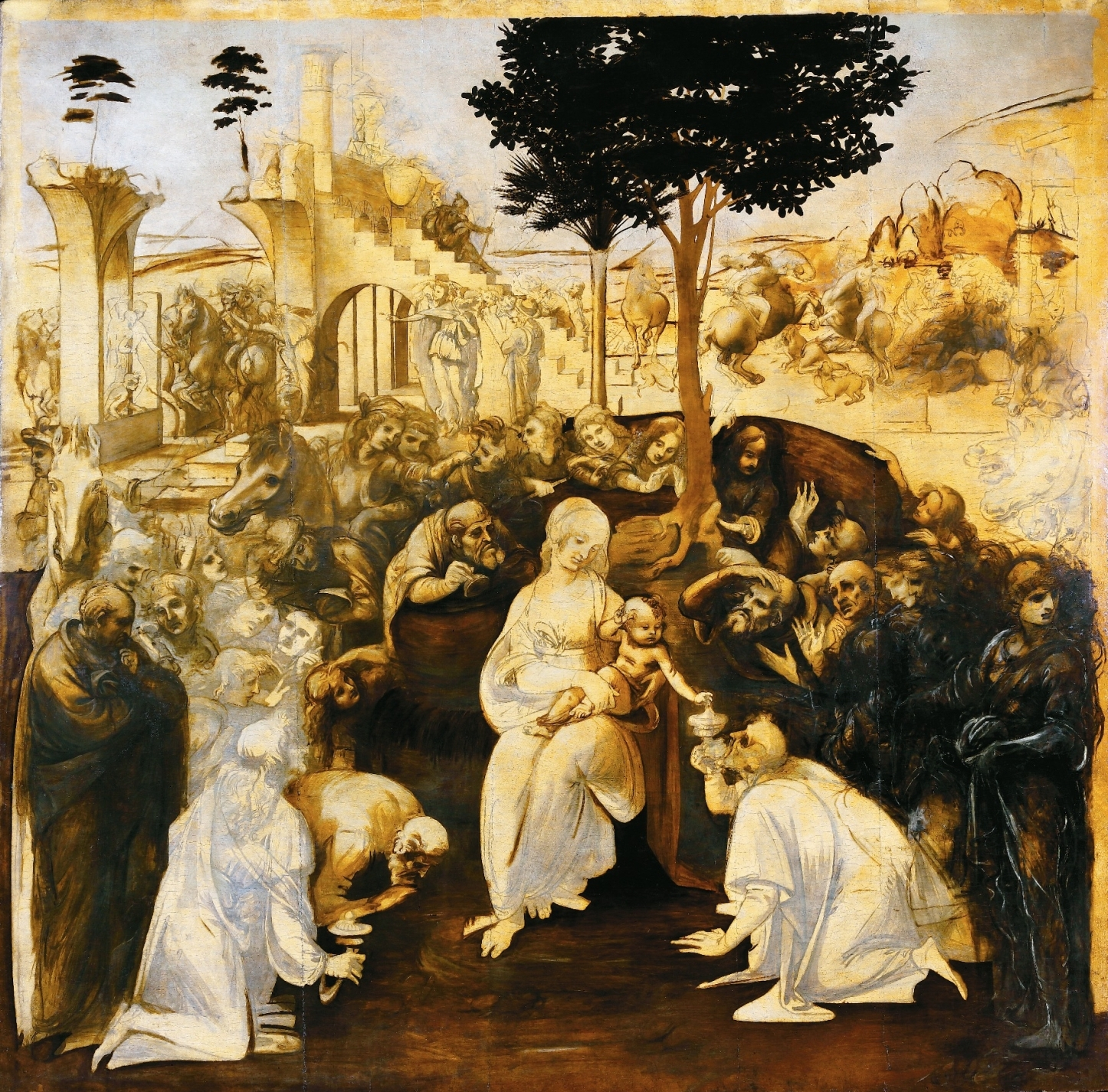
Adoración de los Magos (1481-1482) (Galería de los Uffizi)

#### Domenico Ghirlandaio

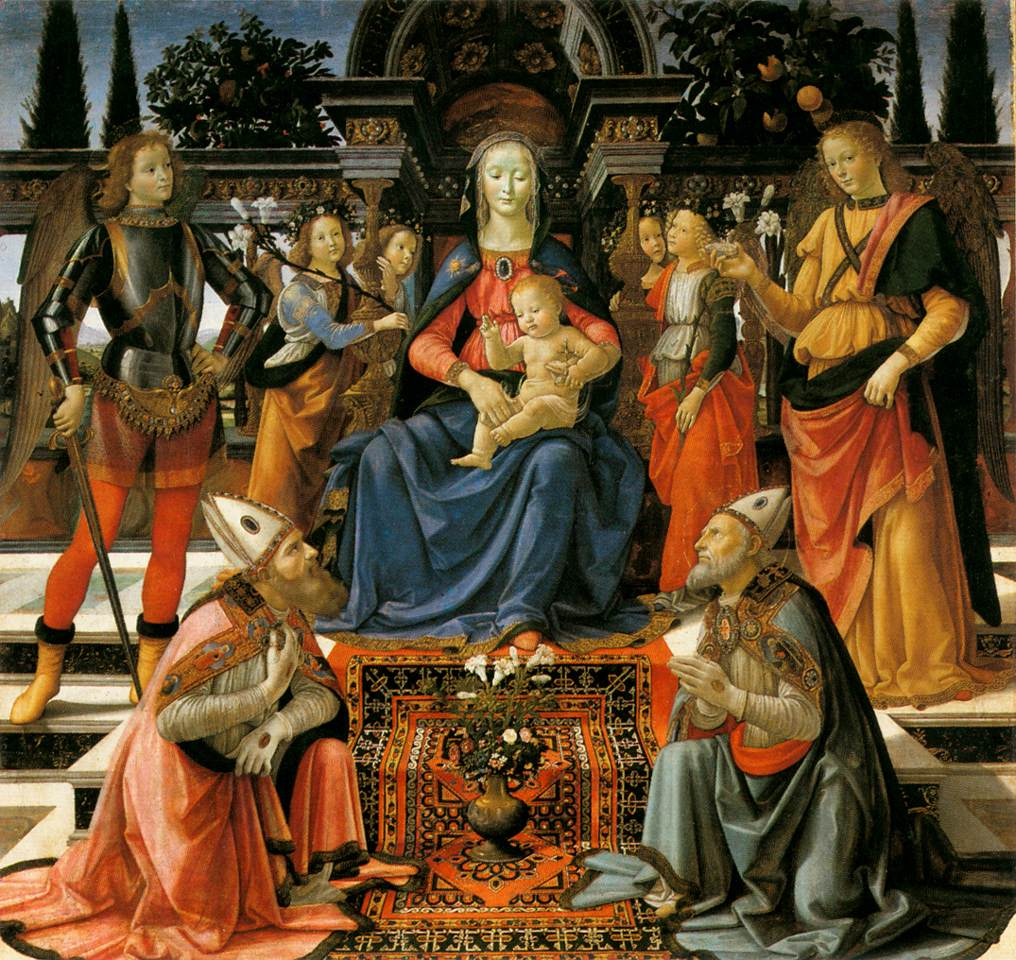
Sacra conversazione degli Ingesuati (1484-1486), témpera sobre tabla, ahora en los Uffizzi

El florentino Domenico Ghirlandaio (1448-1494) se encuentra, junto con Sandro Botticelli, Cosimo Rosselli y El Perugino, entre los miembros de la misión ambasceria artistica decidida por Lorenzo de Medici para reconciliarse con el papa Sixto IV. Fueron enviados a Roma para decorar la capilla Sixtina.
Domenico Ghirlandaio se formó por primera vez en el taller de Alesso Baldovinetti, donde entró en contacto con el arte flamenco cuyo estilo permaneció constante a lo largo de su actividad, luego probablemente en el de Verrocchio.
A esta especificidad sumó desde sus primeros trabajos una atracción por las composiciones serenas y equilibradas así como por la creación de retratos muy expresivos desde el punto de vista fisonómico y psicológico. Al regresar de Roma, enriqueció su repertorio con la reproducción de monumentos antiguos. Todas estas características, complementadas con su capacidad para organizar un eficiente taller con sus hermanos, lo convirtieron durante la década de 1480 en el principal artista solicitado por los clientes de la alta burguesía florentina. Desde 1482, trabajó en las Historias de San Francisco en la capilla Sassetti de la basílica de la Santa Trinita, luego desde 1485 en la capilla Tornabuoni en Santa Maria Novella.
Su talento como narrador, la claridad y el atractivo de su lenguaje están en el origen de su éxito. Su audiencia no se encontraba en los círculos intelectuales neoplatónicos, sino entre la clase media alta, acostumbrada a los intercambios comerciales y bancarios más que a la literatura y la filosofía antigua, deseosa de verse representada como partícipe en las historias sagradas y poco inclinada a las frivolidades y a las inquietudes que cruzan el espíritu de pintores como Botticelli y Filippino Lippi

Obras de Ghirlandaio en las capillas Sassetti y Tornabuoni
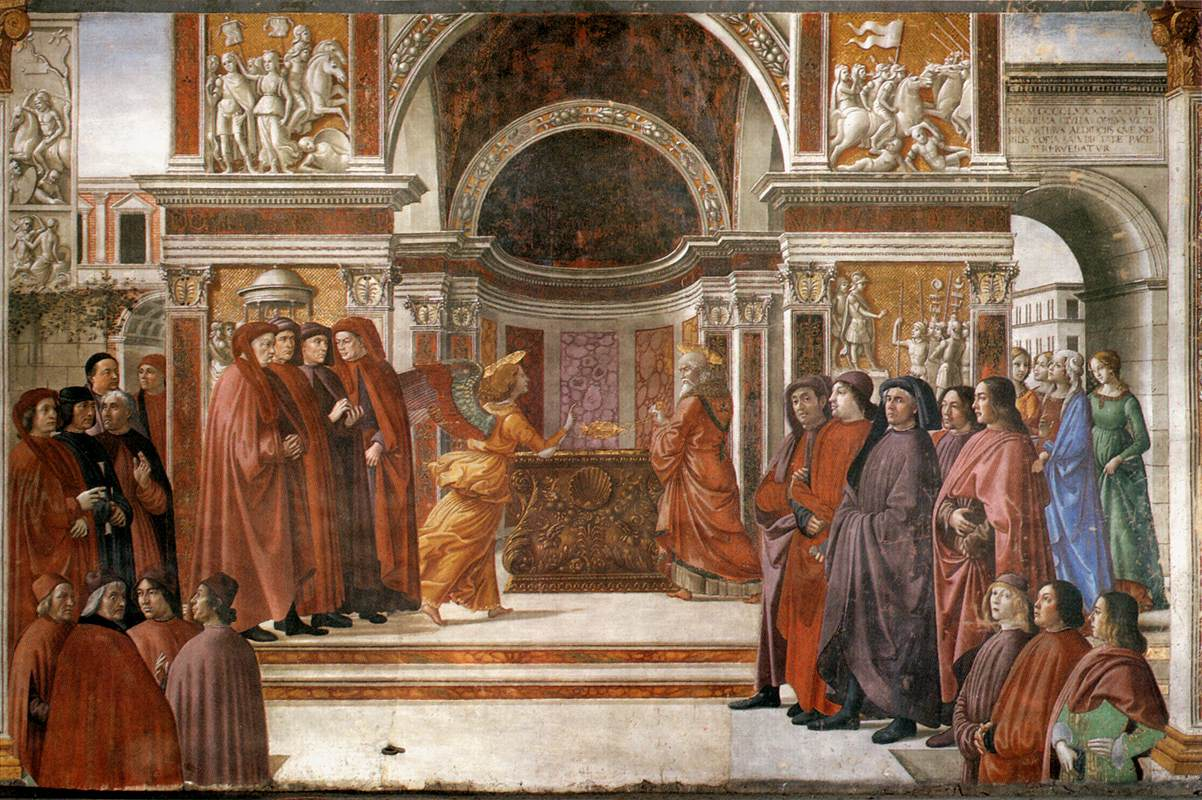
Apparizione dell'angelo a Zaccaria, fresco en la capilla Tornabuoni
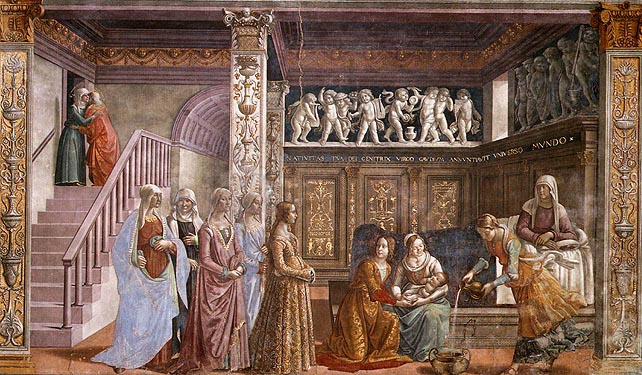
Nacimiento de la Virgen (Ghirlandaio) (1491), fresco en la capilla Tornabuoni
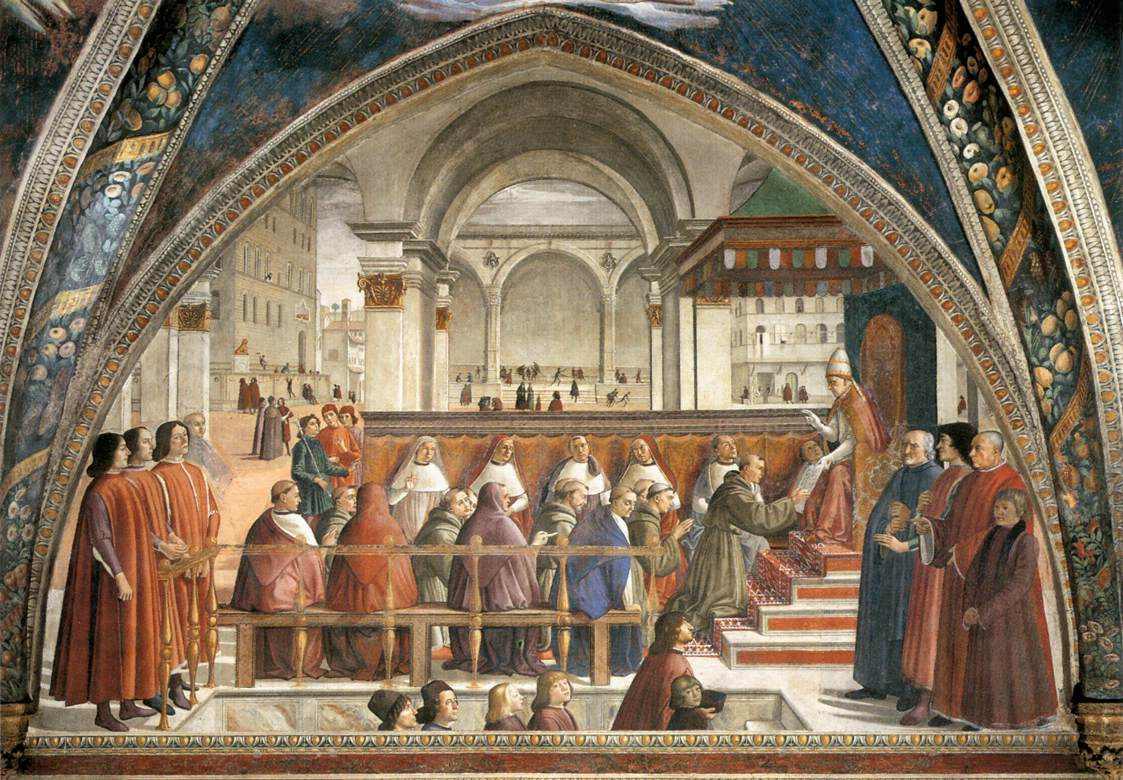
Conferma della Regola francescana, capilla Sassetti (1482-1485)
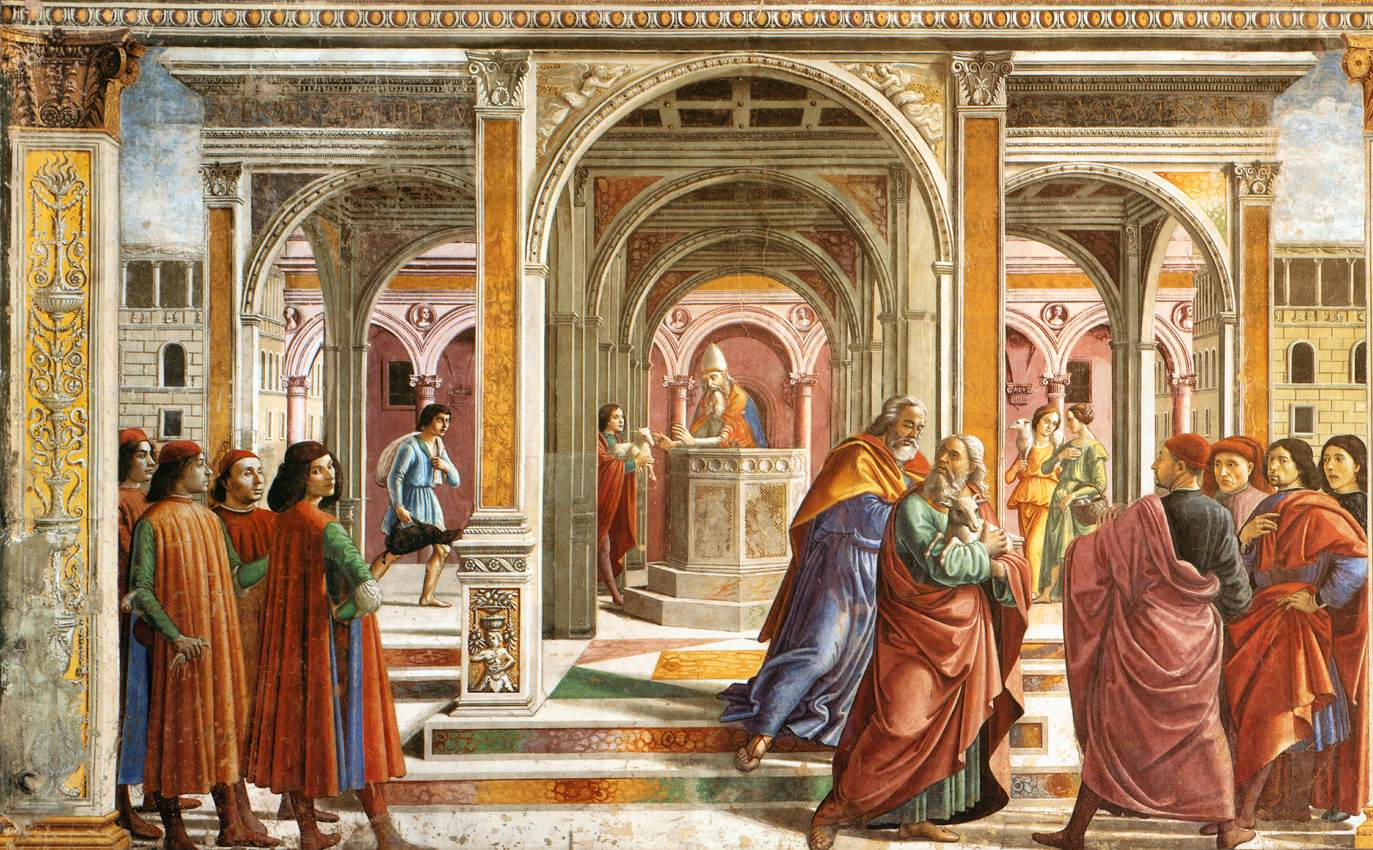
La expulsión de Joaquín del templo

## Crisis savonaroliana

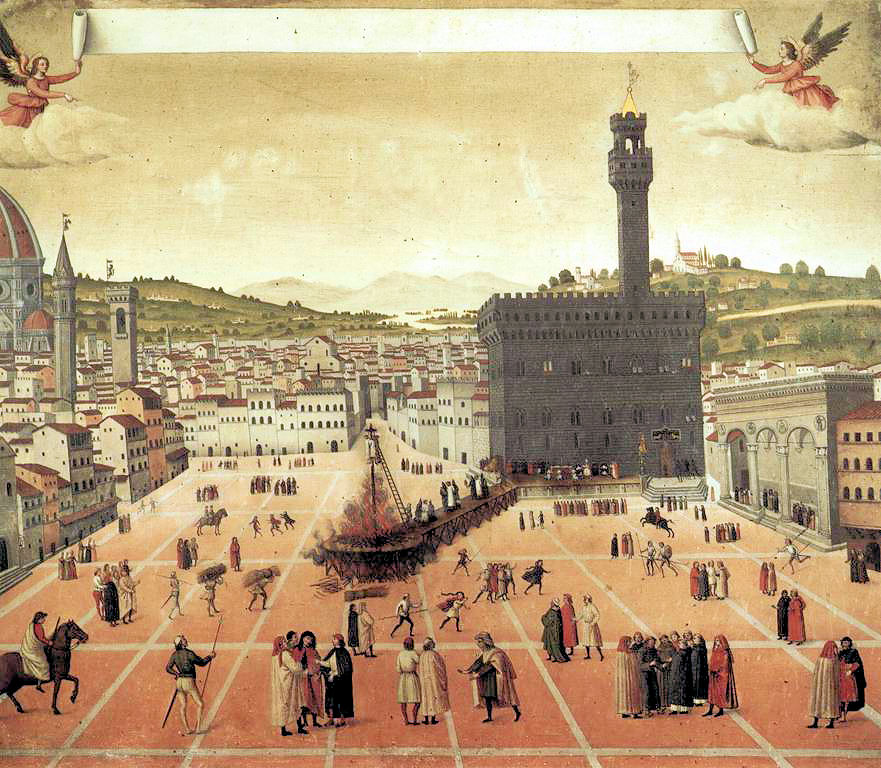
Pintura anónima representando la pira de Savonarola en 1498.

A la muerte del rey Fernando I de Nápoles en 1494, Carlos VIII de Francia tomó el título de rey de Nápoles y de Jerusalén y entró en Italia. Este fue el inicio de la primera guerra italiana (1494-1497). Los equilibrios que regían el frágil sistema político de la «signorie» italiana se vieron socavados, lo que llevó a una primera ola de inestabilidad. En Florencia, un levantamiento popular expulsó a Pedro II de Médicis, hijo de Lorenzo, estableciendo una nueva república guiada espiritualmente por el predicador Jerónimo Savonarola. En 1496, el monje condenó abiertamente las doctrinas neoplatónicas y humanistas, instando a realizar una vigorosa reforma de hábitos y costumbres en sentido ascético. Cayó la exaltación del hombre y de la belleza así como toda producción y colección del «arte profano», culminando con la hoguera de las vanidades. El 23 de mayo de 1497 Savonarola fue excomulgado por Alejandro VI y en 1498 el papa lo acusó de herejía, de profetismo, de sedición y de error religioso y fue quemado en la plaza el 23 de mayo de 1498. Esta ejecución reforzó la confusión espiritual y la crisis social que socavó para siempre el sistema de certeza humanista que fundó el primer Renacimiento.
Estos trágicos acontecimientos tuvieron consecuencias en la producción artística tanto por las nuevas demandas de los clientes «llorones», seguidores de Savonarola, como por la crisis religiosa y la nueva orientación espiritual de ciertos artistas como Fra Bartolomeo, Miguel Ángel Buonarroti y Sandro Botticelli que, después de conocer a Savonarola, dejó de pintar desnudos femeninos.

### Botticelli tardío
Las últimas obras de Sandro Botticelli se caracterizaron todas por el fervor religioso y reflejaban una reflexión sobre los principios que habían guiado la actividad anterior del artista. El retroceso hacia modos de principios del Quattrocento puso de relieve el abandono de los sistemas figurativos tradicionales.
El punto de inflexión es claramente evidente en la obra alegórica de La Calumnia de Apeles (1496). La obra pretendía recrear un cuadro perdido del pintor griego Apeles, que fue creado para defenderse de una acusación injusta y descrito por Luciano de Samosata. En una logia monumental, se sienta en el trono un mal juez aconsejado por Ignorancia y Sospecha; frente a él está Rencor, el hombre harapiento que sostiene del brazo a Calumnia, una mujer hermosa, ricamente vestida, siendo acicalada por la Seducción y el Engaño. La Calumnia arrastra con una mano al suelo al indefenso «calumniado» y con la otra empuña una antorcha sin llama, símbolo del falso conocimiento. La anciana de la izquierda es el Remordimiento y la última figura femenina es la Nuda Veritas, cuya mirada vuelta al cielo indica la única fuente de Justicia. La densa decoración de los elementos arquitectónicos y el frenesí de los personajes acentúan el sentido dramático del cuadro. El conjunto recrea una especie de «tribunal de la historia» cuya acusación parece dirigida contra el mundo antiguo cuya ausencia de justicia, uno de los valores fundamentales de la vida civil, se constata con amargura.
Ejemplos de regresión estilística son el Retablo de San Marcos (1488-1490), con un arcaizante fondo dorado y la Natividad mística (1501), donde las distancias espaciales se confunden, las proporciones dictadas por las jerarquías elegidas y las poses expresivas a menudo acentuadas que terminan pareciendo no naturales.

Obras florentinas del Botticelli tardío
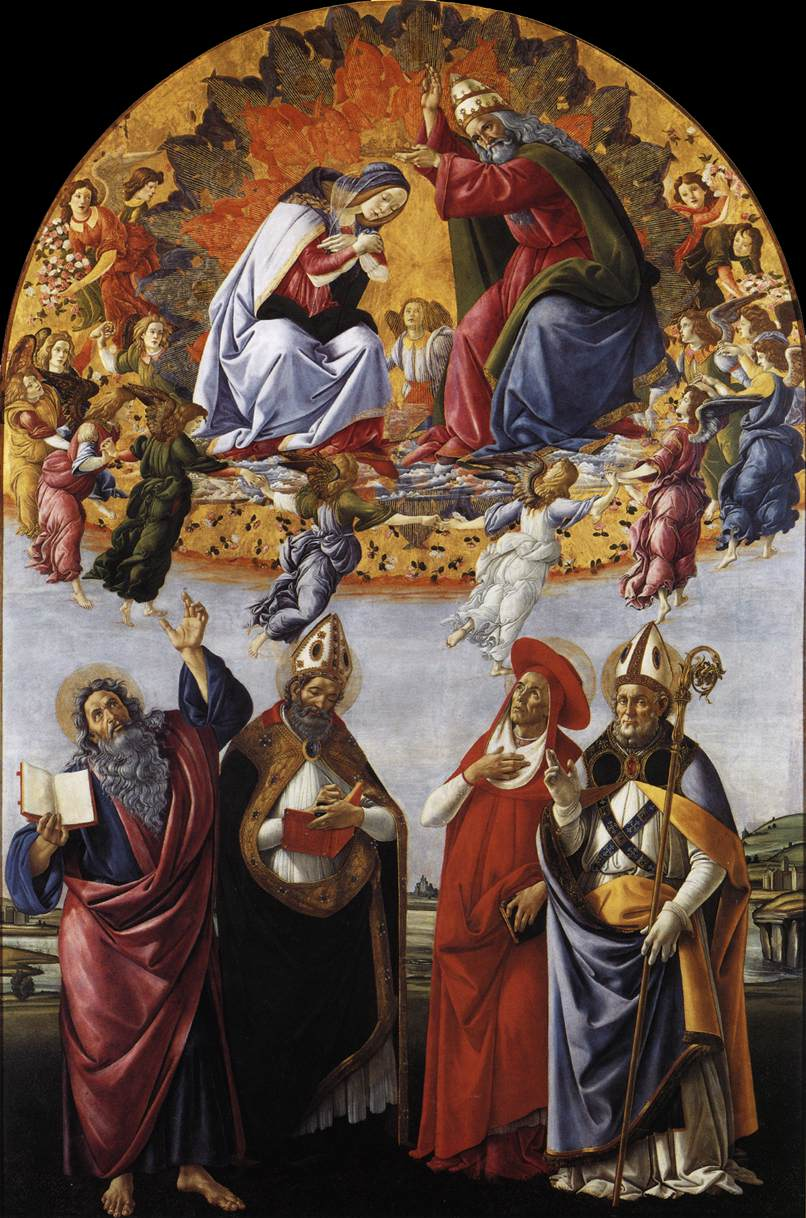
El Retablo de San Marcos (1488-1492).
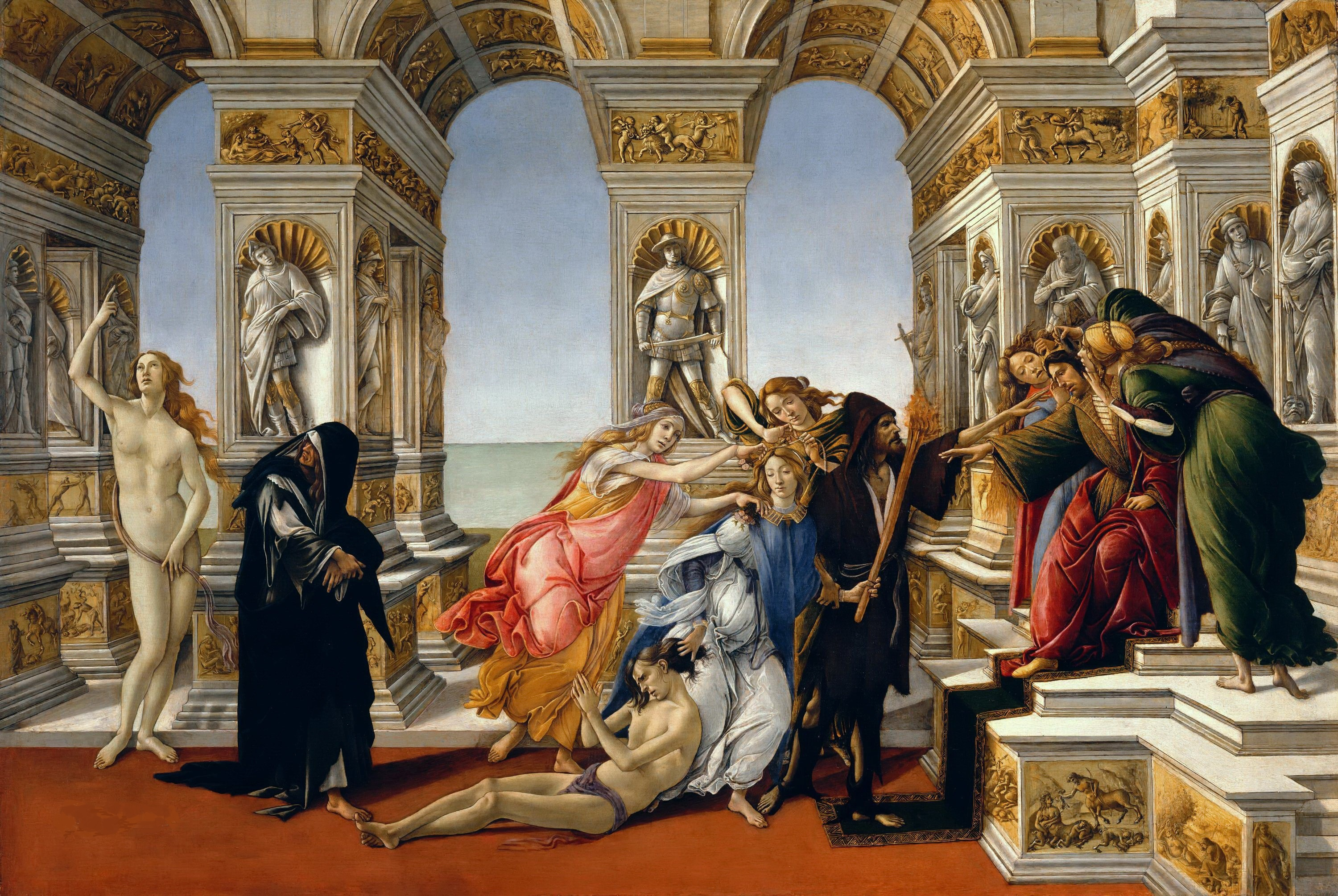
La Calumnia de Apeles (1496).
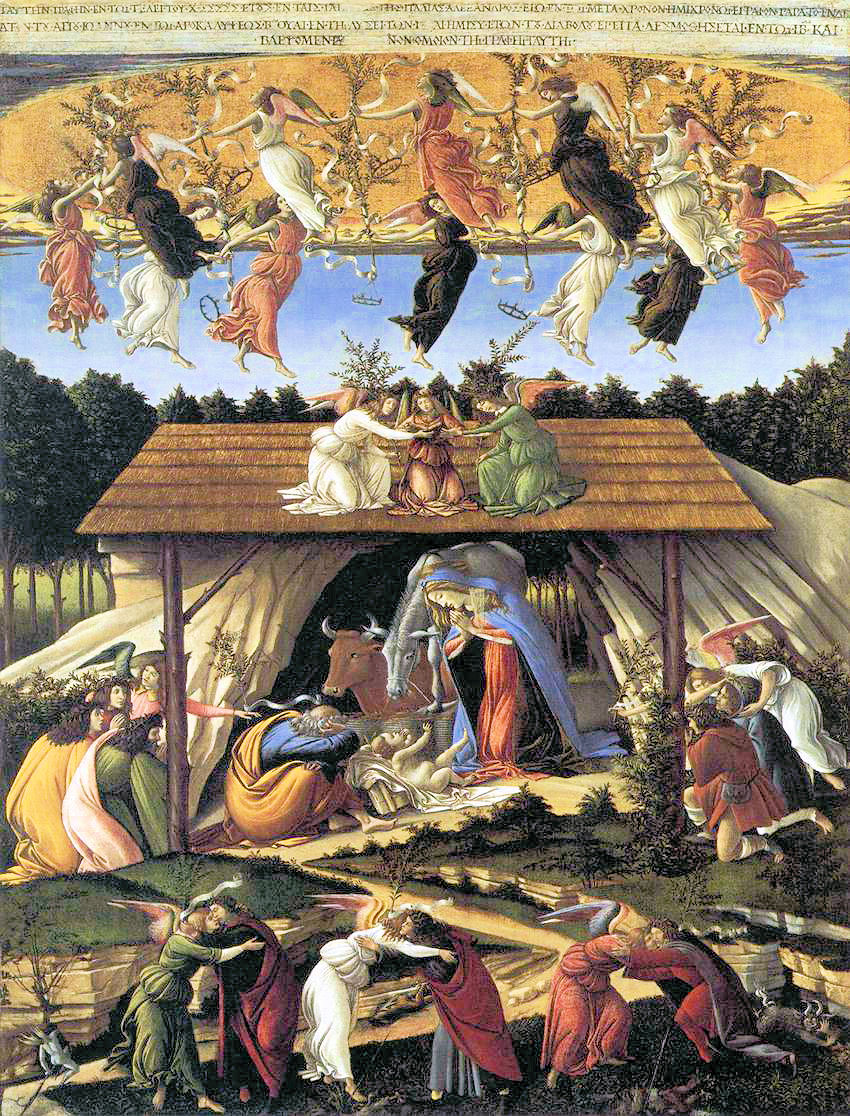
Natividad mística (1501).

### Filippino Lippi

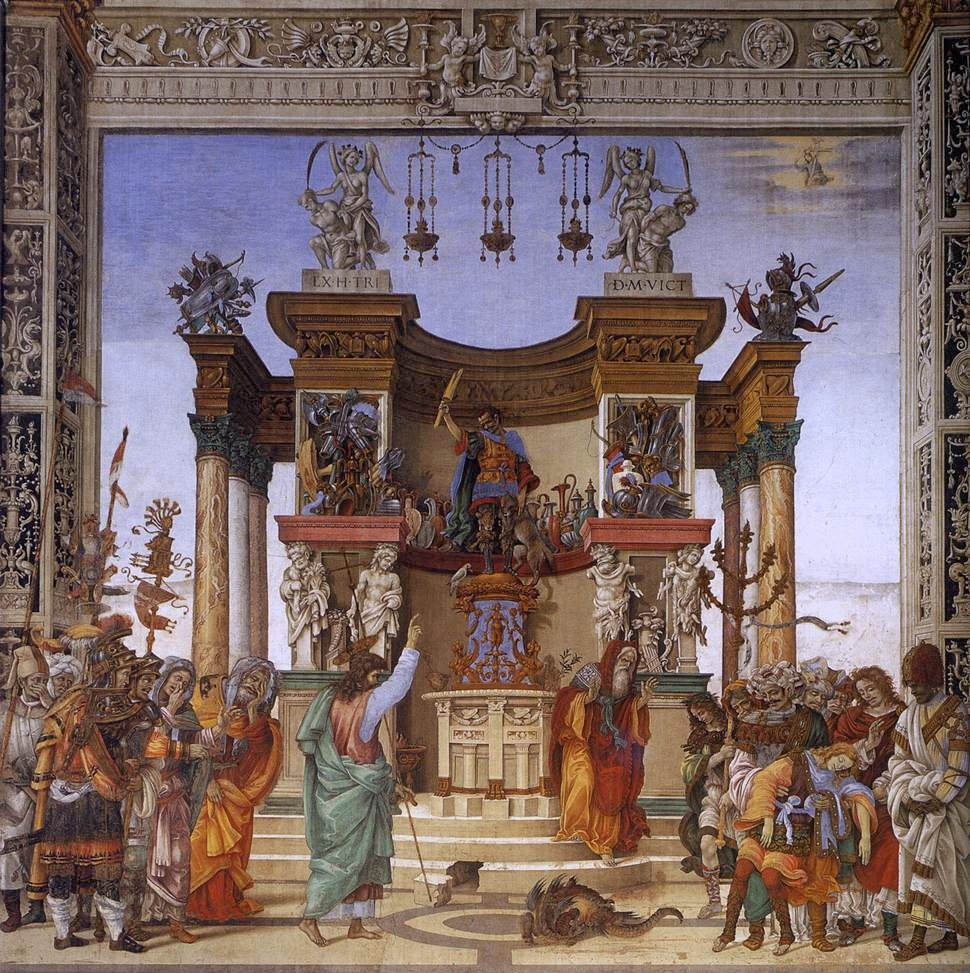
Filippino Lippi, San Felipe persigue al dragón desde el templo de Hierápolis, capilla de Filippo Strozzi en la Santa Maria Novella (1487-1502)

Filippino Lippi, hijo de Fra Filippo Lippi, fue uno de los primeros artistas en manifestar en su estilo un sentimiento de malestar. Probablemente presente en la capilla Sixtina junto a Botticelli, durante su estancia enriqueció su repertorio de referencias arqueológicas, inspirado por el deseo de conmemorar el mundo antiguo.
Filippino Lippi estuvo influenciado por el período de Savonarola y el debate entre los dos partidos, uno favorable al monje (Piagnoni) y el otro a los Médici (Palleschi). Durante esos años, la elección recaía en el partido elegido por el patrocinador. Así, junto a las producciones extravagantes destinadas a la aristocracia, también se encuentran obras austeras resultantes de la predica del monje. Filippino Lippi trabajaba para ambos partidos. Se puede leer un intenso misticismo en el par de paneles de San Juan Bautista y de María Magdalena conservados en la Galería de la Academia de Florencia.
Filippino Lippi situaba a sus personajes en un paisaje que recreaba el mundo antiguo en sus más mínimos detalles, mostrando la influencia del estilo «grottesco» que había visto durante su viaje a Roma. Fue en los frescos de la capilla Carafa en la romana iglesia de Santa Maria sopra Minerva donde se puede detectar lo que. se convertirá en la característica del estilo de Filippino: la elegancia y sencillez boticellianas se complica con la introducción de detalles cada vez más numerosos y una arquitectura fantástica, «donde muestra un fasto arqueológico asombroso». Creó así una «animación», misteriosa y fantástica, pero su estilo inquietante también mostraba la irrealidad en una especie de pesadilla. Representaba así a despiadados verdugos, deformes y de rostros oscuros que amenazaban a los santos. En la escena de San Felipe persiguiendo al dragón desde Hierápolis, la estatua del «dios pagano» Marte es una figura amenazadora que parece desafiar al santo cristiano.

### El joven Miguel Ángel

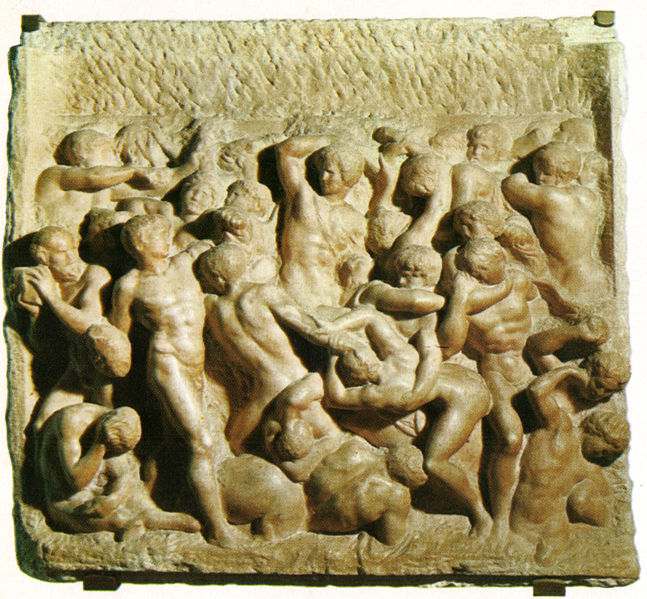
Miguel Ángel, La batalla de los centauros (ca. 1492)

Miguel Ángel Buonarroti (1475-1564) nació en Caprese, a unos 100 km de Florencia, donde su padre era corregidor. Tras fallecer su madre regresaron a Florencia. En 1488, con doce años, entró en el taller de los hermanos Daniele y Domenico Ghirlandaio. Copió a maestros como Giotto en la capilla Peruzzi o Masaccio en la capilla Brancacci. Ya en estas primeras obras, mostraba una facilidad de asimilación de los elementos estilísticos fundamentales de los maestros, en particular en los aspectos plásticos y monumentales.
Habiendo entrado bajo la protección de Lorenzo de Médici, estudió los modelos clásicos puestos a disposición de los Médici en el jardín del convento de San Marcos, donde el artista tomó conciencia de la unidad indisoluble entre las imágenes de los mitos y las pasiones que los inspiraban, convirtiéndose rápidamente en capaz de hacer revivir el estilo clásico sin ser un intérprete pasivo que copiaba un repertorio. En este sentido, la La batalla de los centauros (ca. 1492) es un ejemplo. El movimiento tumultuoso y el fuerte contraste recuerdan a los sarcófagos romanos y los bajorrelieves de Giovanni Pisano, y el Cupido durmiente perdido, presentado como una obra clásica y que engañó al cardenal Riario quien, una vez pasada la ira después de descubrir el engaño, quiso conocer al artista llevándolo a Roma, donde crearía sus primeras obras maestras.
Pero junto a estas obras vivas y vigorosas, Miguel Ángel demostraba capacidad para adoptar diversos lenguajes como en la Virgen de la escalera (1490-1492), de un tono más íntimo. Inspirado en el stiacciato de Donatello, mostraba, además de un cierto virtuosismo, la capacidad de transmitir una impresión de energía bloqueada, dada por la posición inusual de la Virgen y del Niño que parecen mostrar sus hombros al espectador.
Tras la muerte de Lorenzo el Magnífico, en 1492, Miguel Ángel huyó de Florencia y pasó por Venecia, instalándose después en Bolonia. En los años siguientes, afectado por las predicas de Savonarola, abandonó los temas seculares y cargó sus obras de significados psicológicos y morales.

## Período de los «genios»

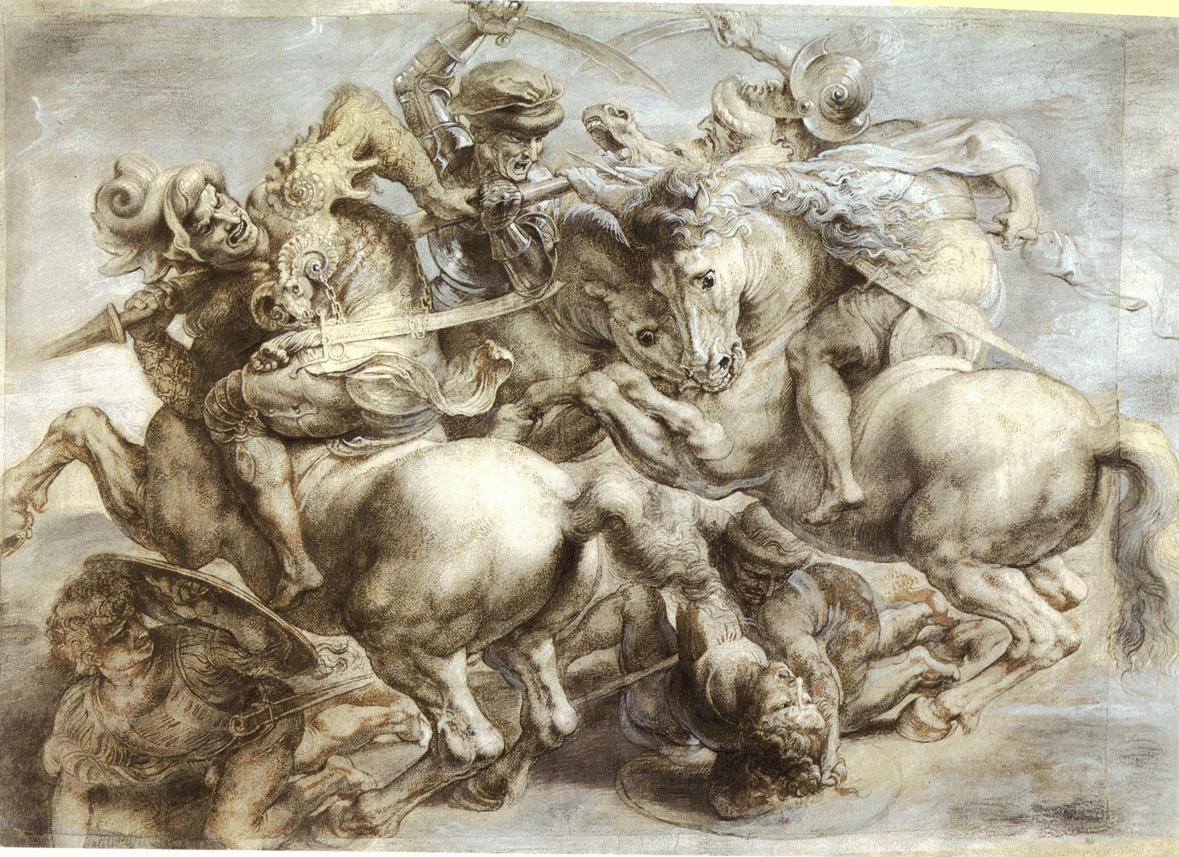
Rubens, copia de La Batalla de Anghiari de Leonardo da Vinci.

La Gioconda

El último período de la República florentina, el del confaloniero vitalicio de Pier Soderini (r. 1502-1512), aunque insignificante desde el punto de vista político, supuso una sorprendente reanudación de la producción artística, favorecida por los encargos tanto públicos como privados. Grandes artistas no florentinos fueron llamados a Florencia con el fin de aumentar el prestigio de la nueva república, generando una rápida y consistente renovación artística. Los protagonistas principales de este período fueron Leonardo da Vinci y Miguel Ángel, que regresaron a la ciudad después de estancias en otros centros, luego Rafael, que regresó a la ciudad para conocer las novedades de la época.

### Regreso y salida de Leonardo (1500-1508)
Leonardo regresó a Florencia poco antes de agosto de 1500, tras la caída de Ludovico Sforza. Unos meses más tarde, expuso un cartón con Santa Ana en la basílica de la Santísima Anunciación, que Vasari describió:

Finalmente [Leonardo] hizo un cartón con una Nuestra Señora y una S. Anna, con un Cristo, que no sólo hizo maravillarse a todos los artifices, sino que una vez terminado, hombres y mujeres, jóvenes y viejos, acudieron a la sala durante dos días para verla, como se va a las fiestas solemnes, para ver las maravillas de Leonardo, que asombraron a todo ese pueblo.
Finalmente fece un cartone dentrovi una Nostra Donna et una S. Anna, con un Cristo, la quale non pure fece maravigliare tutti gl’artefici, ma finita ch’ella fu, nella stanza durarono due giorni d’andare a vederla gl’uomini e le donne, i giovani et i vecchi, come si va a le feste solenni, per veder le maraviglie di Lionardo, che fecero stupire tutto quel popolo.

Ahora parece aceptado que no se trataba del Cartón de Santa Ana que hoy se conserva en la National Gallery de Londres, sino más bien de un cartón preparatorio que se utilizó para La Virgen, el Niño Jesús y Santa Ana del Louvre, completado mucho más tarde. Sin embargo, ambas obras son fieles a la obra florentina. En la de Londres, las figuras están agrupadas en un único bloque y articuladas en un rico entrelazamiento de gestos y miradas, con un modelado fluido de pliegues y drapeados; muy juntas en primer plano, las figuras son monumentales y grandiosas como en la La última cena, mientras que el sfumato generaba un delicado equilibrio en la alternancia de sombras y luces. El componente emocional es poderoso, especialmente en el punto de fuerza de la mirada de santa Ana dirigida a la Virgen. La obra de Paris es más flexible y natural, con actitudes elegantes y un profundo paisaje rocoso que el sfumato conecta con las figuras. La lección de Leonardo tuvo un fuerte impacto en los artistas locales, revelando un nuevo universo formal que abrió nuevos horizontes inexplorados en el campo de la representación artística.
En 1503, Leonardo, algún tiempo antes que Miguel Ángel, fue designado para decorar con un fresco parte de las grandes paredes de la Sala de los Quinientos del Palazzo Vecchio con una representación de La Batalla de Anghiari, una hazaña de armas victoriosa para la República destinada a hacer «pendant» con la Batalla de Cascina de Miguel Ángel.
Para esta obra, Leonardo experimentó con una nueva técnica que le permitió no verse perjudicado por el poco tiempo necesario para crear el fresco, inspirándose en la pintura a la encáustica descrita por Plinio el Viejo en su Historia naturalis. Como ocurre con La última cena, esta elección resultó inapropiada. El tamaño de la pintura no permite que los fuegos alcancasen una temperatura suficiente para secar los colores que cubrían el yeso, y estos se desvanecieron o desaparecieron. En diciembre de 1503, el artista interrumpió la transferencia del dibujo del cartón a la pared, frustrado por este nuevo fracaso.

Entre las mejores copias inspiradas en el cartón de Leonardo, todas parciales, se encuentra la de Rubens, en el Louvre. El cartón se ha perdido y los últimos vestigios de la obra probablemente fueron cubiertos en 1557 por los frescos de Vasari. A partir de los dibujos preparatorios se desprende una fuerte diferencia de representación con respecto a las antiguas pinturas de batallas, organizadas por Leonardo como un torbellino con una riqueza sin precedentes de movimientos y actitudes ligadas a la «locura bestial» (pazzia bestialissima, como la designó el artista.
La Gioconda, probablemente retrato de Lisa Gherardini, esposa de «Giocondo», data de estos mismos años. Obra mayor de Leonardo, se caracteriza por las diminutas muertes luminosas (sfumato), por la perspectiva atmosférica del paisaje y por la enigmática sonrisa que contribuyó al desarrollo del mito.
En 1508, el artista partió primero hacia Milán y luego, en 1516, hacia la corte de Francia, convirtiéndose en el pintor del rey Francisco I.

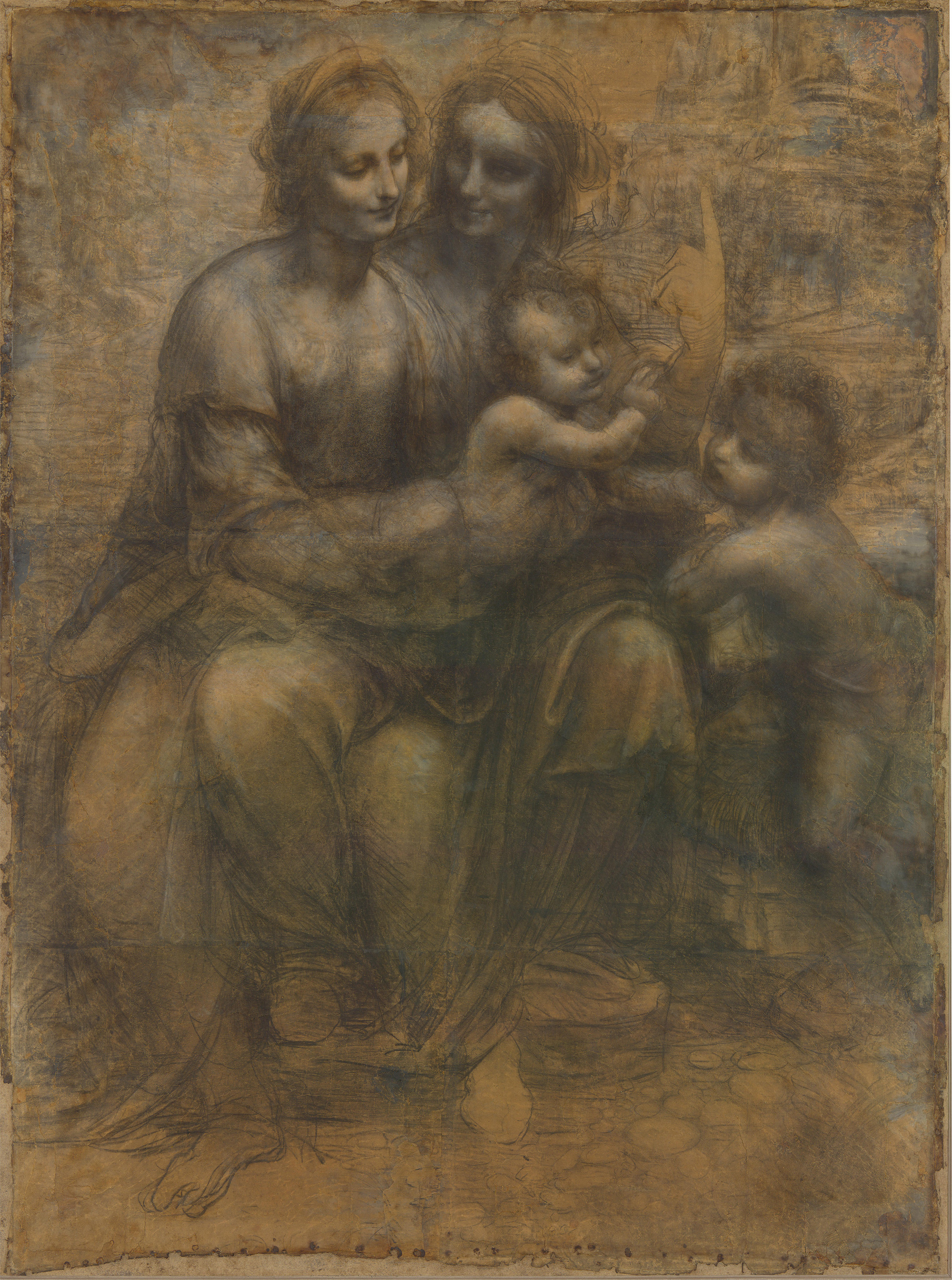
Cartón de Sant'Anna, National Gallery.
La Virgen, el Niño Jesús y Santa Ana, El Louvre.
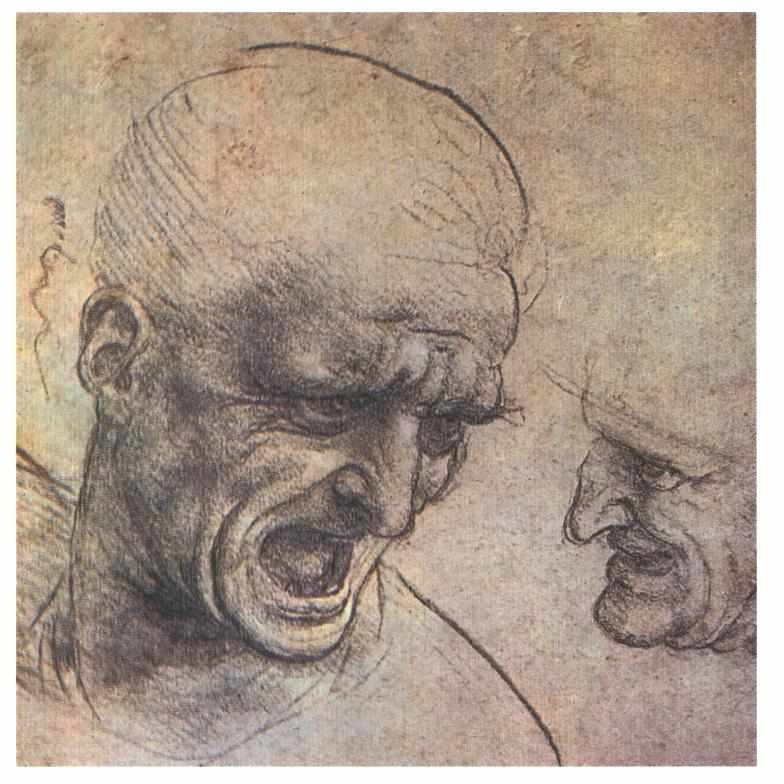
Estudio de rostros para la Batalla de Anghiari.

### El regreso de Miguel Ángel (1501-1504)

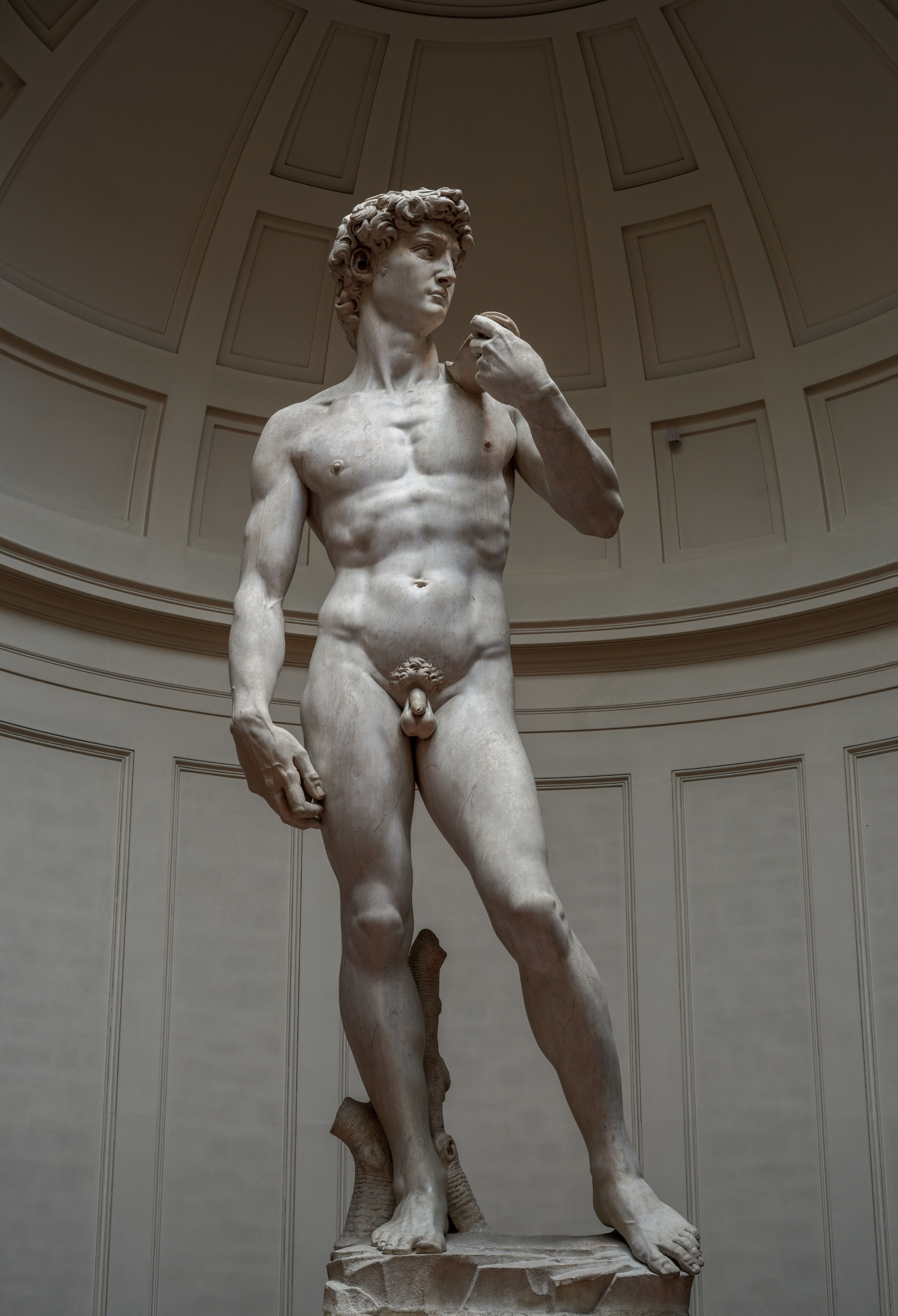
Miguel Ángel, David

Después de haber residido en Roma durante cuatro años, en la primavera de 1501, Miguel Ángel regresó también a Florencia. Los cónsules del Arte della Lana y los trabajadores del Duomo de Florencia le confiaron un enorme bloque de mármol para esculpir un David,, un apasionante desafío en el que el artista trabajó durante todo el año 1503, procediendo a los toques finales a principios de 1504. El «coloso», como se llamó en su momento a la escultura, era un triunfo de ostentoso virtuosismo anatómico, representando a David como un adolescente soñador y ya victorioso, alejándose con fuerza de la iconografía tradicional del atlético héroe bíblico representado hasta entonces en la flor de la vida y preparándose para dar batalla. Las extremidades del David están todas en tensión y el rostro concentrado, mostrando una concentración máxima tanto física como psicológica. La desnudez, la belleza, el sentido de dominio de las pasiones para vencer al enemigo hicieron del David un símbolo de la virtud de la República así como la perfecta encarnación del ideal físico y moral del hombre del Renacimiento. La ubicación inicial prevista sobre los contrafuertes del Duomo fue rápidamente tapiada y la estatua finalmente fue colocada frente al Palacio de los Priores.
La obra suscitó un fuerte entusiasmo que consolidó la reputación del artista y le garantizó un gran número de encargos, entre ellos una gran serie de apóstoles para el Duomo. de los cuales, sin embargo, sólo esbozó a San Mateo, una Madona para una familia de comerciantes de Brujas y una serie de tondi, esculpidos y pintados. Miguel Ángel partió repentinamente hacia Roma en marzo de 1505, dejando muchos proyectos inacabados.
Miguel Ángel estaba influenciado por la Sant'Anna de Leonardo. De hecho, retomó el tema en algunos dibujos, uno de los cuales se conserva en el Museo Ashmolean, en los que el movimiento circular del grupo está bloqueado por efectos de claroscuro más profundos, pareciendo casi esculpidos. En la Virgen de Brujas, se asiste al contraste entre la fría rigidez de María y el dinamismo del Niño que parece proyectarse hacia el espectador, adquiriendo significados simbólicos. Sus figuras pueden inscribirse en una elipse de una gran pureza y de aparente sencillez que exalta su monumentalidad.
Dada la naturaleza «inacabada» de ciertos tondi como el Tondo Pitti y el Tondo Taddei, es difícil establecer si Miguel Ángel pretendía inspirarse en el sfumato atmosférico de Leonardo. Una clara reacción a tal sugerencia se evidencia en el Tondo Doni, probablemente pintado para la boda de Agnolo Doni y Maddalena Strozzi. Las figuras de los personajes, la Sagrada Familia, se enlazan en un movimiento en espiral con un modelado de planos de luces y sombras claramente diferenciados, perfiles salientes y colores intensos.
A partir de 1504, Miguel Ángel trabajó en un importante encargo público, la decoración en forma de fresco de la Sala de los Quinientos con la Batalla de Cascina, que debía ser una contrapartida de la obra iniciada por Leonardo da Vinci. El artista sólo preparó un cartón que, admirado y muy estudiado, víctima de su éxito, primero fue vandalizado y luego destruido. El cartón se había convertido en un modelo fundamental para el estudio de la figura humana en movimiento tanto para los artistas locales como para los de paso. Muchas figuras fueron representadas en actitudes extremadamente vivas y dinámicas, con numerosos elementos tomados de la antigüedad, como lo demuestran las pocas copias y variantes estudiadas en los dibujos preparatorios.

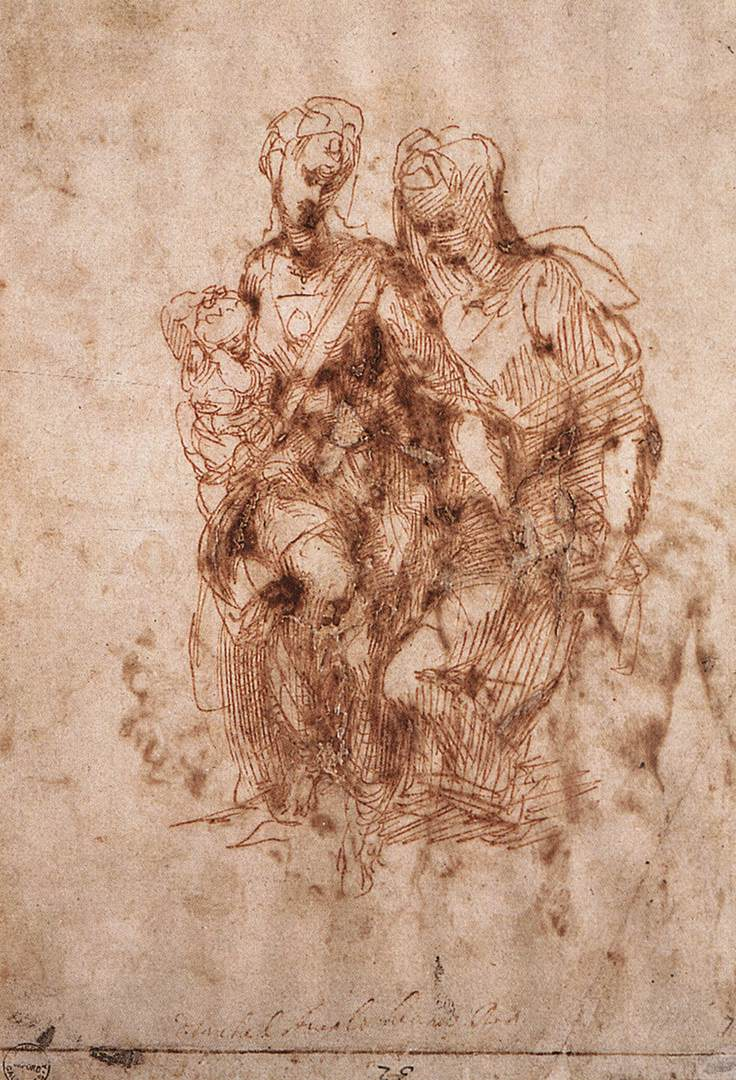
Madonna col Bambino y santa Ana, Museo Ashmolean
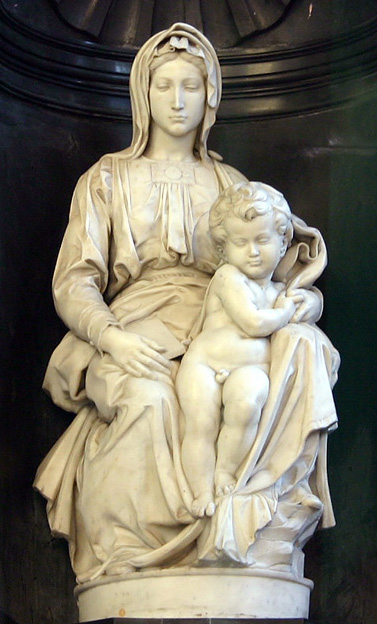
Madona de Brujas.
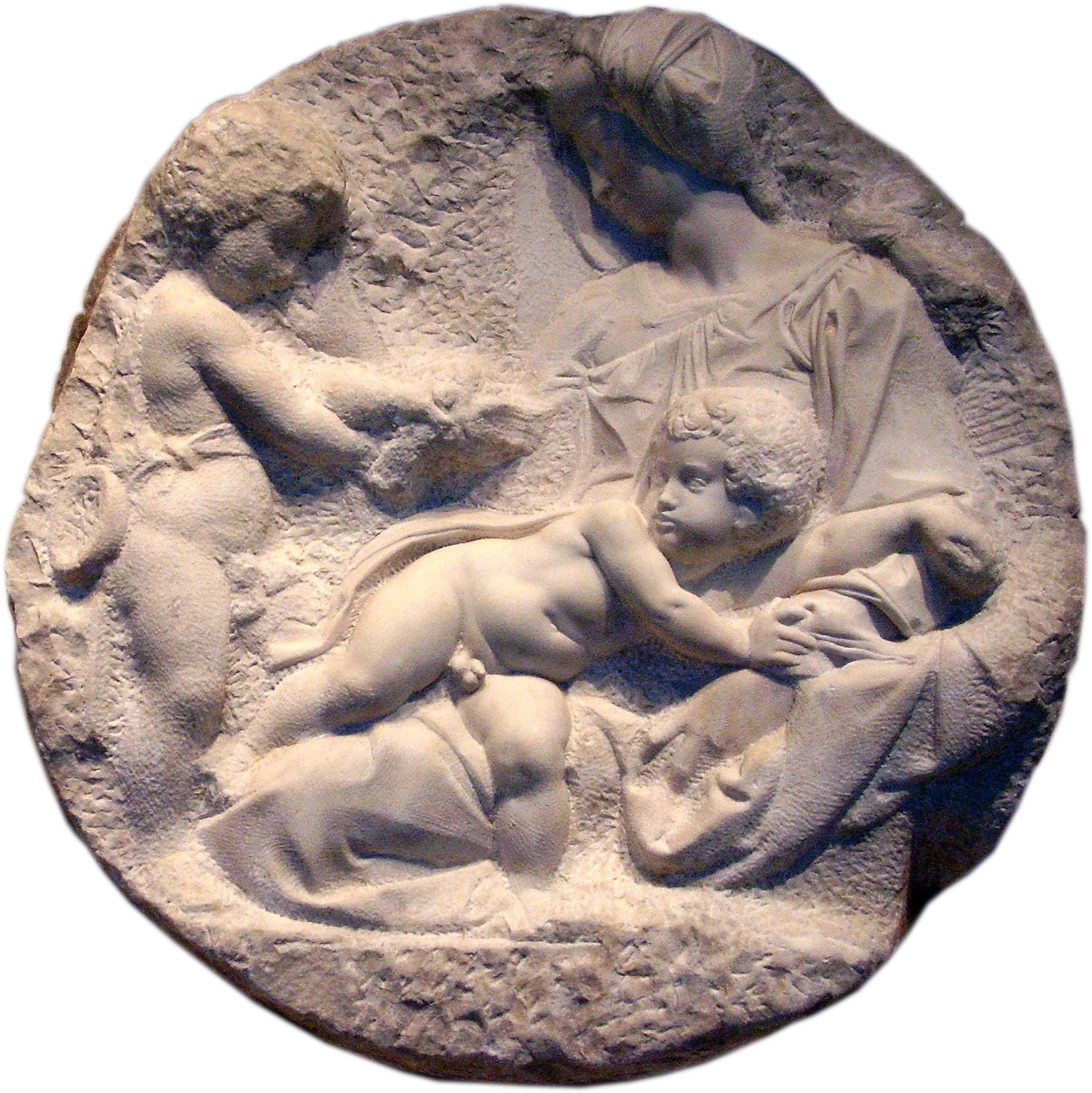
Tondo Taddei.
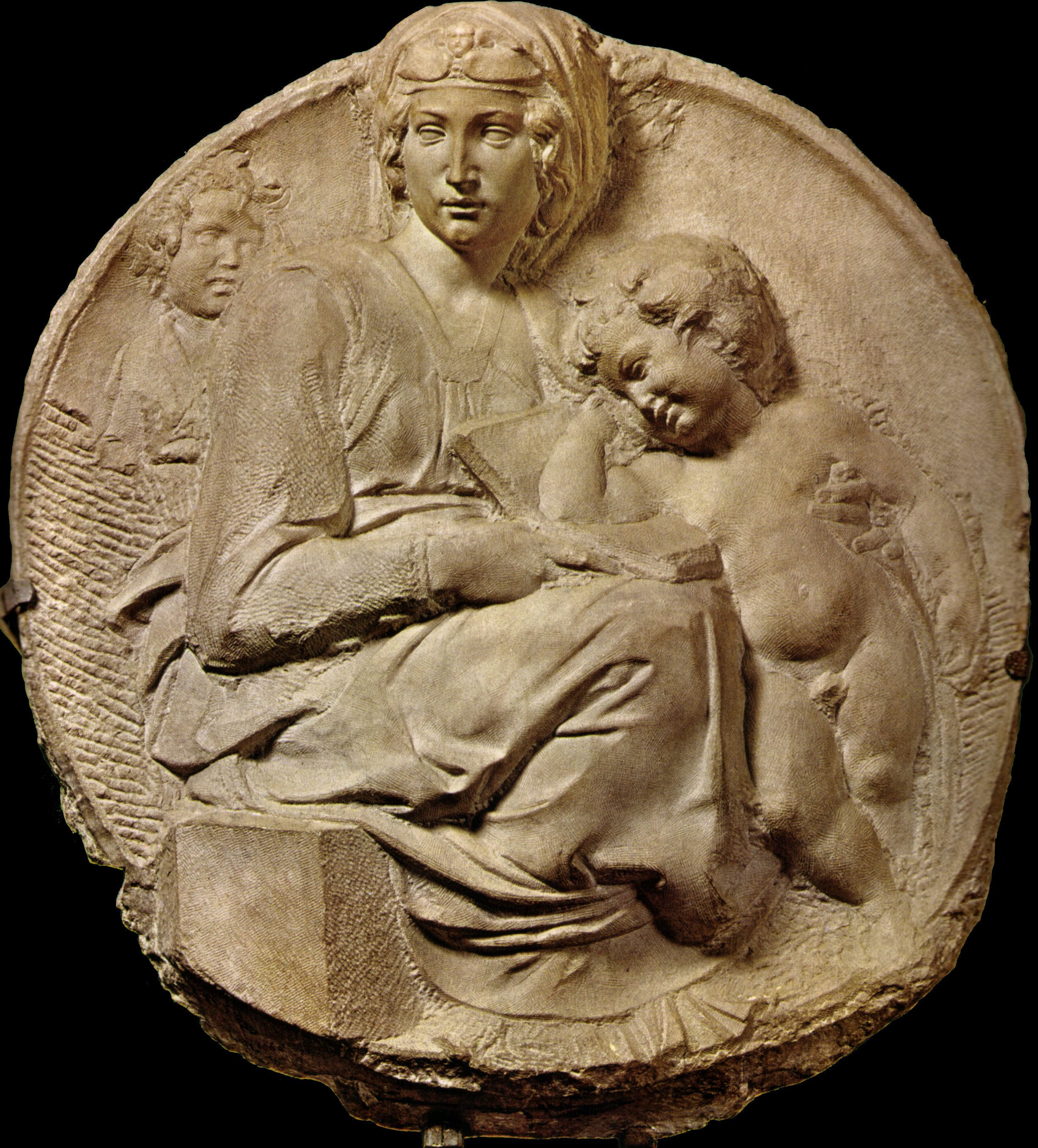
Tondo Pitti.
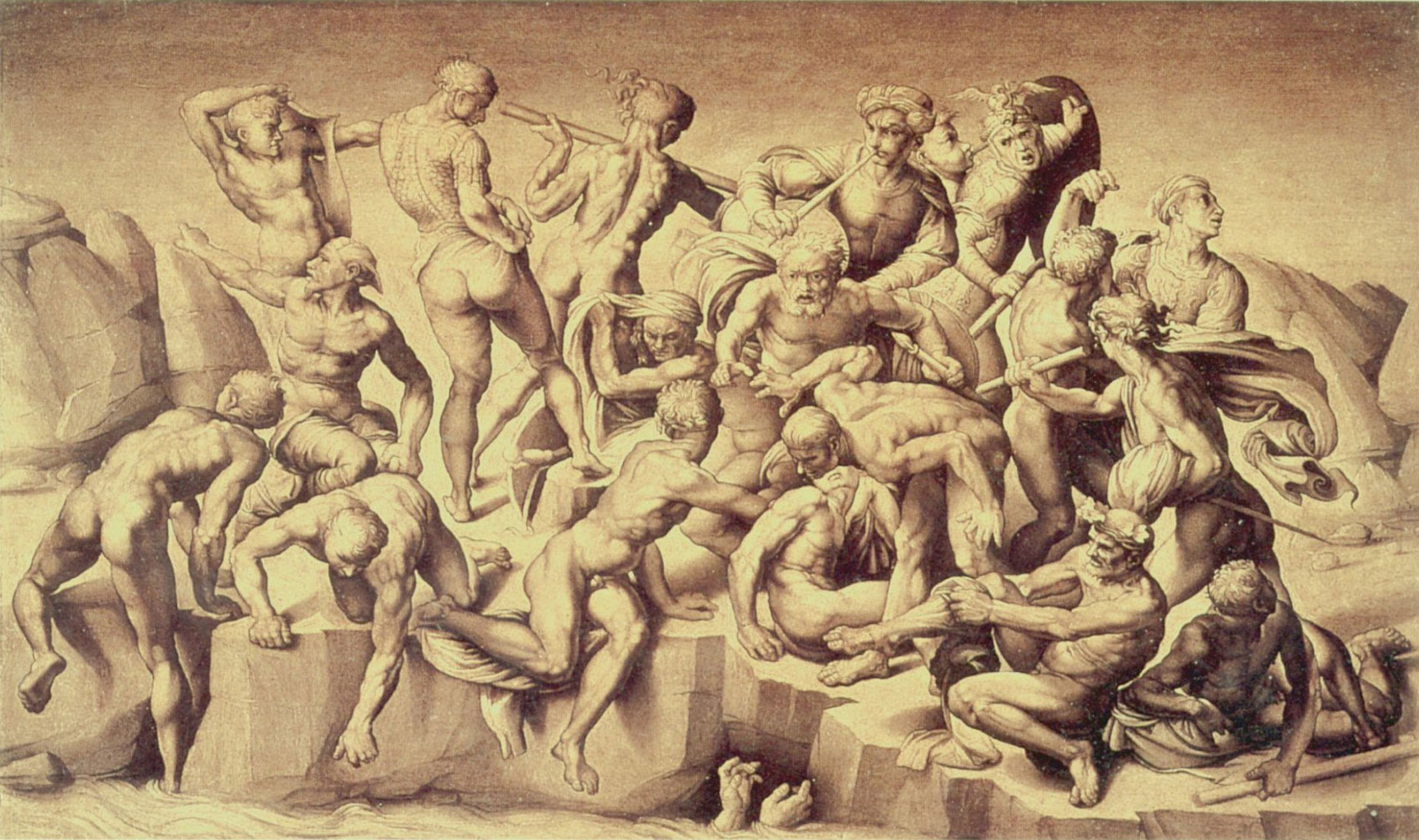
Aristotile da Sangallo, copia de la La batalla de Cascina de Miguel Ángel.

### Rafael en Florencia (1504-1508)

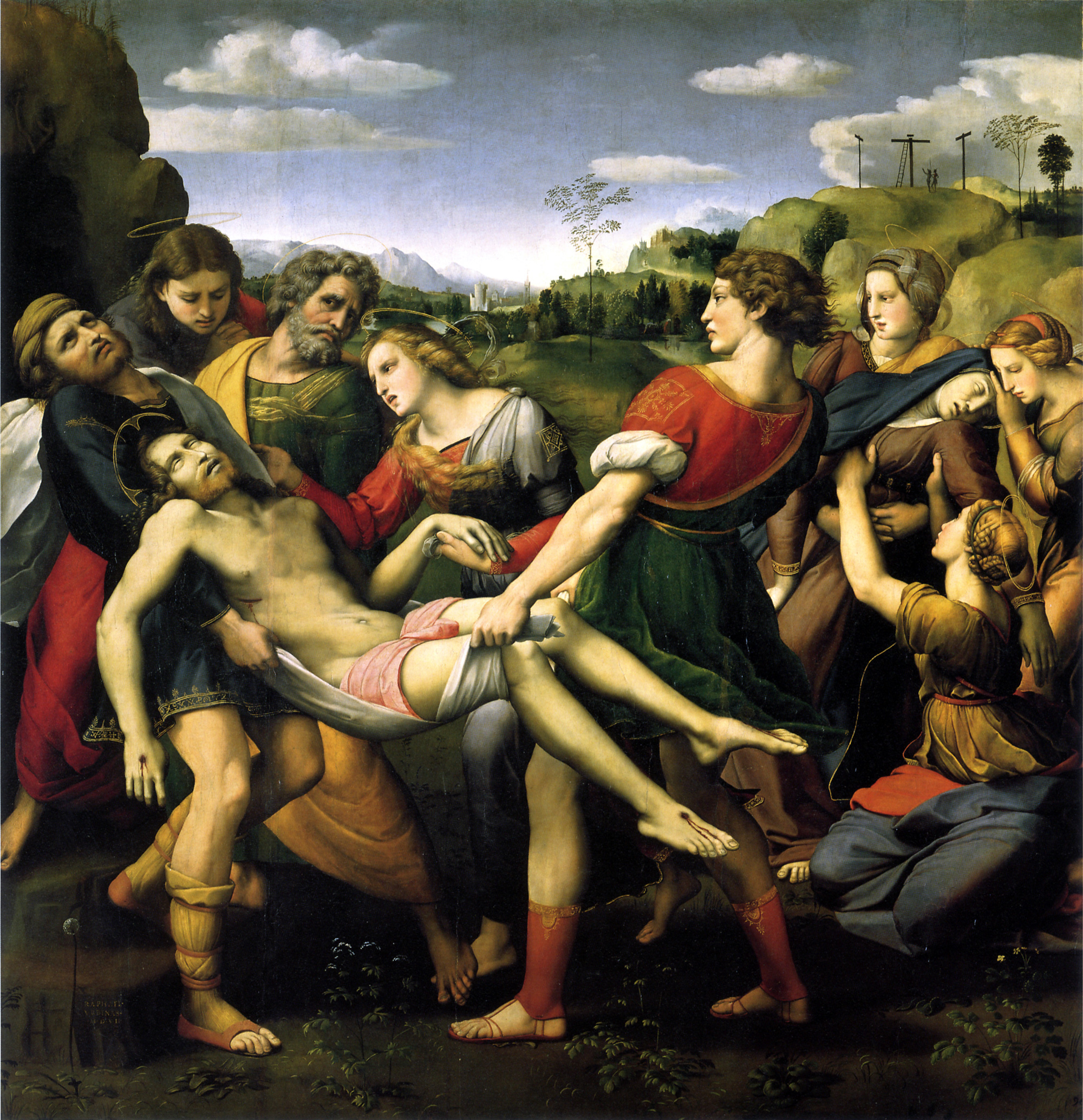
Traslado de Cristo o Deposición Borghese (1507) (Galería Borghese, Roma)

En 1504, el eco de las novedades reveladas por los cartones de Leonardo y Miguel Ángel llegó a Siena, donde se alojaba Rafael Sanzio (1483-1520), alumno de Perugino y entonces un joven y prometedor artista que ayudaba a Pinturicchio en la decoración de la Biblioteca Piccolomini. Decidido a ir a Florencia, se hizo preparar una carta de recomendación para el confaloniero por parte de Giovanna Feltria, duquesa de Sora, hermana del duque de Urbino Jean della Rovere. En Florencia, Rafael estudió la tradición artística local desde el Quattrocento hasta las innovaciones más recientes, demostrando una extraordinaria capacidad de asimilación.
Rafael trabajaba principalmente para patrocinadores privados, creando numerosos cuadros de pequeño y mediano formato cuyo tema era la devoción, especialmente de Virgen con el Niño y la Sagrada Familia. También realizó retratos. En estas obras varíaba continuamente el tema, buscando agrupaciones y actitudes nuevas, con especial atención a la naturalidad, la armonía en un color rico e intenso con un fondo derivado del estilo umbrio.
El punto de partida de sus composiciones era múltiple, extraía ciertas sugerencias como la Madonna Pazzi de Donatello en la Madona de Casa Tempi (1508), el Tondo Taddei de Miguel Ángel en Pequeña Madonna de Cowper (1505) o La Madona Bridgewater (c. 1507). De Leonardo, Rafael adoptó los principios de la composición plástico-espacial, pero evitó las alusiones e implicaciones simbólicas. Además, prefiere los sentimientos espontáneos y naturales a la «indefinición leonardiana». Esto se evidencia en retratos como el de Maddalena Doni (o Maddalena Strozzi), donde la colocación de la mediofigura en el paisaje, las manos cruzadas revela su inspiración en la Mona Lisa pero con resultados donde prevalecen la descripción de las líneas físicas, la ropa, las joyas y la luminosidad del paisaje.
Alternando viajes a Umbría y Urbino, durante este período creó una obra en Perugia, el Retablo de Baglioni, creado en Florencia e inspirado en las tendencias florentinas. En el compartimento central representó la Traslado de Cristo o Deposición Borghese (1507), culminación de sus estudios y elaboraciones a partir del Lamento sobre Cristo Muerto de Perugino procedente de la iglesia florentina conservado en la Galería Palatina del Palacio Pitti de Florencia. El artista crea así una composición monumental dramática y dinámica en la que se transparentan signos evidentes del estilo de Miguel Ángel y de la antigüedad, en particular en la Morte di Melagro que el artista había podido ver durante un viaje a Roma en 1506.
Su última obra del período florentino de 1507-1508 fue la Virgen del Baldaquino, un gran retablo con una Sacra conversazione organizada alrededor de un punto central constituido por el trono de la Virgen con un grandioso fondo arquitectónico recortado en los lados para amplificar su monumentalidad. La obra constituyó un modelo para la década siguiente para artistas como Andrea del Sarto y Fra Bartolomeo.

Madonnas florentinas de Rafael
Pequeña Madonna de Cowper (1505) (Galería Nacional de Escocia)
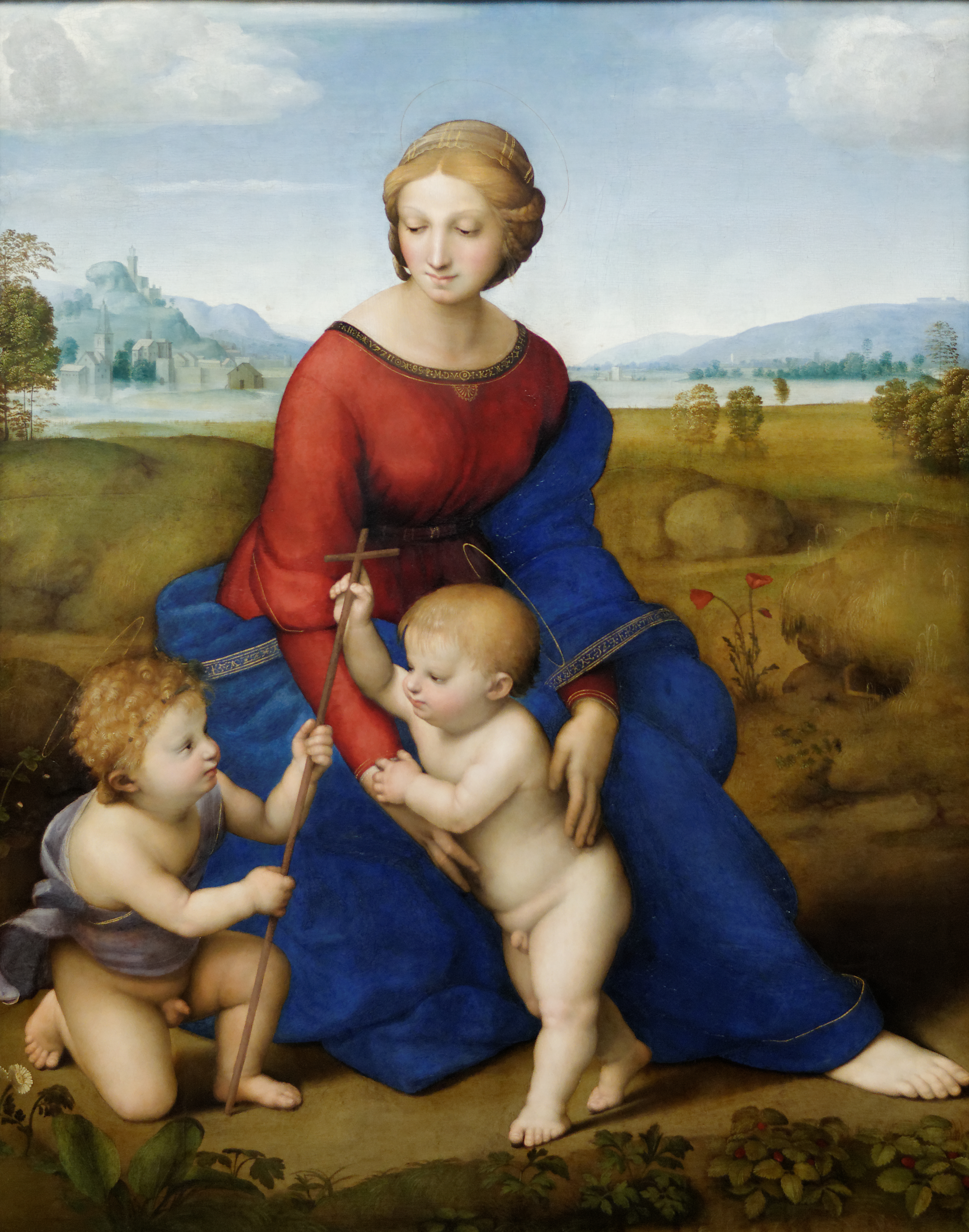
La Madonna en la pradera (1505-1506) (Museo de Historia del Arte de Viena)
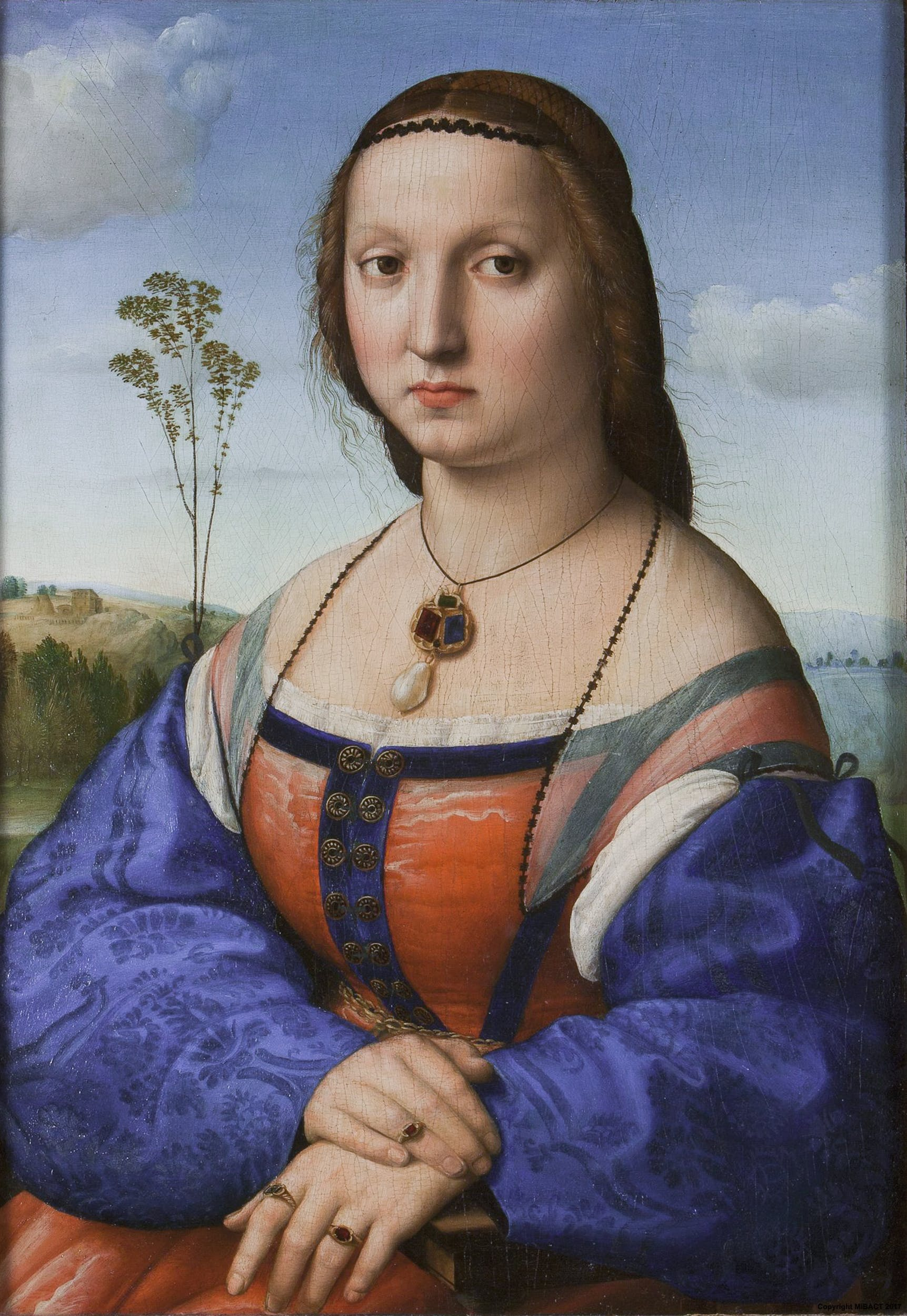
Retrato de Maddalena Doni (1506) (Palacio Pitti)
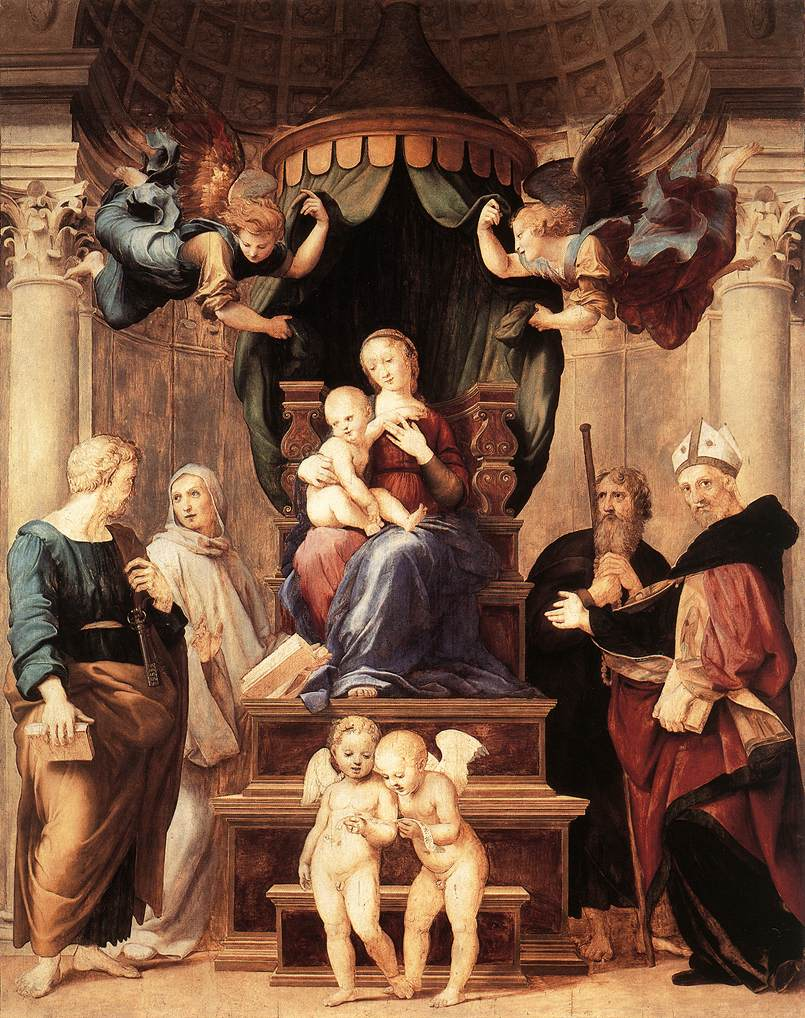
La Madone con el baldaquino (1506-1508) (Palacio Pitti)
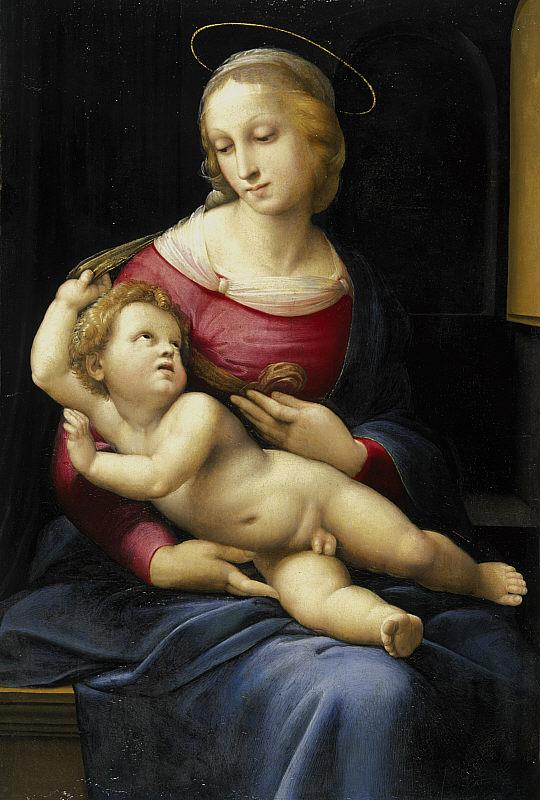
La Madona Bridgewater (c. 1507) (National Gallery of Scotland)
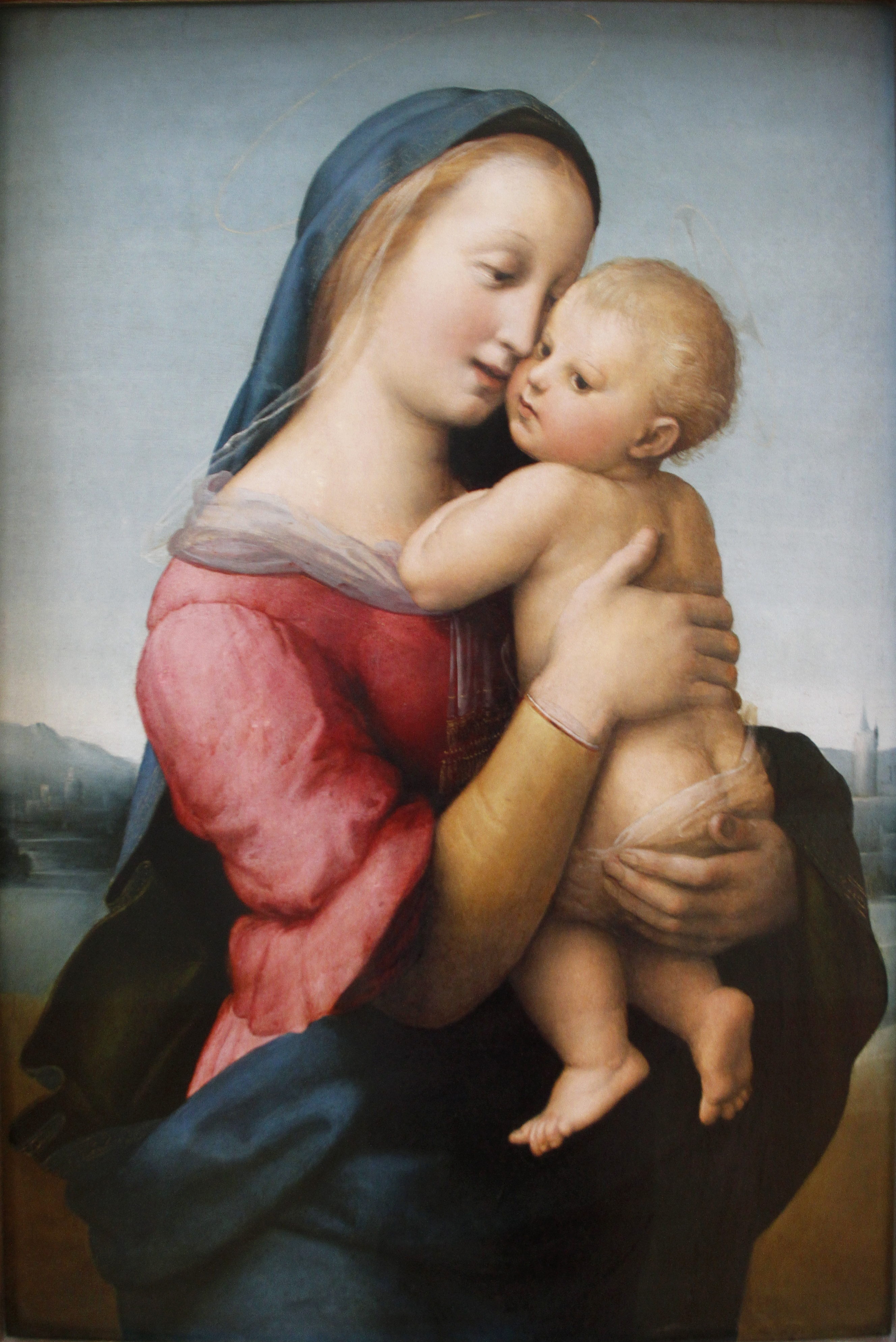
Madona de Casa Tempi (1508) (Pinacoteca Antigua de Múnich)

### Otros artistas

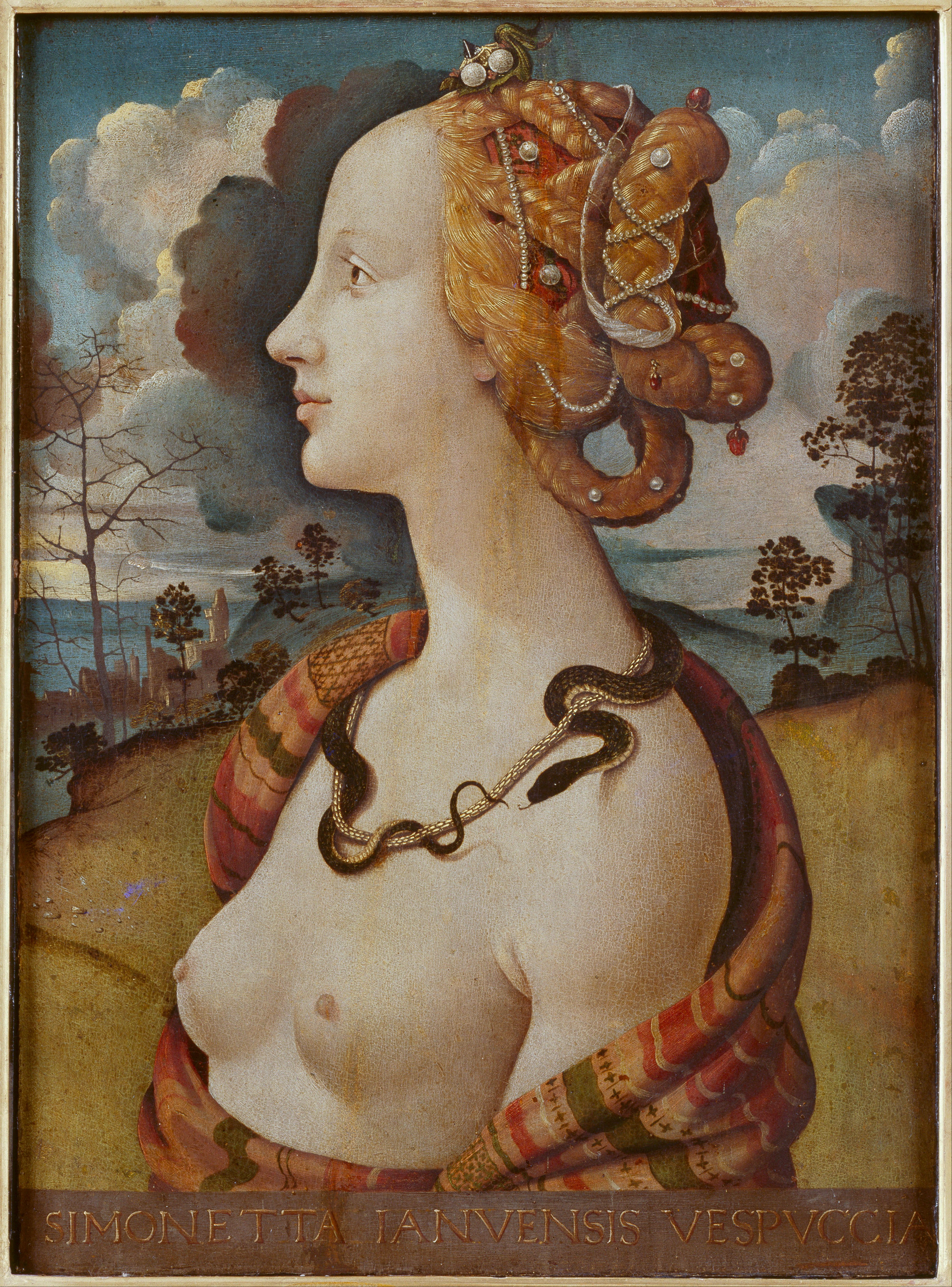
Piero di Cosimo, Retrato de Simonetta Vespucci (ca. 1480)

Durante el inicio del Cinquecento muchos otros artistas trabajaron en Florencia. A menudo aportaron estilos y contenidos alternativos de calidad, pero que no marcaron significativamente el período con su impronta.
Entre ellos se encuentra Piero di Cosimo, el último gran artista en la línea del arte florentino que va desde Filippo Lippi hasta Botticelli y Ghirlandaio. Piero, que debe su apodo a su maestro Cosimo Rosselli, fue un artista ingenioso dotado de fantasía, capaz de crear obras singulares y extrañas. Su obra explora la pintura religiosa, los retratos y las pinturas mitológicas. Muchas de sus pinturas juegan con un dualismo entre una ingenuidad encantadora y un erotismo problemático que parece muy «moderno». Algunas parecen constituir una continuación del tema de «Historias de la humanidad primitiva».
En escultura, Andrea Sansovino fue, junto con su alumno Jacopo, una alternativa a Miguel Ángel. Sansovino fue un artesano de formas esbeltas y vibrantes.
Otros escultores, aunque muy activos y solicitados como Benedetto da Rovezzano, no renovaron su repertorio, permaneciendo fieles a la tradición del siglo XIV.
En arquitectura, Giuliano y Antonio da Sangallo el Viejo sobresalieron en edificios sagrados de «planta central», mientras que en la construcción privada Baccio d'Agnolo importó modelos clásicos de «estilo romano» como en el palacio Bartolini-Salimbeni.

## Crisis de la tercera década del siglo XVI

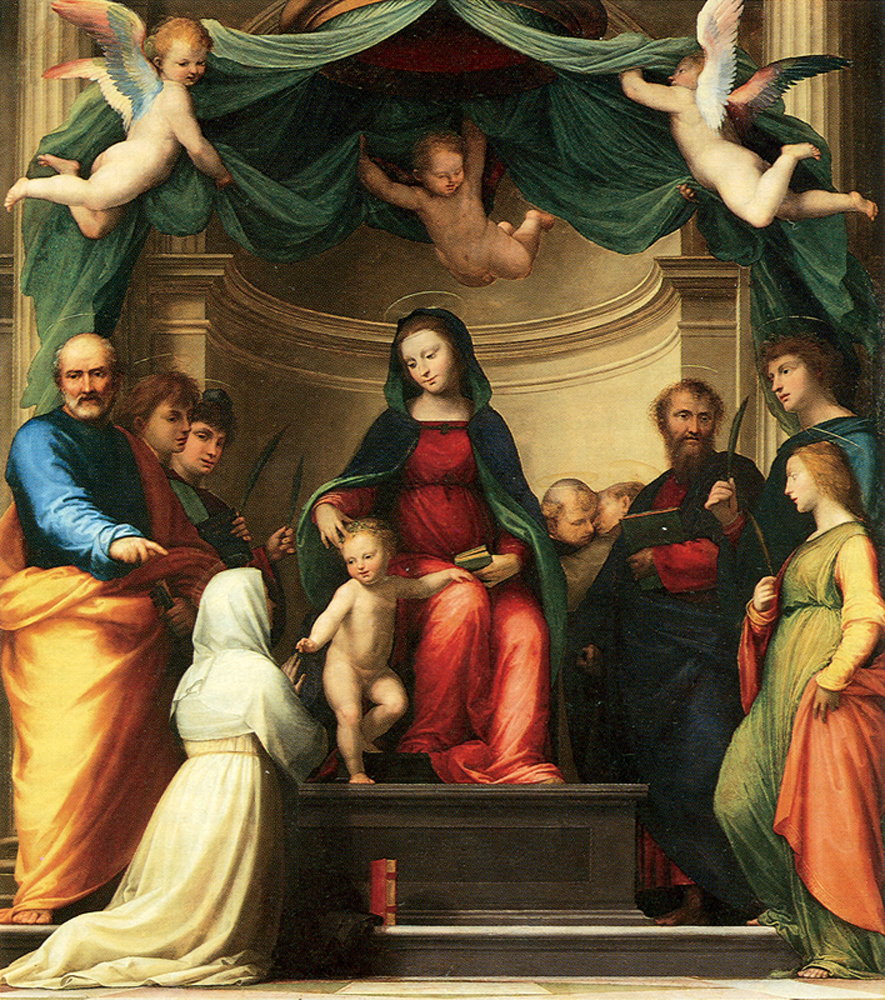
Fra Bartolomeo, Boda mística de santa Catalina de Siena (1511)

La nueva generación de pintores no puede ignorar el enfrentamiento con los «grandes» y sus obras que permanecen en la ciudad. Leonardo, Miguel Ángel y Rafael forman una escuela. Sin embargo, se asiste a tendencias que buscan superar su ejemplo enfatizando otras características hasta el punto de exagerar. Estos son los inicios del manierismo.

### Fray Bartolomeo
Después de una pausa de cuatro años provocada por la toma de votos, influido por la predicación de Savonarola, Fra Bartolomeo retoma la pintura en 1504. Originalmente influenciado por su maestro Cosimo Rosselli y el entorno de Domenico Ghirlandaio, se orientó hacia una concepción severa y esencial de las imágenes sagradas abriéndose a las sugerencias de los «grandes», en particular de Rafael, con quien se hizo cercano durante los años de su estancia en Florencia.
Un viaje a Venecia enriqueció su paleta como demuestra el retablo Eterna en gloria entre las santas María Magdalena y Catalina de Siena (1508), caracterizado por una elocuencia austera y ordenada. En bodas místicas de Santa Catalina de Siena (1511), retomó el esquema de la Madone au baldaquin de Rafael, amplificando la monumentalidad de las figuras y variando aún más las actitudes de los personajes.
Un viaje a Roma le permitió ver las obras de Miguel Ángel y Rafael en el Vaticano lo que, según Giorgio Vasari, le inquietó hasta tal punto que acabó encerrándose en sí mismo, disminuyendo su vigor y entusiasmo innovador.

### Andrea del Sarto

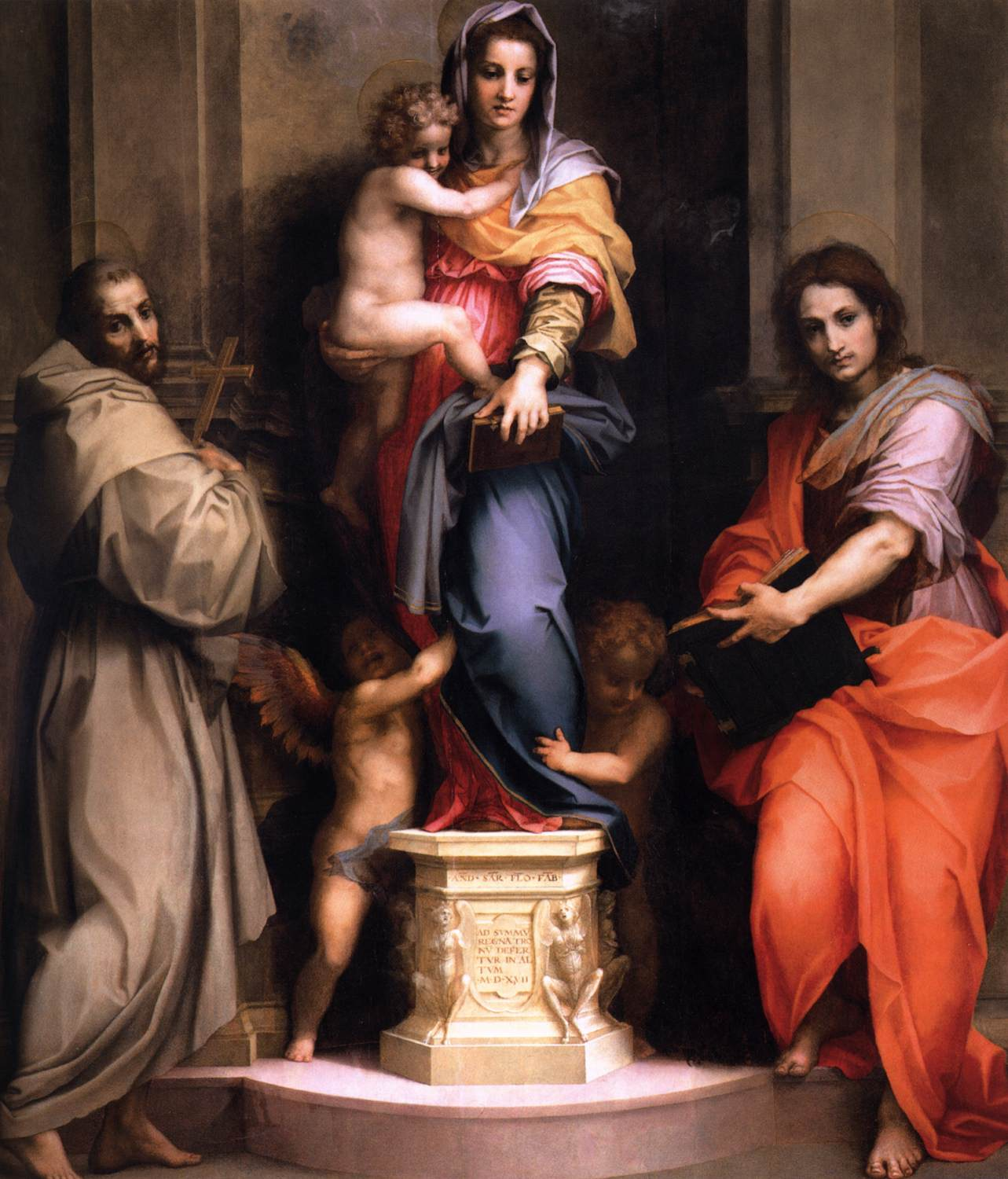
Andrea del Sarto, Virgen de las arpías (1517)

También para el florentino Andrea del Sarto (1486-1531), formado en el taller de Piero di Cosimo, el punto de referencia fueron las obras de los tres «genios» de Florencia.
Experimentando con nuevas iconografías y técnicas, sus primeras obras se pueden encontrar en el Chiostrino dei Voti de la basílica de la Santísima Anunciación y en los frescos monocromáticos del claustro Scalzo de Florencia. La modernidad de su lenguaje, el estilo narrativo y los ritmos bien ordenados lo convirtieron rápidamente en el punto de referencia para un grupo de artistas contemporáneos como Franciabigio, Pontormo y Rosso Fiorentino, que durante la década de 1510 formaron una escuela conocida como scuola dell'Annunziata antagonista de la del convento de San Marcos de Fra Bartolomeo y Mariotto Albertinelli, con acentos estilísticos más solemnes y tranquilos.
Andrea del Sarto supo conciliar el claroscuro de Leonardo, la plasticidad de Miguel Ángel y el clasicismo de Rafael gracias a una ejecución impecable, libre y flexible en el modelado que le valió el apelativo de pittore senza errori ('pintor sin errores'). Un modelo del género sigue siendo su La Última Cena en el refectorio de San Salvi, un fresco que le llevó 16 años pintar (1511-1527).
En 1517, creó su obra maestra, la Virgen de las arpías, con sus colores pálidos y su monumentalidad bien calibrada sin forzar la anatomía como sus colegas más jóvenes.
En 1518-1519 ingresó en la corte de Francisco I de Francia. En Fontainebleau, trabajó siguiendo la estela del anciano Leonardo fallecido en 1519. Realizó varias obras ahora perdidas, así como La Charité, firmada en 1518, obra típica de la cultura florentina de construcción piramidal y plasticidad figurativa. Un cierto malestar acortó la presencia del artista en Francia, haciendo de su estancia una «oportunidad perdida» (quedaría en deuda con el rey Francisco por las sumas adelantadas), según Vasari, llamado a Florencia por su esposa.
En Florencia, se dedicó progresivamente a la revisión de motivos antiguos, cuya ejecución confió a su taller, con excepción de algunas obras como Madonna en la Gloria con cuatro santos (1530) conservada en la Galería Palatina del Palacio Pitti, cuyas características anticipan los motivos devotos de la segunda mitad del siglo.
- Obras Andrea del Sartol"

'Obras
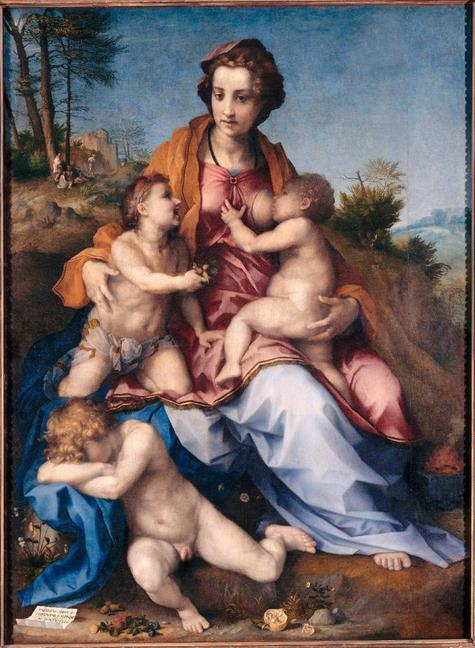
La Charité (1518)
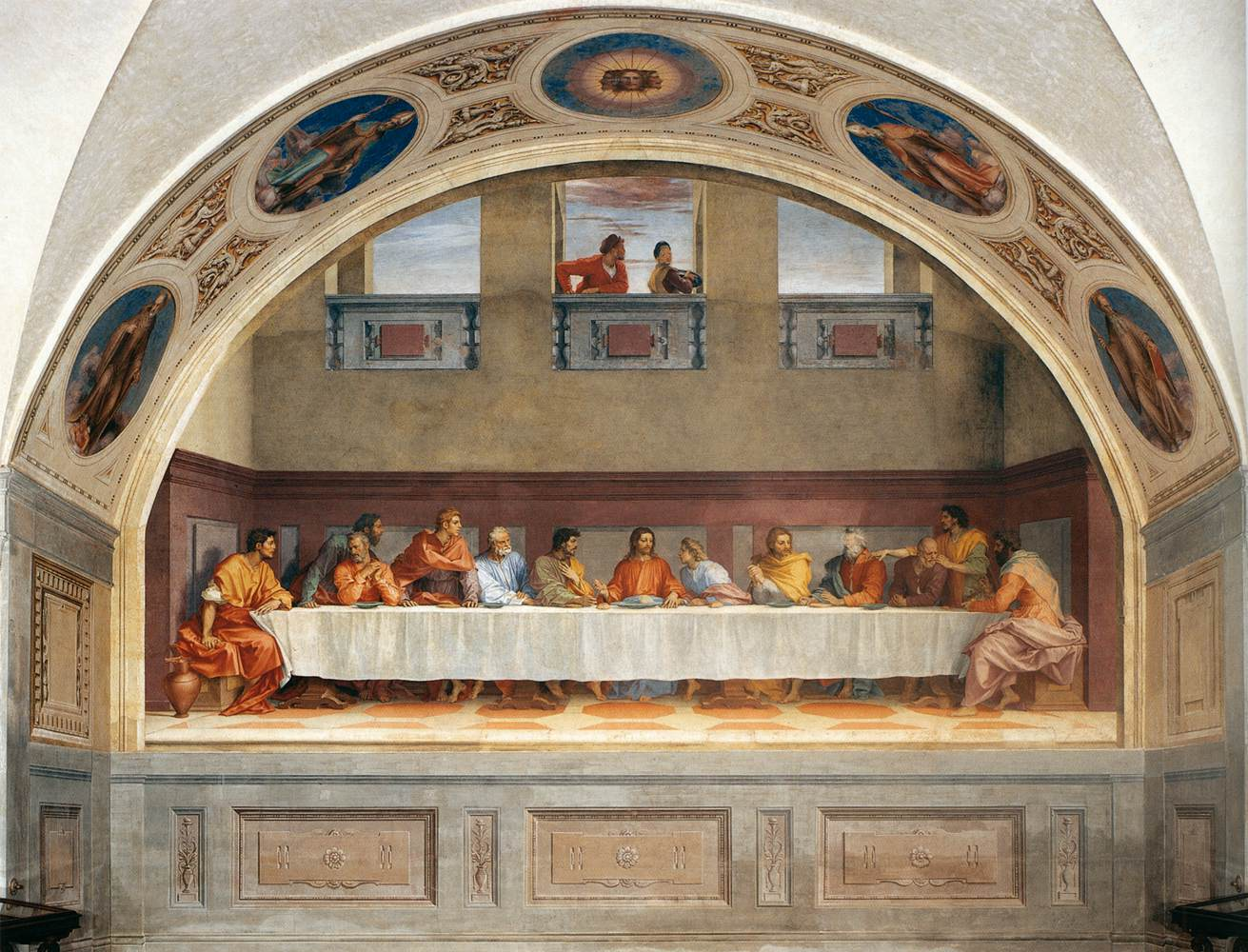
La Última Cena (1511-1527)
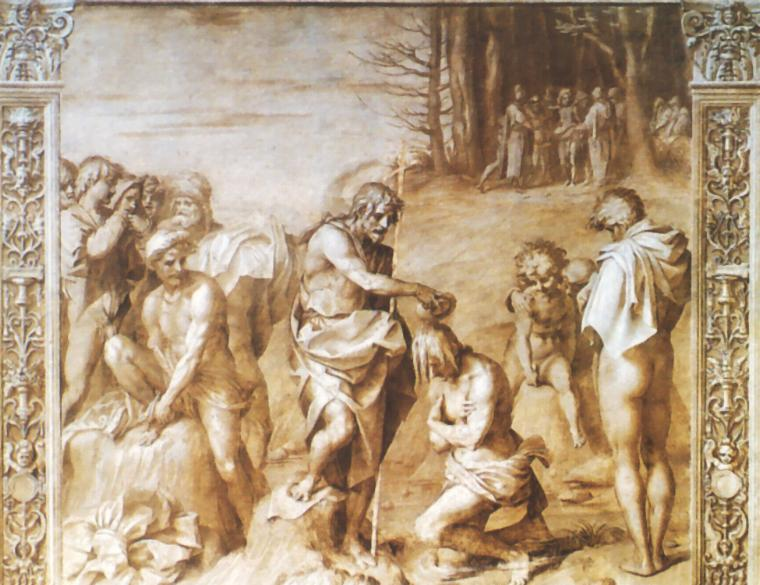
Series de grisalla del Chiostro dello Scalzo, la obra de Del Sarto más ambiciosa en términos de cantidad de tiempo que le dedicó]]

### Pontormo

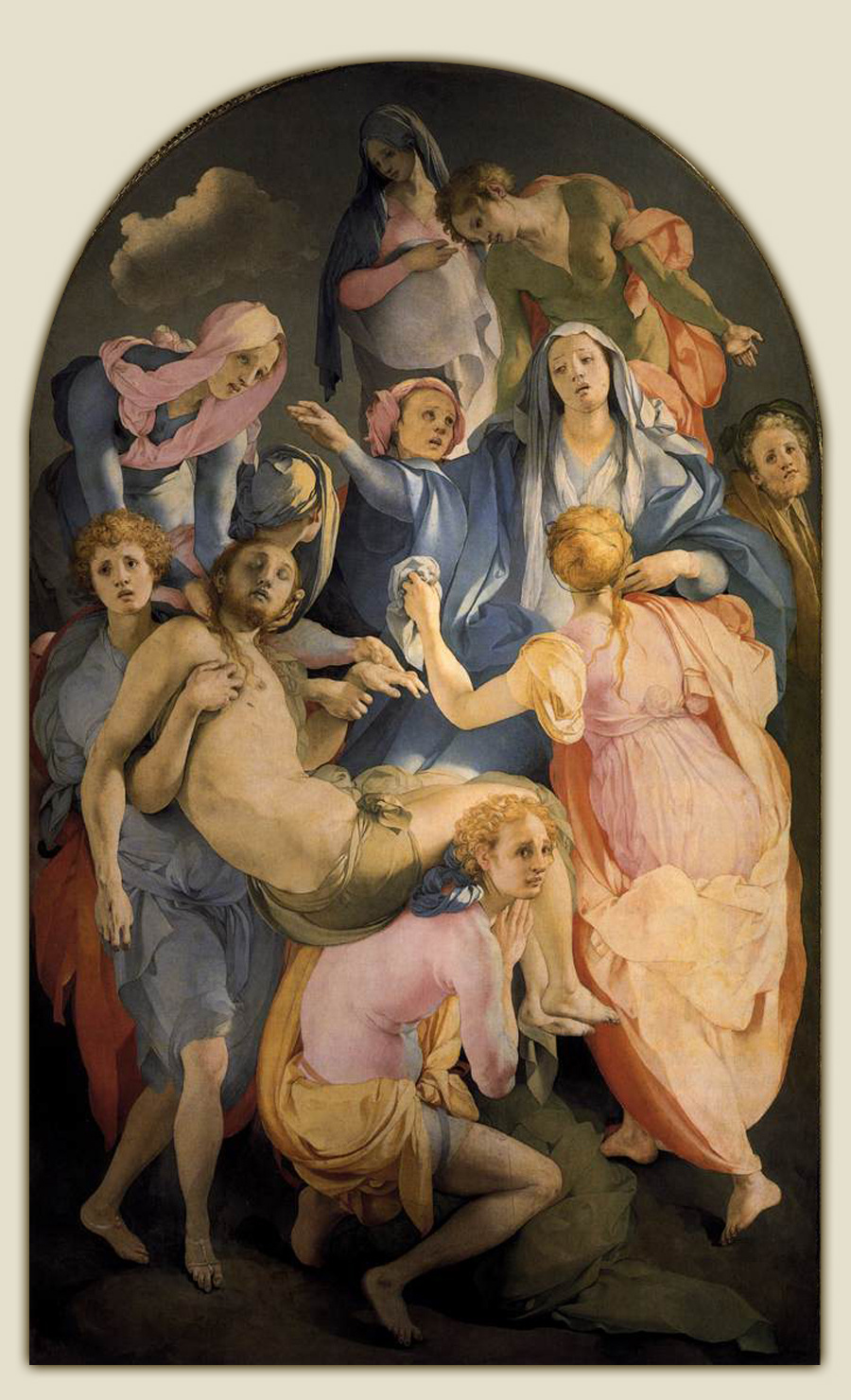
Pontormo, La Deposición (1526-1528)

Jacopo Pontormo (1494-1557) primero imitaba el estilo narrativo y los ritmos ordenados de su maestro Andrea del Sarto, luego inició un proceso de renovación de los esquemas tradicionales. La organización espacial y narrativa de los episodios se vuelve más compleja que la de sus colegas, como en José en Egipto. La Pala Pucci (1518) es aún más innovadora. La estructura tradicional en pirámide de la Sacra conversazione se ve alterada por una disposición de figuras en líneas diagonales y por las expresiones de los personajes con ojos muy abiertos y expresiones preocupadas que, sin embargo, recuerdan a Leonardo.
Jacopo Pontorno estudió meticulosamente sus temas, la obra era el resultado de un trabajo cerebral cuyas figuras tienen una belleza suspendida y cristalizada.
En 1521 creó Vertumne y Pomone, una escena bucólica en estilo clásico para una luneta (arquitectura) de la villa medicea de Poggio a Caiano. De 1522 a 1525 residió en la Cartuja de Florencia, donde fue autor de una serie de frescos inspirados en las incisiones de Alberto Durero. Esta elección del modelo nórdico, ya muy popular en todo el norte de Italia, confirmaba su ruptura con los cánones tradicionales del Renacimiento florentino. Esta elección de nuevas ideas reformistas provenientes de Alemania fue criticada por Giorgio Vasari.

### Rosso Fiorentino

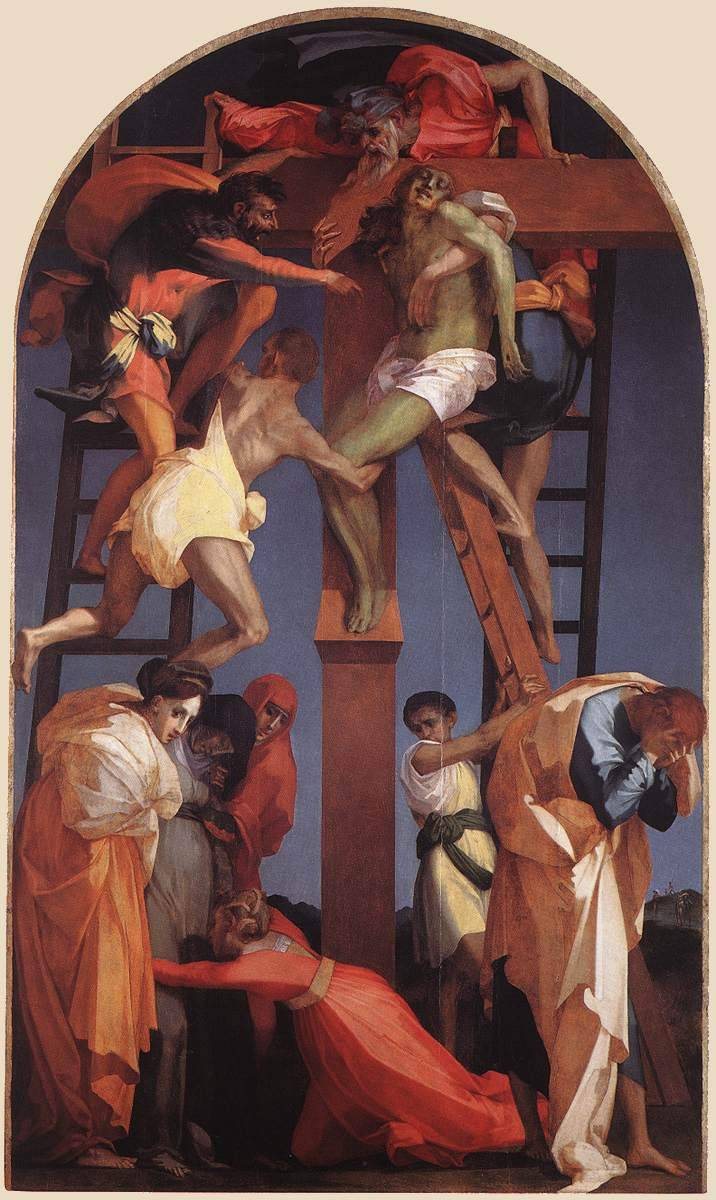
Rosso Fiorentino, Deposición de la Cruz (1521)

Rosso Fiorentino (1494-1540), florentino y también alumno de Andrea del Sarto, compartió el recorrido artístico de Pontormo hasta 1523, cuando dejó Florencia hacia Roma. Participó en todas las innovaciones de la época revisando los conceptos de la tradición. Se centró en la deformación expresiva, casi caricaturesca, basándose en las obras de Filippino Lippi y Piero di Cosimo. Su obra maestra, la Deposición de la Cruz (1521) conservada en la Pinacoteca comunal de Volterra, revela su búsqueda de formas sintéticas. En este cuadro, la ubicación de los personajes está regida por un entrelazamiento de líneas casi paradójicas, como la doble dirección de las escaleras colocadas contra la cruz. Varios personajes que tienen expresiones forzadas hacen gestos frenéticos y exaltados.
En octubre de 1530, Rosso Fiorentino se unió a la corte de Francisco I de Francia. Se le considera el fundador de la primera escuela de Fontainebleau que lanzó el Renacimiento francés en el arte de la pintura.

### Miguel Ángel en San Lorenzo
En 1515, la visita solemne del papa León X (Juan de Médicis, hijo de Lorenzo el Magnífico), en su ciudad natal señaló el retorno de la signoria medicea después del paréntesis republicano.Los mejores artistas de la ciudad participaron en la creación de aparatos decorativos efímeros. Jacopo Sansovino y Andrea del Sarto crearon la fachada efímera de la inacabada catedral de Santa María del Fiore. Esta obra impresionó al pontífice, quien poco después lanzó un concurso para la creación de otra fachada que quedaba inacabada, la de la basílica de San Lorenzo, patrocinada por la familia Médici. Presentaron proyectos, entre otros, artistas como Giuliano da Sangallo, Rafael, Jacopo y Andrea Sansovino. El papa finalmente eligió el de Miguel Ángel, caracterizado por un perfil rectangular diferente de la forma llamada «à pignons» de las naves de la basílica. El proyecto, que preveía también una amplia decoración compuesta por esculturas de mármol y bronce, se realizó a finales de 1517, pero una serie de acontecimientos relacionados con el suministro de materiales ralentizaron las obras y aumentaron los costes.

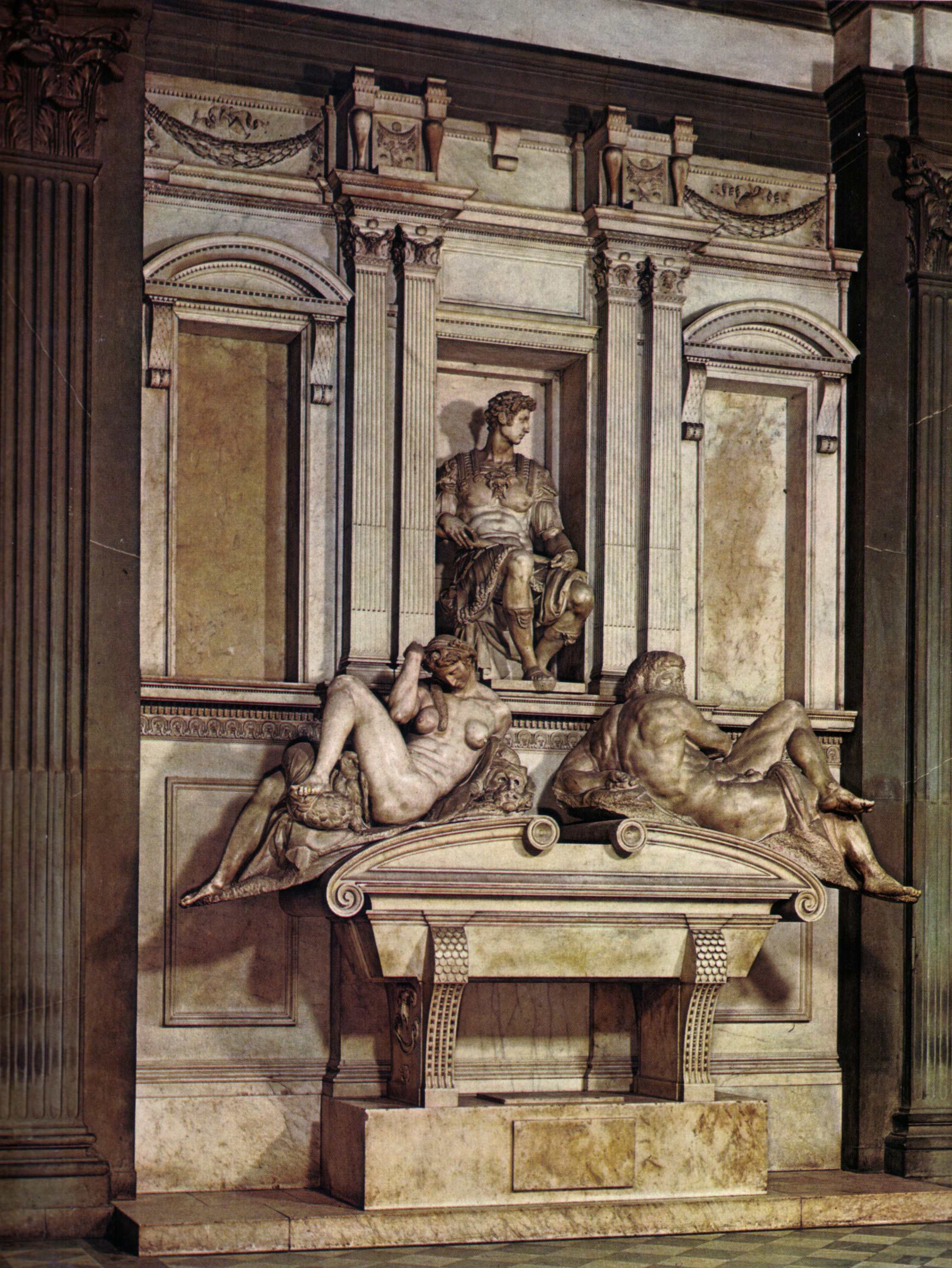
La Tomba de Juliano, duque de Nemours

En 1519, Lorenzo II de Médici, duque de Urbino y sobrino del papa, murió tras la muerte de Juliano, duque de Nemours, poniendo en peligro la dinastía. El papa cambió de planes y decidió construir una capilla funeraria conocida como Sagrestia Nuova Miguel Ángel estuvo a cargo del proyecto.
Ya en 1520, una carta del artista, en la que se quejaba del retraso en el proyecto de la fachada, recordaba que se habían iniciado los estudios para la capilla. De forma análoga y simétrica a la Sagrestia Vecchia de Brunelleschi, construida un siglo antes, la nueva capilla estaba destinada a albergar las tumbas de los dos duques Lorenzo y Juliano, respectivamente padre y tío del papa.
Inicialmente, Miguel Ángel presentó un proyecto con una planta central que retomaba las líneas generales del primer proyecto para la tumba de Julio II, sin embargo la falta de espacio requirió una solución alternativa con los monumentos funerarios colocados contra las paredes. En cuanto a la arquitectura, el esquema de los muros se diferencia del modelo de Brunelleschi por la inserción de las ventanas en un espacio intermedio entre el muro inferior y los grandes lunetos bajo la cúpula. Las tumbas están adosadas a las paredes con las estatuas en los nichos y toman la forma de edículos sobre las puertas y ventanas.
En 1521, la muerte del papa provocó una primera suspensión de los trabajos. Estos se reanudaron con la elección de Clemente VII (Julio de Médici), luego fueron interrumpidos en 1527 tras el Saco de Roma y de la última instauración de la República en Florencia.
En 1530, la ciudad fue tomada por los Médici y Miguel Ángel reanudó frenéticamente los trabajos hasta 1534, año de su partida definitiva hacia Roma. Así creó las estatuas de los dos duques en estilo clásico sin detenerse en el aspecto del retrato y las cuatro Alegorías del Tiempo, figuras alargadas de la Noche, del El día, del Crepúsculo y de la Aurora, complementarias por el tema y la pose, así como Madonna Médici. El tema general es el de la supervivencia de la dinastía medicea y el consuelo que aporta la religión (la Madona) hacia la que los ojos de los dos duques están eternamente vueltos. Las otras alegorías figurativas (de los ríos) quedarán sin resolver, al igual que los bajorrelieves en bronce y los frescos que probablemente decorarían las lunetas.
A partir de 1524, las obras de la sacristía se entremezclaron con las de otro gran proyecto en la basílica de San Lorenzo, el de la Biblioteca Laurenciana, por orden de Clemente VII. La sala de lectura, que repite la de Michelozzo en basílica de San Marcos, tiene un desarrollo longitudinal y numerosas ventanas en todos los lados sin utilizar la partición en naves. El marco de las paredes y la copia exacta del techo y el piso crean una extensión geométrica del espacio en conflicto con los violentos contrastes plásticos y la fuerte verticalidad del vestíbulo.
Como recuerda Vasari, las arquitecturas de Miguel Ángel en San Lorenzo tuvieron una fuerte influencia en la cultura artística de la época, porque introdujo el tema de la «licenze» en el lenguaje arquitectónico clásico.
- Esculturas florentinas de Miguel Ángel"

'Esculturas
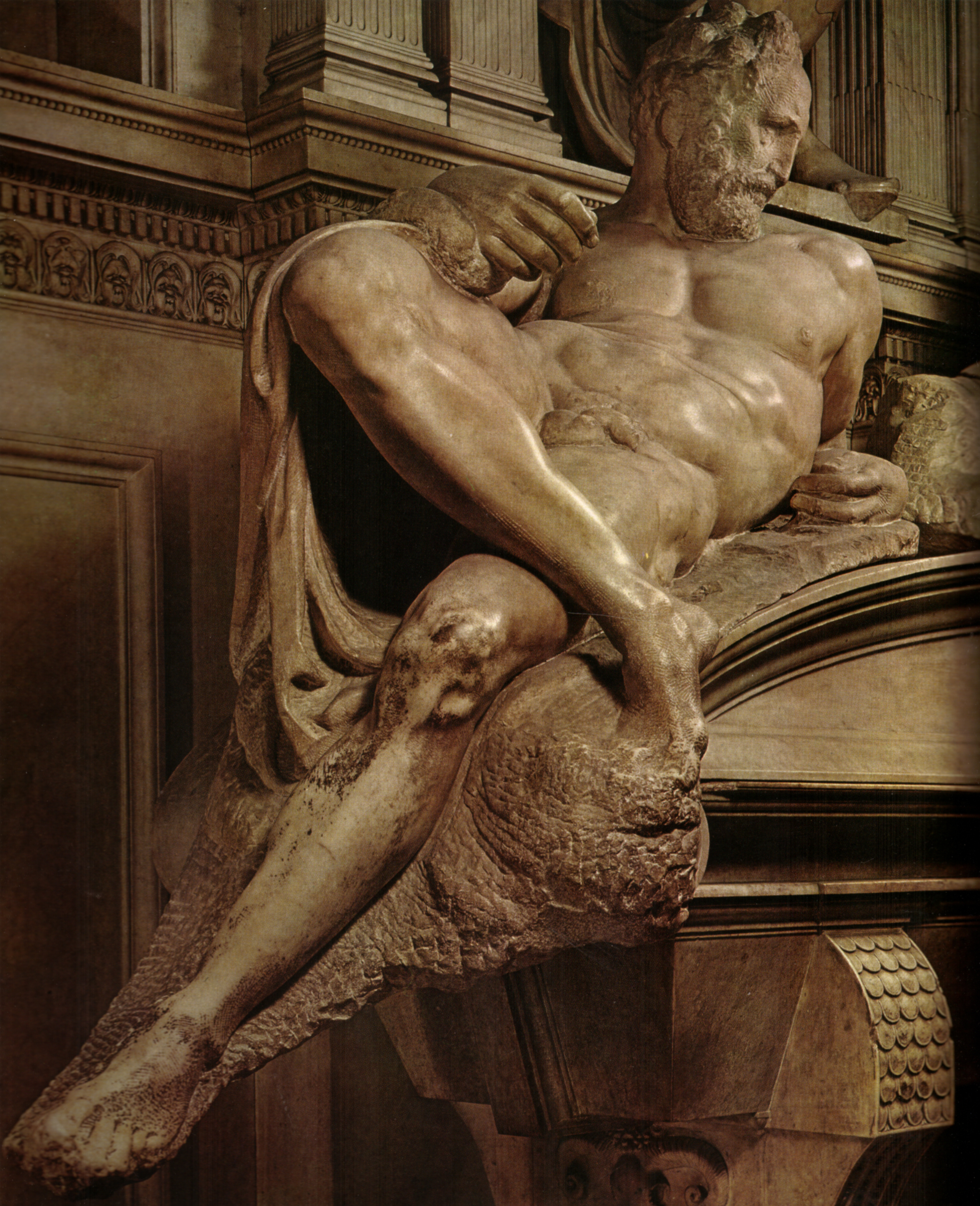
Crepúsculo (1524)
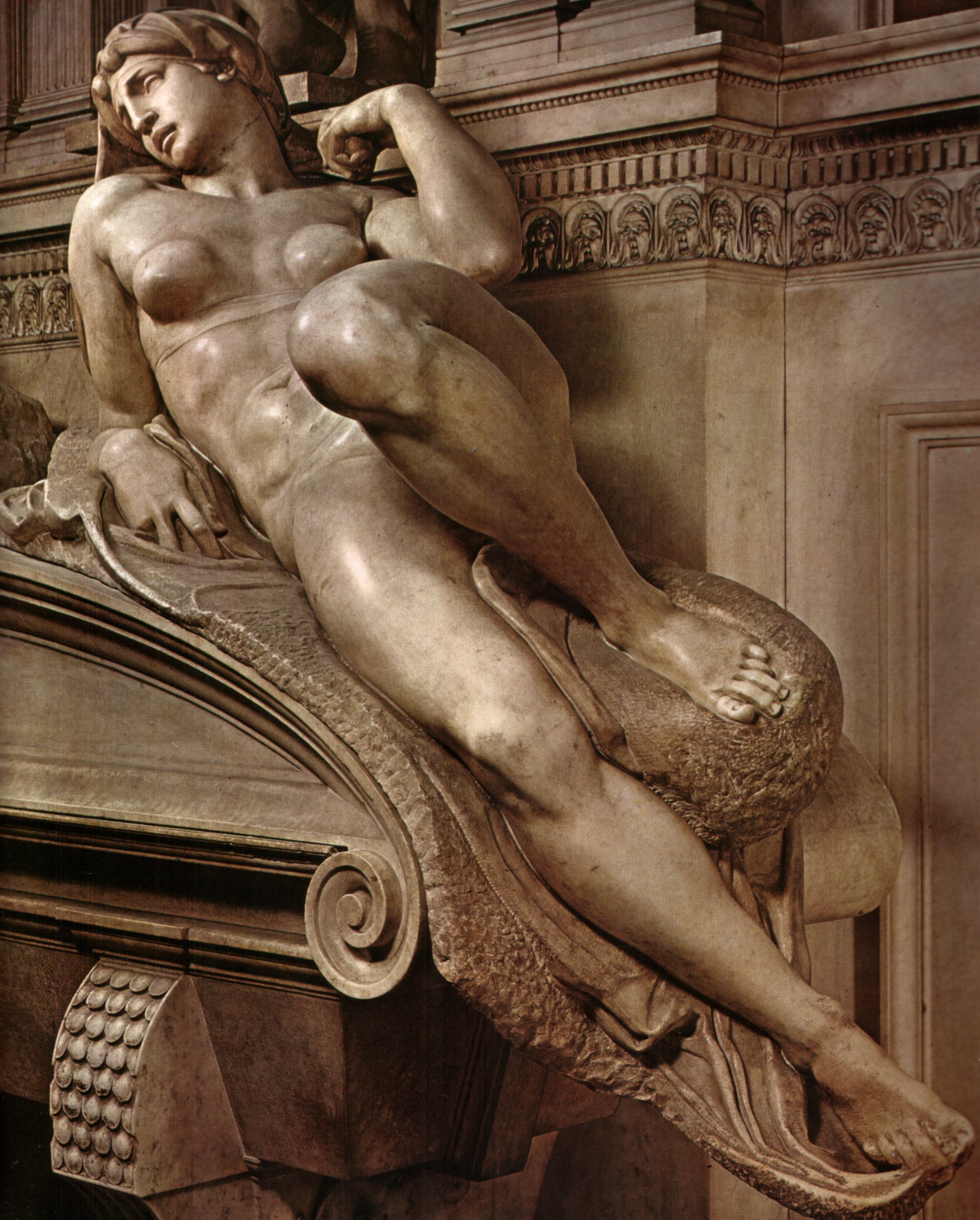
Aurora (1524)
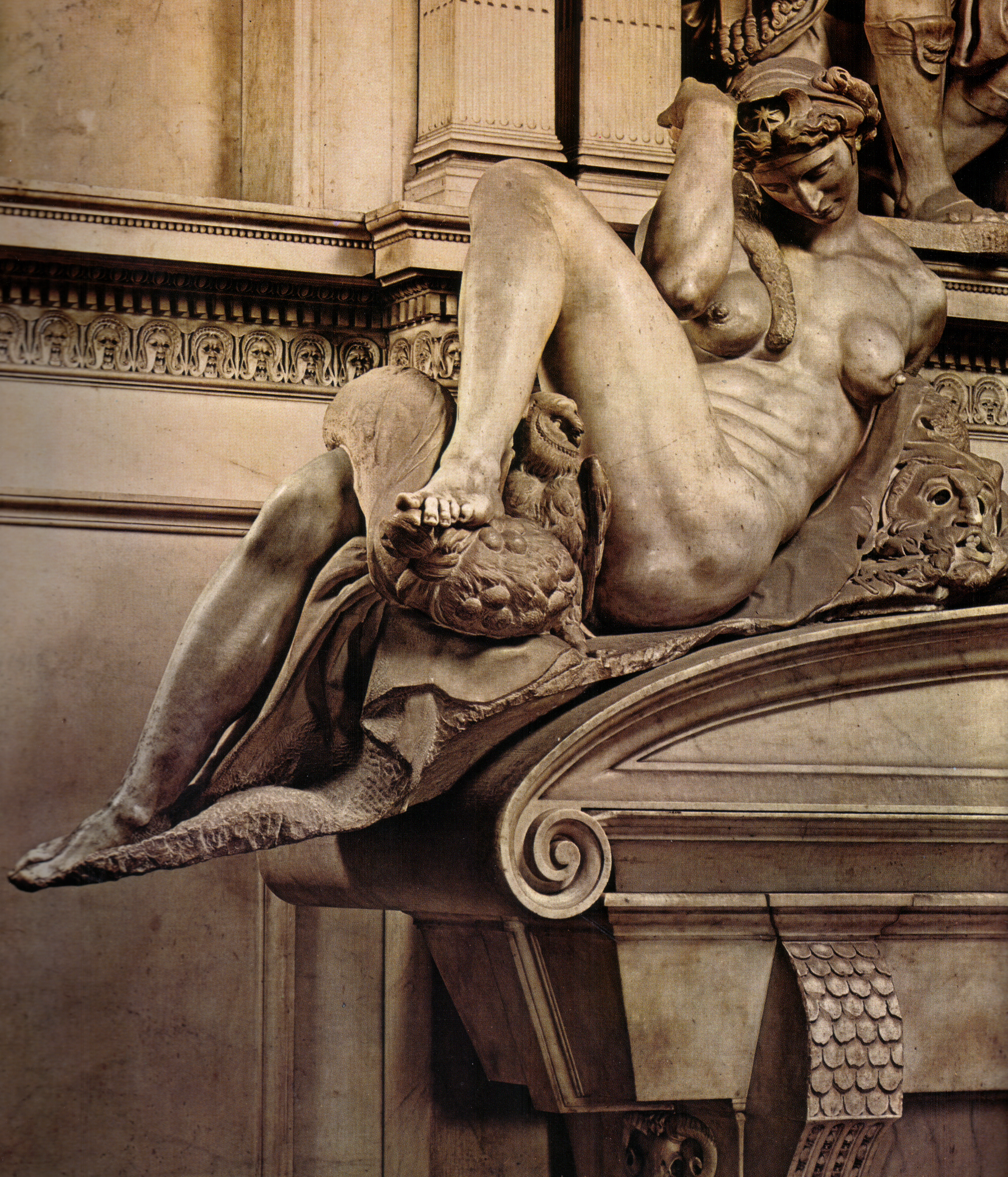
Noche (1526)
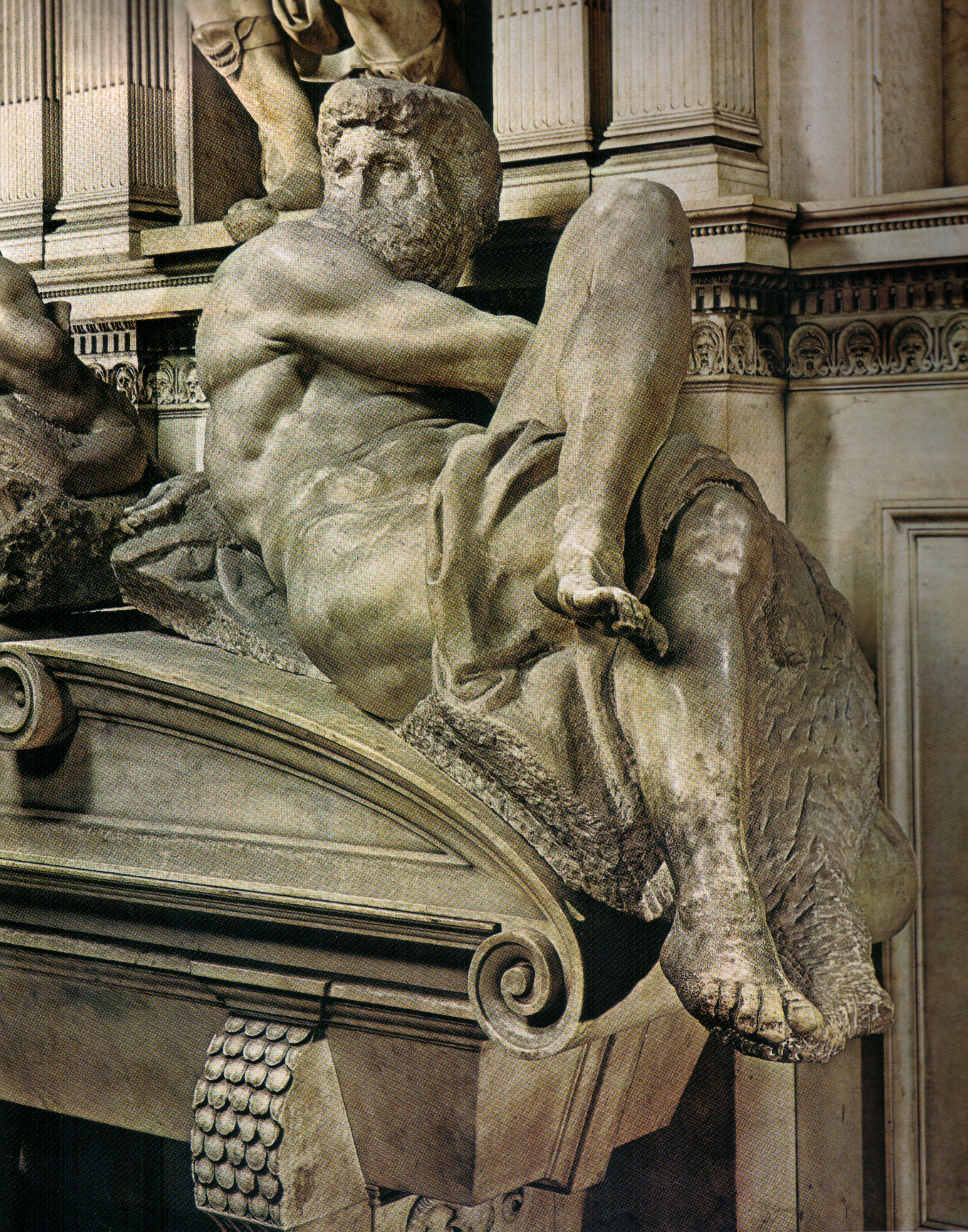
El día (1526)
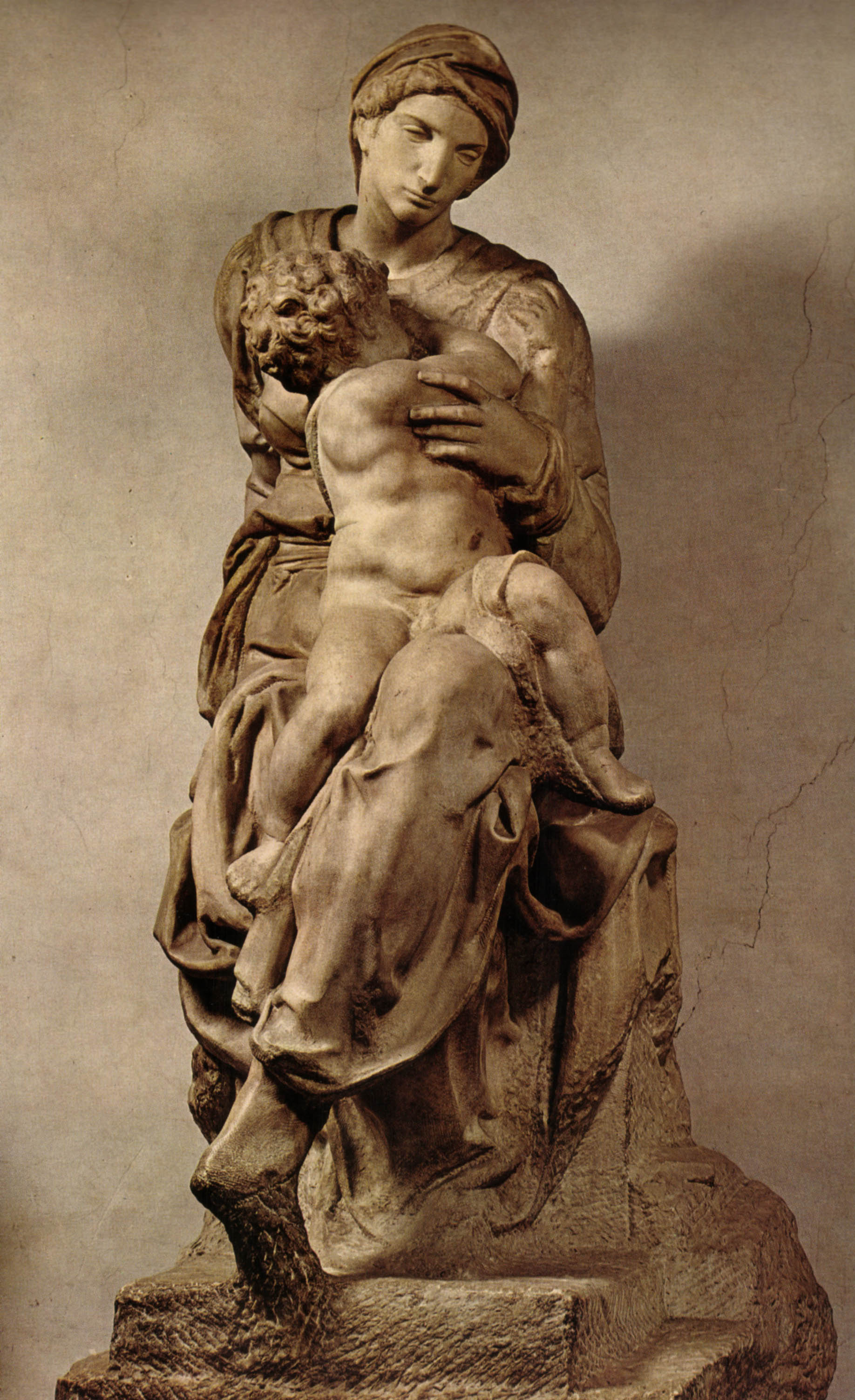
Madonna Médici (1521-1534)

### Anexo: artistas del Renacimiento florentino
Cronología de pintores del Renacimiento florentino:
- Filippo Brunelleschi (Florencia, 1377- Florencia, 1446) (arquitecto, pintor)
- Lorenzo Ghiberti (Pelago, 1378-Florencia, 1455) (escultor y pintor)
- Masolino da Panicale (Panicale, 1383-San Giovanni Valdarno, 1447)
- Donatello (Florencia, 1386-Florencia, 1466) (escultor y pintor)
- Fra Angelico (Vicchio (provincia de Florencia), ca. 1395-Roma, 1455)
- Paolo Uccello (Florencia, 1397-Florencia, 1475)
- Luca della Robbia (Florencia, 1400-Florencia, 1482)
- Masaccio (San Giovanni Valdarno, 1401-Roma, 1428)
- Leon Battista Alberti (Génova, 1404-Roma, 1472)
- Fra Filippo Lippi (Florencia, 1406-Spoleto, 1469)
- Piero della Francesca (Sansepolcro, 1415-Sansepolcro, 1492)
- Andrea del Castagno (Castagno d'Andrea, 1421-Florencia, 1457)
- Antonio Pollaiuolo (Florencia, 1433 - Roma, 1498) (escultor y pintor)
- Andrea del Verrocchio (Florencia, 1435-Venecia,1488) (escultor y pintor)
- Perugino  (Città della Pieve, ca. 1448-Fontignano, 1523)
- Sandro Botticelli  (Florencia, 1445-Florencia, 1510)
- Giuliano da Sangallo (Florencia, 1445-Florencia, 1516)  (arquitecto, escultor y pintor)
- Bartolomeo della Gatta (Florencia, 1448-Arezzo, 1502)
- Domenico Ghirlandaio (Florencia, 1449-Florencia, 1494)
- Leonardo da Vinci ](Vinci, 1452-Amboise (Francia), 1519)
- Filippino Lippi (Prato, 1457-Florencia, 1504)* Lorenzo di Credi (Florencia, 1459-Florencia, 1537)
- Piero di Cosimo (Florencia, 1462-Florencia, 1522)
- Fra Bartolomeo  (Savignano sul Rubicone, 1472-Florencia, 1517)
- Giuliano Bugiardini (Florencia, 1475-Florencia, 1555)
- Michelangelo Buonarroti  (Caprese, 1475-Roma, 1564)  (arquitecto, escultor y pintor)
- Ridolfo Ghirlandaio (Florencia, 1483-Florencia, 1561)
- Baccio d'Agnolo (Florencia, 1462-Florencia, 1543) (arquitecto y pintor)
- Andrea del Sarto (Florencia, 1486-Florencia, 1531)
- Baccio Bandinelli  (Florencia, 1493-Florencia, 1560) (escultor y pintor)  (manierista)
- Jacopo Pontormo (Pontorme, 1494-Florencia, 1557)
- Rosso Fiorentino (Florencia, 1494-Fontainebleau, 1540)
- Benvenuto Cellini  (Florencia, 1500-Florencia, 1571) (escultor y pintor)
- Agnolo Bronzino  (Ponticelli de Florencia, 1503-Florencia, 1572)
- Francesco Salviati (Florencia, 1510-Roma, 1563) (manierista)
- Bartolomeo Ammannati  (Settignano, 1511-Florencia, 1592) (arquitecto, escultor y pintor)
- Giorgio Vasari  (Arezzo, 1511-Florencia,1574) ( arquitecto, pintor y escritor)
- Giambologna  (Douai, Flandes (actual Francia) 1529-Florencia, 1608)  (pintor y escultor flamenco)
- Santi di Tito  (Sansepolcro, 1536-Florencia, 1603) (manierista)
- Vincenzo Danti (Perugia, 1530 - Perugia, 1576)
- Alessandro Allori (Florencia, 1535 - Florencia,1607) (manierista)
- Lodovico Cigoli  (Cigoli, 1559-Roma, 1613)

Cronología de arquitectos del Renacimiento florentino:
- Michelozzo di Bartolomeo (Florencia, 1396-Florencia, 1472)
- Leon Battista Alberti (Génova, 1404-Roma, 1472)
- Giuliano da Maiano (Maiano, 1432-Nápoles, 1490)
- Benedetto da Maiano (Maiano, 1442-Florencia, 1497) (arquitecto, escultor y pintor)
- Antonio da Sangallo el Viejo (Florencia, 1455-Florencia, 1534)
- Simone del Pollaiuolo (Il Cronaca) (Florencia, 1457-Florencia, 1508)
- Antonio da Sangallo el Joven (Florencia, 1484-Terni, 1546)
- Jacopo Sansovino (Florencia, 1486-Venecia, 1570) (arquitecto y escultor)
- Giuliano da Baccio d'Agnolo (Florencia, 1491-Florencia, 1555)
- Francesco da Sangallo (Florencia, 1494-Florencia, 1576) (arquitecto, escultor)
- Giovanni Antonio Dosio (San Gimignano, 1533-Roma, 1609)
- Alfonso Parigi el Viejo (Florencia, c. 1535-Florencia, 1590)
- Giovanni Battista Caccini (Montopoli, 1556-Florencia, 1613)

Cronología de escultores del Renacimiento florentino:
- Luca della Robbia (Florencia, 1400-Florencia, 1482)
- Bernardo Rossellino (Settignano, 1409-Florencia, 1464)
- Agostino di Duccio (Florencia, 1418-Perugia, 1481)
- Antonio Rossellino (Settignano, 1427-Florencia, 1479)
- Mino da Fiesole (Poppi, 1429-Florencia, 1484)
- Desiderio da Settignano (Settignano, 1430-Florencia, 1464)
- Andrea della Robbia (Florencia, 1435-Florencia, 1525)
- Niccolò dell'Arca (Bari, 1435-Bolonia, 1494)
- Cristoforo Solari (Milán, 1460 (o 1468)-Milán, 1527)
- Andrea Sansovino (Monte San Savino, 1467-Roma, 1529)

- Giovanni Francesco Rustici (Florencia, 1474 - Tours, 1554)